# Forts et autres structures du mur d'Hadrien

Ordnance Survey Map of Hadrian's Wall, publié en 1964 - carte très détaillée avec l'ensemble des camps auxiliaires, fortins et tourelles, sites présumées et vestiges visibles.

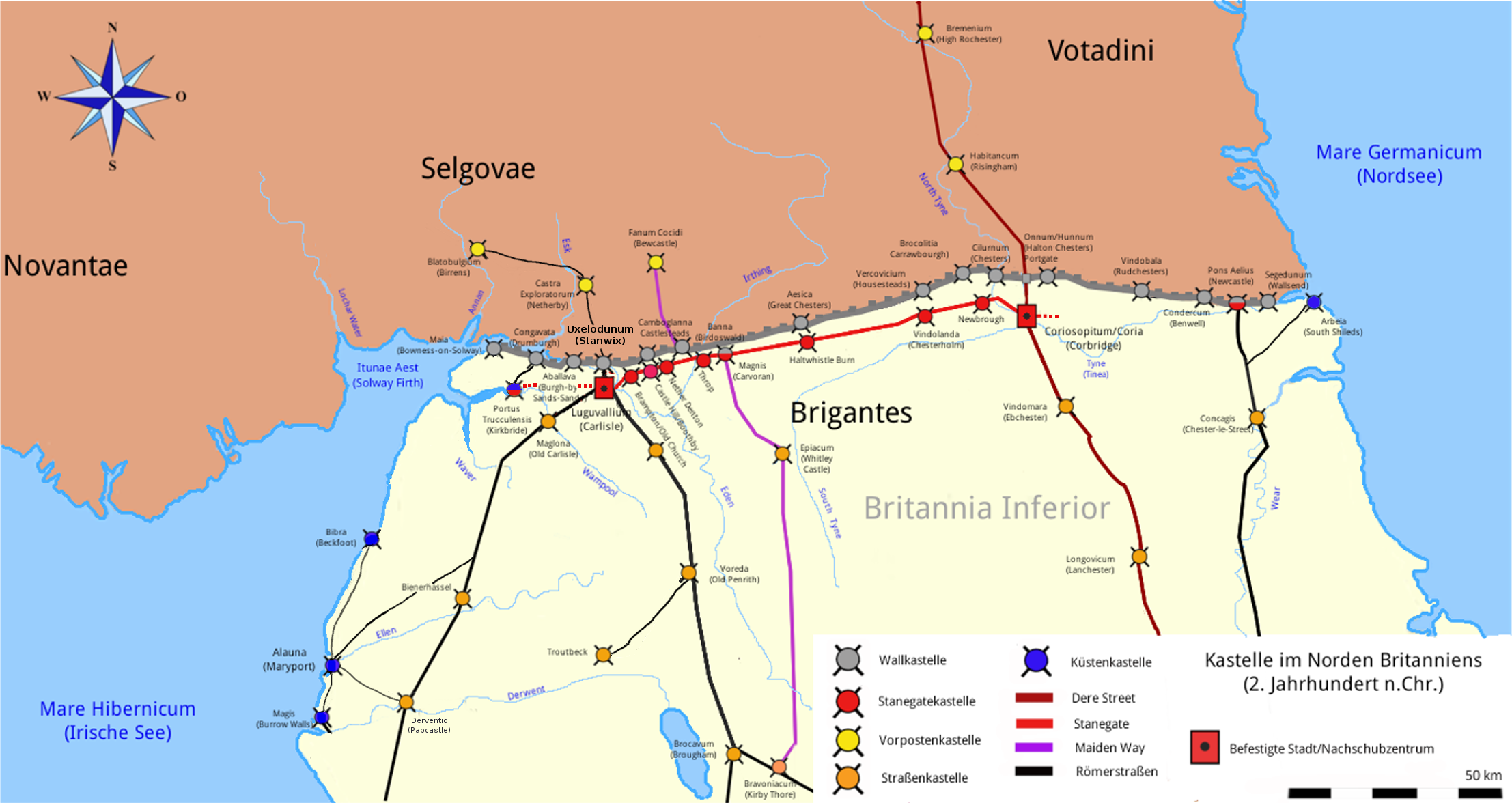
Carte avec les voies romaines et les principaux forts auxiliaires.

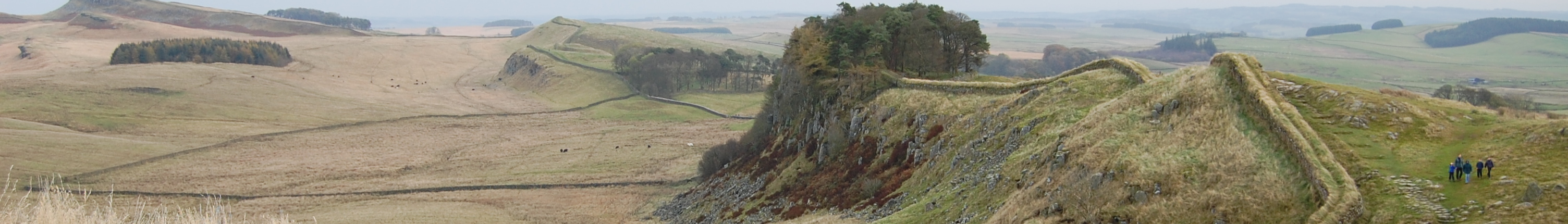
Une portion du mur d'Hadrien à environ 1,5 km à l'ouest du fort romain de Housesteads.

Cet article porte sur les  forts et autres structures du mur d'Hadrien, système de fortifications fait de pierre et de terre et édifié de 122 à environ 128 dans l'ancienne province romaine de Bretagne, aujourd'hui en Cumbria et Northumberland dans le nord de l'Angleterre.
Sur le mur même, les seize principaux camps auxiliaires, les plus de quatre-vingt fortins (« MC », pour "milecastles", le mur faisant plus de 90 milles romains) ainsi que leurs deux tourelles associées ("associated turrets"), à 500 mètres de part et d'autre de chaque fortin ; à cela s'ajoutent quatre principaux camps sur la côte de la mer d'Irlande, en Cumbria, avec plus de vingt-cinq fortins (« MF », pour "milefortlet") et leurs tourelles associées ("associated tower", « Tn1 et Tn2 » avec le numéro du camp situé au nord) ; ainsi qu'un certain nombre d'autres camps auxiliaires, certains au-delà du mur au nord en avant-poste, d'autres en deçà du mur, sur la Stanegate et/ou d'approvisionnement.
L'ordre des forts auxiliaires est donné d'est en ouest, de Wallsend (Wall's end : « Fin du mur ») à l'est de Newcastle upon Tyne, sur l'embouchure de la Tyne vers la mer du Nord, et traverse l'île jusqu'à Bowness-on-Solway à l'ouest de Carlisle, sur l'embouchure de l'Eden sur le Solway Firth de la mer d'Irlande ; puis du nord au sud pour ceux de la côte de la mer d'Irlande, en Cumbria.

## Description

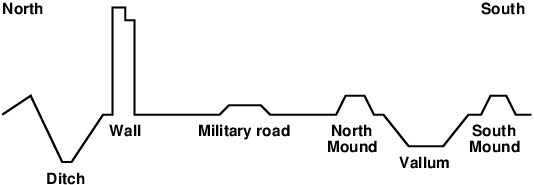
Coupe transversale du Mur d'Hadrien.

### Mur, fossés et route

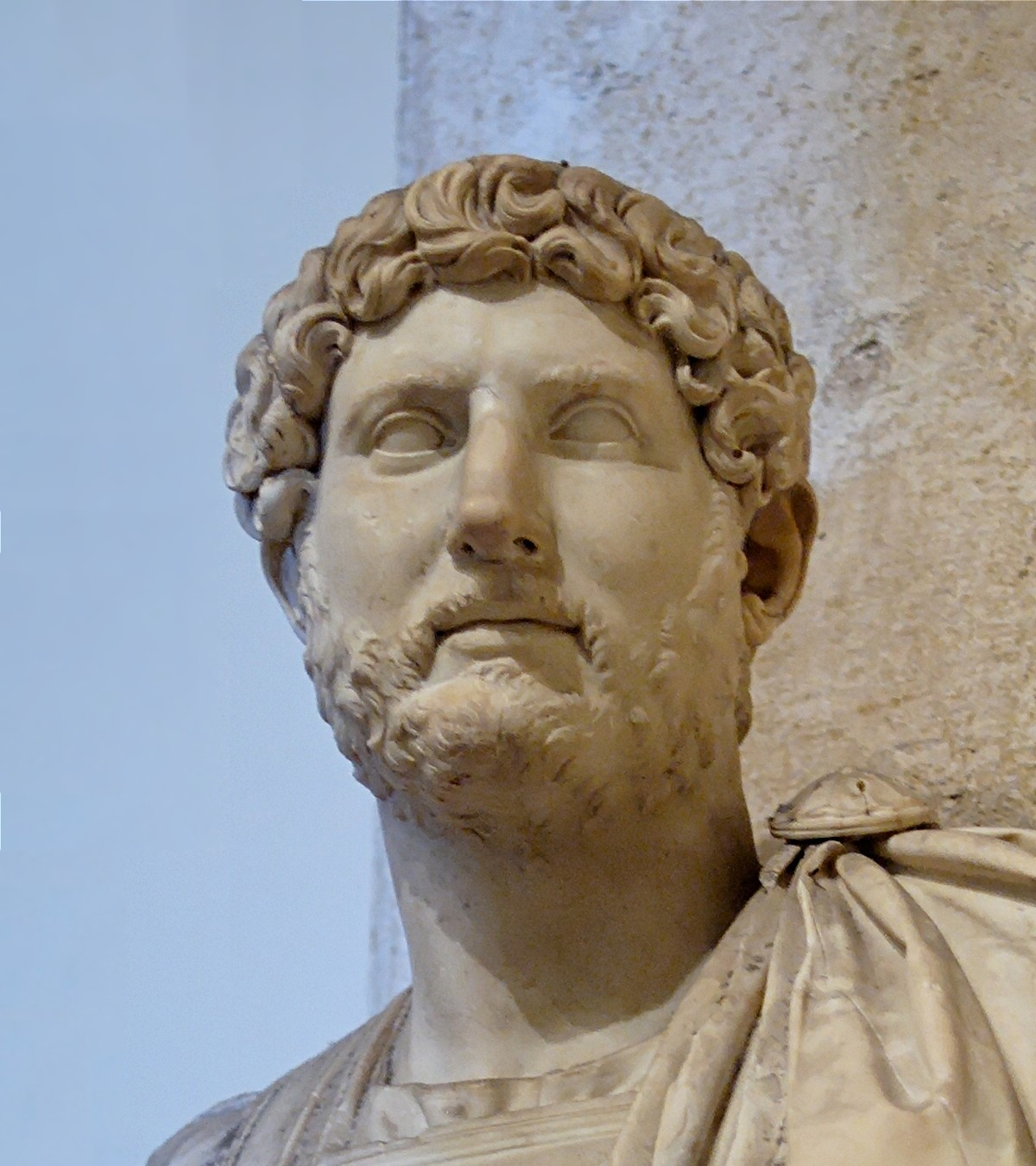
Buste de l'empereur Hadrien.

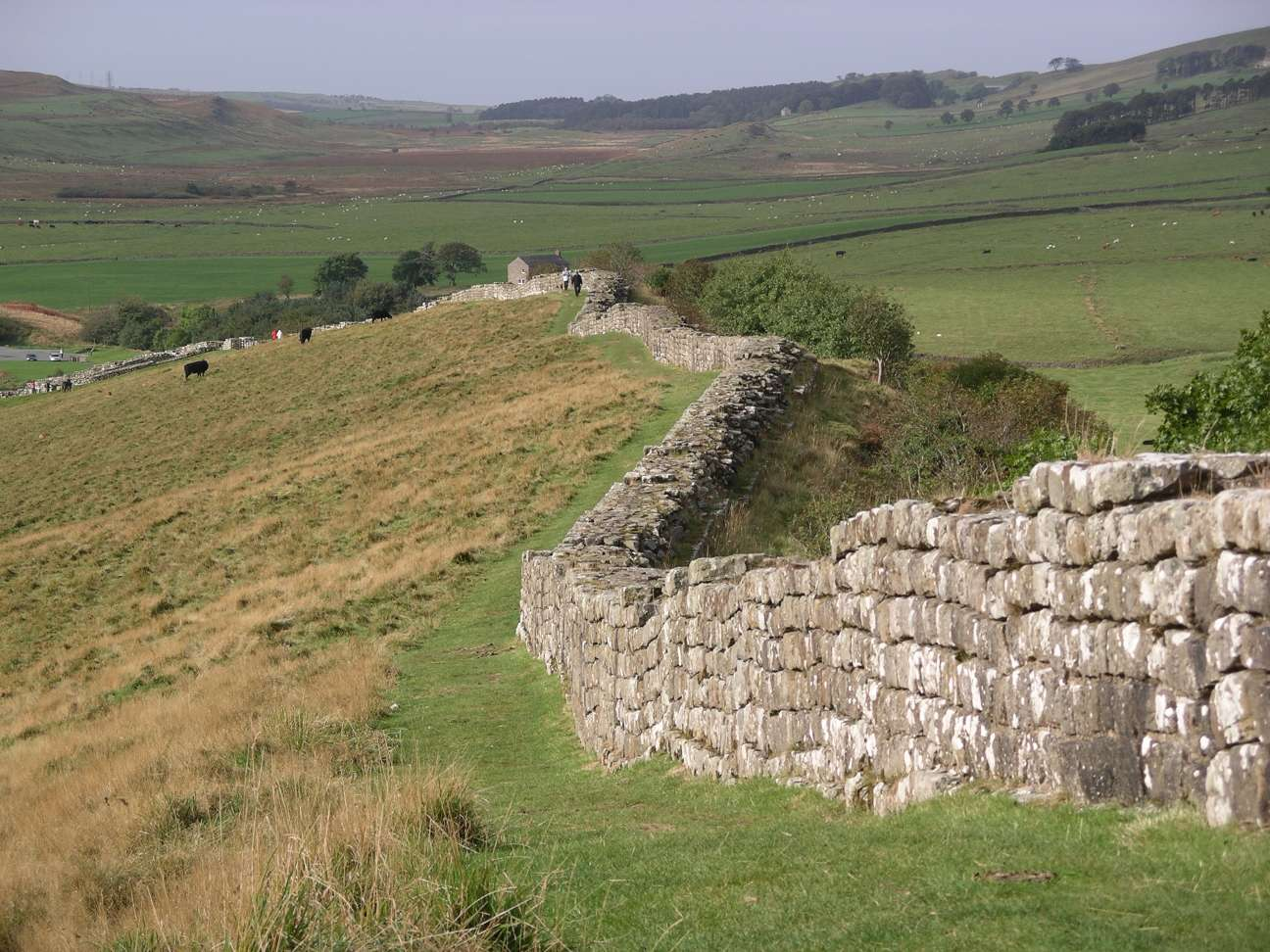
Vestiges du mur.

La construction du mur, constitué de blocs de pierre et de tourbe, commence en 122 sous le règne de l'empereur Hadrien qui visite la province de Bretagne à l'été. Cette tâche est alors confiée à Aulus Platorius Nepos, qui devient gouverneur de Bretagne en juillet pour l'organisation du système défensif et de la construction du mur, après que son prédécesseur Quintus Pompeius Falco ait réprimé d'importants troubles. L'ouvrage est édifié au cours des années par les soldats de trois légions romaines qui participent à la tâche :
- la II Augusta, arrivée en Bretagne dès 43 avec Aulus Plautius, basée sous Hadrien à Isca Silurum (Caerleon, sud du Pays de Galles).
- la XX Valeria, elle aussi débarquée en 43, et installée à Deva Victrix (Chester, en Angleterre mais proche de la frontière avec le nord du Pays de Galles).
- la VI Victrix, établie en Bretagne seulement en 121 à Eburacum (York) pour renforcer les effectifs romains en Bretagne.

De ce fait, les tronçons construits, liés aux plis du terrain et aux matériaux utilisés, ont été bâtis par des légions différentes, avec des largeurs de 1,80 mètre à 3 mètres, et des hauteurs variant de 3,50 mètres à 5 mètres. La partie orientale est initialement faite de mottes de gazon sur des fondations de petites pierres, avant d'être reconstruite en muraille de pierre comme la partie occidentale.
Des fortins (des postes fortifiés) et des tourelles sont élevés à intervalles réguliers sur toute sa longueur. Les fondations du mur ont d'abord été tracées, puis les fortins et tourelles construits, ensuite le mur a été fait en tourbe et/ou en pierre, auquel se sont ajoutés seize camps auxiliaires, parfois en lieu et place d'un fortin ou d'une tourelle préexistante et qui a alors été démoli seulement quelques années après sa construction.
Postérieurement à l’édification du mur, d'autres ouvrages ont été ajoutés de manière progressive. Le mur est précédé au nord par un glacis et un profond fossé. Au sud du mur, un grand fossé est creusé, avec des monticules parallèles adjacents, un de chaque côté. C'est ce qu'on appelle le Vallum : c'est aujourd'hui le nom communément retenu pour le grand fossé sud du mur d'Hadrien mais ce terme désigne à l'origine un type de palissade et non le « fossé » seul. Ce large fossé ne peut être franchi qu'au niveau des forts et fortins par une chaussée. Enfin, entre le mur et le vallum, une route militaire a été tracée après 160.
L'itinéraire choisi est largement inspiré de la voie romaine de Stanegate qui va des villes de Carlisle à Corbridge, qui a toujours été protégée par un limes et par de nombreux forts. Le mur s'étend sur 84 milles (135 km) de l'embouchure de la Tyne jusqu'au Solway Firth. De là, construits à partir de 130, des tours de guet en pierre reliées par une palissade en bois s'étirent le long de la côte de Cumbria, système conçu pour empêcher le contournement du flanc occidental du mur. Ils sont contemporains des structures défensives sur le mur d'Hadrien, et sont traités comme faisant partie du système défensif du mur dans cet article.

### Bref historique
Au début du règne d'Antonin le Pieux, la construction du mur d'Antonin repousse la frontière calédonienne vers le nord, aux alentours de 139-145. Le mur n'a donc plus qu'une utilité marginale pendant une quinzaine d'années. Certains camps gardent une garnison normale, d'autres reçoivent des détachements de légionnaires pour l'entretien de ces places, mais la grande partie des troupes auxiliaires sont re-déployées au nord. Les portes des milecastles sont démontées, les tourelles abandonnées et les fossés sont remblayés à certains endroits.
Il est ensuite réhabilité vers 157-158 puis vers 162-163 par les légions, totalement en pierre notamment sur sa partie occidentale, et le camp auxiliaire d'Arbeia est construit sur la mer à l'est vers 160. Les tourelles sont reconstruites, les milecastle à nouveau dotés d'une porte, le fossé déblayé et la rocade construite. Entre 169 et 208, certaines tourelles sont abandonnées et les portes de certains fortins sont rétrécies.
Le mur est à nouveau renforcé et rationalisé sous les Sévères, avec la reconstruction voire la finalisation du mur en pierre sur toute sa longueur, le renforcement des défenses des camps auxiliaires, mais aussi une limitation du nombre de tourelles et un réaménagement des fortins. Une plus grande importance est aussi donnée aux forts avancés tandis que le Vallum semble être abandonné et que les vici se développent près des forts.
Les structures du mur se dégradent à nouveau pendant la crise du troisième siècle, et il faut attendre 296 ou 297 et Constance Chlore pour une remise en état voire une reconstruction partielle. La situation se dégrade à nouveau à partir du milieu du IVe siècle avant une nouvelle remise en état par Théodose l'Ancien en 368 mais l'abandon des forts avancés.
L'abandon définitif du mur est généralement daté d'environ 410, date à laquelle la plupart des forts sont abandonnés, mais il reste encore quelques unités dans les décennies qui suivent jusqu'au milieu du Ve siècle.

Plan du camp romain :
1. Prætorium
2. Via prætoria
3. Via principalis
4. Porta principalis (dextra, droite)
5. Porta decumana
6. Porta principalis (senestra, gauche)
7. Porta prætoria

Le système de numérotation a été introduit par J. Collingwood Bruce (en), érudit et historien britannique, à la fin du XIXe siècle ; il est devenu une norme autour de 1930.

### Camp / Fort auxiliaire (Castrum)
Un camp romain est une installation, durable dans le cas du mur d'Hadrien, construite par les armées romaines pour protéger leur cantonnement. Le principe d'un camp est toujours le même, ce qui permet une construction très rapide, même si l'on retrouve rarement deux camps identiques.
Deux voies principales, la via principalis et le decumanus, coupent à angle droit le camp. Au milieu, le long de la via principalis et coupant le decumanus, se situe le quartier général (principia, où se retrouve aussi la trésorerie, dans une salle forte, le centre administratif, une grande salle servant de lieu de réunions et généralement un lieu sacré). Celui-ci est entouré sur cette via par le prætorium (la maison du commandant, avec appartements privés et une série de pièces de service) et les horrea (les greniers). À l'origine, le principia et le prætorium ne font qu'un, et c'est ce dernier terme qui désignait le quartier général.
Les troupes auxiliaires logent dans de longs baraquements rectangulaires habituellement divisés en dix chambrées, accueillant huit soldats chacune. Toute une centurie loge dans un baraquement, constitué d'une succession de doubles-pièces. La première sert de vestiaire aux soldats pour entreposer leurs armes et autres effets personnels encombrants. La deuxième est la chambrée proprement dite, avec une cheminée et des châlits superposés pour coucher les huit hommes du contubernium, placés sous la surveillance d'un chef de chambrée. Chaque chambrée se compose d'une chambre précédée d'une antichambre au sol de terre battue.
Les valetudinaria sont des zones médicales incorporées au camp et sont les versions militaires des aesculapia. Le camp abrite aussi des ateliers et des écuries.
Le camp est entouré d'une muraille en pierre, arrondi aux angles et s'appuyant sur un fort talus descendant en pente douce à l'intérieur du camp, et un fossé profond à l'extérieur. Quatre tours de garde sont prévues aux angles ainsi que quatre portes donnant sur les deux axes. Les portes principales se trouvent sur les grands côtés. Des portes intermédiaires peuvent être ajoutées et des tourelles ponctuent à intervalle régulier la muraille. Les deux ouvertures principales sont pourvues de deux portes séparées par un pilier et sont flanquées par un corps de garde de part et d'autre. Elles sont fortement défendues.
À proximité des forts, côté sud pour ceux du mur, un vicus (village) se développe ainsi que des thermes, des latrines et des fours sont édifiés.
Dans le cas du mur d'Hadrien, les camps auxiliaires ont été construits peu de temps après le mur, les fortins et les tourelles. Ainsi, certains camps prennent place à la place de fortin ou tourelle préexistante. Enfin, un camp auxiliaire préexistant le long de la Stanegate est maintenu et incorporé à la garde du mur, bien que non accolé à celui-ci, et certains deviennent des forts d'approvisionnement. D'autres sont construits au nord pour le renseignement et l'exploration.
Ces forts sont conçus pour accueillir des unités de 500 auxiliaires environ, fantassins et/ou cavaliers. Les légions romaines de Bretagne peuvent, en cas de besoin, venir renforcer les effectifs stationnés, mais sont basés dans des camps beaucoup plus importants situés bien plus au sud à Isca Silurum (Caerleon, sud du Pays de Galles), Deva Victrix (Chester, en Angleterre mais proche de la frontière avec le nord du Pays de Galles) et Eburacum (York).

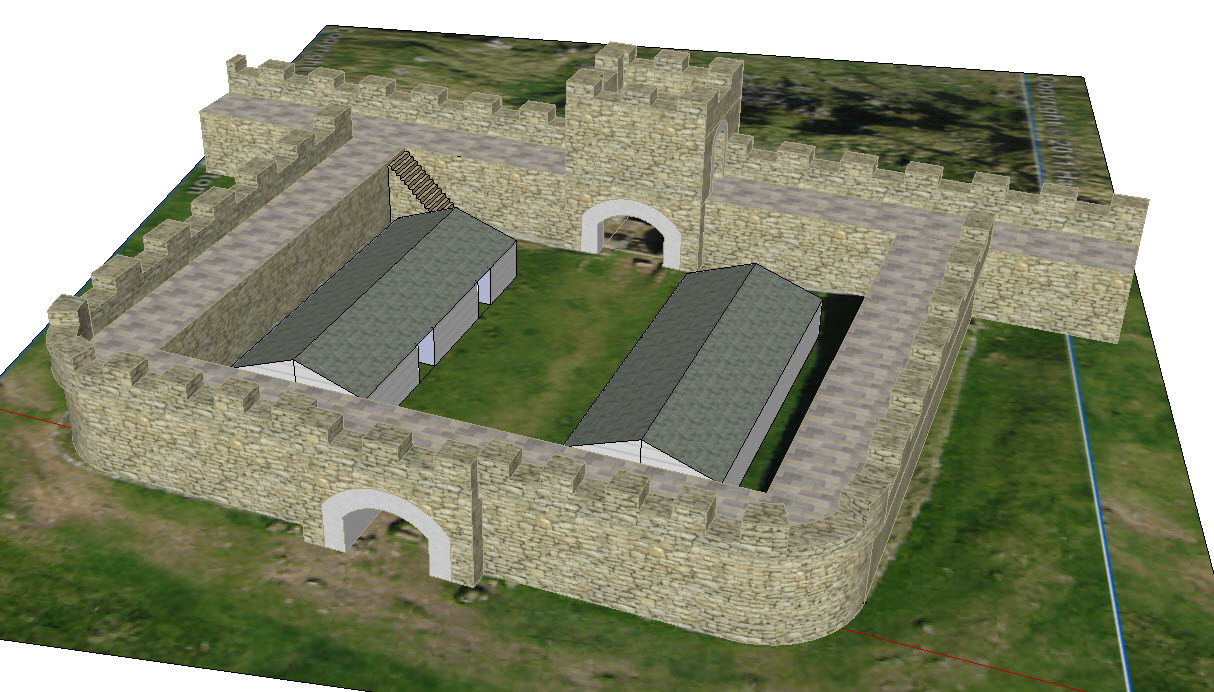
Reconstitution d'un milecastle.

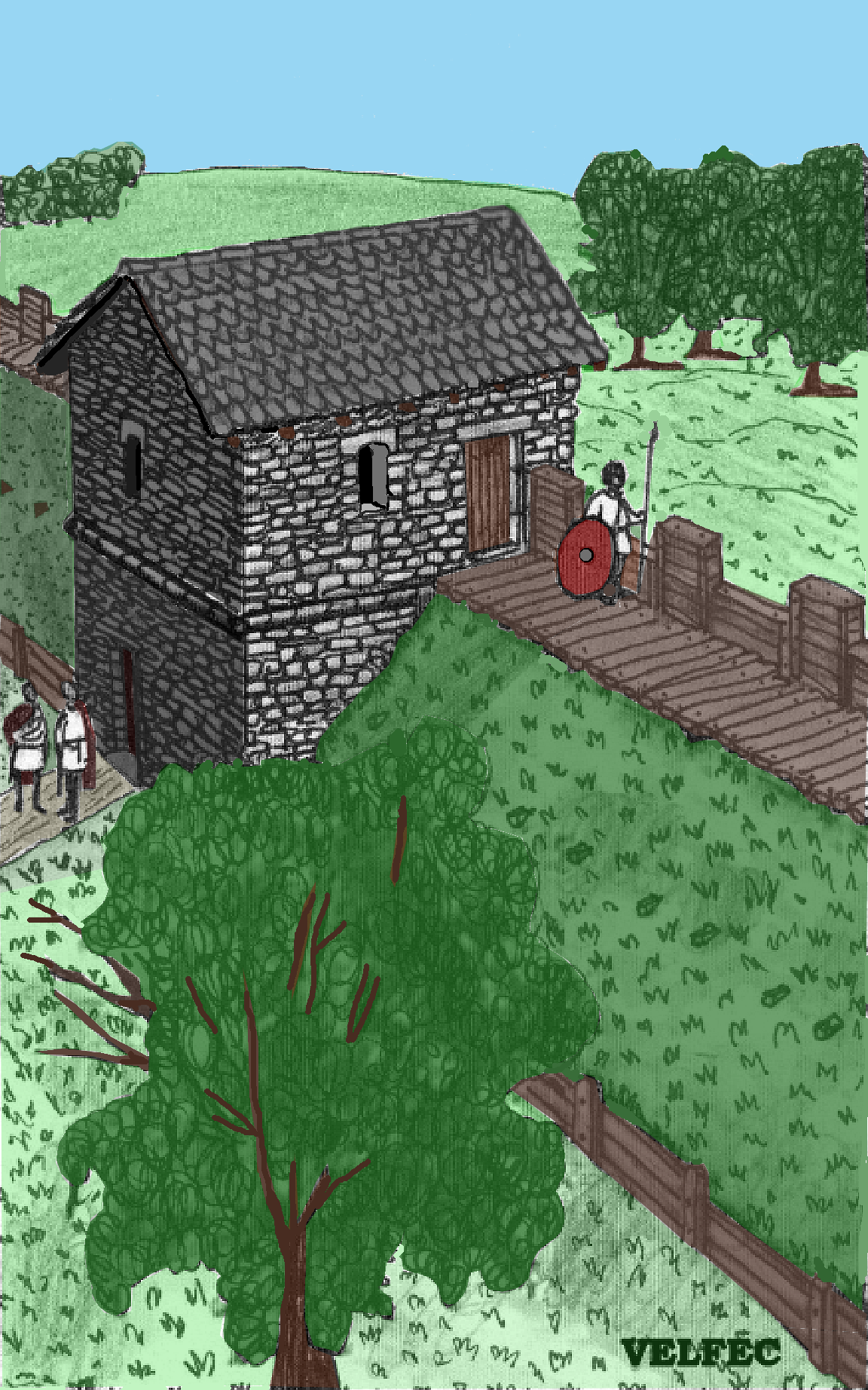
Reconstitution d'une tourelle.

### Fortin /Milecastle(MC)
Il s'agit d'un petit fort ou fortin, de forme rectangulaire, construit pendant la période de l'Empire romain. Ils sont placés à intervalles réguliers le long de plusieurs frontières majeures, notamment le mur d'Hadrien en Bretagne, environ tous les milles romains (1,481 km), d'où son nom en langue anglaise (meilenkastelle en allemand).

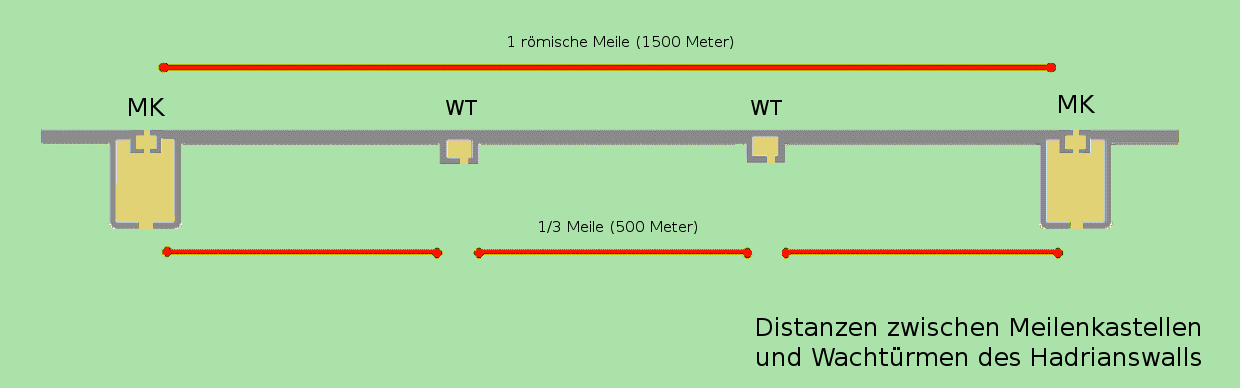
Schéma du mur avec les fortins et tourelles associées. MK pour les fortins / milecastle (MC dans l'article) et WT pour les tourelles (TnA et TnB dans l'article).

Les milecastles sont initialement construits en pierre dans les deux tiers orientaux et en tourbe avec une palissade en bois dans le tiers occidental, ces derniers étant reconstruits plus tard en pierre. La taille varie, mais en général ils mesurent environ 15 mètres sur 18 mètres à l’intérieur, avec des murs de pierre jusqu’à 3 mètres d’épaisseur et probablement entre 5 et 6 mètres de hauteur.
Il y a plus de 80 milecastles sur le mur et près du double de tourelles associées. À quelques exceptions près, le fort garde une porte, et une garnison d'environ 20 à 30 soldats auxiliaires logés dans deux blocs de caserne. La garnison contrôle le passage des personnes, des marchandises et du bétail, et il est probable que le fortin ait servi de poste de douane pour prélever des taxes sur ce trafic.
Un autre système de fortins, connu sous le nom de milefortlets, et de tours de guet en pierre, s'étend à l'extrémité ouest du mur d'Hadrien, le long de la côte de Cumbria jusqu'à la tour 25B à Flimby, mais ils sont reliés par une palissade en bois et non par un mur avec fossé profond, et sont sans porte.

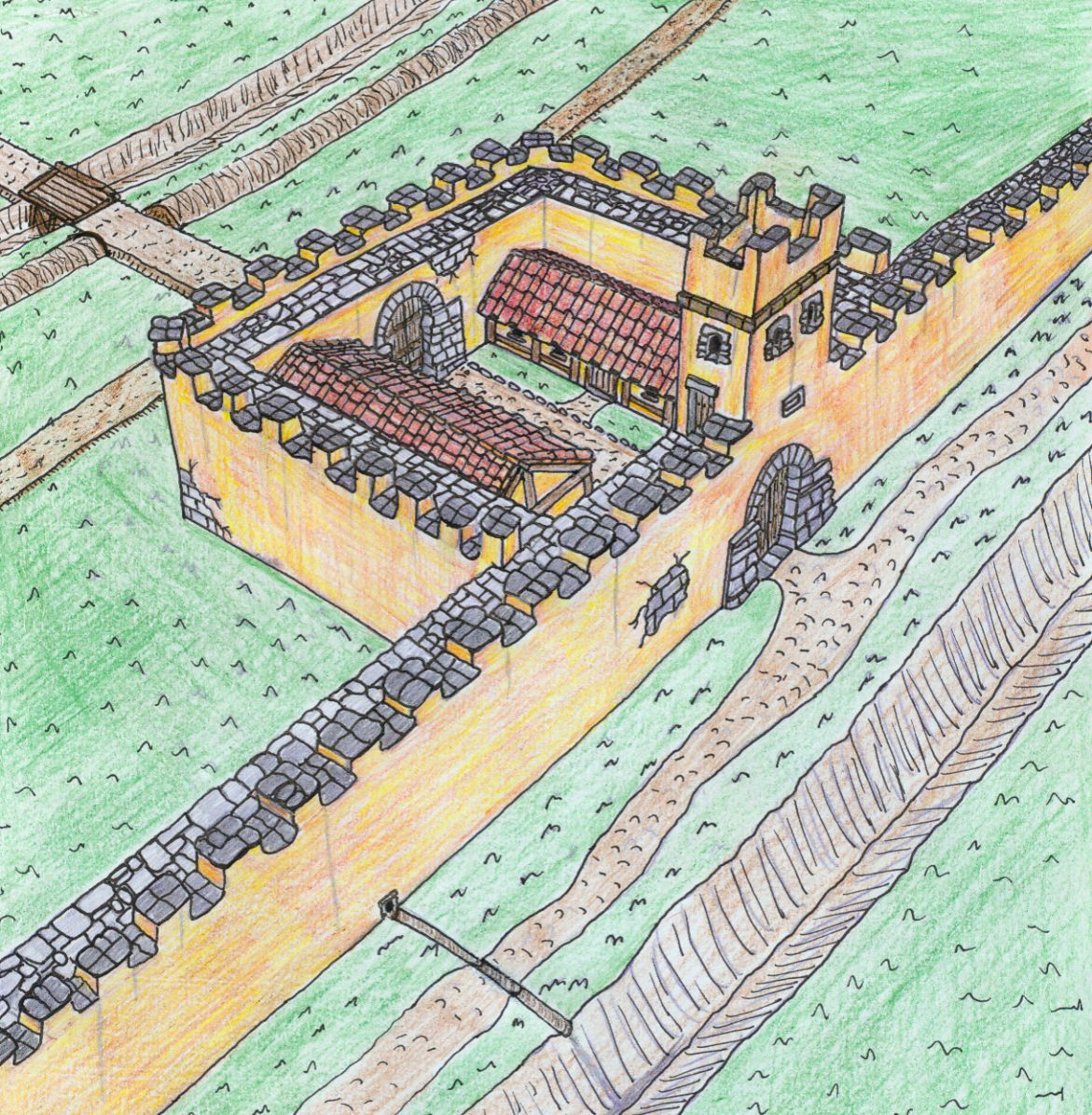
Illustration.
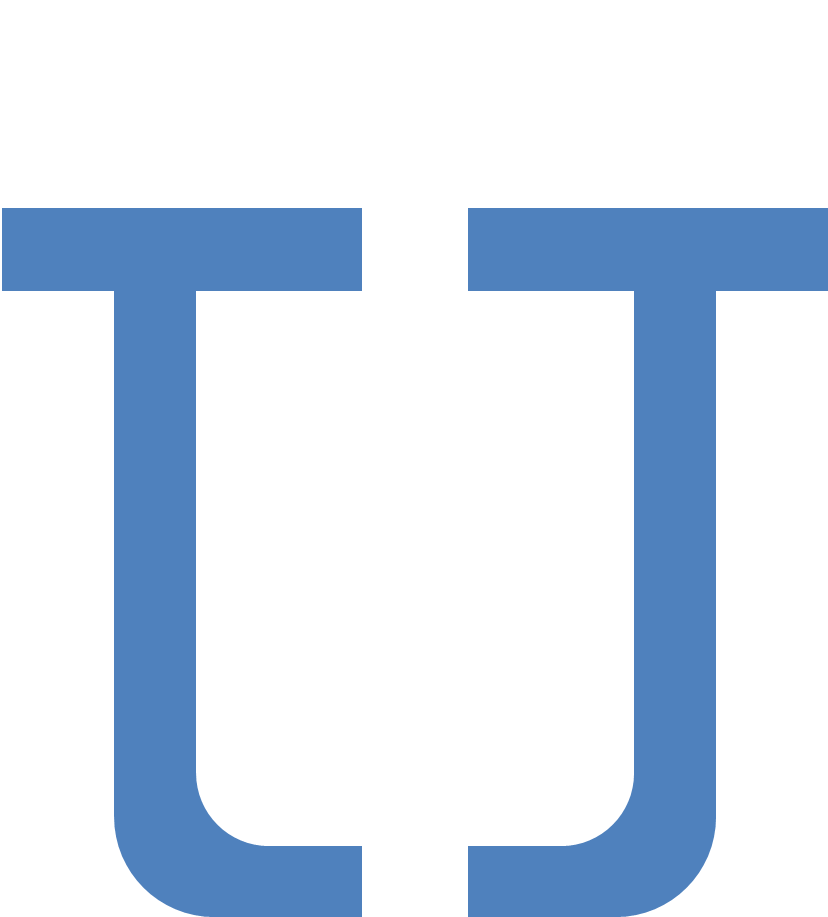
Milecastle à axe long.
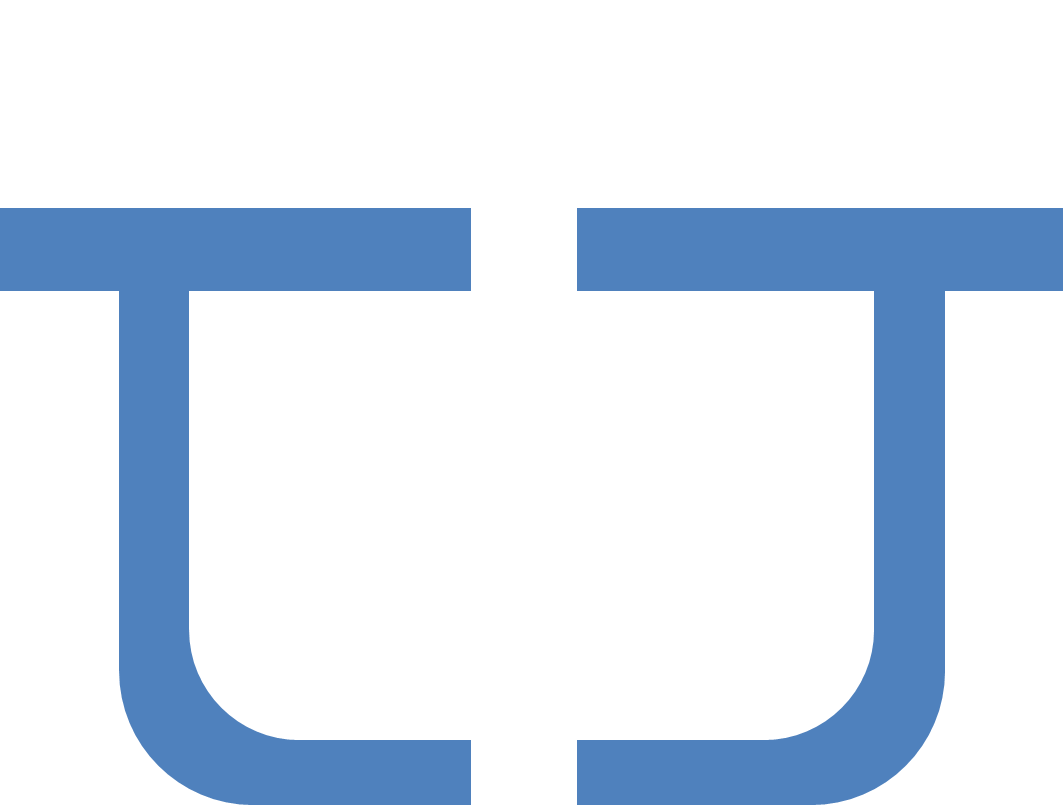
Milecastle à axe court.
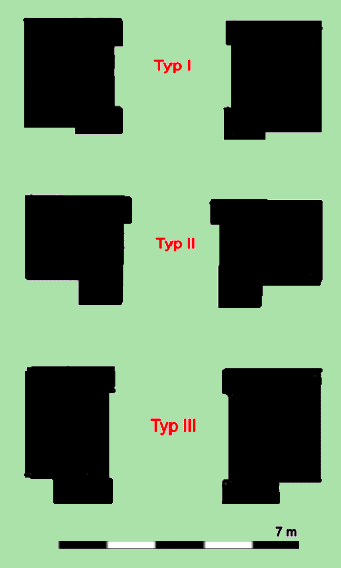
Les types de portes (I, II et III).

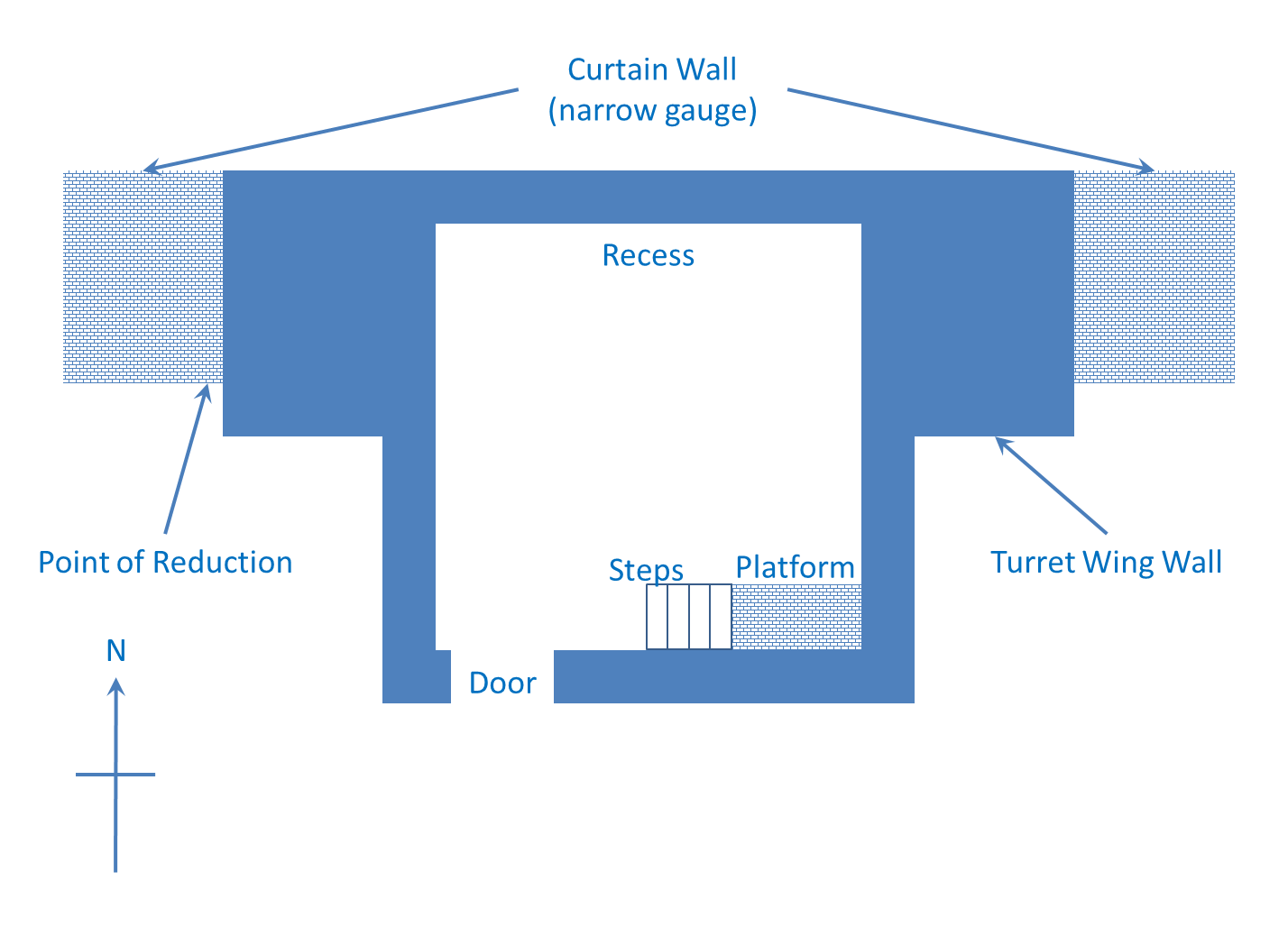
Plan d'une tourelle du mur.

Il y a par ailleurs trois types de portes (I, II parfois décliné en IV, et III), voir dernier schéma ci-dessus.
Les milecastles du mur sont notés MC avec une numérotation d'est ou en ouest, puis MF en Cumbria avec une numérotation du nord au sud.

### Tourelles associées (Tn1 et Tn2)
De part et d'autre de chaque milecastle se trouve une tourelle de pierre, située à environ 500 mètres (1/3 d'un mile romain).
Les tourelles sont notées Tn1 et Tn2 avec le numéro du fortin situé à l'est puis au nord, et donc pas avec le fortin le plus proche deux par deux.

### Ponts le long du mur
Le mur enjambe trois rivières d'est en ouest, la North Tyne, l’Irthing et l’Eden. Dans la continuité du mur, trois ponts ont été construits au niveau du mur, fortifiés vers le nord, le mur étant ainsi ininterrompu, et permettant le passage sur la rocade militaire sur un axe est-ouest.

## Liste des forts auxiliaires

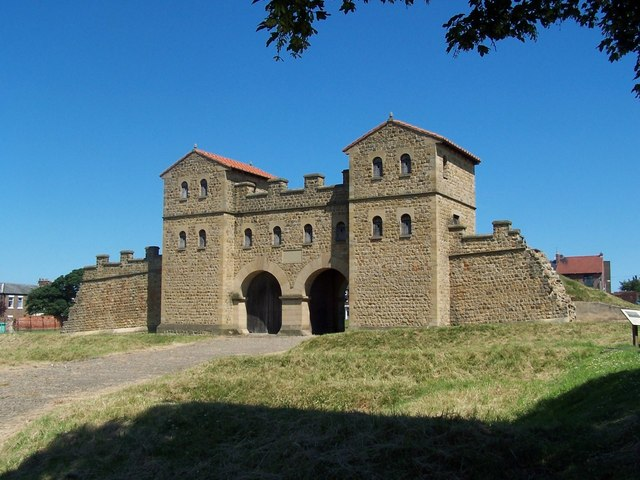
Porte ouest reconstruite dArbeia.

|      | Nom(s) du camp          | Construction | Dimensions                                      | Lieu                                                        | Commentaires | Plan |
| ---- | ----------------------- | ------------ | ----------------------------------------------- | ----------------------------------------------------------- | --- | ---- |
| (0)  | Arbeia                  | ca. 160      | 110 m × 185 m +45 m (205-207) (1,7 ha > 2,1 ha) | South Shields 55° 00′ 16″ N, 1° 25′ 52″ O                   | Ultérieur et non inclus dans le mur. Protège la voie maritime. Fort d'approvisionnement du mur.                                                              |      |
| (1)  | Segedunum               | ca. 127      | 138 m × 120 m (1,7 ha)                          | Wallsend 54° 59′ 16″ N, 1° 31′ 56″ O                        | Rallongement postérieur du mur. Devient la nouvelle extrémité orientale.                                                                                     |      |
| (2)  | Pons Aelius             | ca. 122      | inconnues (<1 ha)                               | City Centre Newcastle upon Tyne 54° 34′ 57″ N, 1° 21′ 17″ O | Extrémité orientale pendant 5 ans. Protège le pont sur la Tyne.                                                                                              |      |
| (3)  | Condercum               | ca. 123-135  | 170 m × 120 m (2,4 ha)                          | Benwell Newcastle upon Tyne 54° 58′ 34″ N, 1° 39′ 47″ O     | Au sommet d'une colline. |      |
| (4)  | Vindobala               | ca. 123-135  | 157 m × 117 m (1,8 ha)                          | Rudchester 55° 00′ 04″ N, 1° 49′ 34″ O                      | Au sommet d'une colline. |      |
| (5)  | Onnum Hunnum            | ca. 123-135  | 140 m × 120 m +50 m (IIIe s. ?) (1,6 ha > 2 ha) | Halton Whittington 55° 00′ 36″ N, 2° 00′ 22″ O              | Surveille l'importante voie romaine Dere Street. |      |
| (6)  | Cilurnum                | ca. 123-126  | 122 m × 174 m (2,3 ha)                          | Humshaugh Walwick Chesters 55° 01′ 34″ N, 2° 08′ 20″ O      | Garde le pont Chesters Bridge sur la North-Tyne. |      |
| (7)  | Brocolitia Procolita    | ca. 123-135  | inconnues (1,5 ha)                              | Newbrough Chollerford 55° 02′ 10″ N, 2° 13′ 23″ O           | Le plus au nord du mur. |      |
| (8)  | Vercovicium Borcovicium | ca. 123-135  | 180 m × 110 m (2,2 ha)                          | Bardon Mill Housesteads 55° 00′ 47″ N, 2° 19′ 52″ O         | Au sommet d'une falaise. Surplombe la Knag Burn Gateway et le passage du ruisseau Knag Burn.                                                                 |      |
| (9)  | Aesica                  | ca. 123-135  | 108 m × 128 m (1,2 ha)                          | Great Chesters Haltwhistle 54° 59′ 42″ N, 2° 27′ 50″ O      | Protège le Caw Gap, où la rivière Haltwhistle Burn traverse le mur.                                                                                          |      |
| (10) | Magnis                  | ca. 80       | 135 m × 111 m (1,5 ha)                          | Greenhead Carvoran 54° 59′ 02″ N, 2° 31′ 26″ O              | Antérieur et non inclus dans le mur. Garde la jonction de la Maiden Way avec la Stanegate. Nommé par erreur Banna sur la carte de 1964.                      |      |
| (11) | Banna                   | 112          | 177 m × 122 m (2,1 ha)                          | Waterhead Birdoswald 54° 59′ 22″ N, 2° 36′ 08″ O            | Antérieur au mur. Sur un éperon surplombant un large méandre de l'Irthing. Protège le pont de Willowford. Nommé par erreur Camboglanna sur la carte de 1964. |      |
| (12) | Camboglanna             | ca. 123-126  | 120 m × 120 m (1,5 ha)                          | Walton Castlesteads 54° 57′ 49″ N, 2° 45′ 49″ O             | Sur un haut promontoire dominant la vallée de Cambeck et surplombe un coude de la rivière Irthing. Nommé par erreur Uxelodunum sur la carte de 1964.         |      |
| (13) | Petriana Uxelodunum     | ca. 123-126  | 180 m × 210 m (3,8 ha)                          | Stanwix Carlisle 54° 54′ 18″ N, 2° 56′ 02″ O                | Se dresse sur un plateau au-dessus de l'Eden. Garde la tête de pont menant à Luguvalium (Carlisle).                                                          |      |
| (14) | Aballava Avalana        | ca. 123-135  | 150 m × 120 m (2,0 ha)                          | Burgh-by-Sands Solway Firth 54° 55′ 23″ N, 3° 03′ 00″ O     | Garde l'extrémité sud de deux importants gués de Solway Firth, le Peat Wath et le Sandwath.                                                                  |      |
| (15) | Coggabata Congavata     | ca. 123-135  | 82 m × 96 m (0,8 ha)                            | Drumburgh Solway Firth 54° 55′ 40″ N, 3° 08′ 55″ O          | Sur une colline, garde l'extrémité sud de deux importants gués de Solway Firth, le Stonewath et le Sandwath.                                                 |      |
| (16) | Maia                    | ca. 123-135  | 220 m × 130 m (2,8 ha)                          | Bowness-on-Solway Solway Firth 54° 57′ 12″ N, 3° 12′ 54″ O  | Sur une falaise donnant sur le Solway Firth et la mer d'Irlande. Extrémité occidentale.                                                                      |      |

|      | Nom(s) du camp      | Construction | Dimensions                   | Lieu                                               | Commentaires | Plan |
| ---- | ------------------- | ------------ | ---------------------------- | -------------------------------------------------- | --- | ---- |
| (AV) | Habitancum          | ca. 122-128  | 135 m × 117 m (1,6 ha)       | Risingham Corenside 55° 10′ 12″ N, 2° 10′ 19″ O    | L’une des structures défensives construites le long de Dere Street. Surplombe la rivière Rede.                                          |      |
| (AV) | Bremenium           | ca. 122-128  | 148 m × 136 m (2,0 ha)       | High Rochester 55° 16′ 52″ N, 2° 16′ 05″ O         | L’une des structures défensives construites le long de Dere Street.                                                                     |      |
| (AV) | Fanum Cocidi        | ca. 122-128  | hexagone irrégulier (2,4 ha) | Bewcastle 55° 03′ 50″ N, 2° 41′ 06″ O              | L’une des structures défensives construites le long de Maiden Way.                                                                      |      |
| (AV) | Castra Exploratorum | ca. 122-128  | ? (2,4 ha ?)                 | Arthuret Netherby Hall 55° 02′ 10″ N, 2° 56′ 42″ O | Garde un pont sur l’Esk. |      |
| (AV) | Blatobulgium        | ca. 122-128  | ? (1,65 puis 2,1 ha)         | Birrens 55° 03′ 54″ N, 3° 13′ 28″ O                | Permet de contrôler la côte nord du Solway Firth. Abandonné à la fin du IIe siècle.                                                     |      |
| (ST) | Corstopitum Coria   | ca. 84       | ? (2,8 puis 2,5 ha)          | Corbridge 54° 58′ 42″ N, 2° 01′ 45″ O              | Au croisement de Dere Street et Stanegate Garde le pont sur la Tyne Ville démilitarisée dès la fin du IIe siècle.                       |      |
| (ST) | Vindolanda          | ca. 85       | ? (1,4 à 3,2 ha)             | Bardon Mill 54° 59′ 29″ N, 2° 21′ 37″ O            | Sur la Stanegate, antérieur et proche du mur.                                                                                           |      |
| (ST) | Magnis              | ca. 80       | 135 m × 111 m (1,5 ha)       | Greenhead Carvoran 54° 59′ 02″ N, 2° 31′ 26″ O     | Antérieur et non inclus dans le mur. Garde la jonction de la Maiden Way avec la Stanegate. Nommé par erreur Banna sur la carte de 1964. |      |
| (ST) | Luguvalium          | ca. 72       | ? (? ha)                     | Carlisle 54° 53′ 40″ N, 2° 56′ 15″ O               | À l’extrémité occidentale de la Stanegate. Sur l’axe nord-sud d’une autre voie romaine.                                                 |      |

|      | Nom(s) du camp      | Construction | Dimensions             | Lieu                                                       | Commentaires                                                                                             | Plan |
| ---- | ------------------- | ------------ | ---------------------- | ---------------------------------------------------------- | --- | ---- |
| (CI) | Maia                | ca. 123-128  | 220 m × 130 m (2,8 ha) | Bowness-on-Solway Solway Firth 54° 57′ 12″ N, 3° 12′ 54″ O | Sur une falaise donnant sur le Solway Firth et la mer d'Irlande. Extrémité occidentale du mur d'Hadrien. |      |
| (CI) | Portus Trucculensis | ca. 85       | 168 m × 138 m (2,3 ha) | Kirkbride 54° 54′ 18″ N, 3° 12′ 11″ O                      | Port romain avec fort associé de Kirkbride.                                                              |      |
| (CI) | Bibra               | ca. 130-135  | 123 m × 84 m (1,1 ha)  | Beckfoot 54° 49′ 30″ N, 3° 25′ 12″ O                       | Côte sud du Solway Firth.                                                                                |      |
| (CI) | Alauna              | ca. 130      | 135 m × 139 m (2,6 ha) | Maryport 54° 43′ 12″ N, 3° 29′ 35″ O                       | Quartier général et port d’approvisionnement.                                                            |      |
| (CI) | Glannoventa         | 130          | ? (1,4 ha)             | Ravenglass 54° 20′ 35″ N, 3° 24′ 07″ O                     | Sur la mer d’une partet la route vers l’intérieur d’autre part.                                          |      |
| (CM) | Mediobogdum         | ca. 130-135  | 114 m × 105 m (1,2 ha) | Col de Hardknott 54° 24′ 10″ N, 3° 12′ 19″ O               | Sur la route entre Ravenglass et Ambleside. Surplombe la vallée de l’Esk.                                |      |
| (CM) | Galava              | ca. 130-135  | 90 m × 130 m (1,2 ha)  | Ambleside 54° 25′ 10″ N, 2° 58′ 08″ O                      | Au nord du lac Windermere. Sur la route entre Ravenglass et Brocavum.                                    |      |

## Castrum Arbeia
Ce grand camp romain est fondé vers 160 et surplombe la rivière Tyne depuis le sud (dans la ville côtière de South Shields, sur la mer du Nord). Il protège la principale voie maritime du mur d'Hadrien. Une voie romaine part au sud et rejoint le camp auxiliaire de Concangis (Chester-le-Street, comté de Durham). Il devient plus tard le fort d'approvisionnement maritime du mur et contient les seuls greniers en pierre construits à ce jour en Bretagne. Il est occupé jusqu'à ce que les Romains quittent la Bretagne au Ve siècle.
Arbeia est construit en plusieurs phases. Les murs ont été renforcés par des tours internes. Le mur de fortification mesure environ 110 mètres par 180 mètres. En 205-207, le mur est étendu de 45 mètres au sud, ce qui porte la superficie 16 700 m² à 21 000 m².
Il est maintenant en ruine et est partiellement reconstruit. Il est fouillé pour la première fois dans les années 1870 et tous les bâtiments modernes du site sont nettoyés dans les années 1970. Un corps de garde, une caserne et le prætorium ont été reconstruites sur leurs fondations d'origine. La corps de garde abrite de nombreuses expositions liées à l'histoire du fort et ses niveaux supérieurs offrent une vue d'ensemble du site archéologique. Le site est géré par les musées Tyne and Wear en tant que Arbeia Roman Fort and Museum.

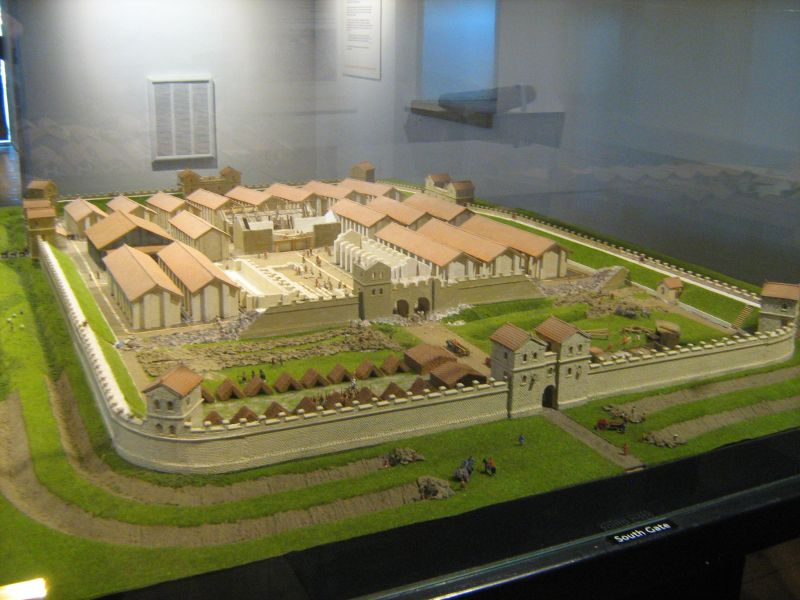
Reconstruction du fort, tel qu'il était au IIIe siècle apr. J.-C.
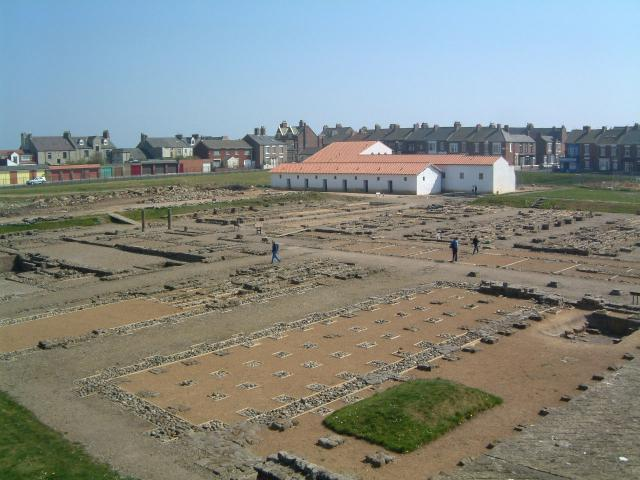
Vestiges.
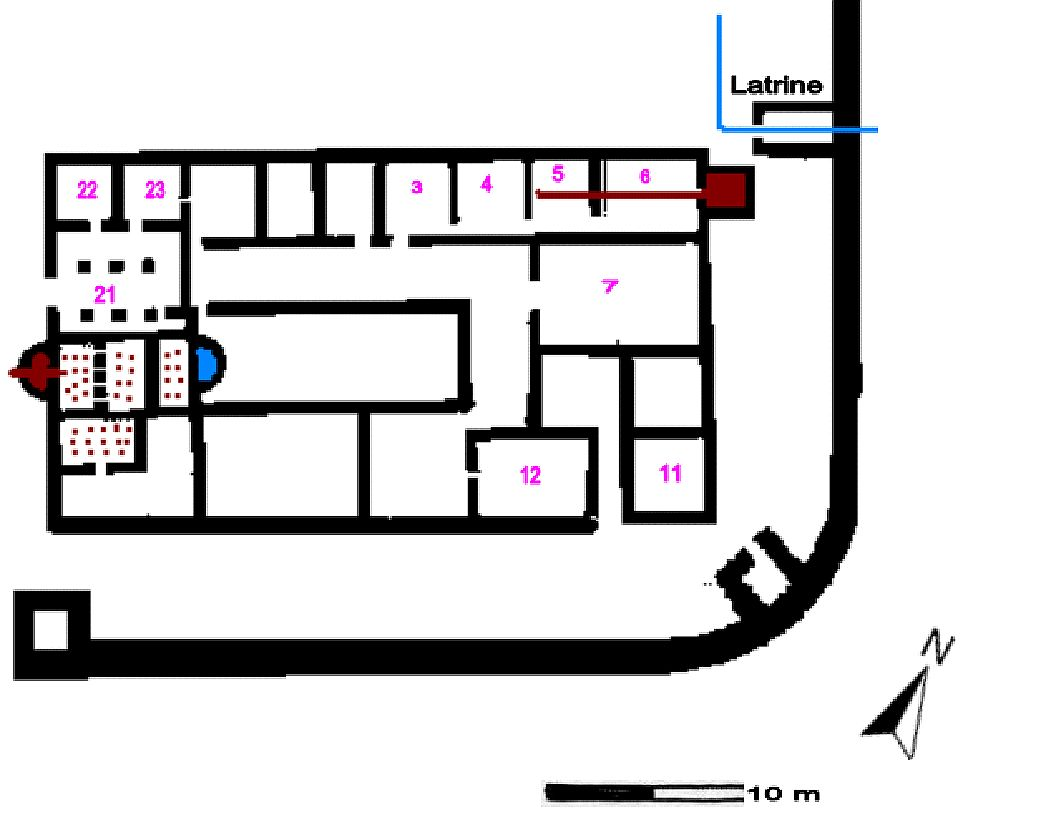
Praetorium.
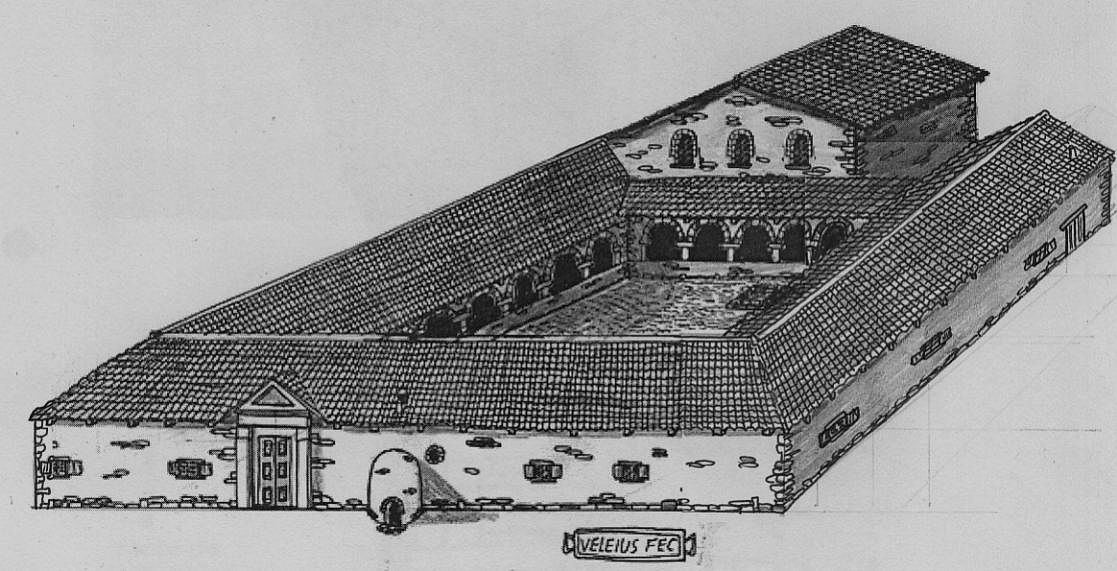
Reconstitution.
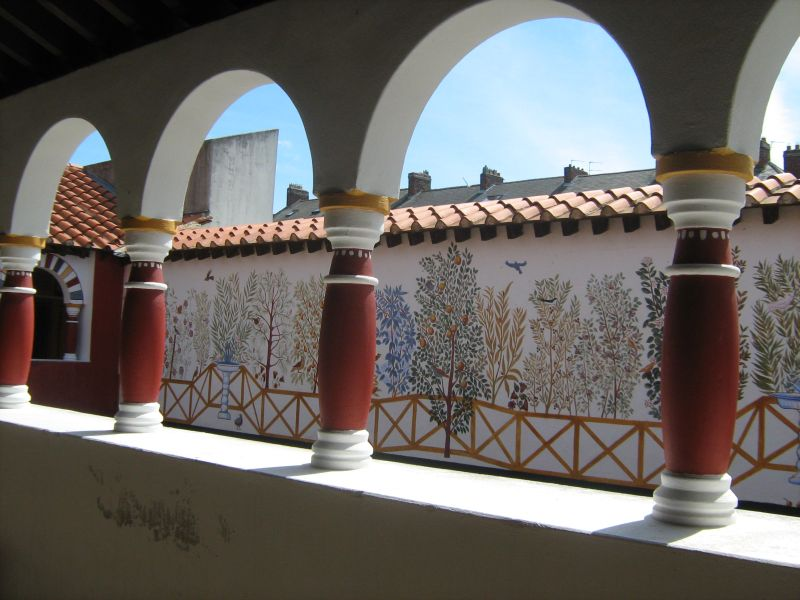
Reconstruction.

## Le mur d'Hadrien d'est en ouest

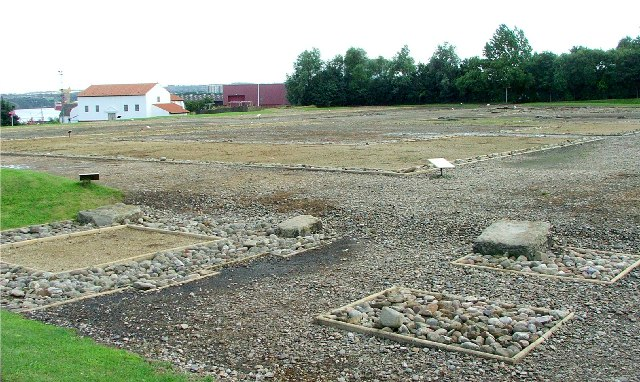
Les vestiges du fort de Segedunum.

### Castrum Segedunum(1)
Le fort se trouve à l'extrémité orientale du mur d'Hadrien (à Wallsend, au nord de la Tyne). À l'origine, le mur se termine à Pons Aelius (Newcastle upon Tyne). Les travaux du mur y commencent en 122 et se poursuivent vers l'ouest. Par la suite, vers 127, le mur est prolongé plus à l'est, probablement pour protéger le passage du fleuve à Pons Aelius. La nouvelle section de mur est plus étroite que les sections précédemment construites. Contrairement au reste du mur, l'extension n'a pas de vallum. Segedunum sert de garnison pendant environ 300 ans, des années 120 à environ 400.
Le camp mesure 138 mètres du nord au sud et 120 mètres d’est en ouest, couvrant une superficie de 17 000 m². Un large fossé et une digue de terre entourent le fort de tous les côtés. La partie centrale du mur d'Hadrien est érigée au sommet du Whin Sill, une formation géologique offrant une défense topographique naturelle contre les envahisseurs du nord. Cependant, À l'extrémité orientale du mur, la principale défense topographique est la Tyne elle-même. Il a quatre doubles portes avec les portes est, ouest et nord s'ouvrant en dehors du mur et seule la porte sud s'ouvre dans le mur. Le mur d'Hadrien rejoint le mur ouest du fort juste au sud de la porte ouest. À partir de l'angle sud-est du fort, un mur de 2 mètres de large descend jusqu'à la rive du fleuve et s'étend au moins jusqu'au niveau de la mer à marée basse. Il existe des preuves de l'existence d'un vaste vicus, ou d'un village entourant le fort, y compris la zone située au nord du mur.
Aujourd'hui, Segedunum est le fort le plus soigneusement fouillé le long du mur d'Hadrien. Le site est exploité en tant que Segedunum Roman Fort, Baths and Museum. Le site du fort contient les vestiges mis au jour des fondations du bâtiment d'origine, ainsi qu'un therme militaire romain reconstruit sur la base d'exemples des forts de Vindolanda et de Cilurnum. Un musée contient des objets d’intérêt découverts lors de la fouille du site et une grande tour d’observation surplombe le site. Une partie du mur d'origine est visible en face du musée, de l'autre côté de la rue, et une reconstruction de ce à quoi tout le mur aurait pu ressembler.

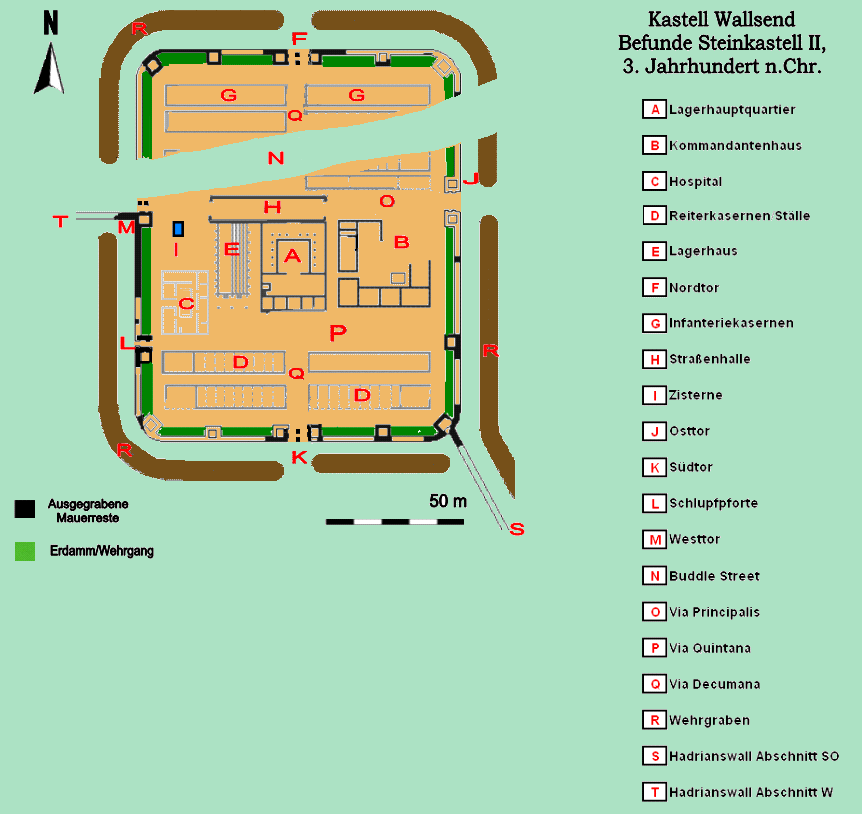
Plan du site au IIIe siècle.
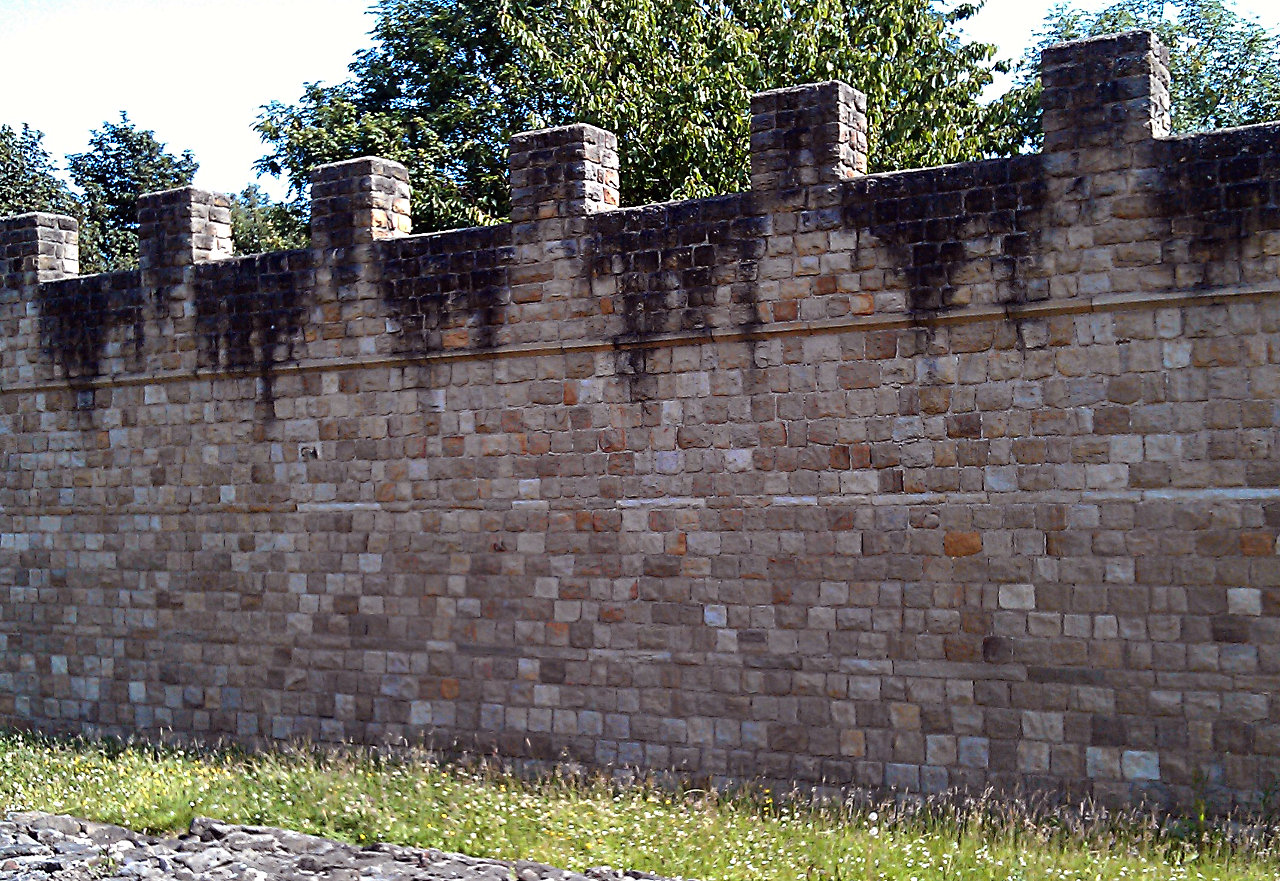
Reconstruction d'une partie du mur.
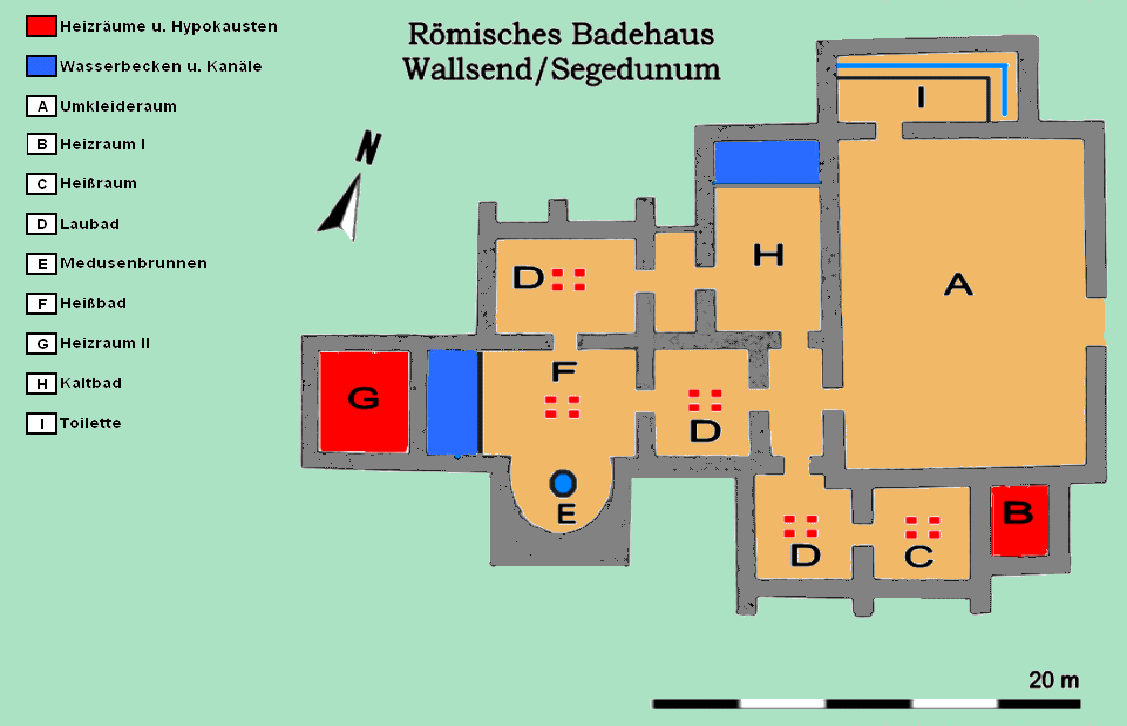
Plan des thermes.
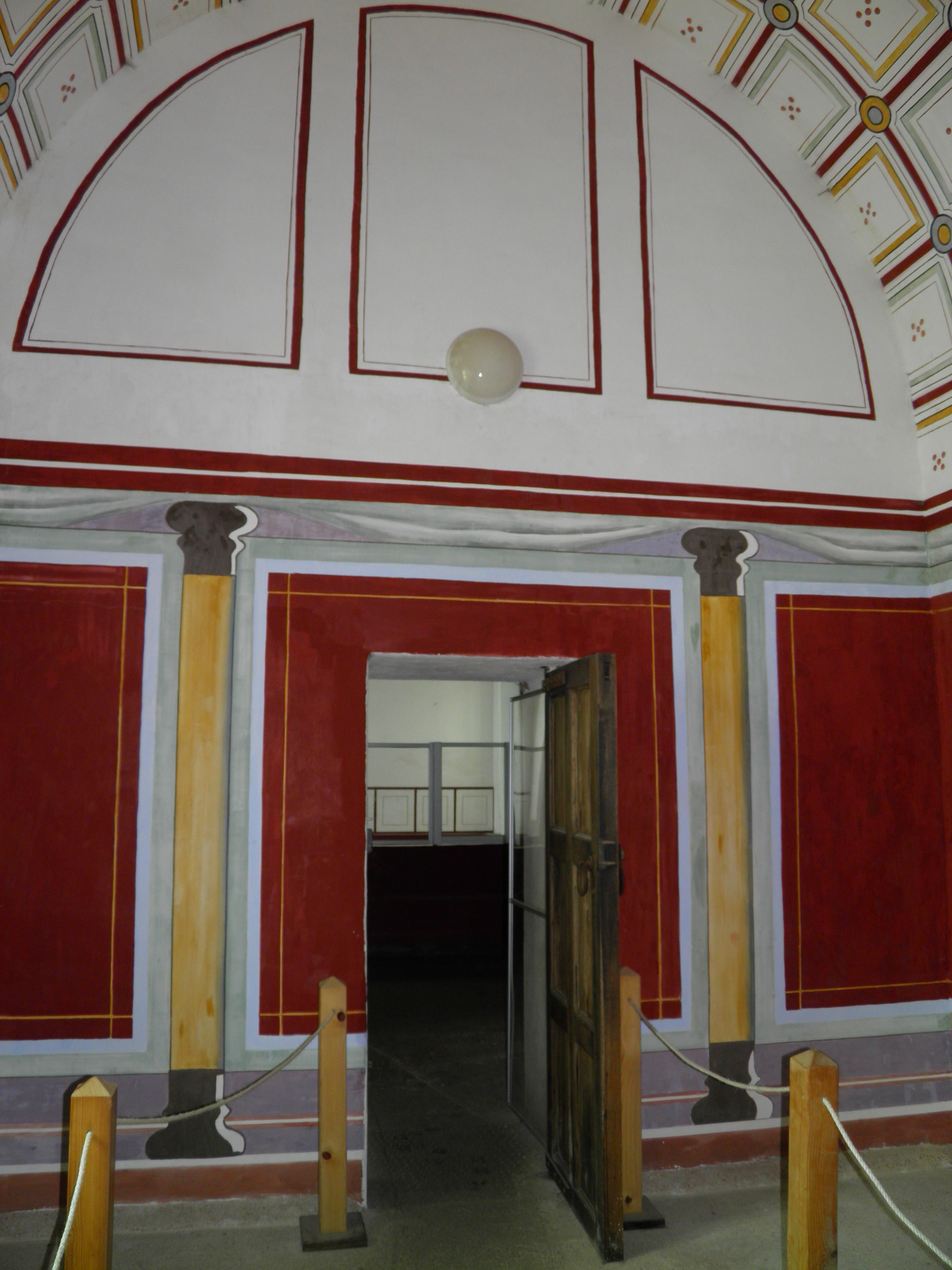
Reconstitution.

### MC1 à MC4
Aucun vestige n'est actuellement visible de ces quatre fortins (peut-être cinq avec un MC0 tout près ou au niveau de Segedunum ?), situés aujourd'hui dans Wallsend puis Newcastle upon Tyne. La tourelle T0B est située à l'est du centre communautaire St Francis et a été confondu avec le MC1. Celui-ci est recouvert et situé sous le terrain de loisirs de Miller's Dene. Les vestiges du MC4, près de Pons Aelius, existent sous le Newcastle Arts Centre.
- MC0 : existence très incertaine
- MC1 : axe court et type de porte inconnu.
- MC2 : axe court et type de porte inconnu.
- MC3 : axe court (?) et type de porte inconnu.
- MC4 : axe long et type de porte inconnu.

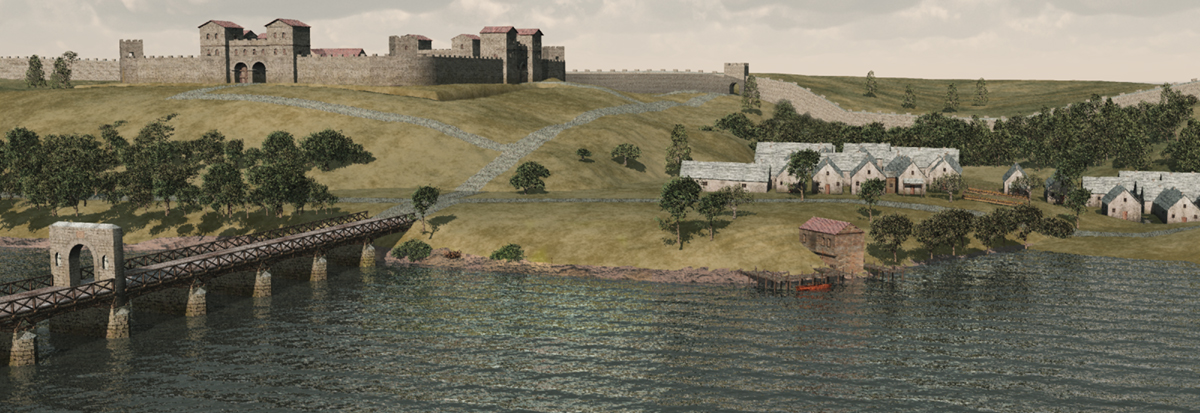
Vue d'artiste de l'ensemble du site de Pons Aelius.

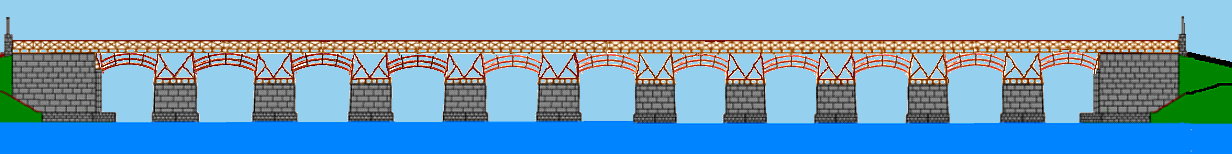
Vue d'artiste du pont romain.

### Castrum Pons Aelius(2)
Ce fort, nommé Pons Aelius, du nom de l'empereur romain Hadrien (Publius Aelius Hadrianus), ou Newcastle Roman Fort, devient aussi une petite colonie romaine. Il est fondé au début de la construction du mur d'Hadrien, en 122, et en est initialement l'extrémité orientale, avant que mur soit étendu jusqu'à Segedunum vers 127.
Le fort a probablement une superficie de 6 200 m², ce qui est petit par rapport aux normes romaines. La population de la ville est estimée à environ 2 000 personnes. Le pont et son fort sont construits à l'extrémité nord de Cade's Road, qui s'étendrait de Brough (East Yorkshire), Eboracum (York), au fort de Concangis (Chester-le-Street) jusqu'à Pons Aelius. Le pont est le seul connu à porter le nom d'un empereur en dehors de Rome. Le fort est situé ici pour protéger le passage de la rivière. Malgré le pont, la colonie de Pons Aelius n'est pas importante parmi les colonies romaines du nord de la Bretagne.
Une grande partie du fort reste enfouie sous le donjon du château médiéval de Newcastle. Certains vestiges du pont ont été découverts en 1872 lors de la construction du Swing Bridge. Deux culées en pierre et seules deux piliers ont été localisées. La longueur du pont romain est estimée à 234 mètres.

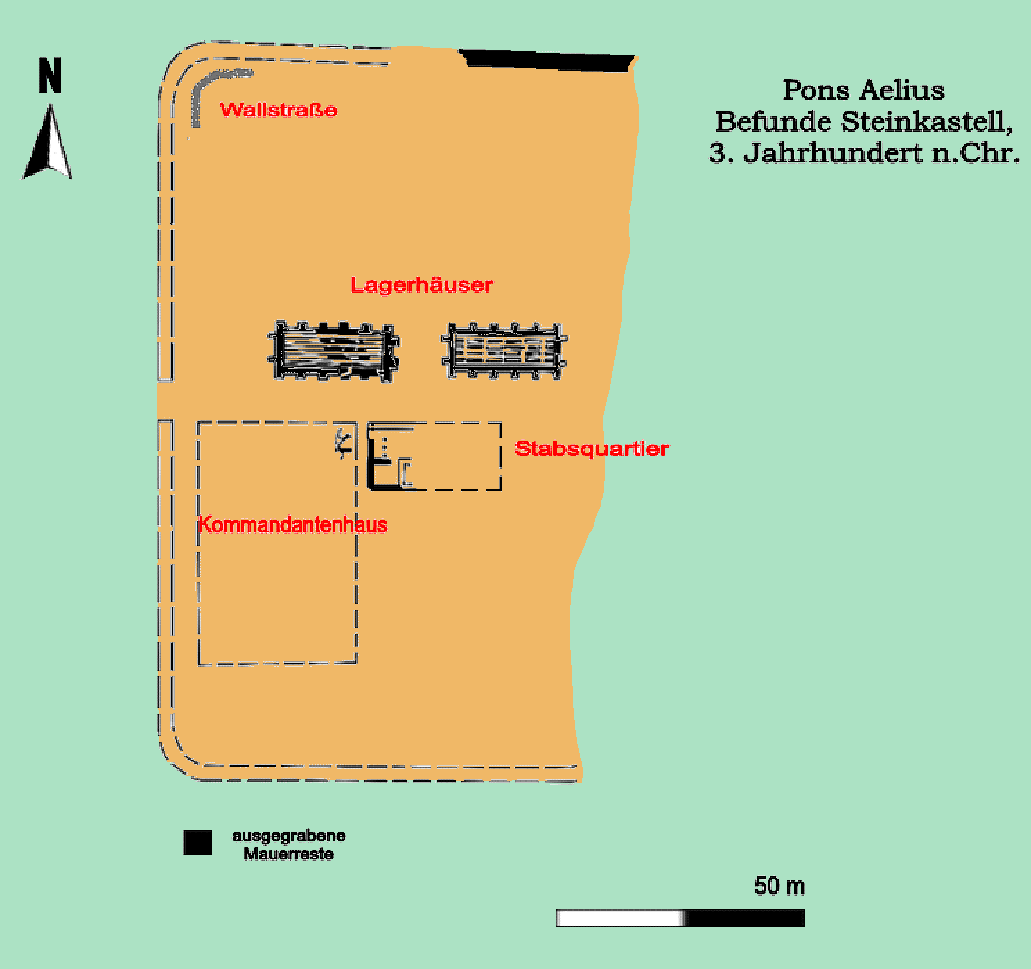
Plan du camp.
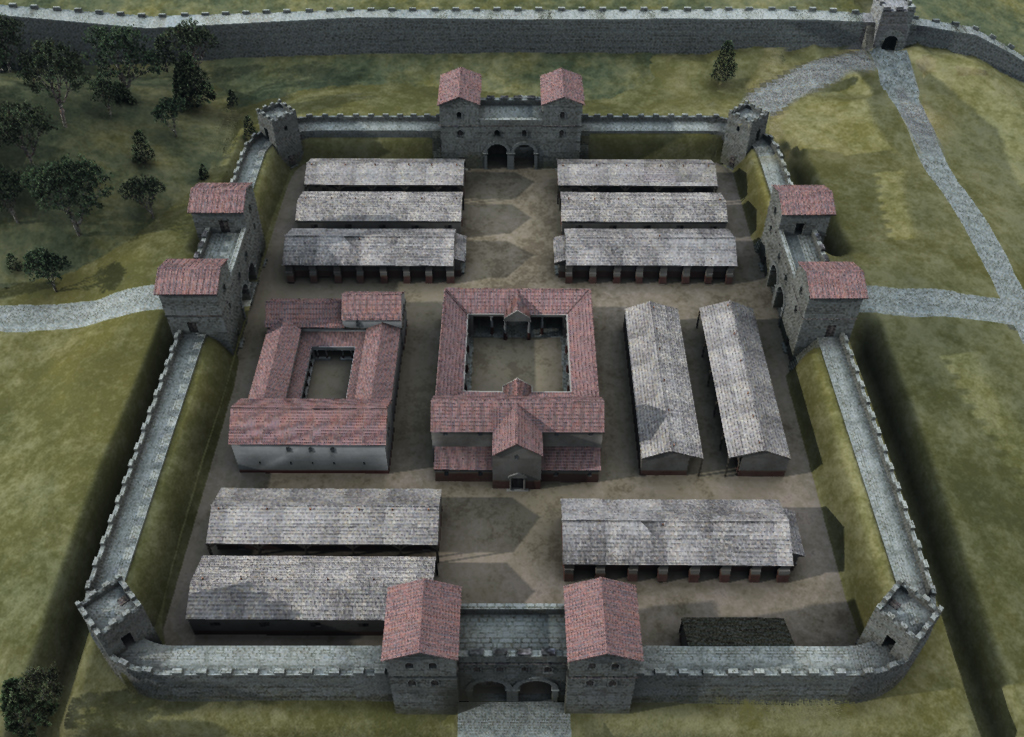
Vue d'artiste du camp.
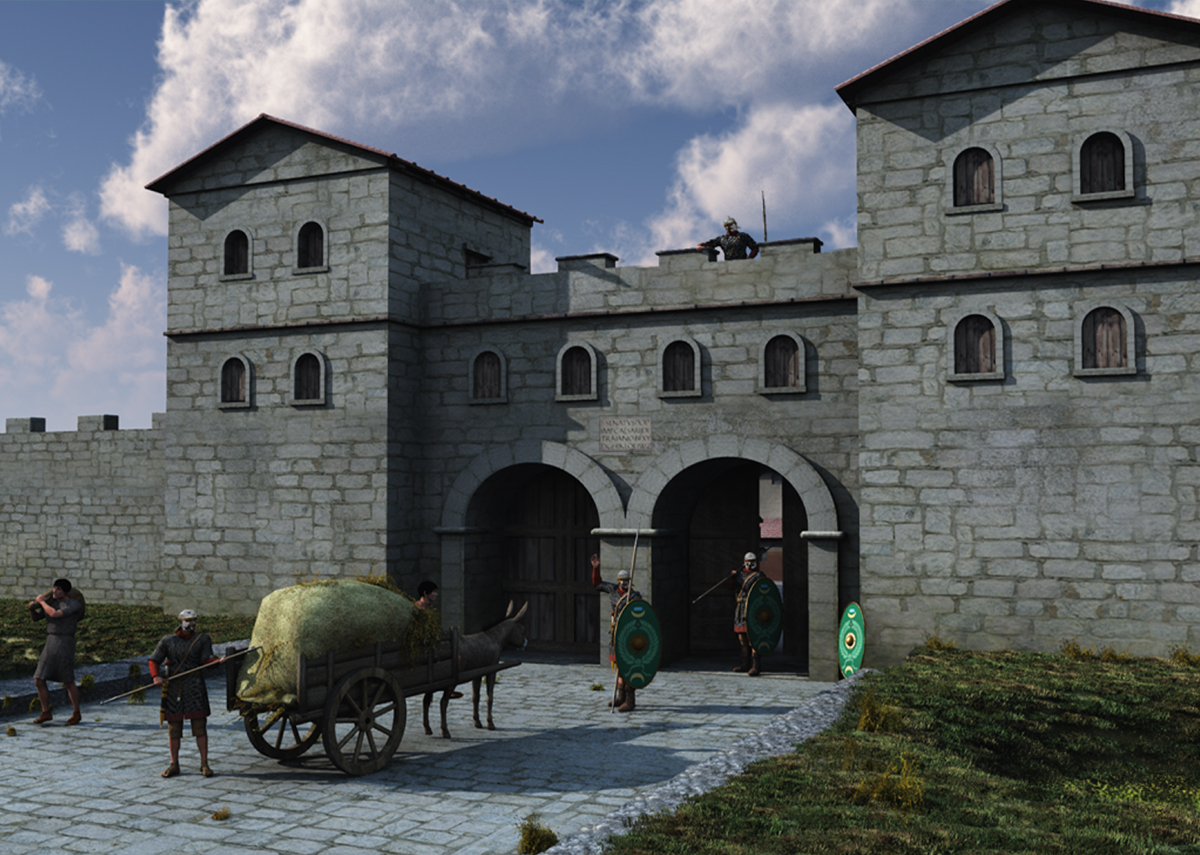
Vue d'artiste de la porte.
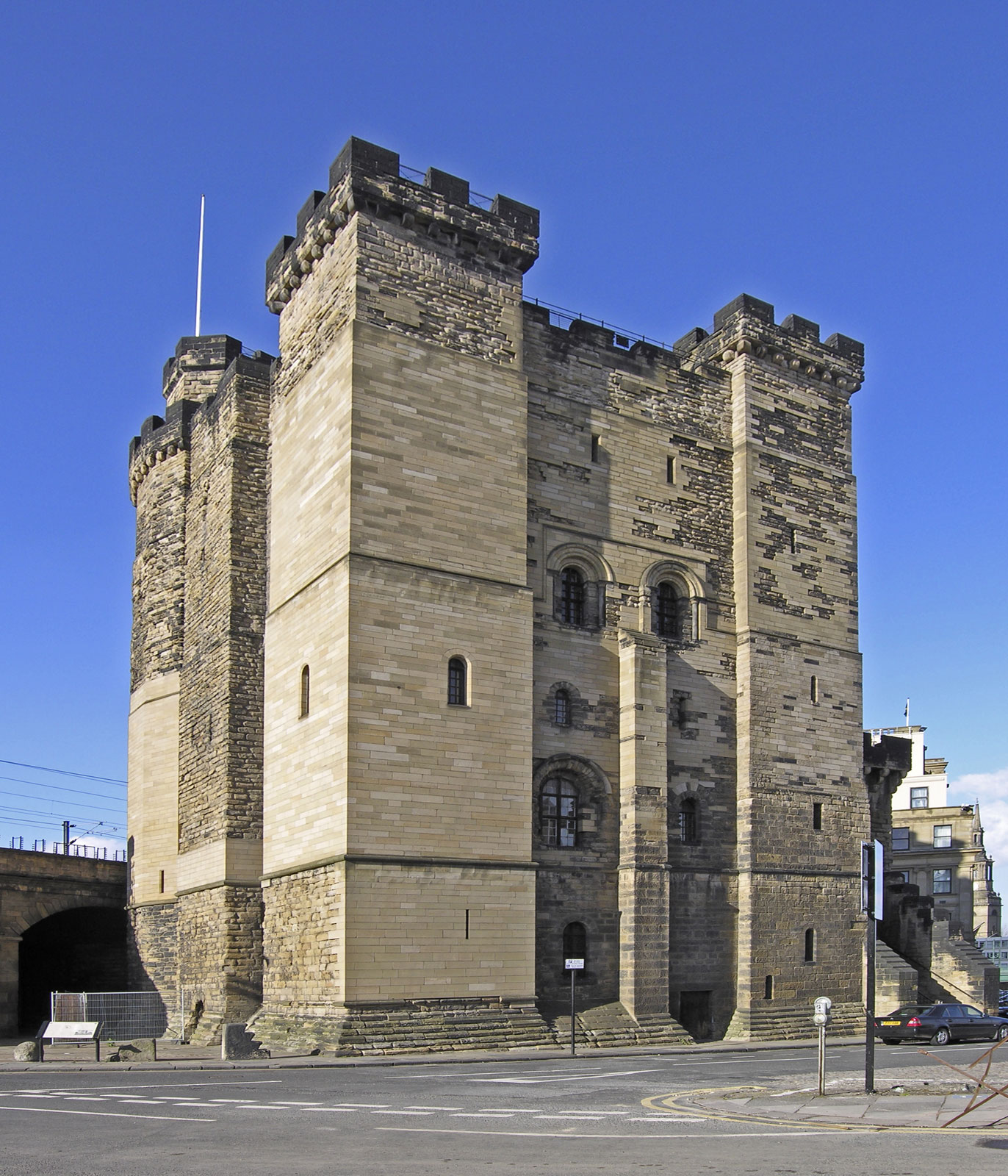
Château de Newcastle.

### MC5 à MC6
Aucun vestige n'est actuellement visible de ces deux fortins, situés aujourd'hui dans Newcastle upon Tyne. La tourelle T6B est découverte en 1751, au cours de la construction de la Military Road à près de 300 mètres du rempart ouest du fort de Condercum. Tous les vestiges de la tourelle ont disparu au XXe siècle.

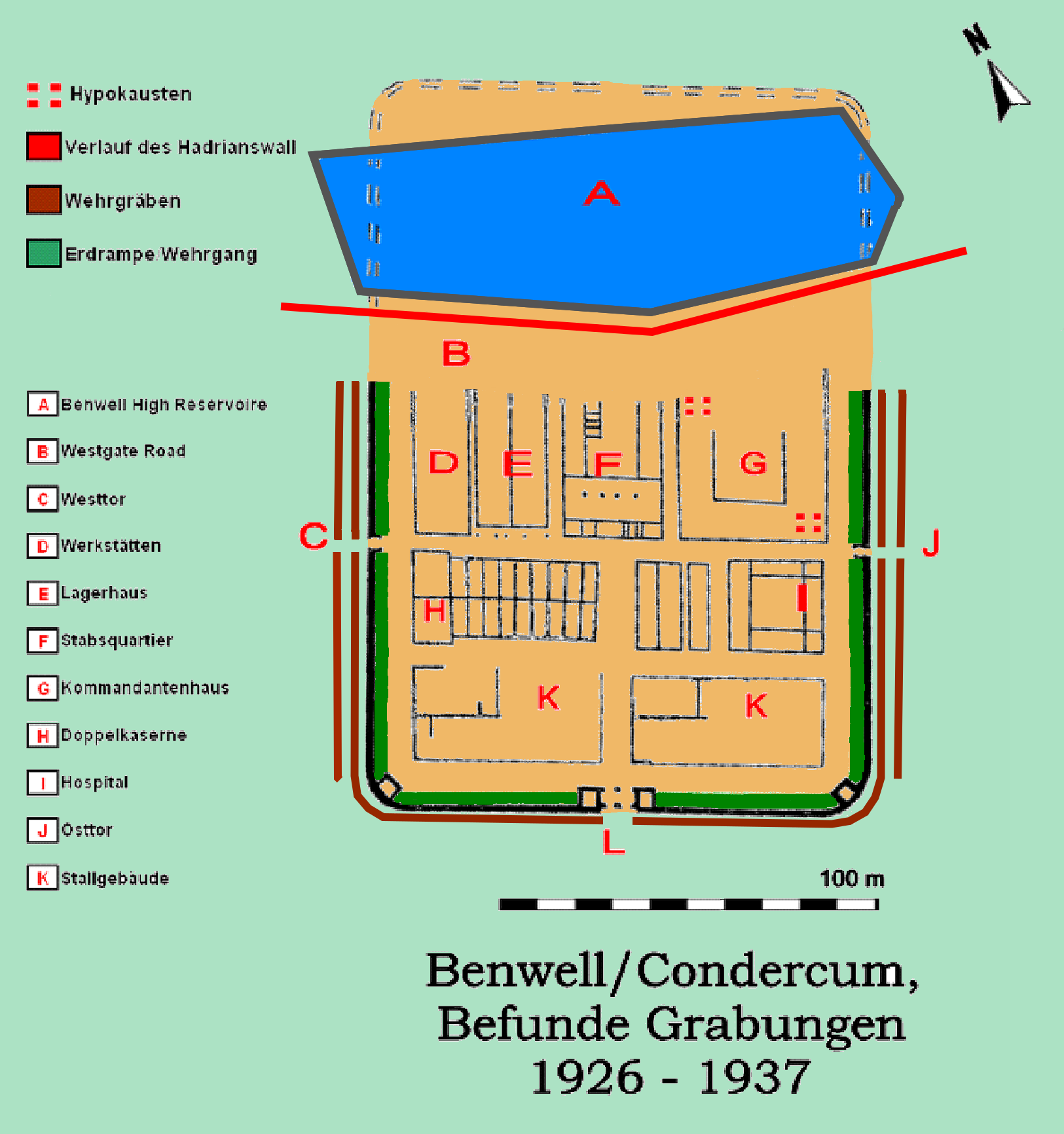
Plan du fort de Condercum.

- MC5 : type inconnu.
- MC6 : type inconnu.

### Castrum Condercum(3)
Le fort est situé à Benwell, dans la banlieue ouest de Newcastle upon Tyne. Il est situé au sommet d'une colline, à 3 km à l'ouest de la ville. Il mesure 170 mètres du nord au sud sur 120 mètres d'est en ouest et les défenses couvrent une zone d'un peu plus d'environ 20 000 m², ce qui est en fait le plus grand fort des trois premiers (et d'une taille similaire à Arbeia).
Aujourd'hui, il ne reste aucun vestige visible du fort ou de son mur adjacent, car le site est recouvert d'un réservoir moderne et d'un ensemble de logements. Par ailleurs, les vestiges d'un petit temple dédié à Antenociticus, une divinité locale, peuvent être vus à proximité, ainsi que la chaussée d'origine au-dessus du vallum.

### MC7 à MC13
Le premier fragment important du mur visible se situe entre les MC7 et MC8, précisément entre les T7A et T7B, à la limite entre Denton Burn et West Dentin, toujours dans la banlieue de Newcastle. Les ruines de la tourelles T7B sont aussi visibles et les MC9 et MC10 sont partiellement visibles, à l'instar du mur entre T12B et MC13 et ce dernier fort mineur dorénavant en dehors de l'agglomération de Newcastle.
- MC7 : type inconnu.
- MC8 : type inconnu.
- MC9 : axe long et porte type IV (variation II).
- MC10 : axe long et porte type IV (variation II).
- MC11 : type inconnu.
- MC12 : type inconnu.
- MC13 : axe court et porte type I.

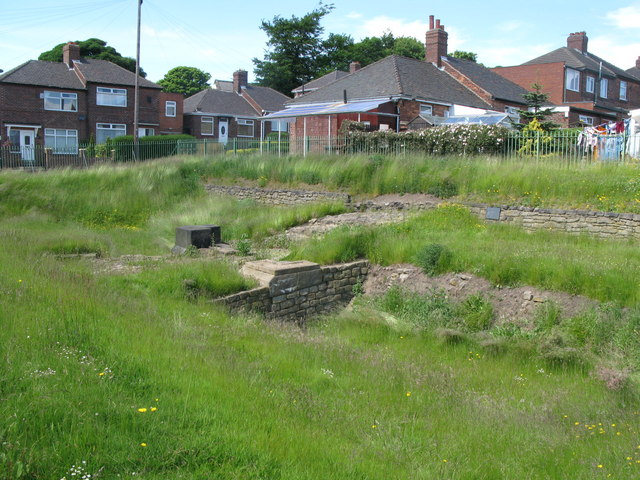
Les vestiges du vallum de Condercum.
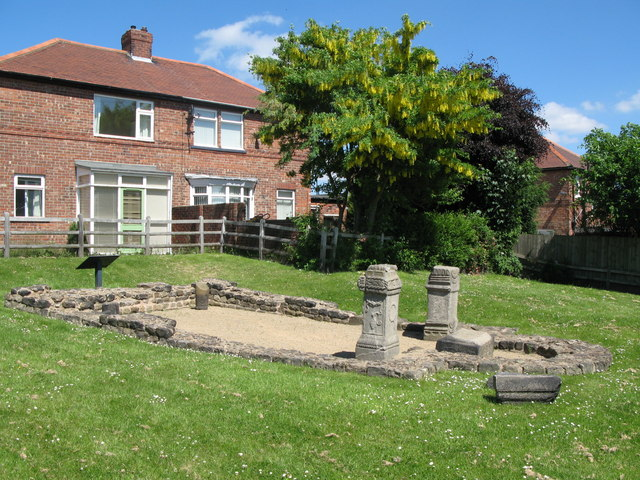
Les vestiges du temple d’Antenociticus.
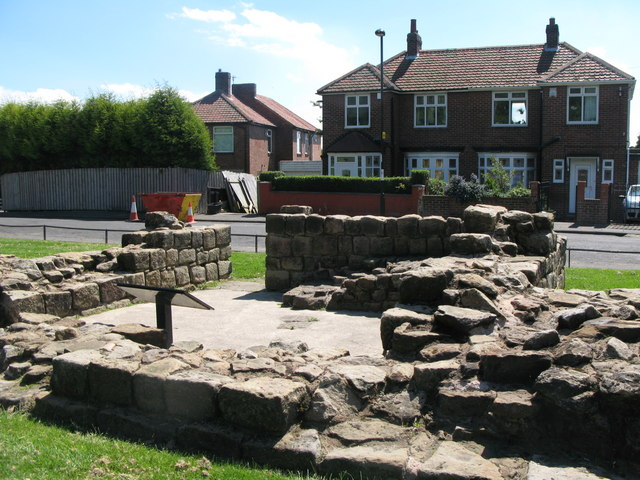
Les vestiges de la tourelle T7B.
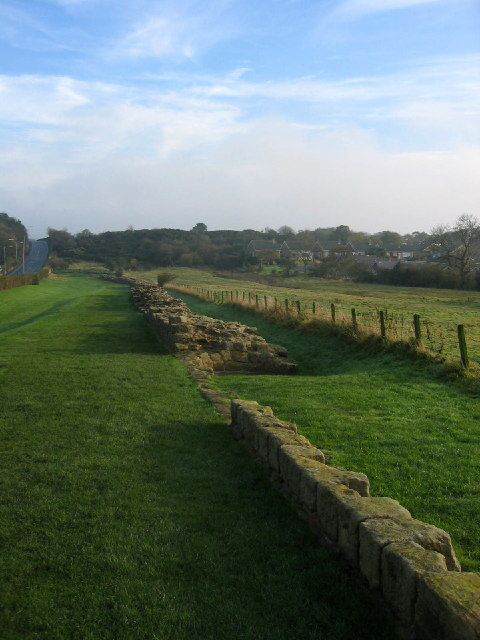
Le mur à Heddon-on-the-Wall à l'ouest de MC13.

Reconstitution de Vindobala.

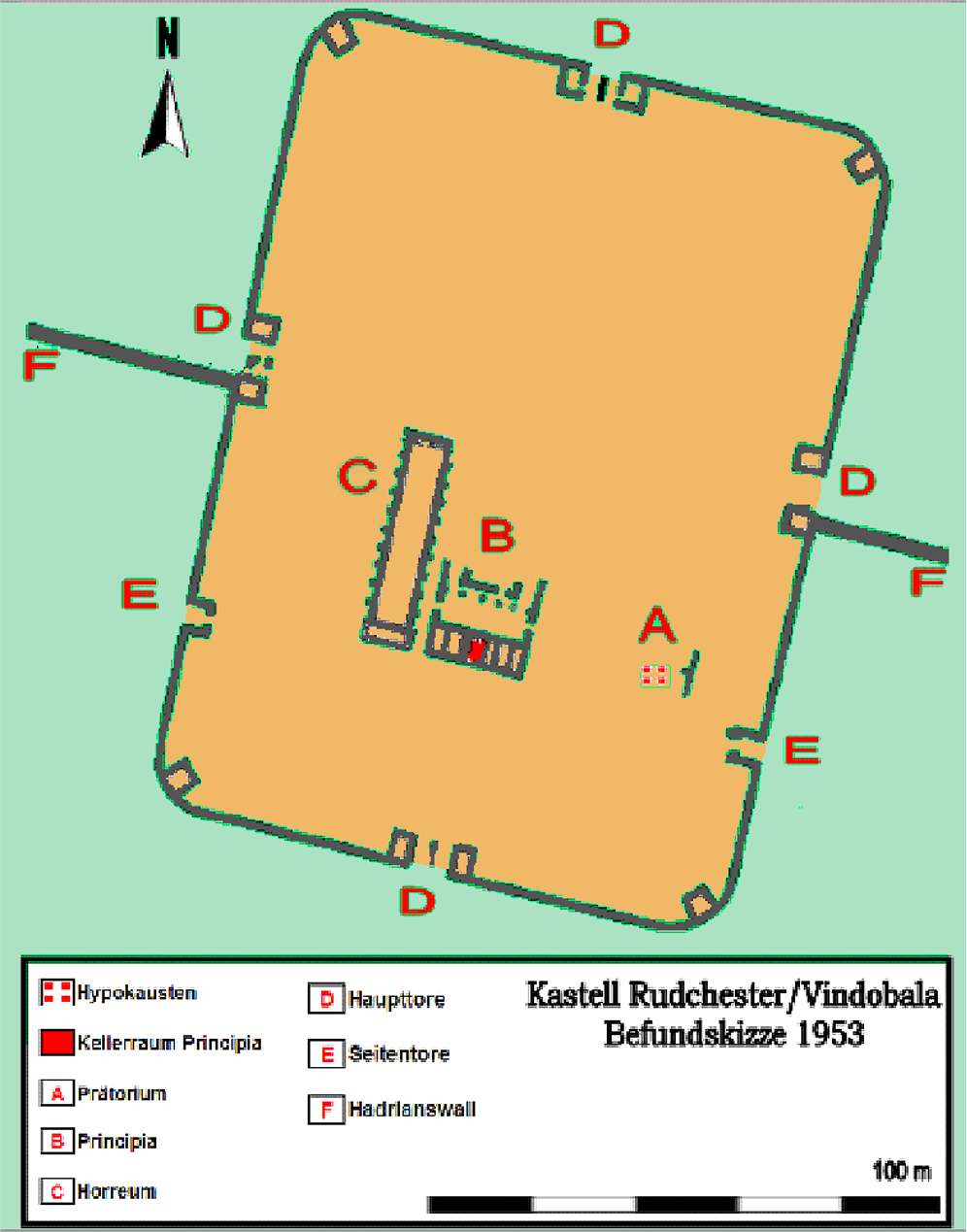
Plan du camp.

### Castrum Vindobala(4)
C'est un fort romain du hameau moderne de Rudchester, dans le Northumberland. Il se situe à environ 11 kilomètres à l’ouest de Condercum alors que les trois premiers forts n'ont qu'environ 4 à 6 kilomètres entre eux. Le fort garde la vallée de March Burn à l'ouest, sur un ancien chemin menant au sud en direction du gué de la Tyne à Newburn. À l'est, le terrain descend jusqu'au Rudchester Burn.
Le fort est oblong, mesure 157 mètres (du nord au sud sur 117 mètres d’est en ouest, et couvre environ 18 000 m². Il y a quatre portes principales avec double portail et deux portes plus petites, à portail unique. Il y a une porte principale sur le mur nord du fort, et les portes principales est et ouest s'ouvrent du côté nord du mur. Cela laisse une seule porte sur le mur sud du fort et deux portes plus petites qui donnent probablement accès à une voie militaire longeant le côté sud du mur. Il y a des tours à chaque coin du fort, et donc de chaque côté des portes principales. Le vallum passe à environ 220 mètres au sud du fort et il y a un vicus au sud et au sud-ouest du fort.
Deux des principales portes d'entrée ont été excavées, ainsi qu'un grand grenier et une partie du prætorium. En plus un hypocauste est découvert dans cette dernière.
En 1844, cinq autels dédiés à Mithra (mithraeum) sont découverts à proximité du site, maintenant connu sous le nom de Rudchester Mithraeum. Le bâtiment mesure 13 mètres de long et près de 7 mètres de large avec un narthex, ou vestibule, à l’avant.

### MC14 à MC21
Il n’y a que peu ou pas de vestiges visibles des MC14 à MC21 et de leurs tourelles associées.
- MC14 : axe court et type de porte inconnu.
- MC15 : axe long et type de porte inconnu.
- MC16 : type inconnu.
- MC17 : axe court et porte type I.
- MC18 : axe long et porte type I.
- MC19 : axe long et porte type III.
- MC20 : axe court et porte type III.

Les principales voies romaines de Bretagne ; La Dere Street est en bleu.

- MC21 : type inconnu.

### Castrum Onnum(5)
Il se situe au nord du village moderne de Halton, toujours dans le Northumberland, à 12 kilomètres à l'ouest de Vindobala et 4 kilomètres au nord du fort Corstopitum qui ne se trouve pas sur le mur mais sur la Stanegate. Il surveille l'importante voie romaine Dere Street, qui relie Eboracum (York) au mur d'Hadrien et au-delà, notamment le fort avancé d'Habitancum, lorsque celle-ci traverse le mur par une porte dans la vallée à l’ouest du fort. Le fort a été construit entre 122 et 126.
Le fort initial est oblong, mesurant 140 mètres du nord au sud sur 120 mètres d’est en ouest, mais à une date ultérieure, la section au sud du mur est étendue à l’ouest, passant à 170 mètres de long et donnant au fort une apparence en forme de L. La superficie passe d'environ 16 500 m² à 18 000 m². Il y a quatre portes principales, aux points cardinaux, avec deux passages et corps de garde ainsi que des tours à chaque coin du fort et aussi de chaque côté des portes principales.

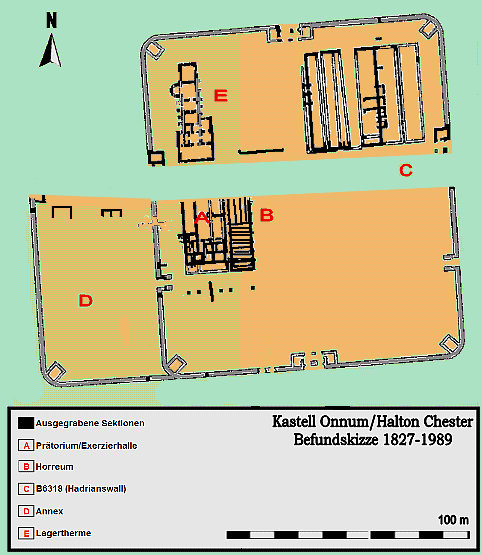
Plan du camp.
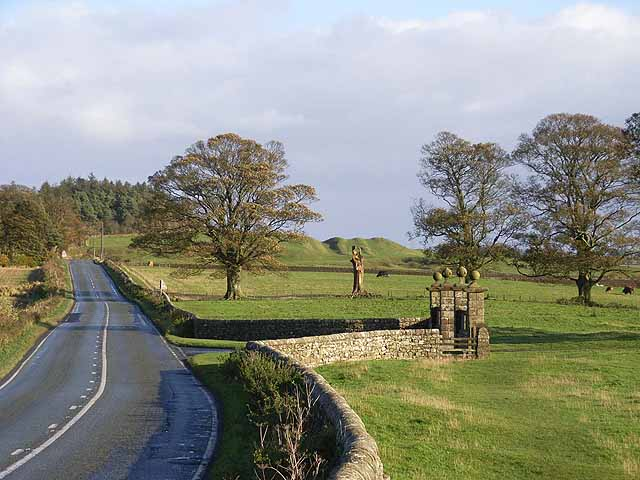
L'entrée du château de Halton marque l'emplacement de la porte nord du fort.
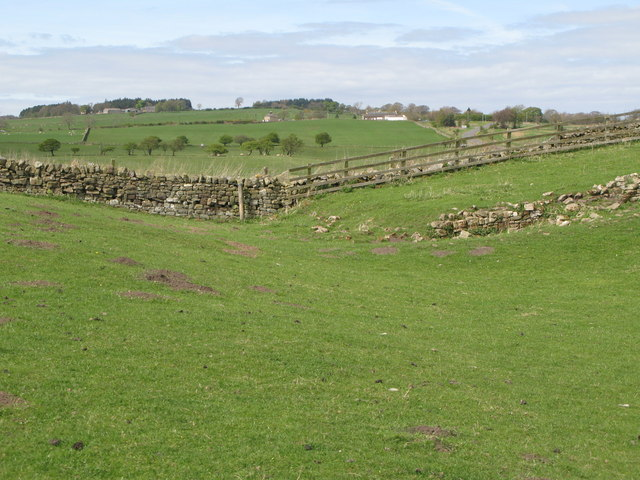
Le fossé devant le mur sud du fort.

Il reste par ailleurs les vestiges d'un aqueduc.

### MC22 à MC27

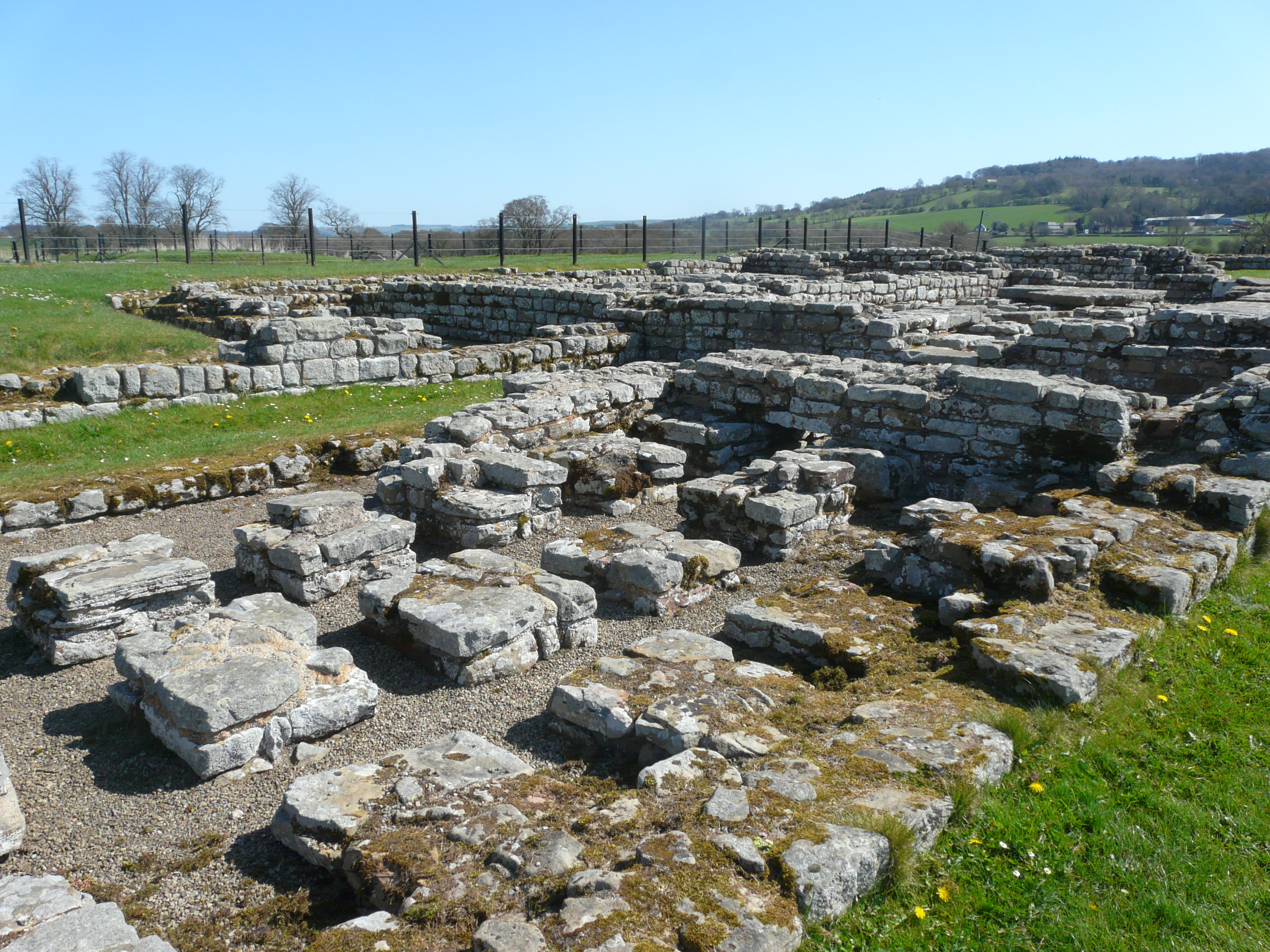
Vestiges du camp Cilurnum.

La Dere Street passe entre le MC22 et la première tourelle associée à l'ouest.
- MC22 : axe long (?) et porte type III.
- MC23 : axe long et type de porte inconnu.
- MC24 : axe long (?) et type de porte inconnu.
- MC25 : axe long (?) et type de porte inconnu.
- MC26 : axe long et type de porte inconnu.
- MC27 : axe long et type de porte inconnu.

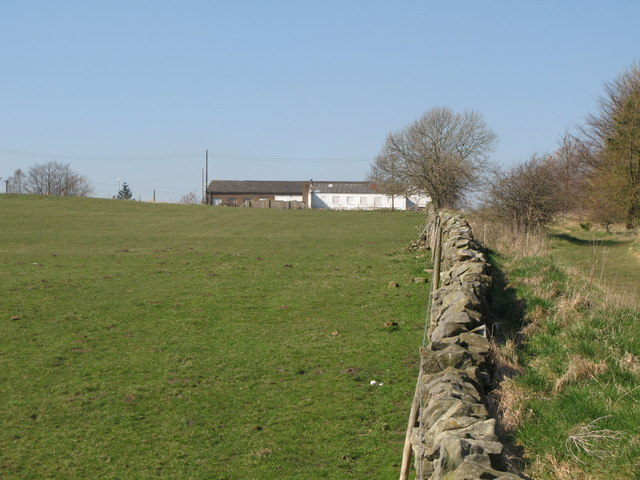
Le site du MC22.
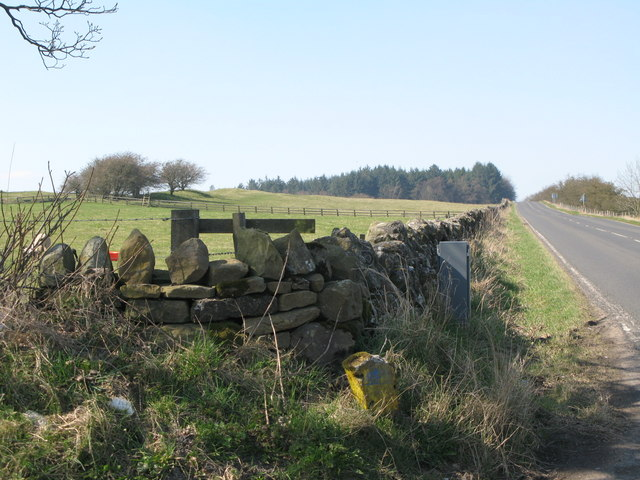
Celui de la tourelle T22B.
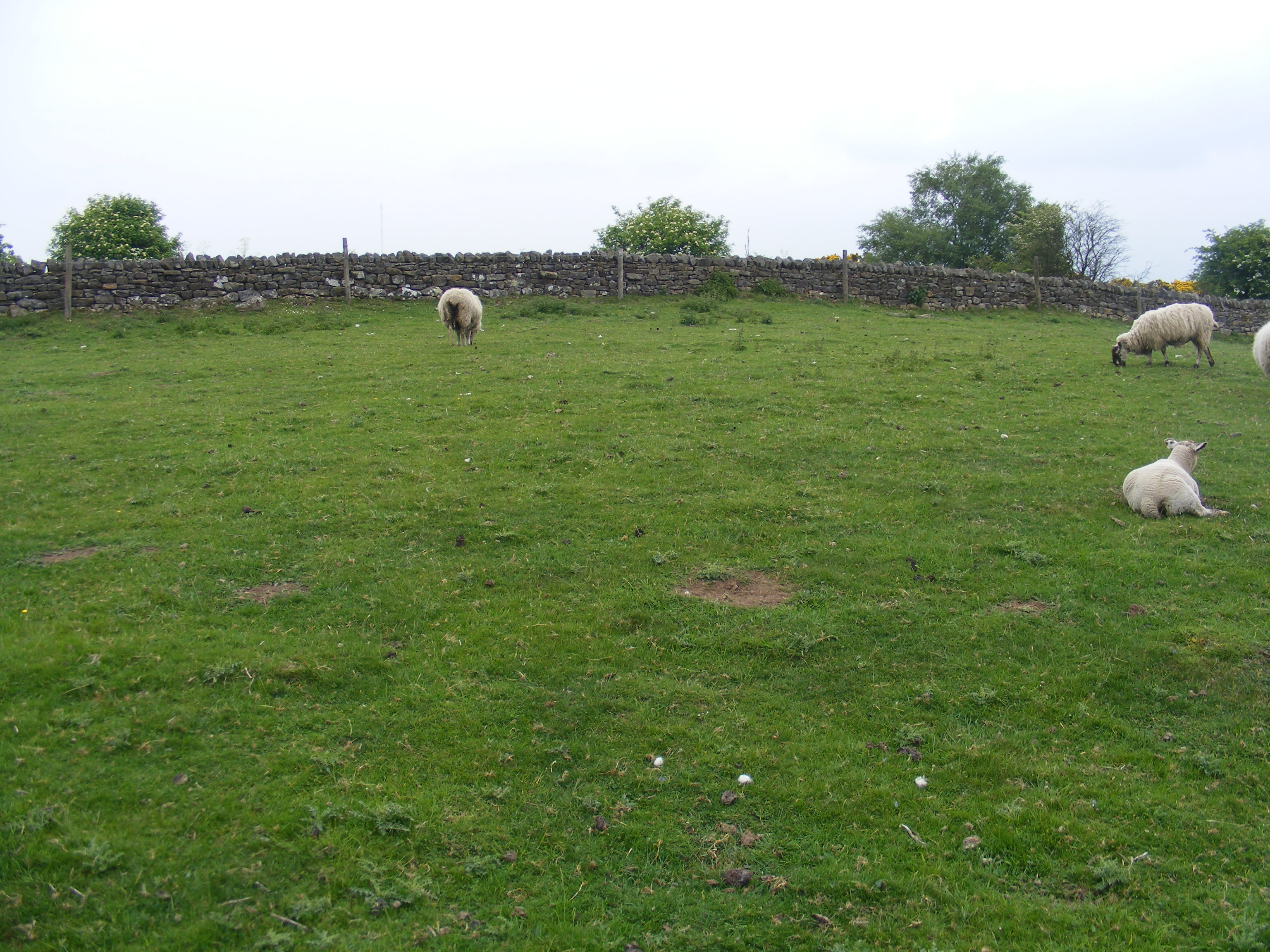
Celui du MC23.
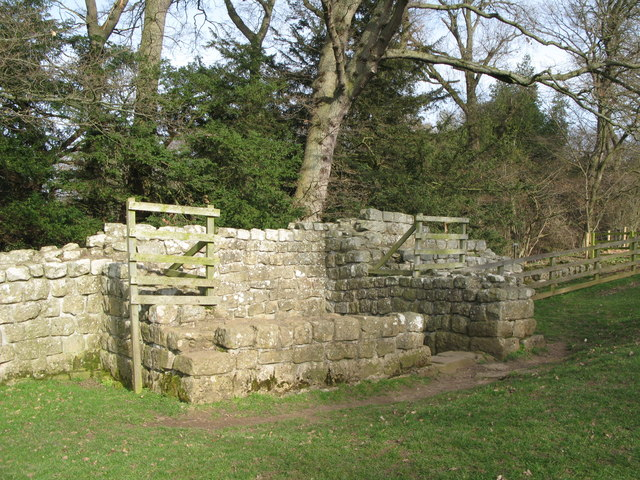
Vestige de la T26B.

### Castrum Cilurnum(6)
Cilurnum ou Cilurvum est identifié au fort trouvé à Chesters (également connu sous le nom de Walwick Chesters pour le distinguer d'autres sites appelés Chesters dans les environs) près du village de Walwick, dans le Northumberland. Il est construit en 123, juste après l'achèvement du mur. Cilurnum est considéré comme le fort de cavalerie romain le mieux conservé le long du mur d'Hadrien. Il mesure 122 mètres par 174 mètres, soit une superficie de 23 000 m².

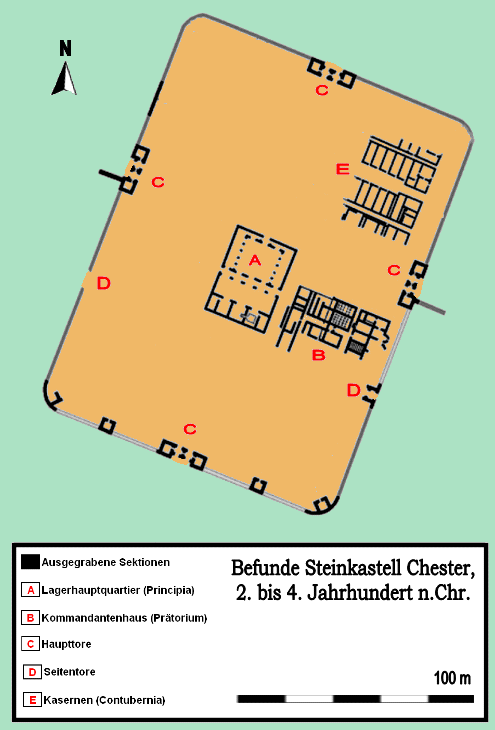
Plan du camp.
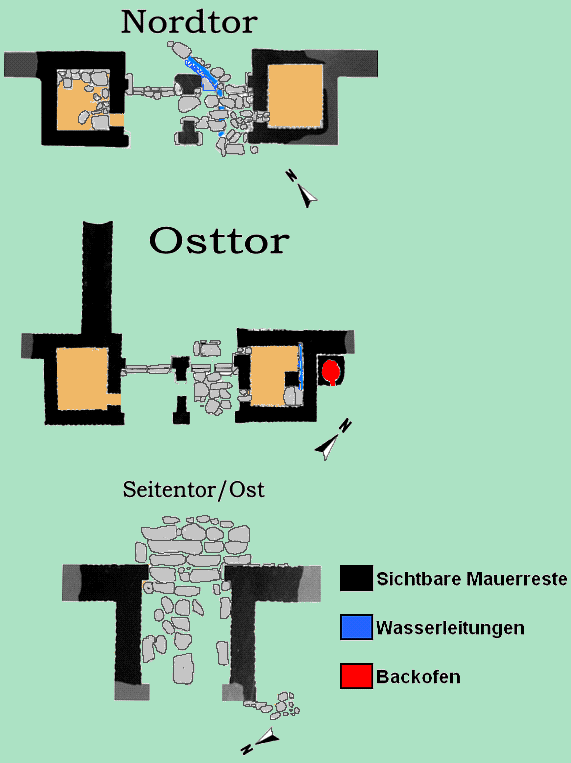
Esquisse des portes.
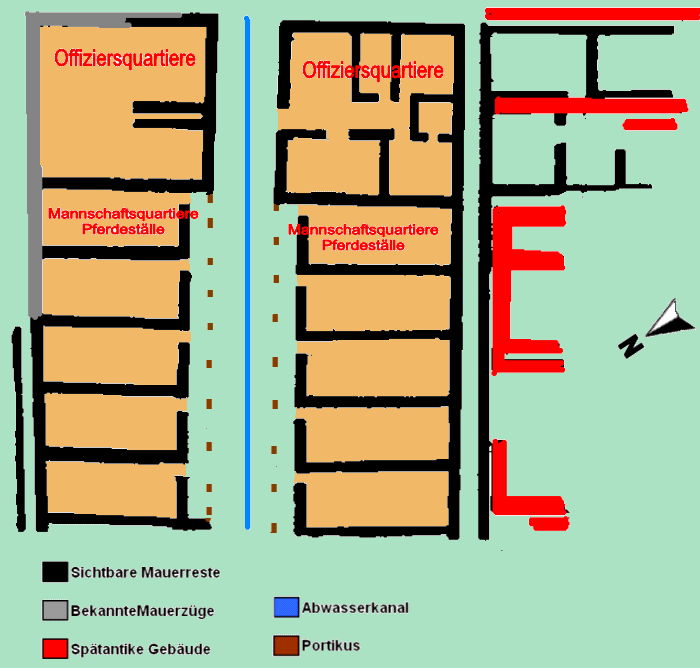
Casernes.
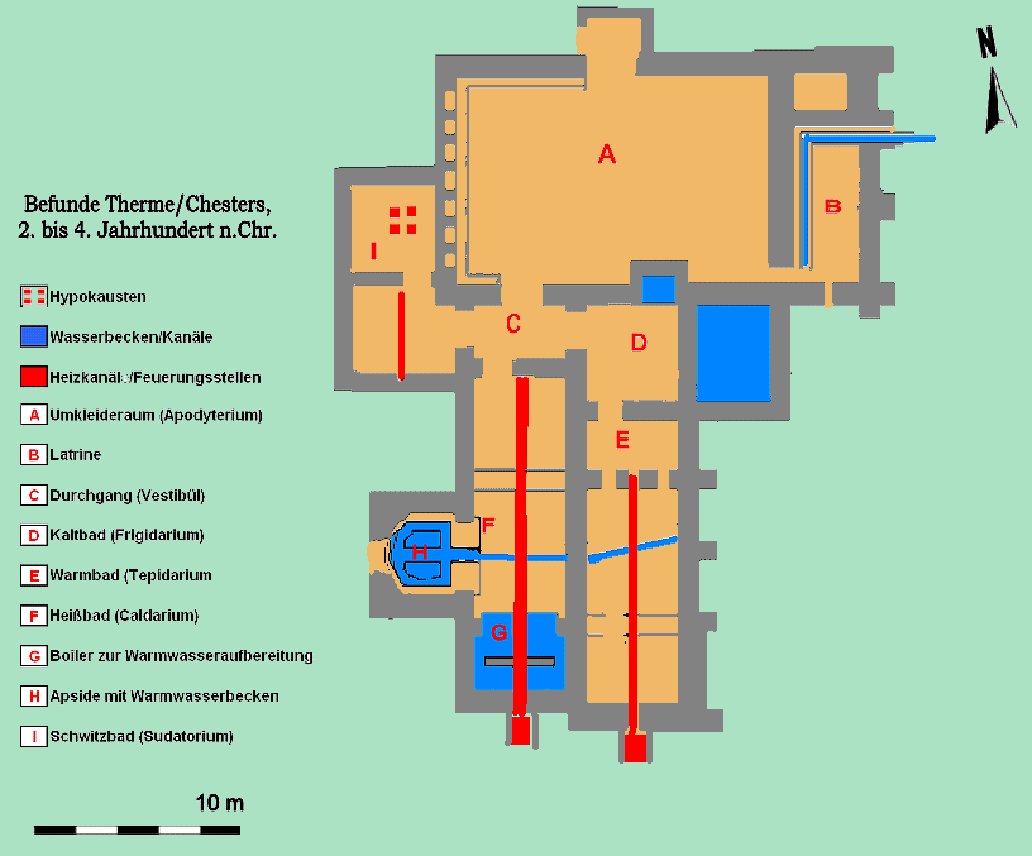
Thermes.

Le site garde un pont sur la North-Tyne, le Chesters Bridge. Des culées massives subsistent de ce pont sur la rivière depuis le fort. Cilurnum est un fort de cavalerie à sa base, pour des raids de représailles dans les zones barbares au nord du mur, puis utilisés à l'infanterie plus tard. Hadrien lui-même a encouragé le culte de la déesse Discipline parmi les légions postées au mur, et une première inscription sur un autel dédié à Disciplina, découverte en 1978, indique que la première présence militaire connue est une aile de cavalerie.
On peut voir quatre grandes colonnes romaines, provenant peut-être de Cilurnum, soutenant l’allée sud de l’église St Giles à Chollerton, à quelques kilomètres en amont du fort. English Heritage conserve le site sous le nom de Chesters Roman Fort. Il y a un musée sur le site, qui abrite des objets trouvés dans le fort et ailleurs le long du mur.

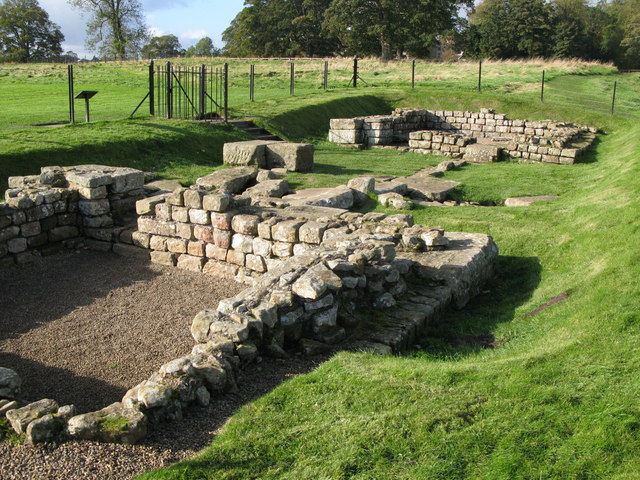
Vestiges de la porte nord.
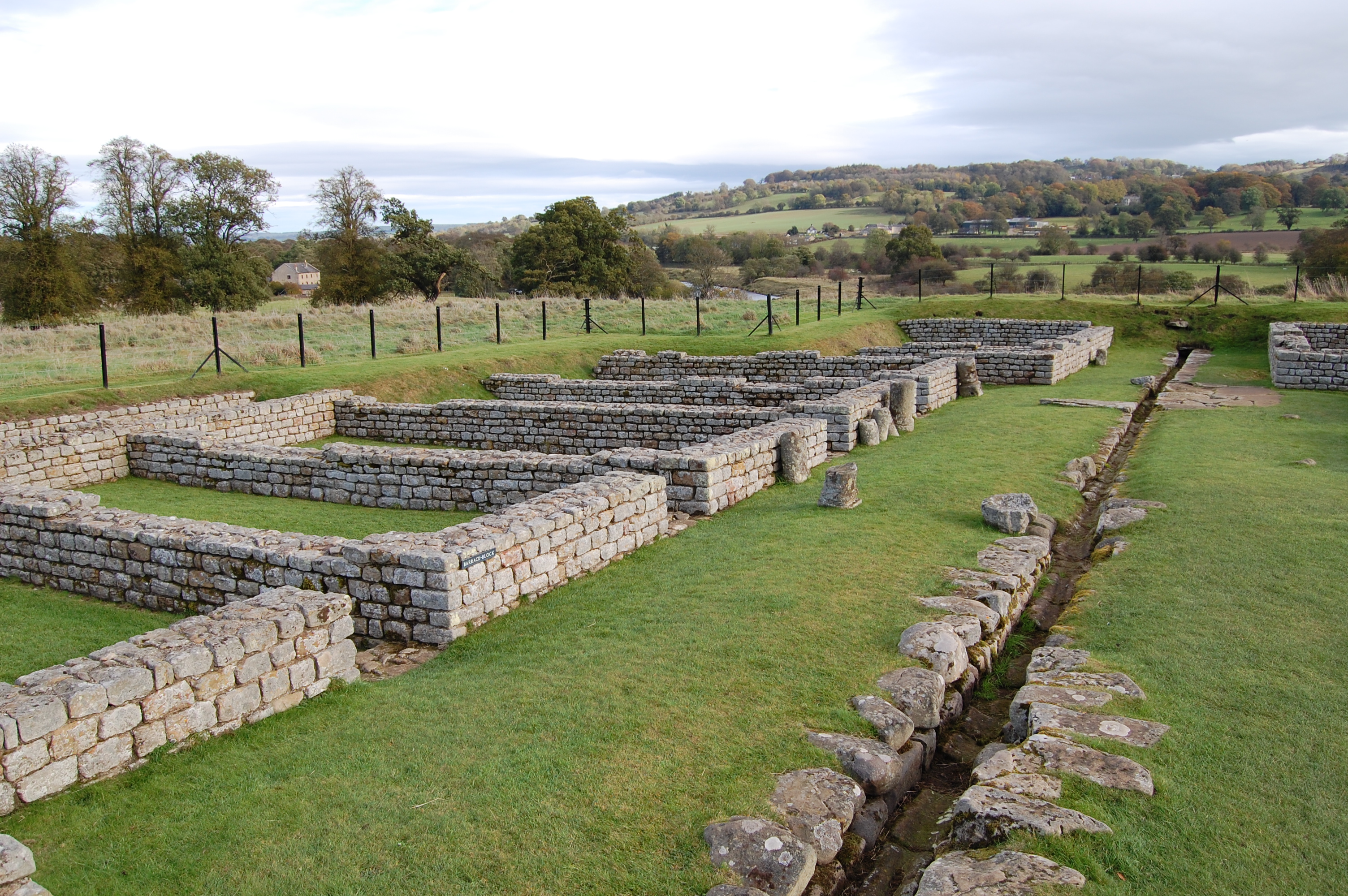
Caserne des soldats.
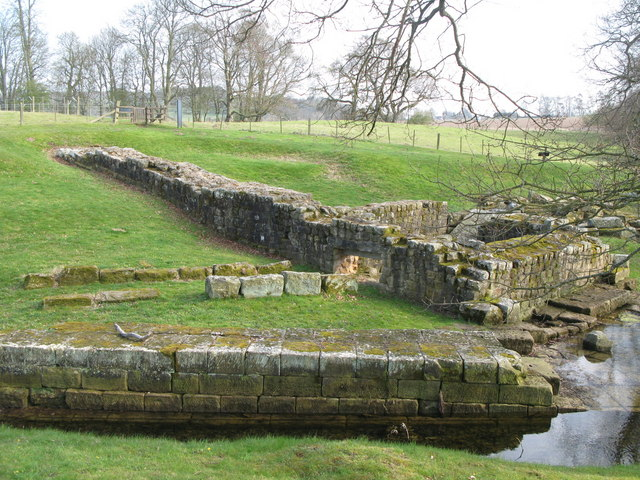
Culée du pont de Chesters Bridge.
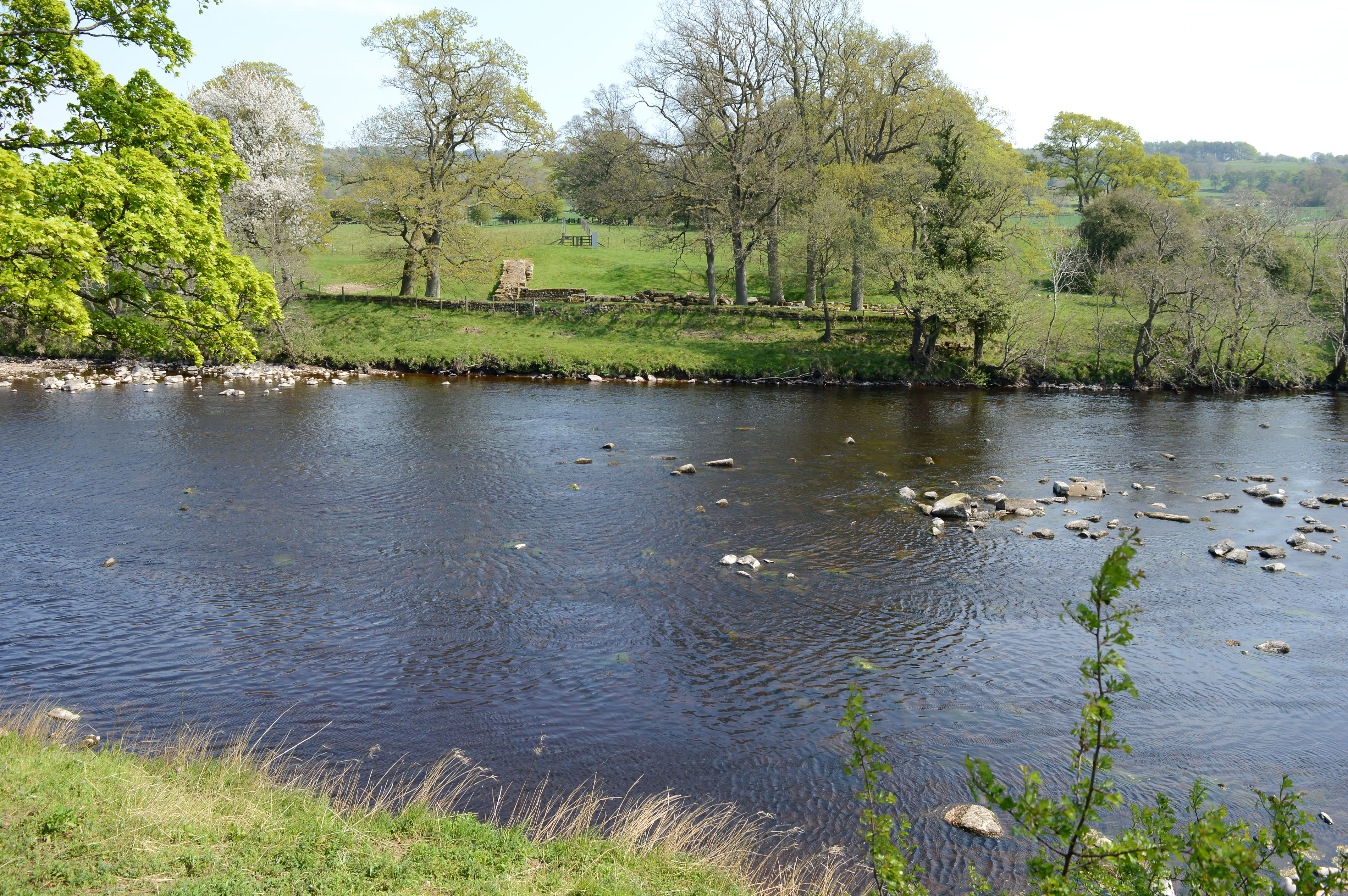
Depuis l'autre côté de la rivière.

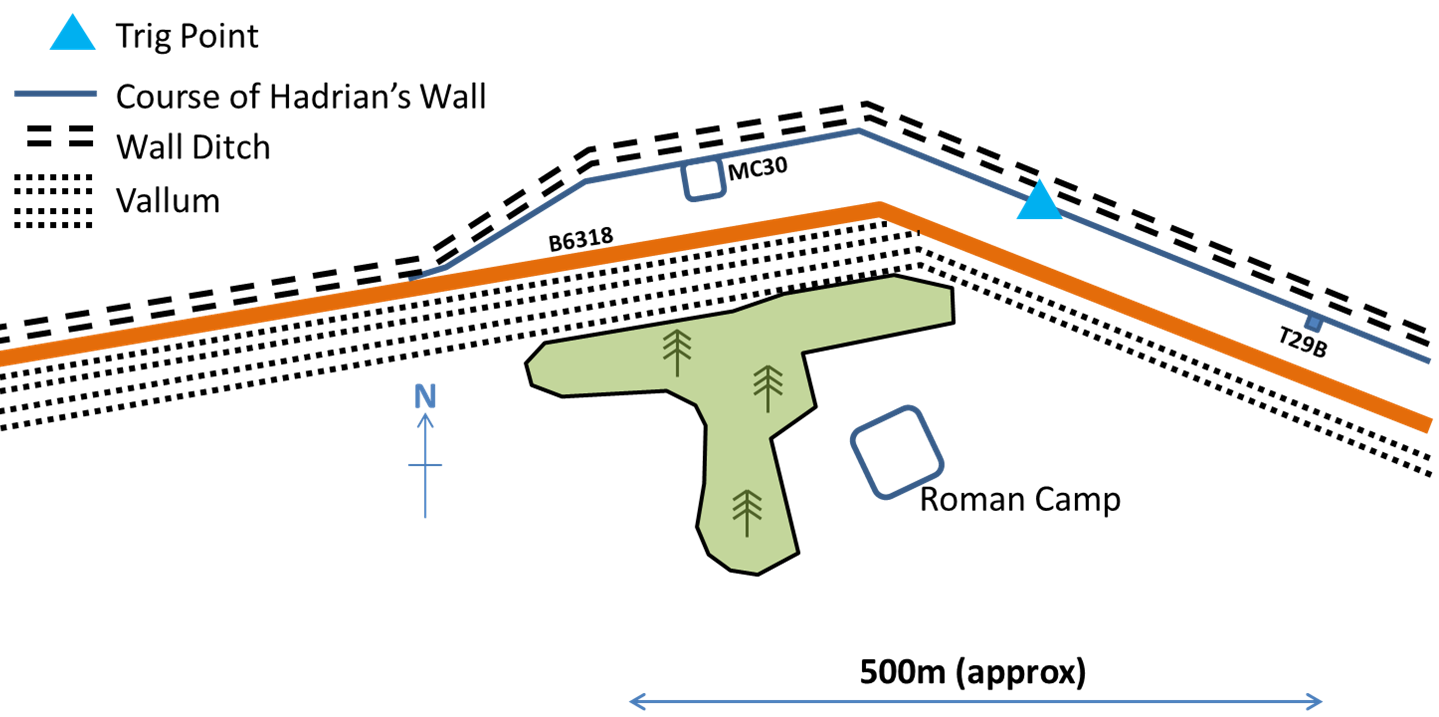
Le Limestone Corner, point septentrional de l'Empire romain en dehors des périodes où il s'étend jusqu'au mur d'Antonin.

### MC28 à MC31
Aucun vestige n'est actuellement visible du MC28 et MC31 et peu pour les autres, au contraire de la tourelle T29A bien visible. Entre la T29b et le MC30 et au niveau de ce dernier, le fossé est inachevé en raison de la dureté de la roche. Le mur fait un angle à cet endroit, le Limestone Corner, et il s'agit du point le plus au nord du mur d'Hadrien.
- MC28 : axe long (?) et type de porte inconnu.
- MC29 : axe long et type de porte inconnu.
- MC30 : axe long et type de porte inconnu.
- MC31 : type inconnu.

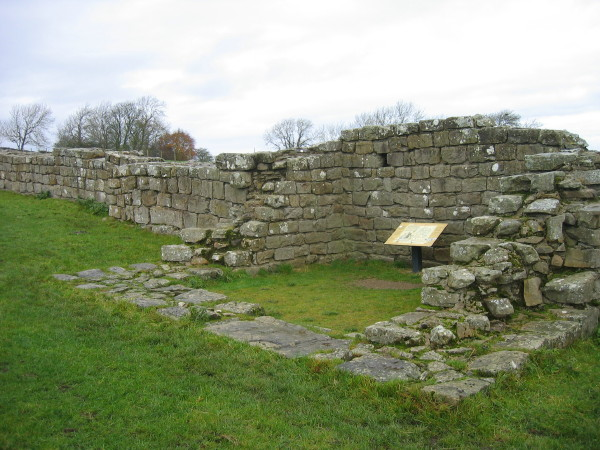
Vestige de la T29A.
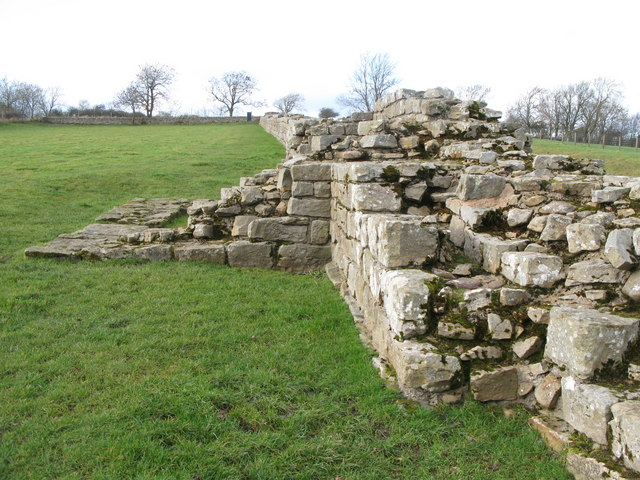
Autre vue.
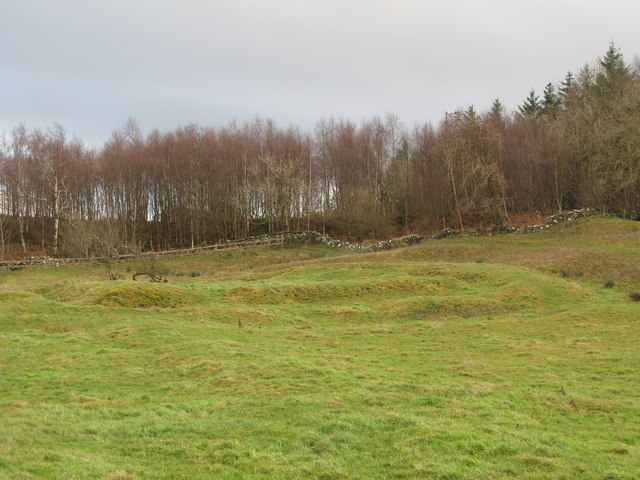
Le mur aux alentours de MC29.
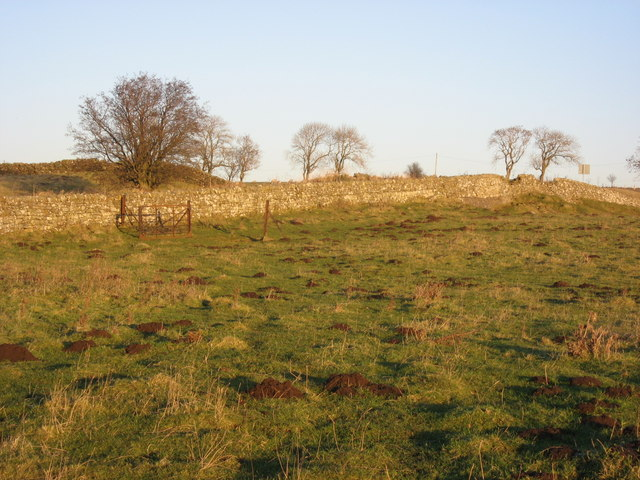
Le mur aux alentours de MC31.

### Castrum Brocolitia(7)
Brocolitia, Procolita ou Brocolita se trouve à un kilomètre environ à l'ouest du point le plus au nord du mur, à Limestone Corner. Le fort utilise soit le mur (écartement étroit sur une large base à cet endroit) lui-même comme son rempart nord, ou est construit en parallèle, mais détaché. Il date certainement du mur et du vallum (sur lequel il est construit). Il couvre environ 15 000 m² de superficie.

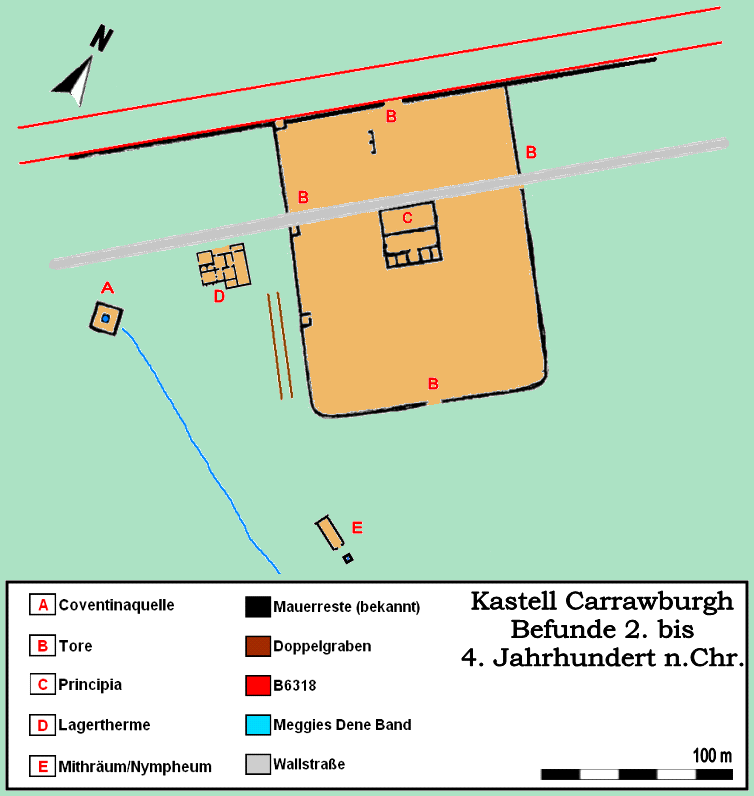
Plan du camp.
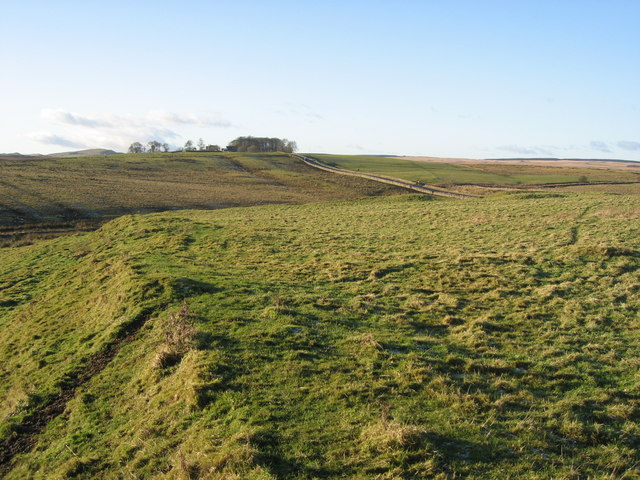
Vestiges du mur sud du fort, vue de l'ouest
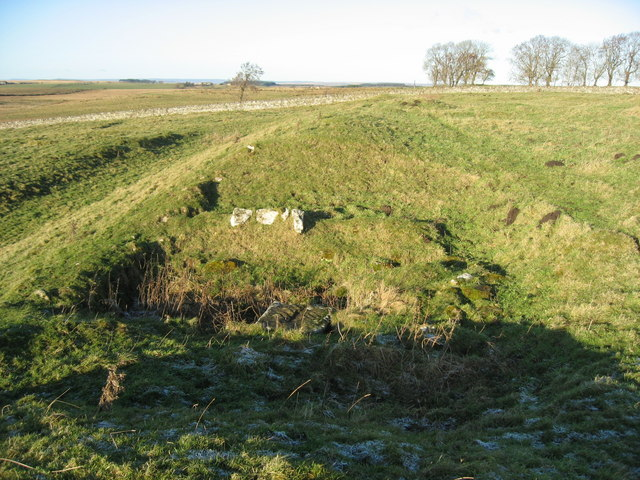
Vestiges de la porte ouest.
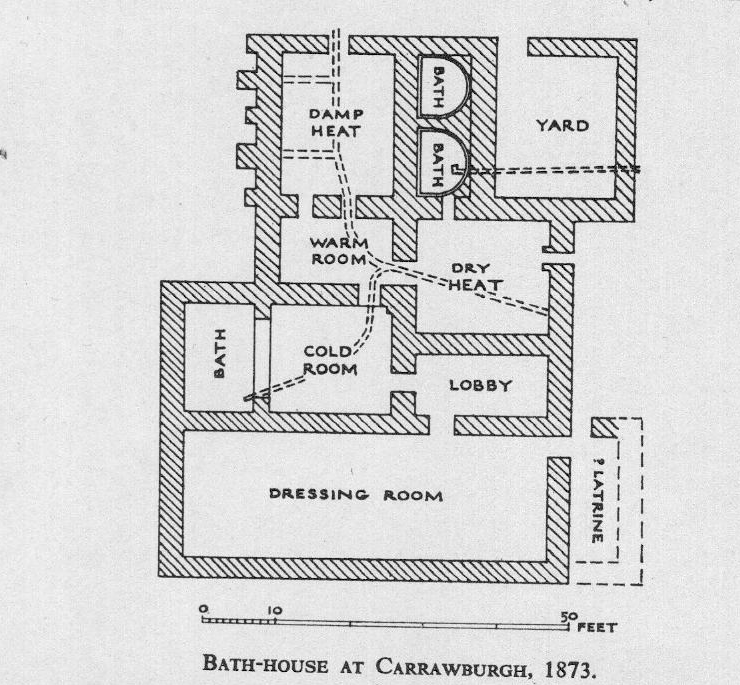
Plan des thermes.

Seuls les travaux de terrassement du fort sont maintenant visibles, le mur à cet endroit et les remparts nord du fort ayant été démolis pour la construction de la route militaire du début du XVIIIe siècle. Le site est aussi connu sous le nom de Carrawburgh.

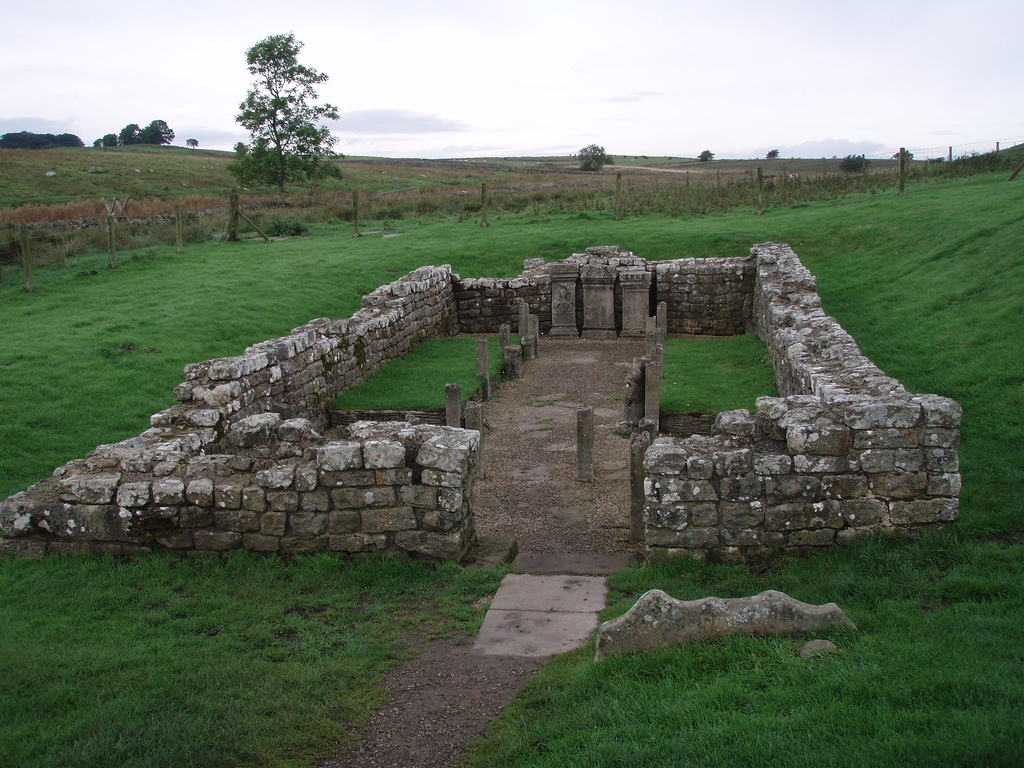
Vestiges du mithraeum.

Les vestiges de trois sanctuaires romains sont découverts dans la plaine marécageuse au-delà du coin sud-ouest du fort. Les trois sites sont adjacents à un petit affluent, qui se trouve à cinq kilomètres de Carrawburgh pour se jeter dans la rivière South Tyne près du fort de Newbrough sur la Stanegate.
Près du fort, à environ 80 mètres de son angle sud-ouest, se trouvent les vestiges d’un mithraeum du début du IIIe siècle, c’est-à-dire un temple du culte mystérieux du dieu Mithra.
Le troisième site est Coventina's Well, un lieu de culte de la déesse romano-britannique des eaux Coventina. Ce sanctuaire est la source du ruisseau. Le puits est connu pour les découvertes de plus de 13 000 pièces de monnaie, reliefs sculpturaux et autels. Il est construit aux alentours de 128-133, lors de la construction du vallum, afin de permettre de contrôler le niveau d'eau de la région, il est probable par la suite qu'il soit devenu associé à Coventina à la fin du IIe ou au début du IIIe siècle.

### MC32 à MC36
Aucun vestige n'est actuellement visible du MC32, MC34 et MC36, alors que les MC33 et MC35 sont bien visibles.
- MC32 : axe long et type de porte inconnu.
- MC33 : axe long et porte de type II.
- MC34 : axe long et porte de type II.
- MC35 : axe long et porte de type IV (variante du II).
- MC36 : axe long et type de porte inconnu.

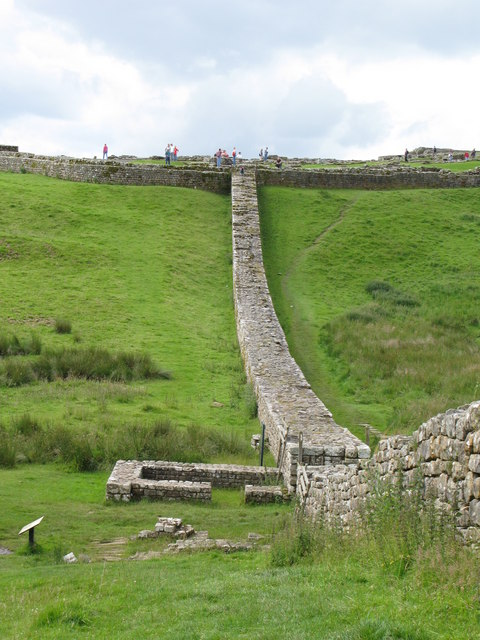
La Knag Burn Gateway, avec le fort romain de Housesteads au fond.

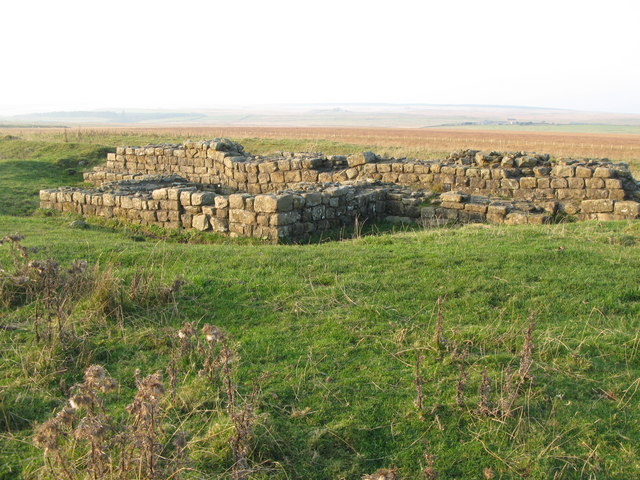
Ceux de la T33B.
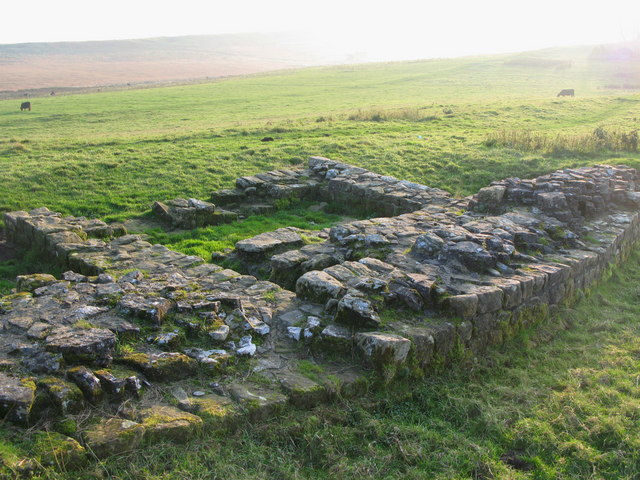
Ceux de la T34.
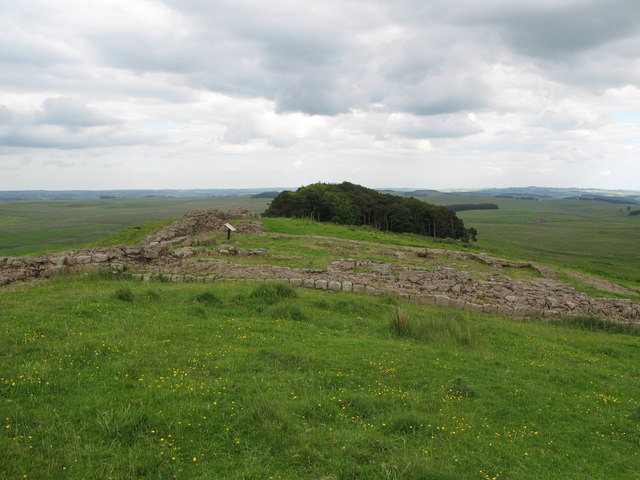
Les vestiges du MC35.

La Knag Burn Gateway est une porte construite dans le mur d'Hadrien après la construction du mur lui-même. Elle est située à l'endroit où le mur traverse le Knag Burn, juste à l'est du fort romain de Housesteads, entre le fort et la tourelle 36B. La rivière elle-même passe sous le mur par un ponceau situé à quelques mètres à l'ouest de la porte d'entrée. Knag Burn Gateway est l'une des rares portes à travers le mur qui ne fait pas partie d'un fortin (milecastle) ou d'un camp (castrum). Les vestiges indiquent que la structure consiste en une porte à un seul passage, avec des salles de garde de chaque côté et une porte à chaque extrémité, permettant ainsi un passage contrôlé à travers le mur. La porte a peut-être été ajoutée pour permettre le trafic commercial à travers le mur à partir du IVe siècle ou même plus tard.
La tourelle 36B est démolie lors de la construction du fort de Housesteads et recouvert de bâtiments. Les fondations de la tourelle sont préservées et les murs ont été excavés et consolidés, jusqu'à une hauteur maximale de 0,7 mètre.

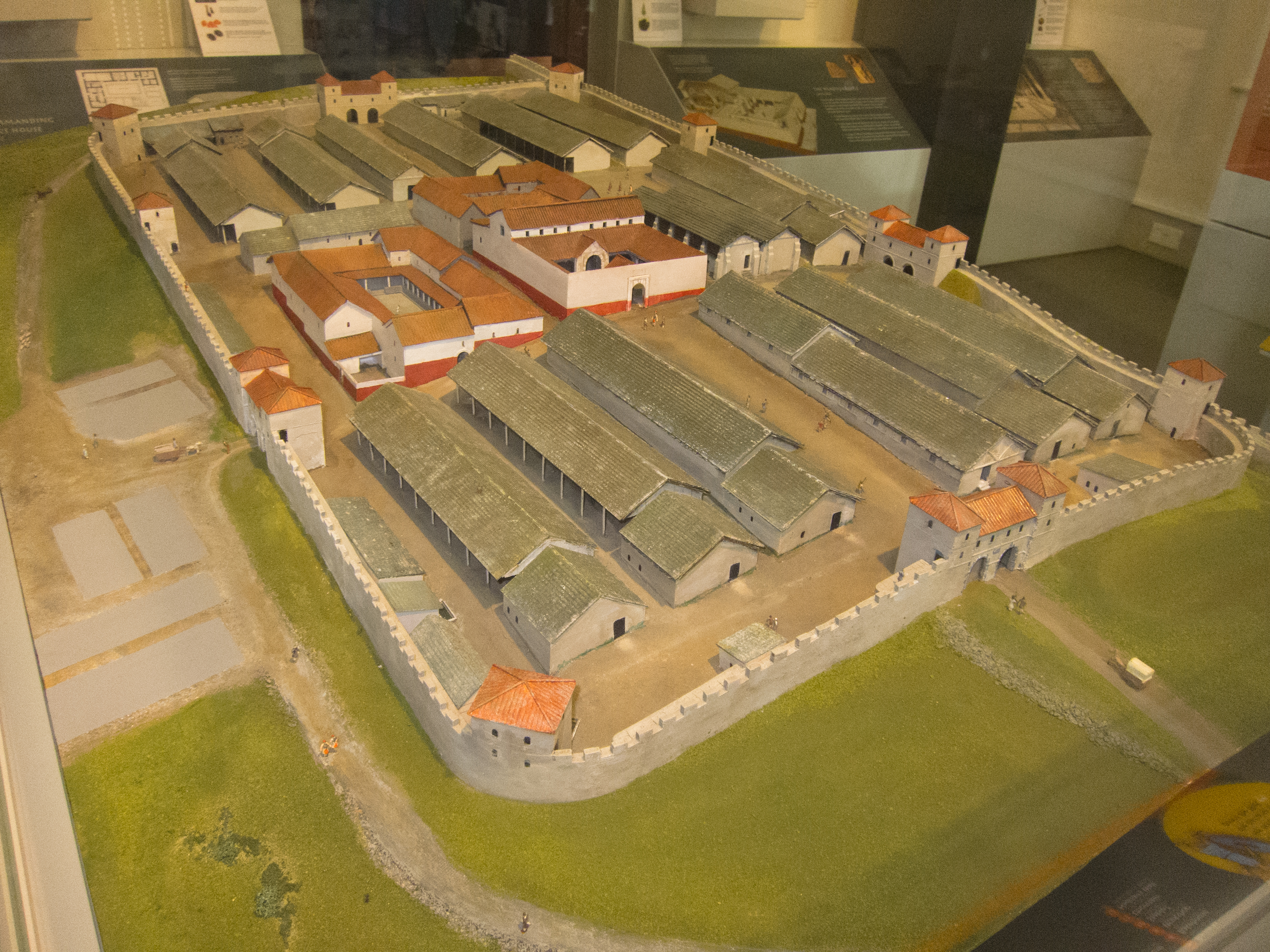
Maquette du fort de Housesteads.

### Castrum Vercovicium(8)
Un fort est construit en pierre sur le site de Housesteads autour de 124 incorporant la large base originale du mur et l'une des tourelles associées au milecastle 36. Le fort est réparé et reconstruit à plusieurs reprises, ses défenses du Nord étant particulièrement sujettes à l'effondrement. Un établissement civil substantiel (vicus) existe au sud, à l'extérieur du fort, et quelques-unes des fondations en pierre sont encore visibles. Au IIe siècle apr. J.-C., la garnison est constituée d'une cohorte d'infanterie auxiliaire de taille double et d'un détachement de légionnaires. En 409, les Romains s'en retirent.
Son plan est typique d'un camp impérial, de forme oblong, et il mesure 180 mètres par 110 mètres couvrant une superficie importante de 22 000 m². La plupart des autres forts du début chevauchent le mur et font donc saillie dans le territoire barbare. Il est également inhabituel pour la Bretagne de ne pas avoir d'approvisionnement en eau courante et de dépendre de la collecte des eaux de pluie (à cette fin, il existe une série de grands réservoirs en pierre à la périphérie des défenses). Il a également l'une des latrines de pierres les mieux conservées de l'Angleterre romaine.

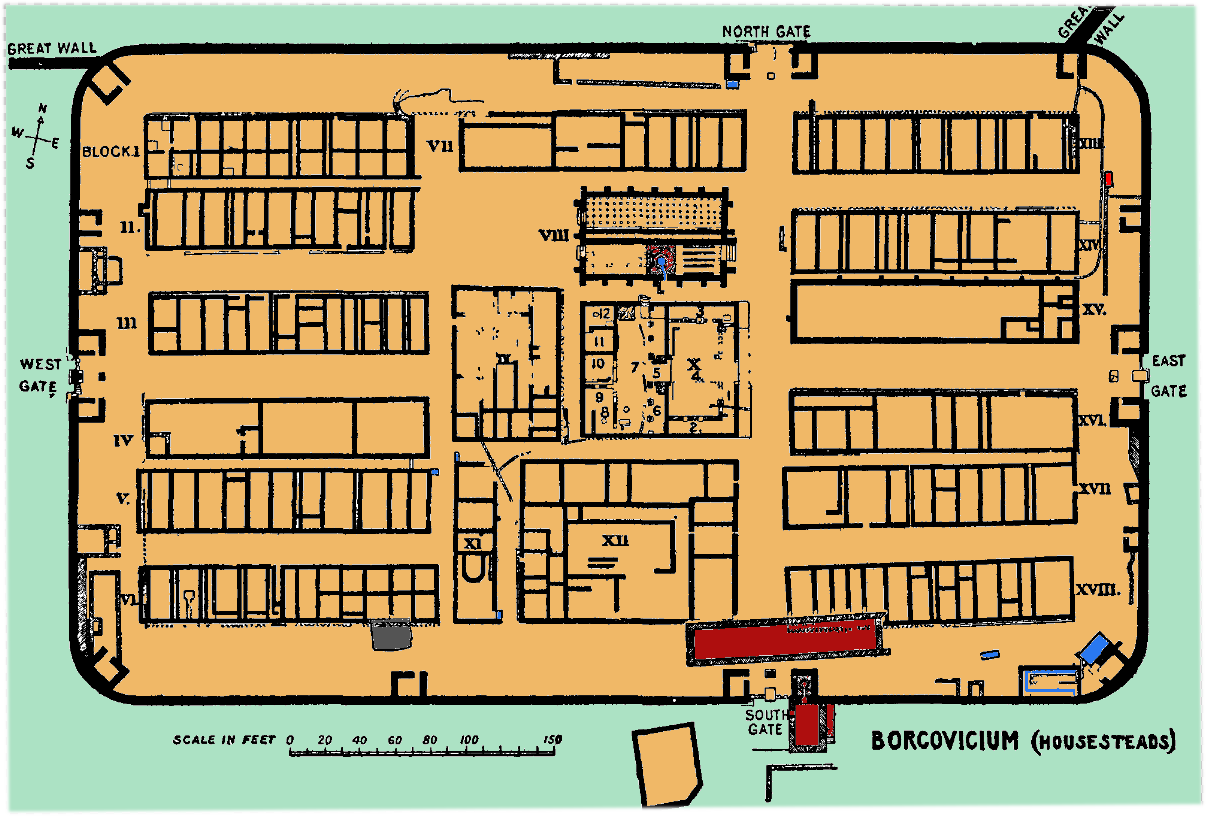
Plan du camp.
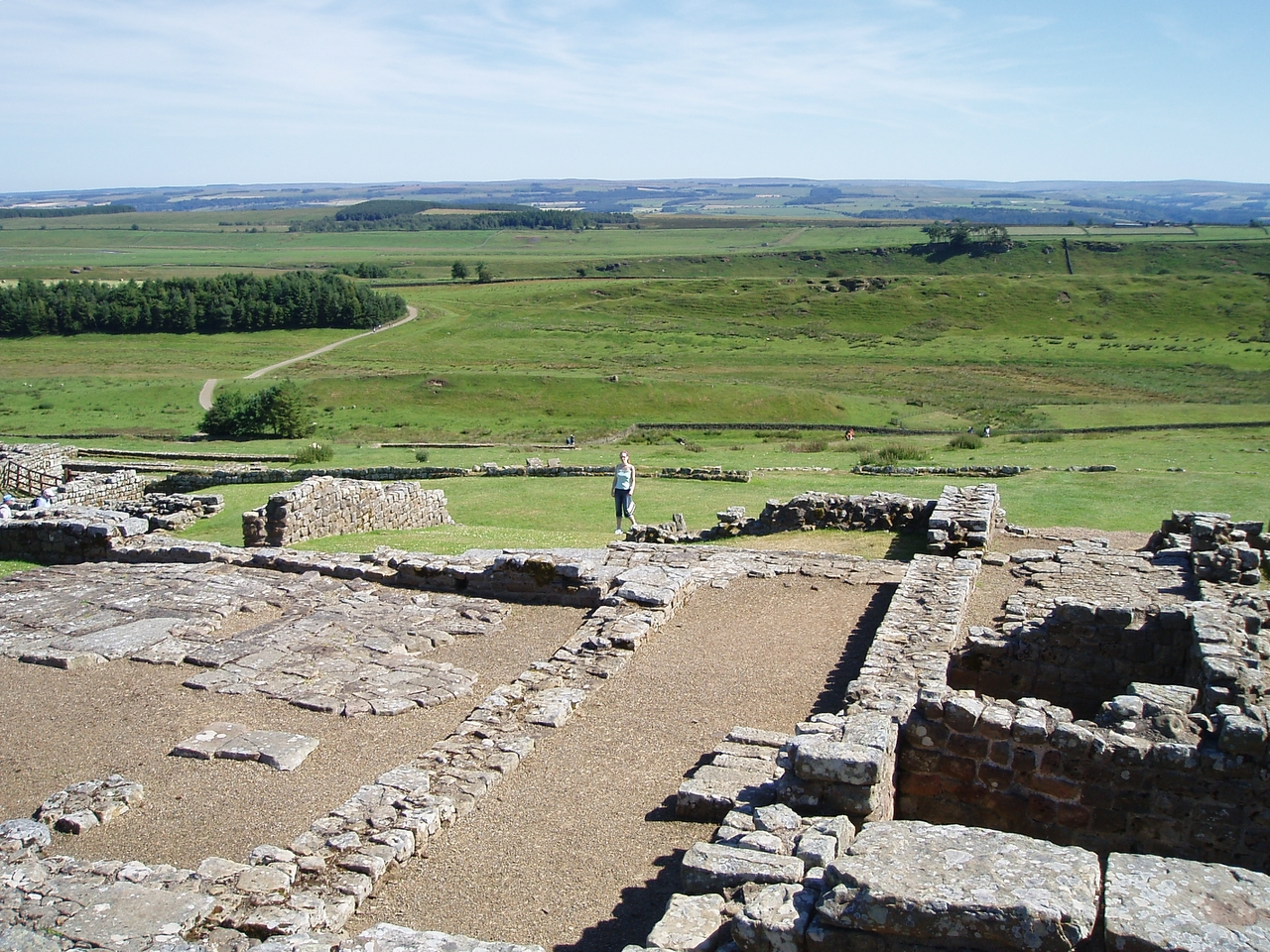
Prætorium.
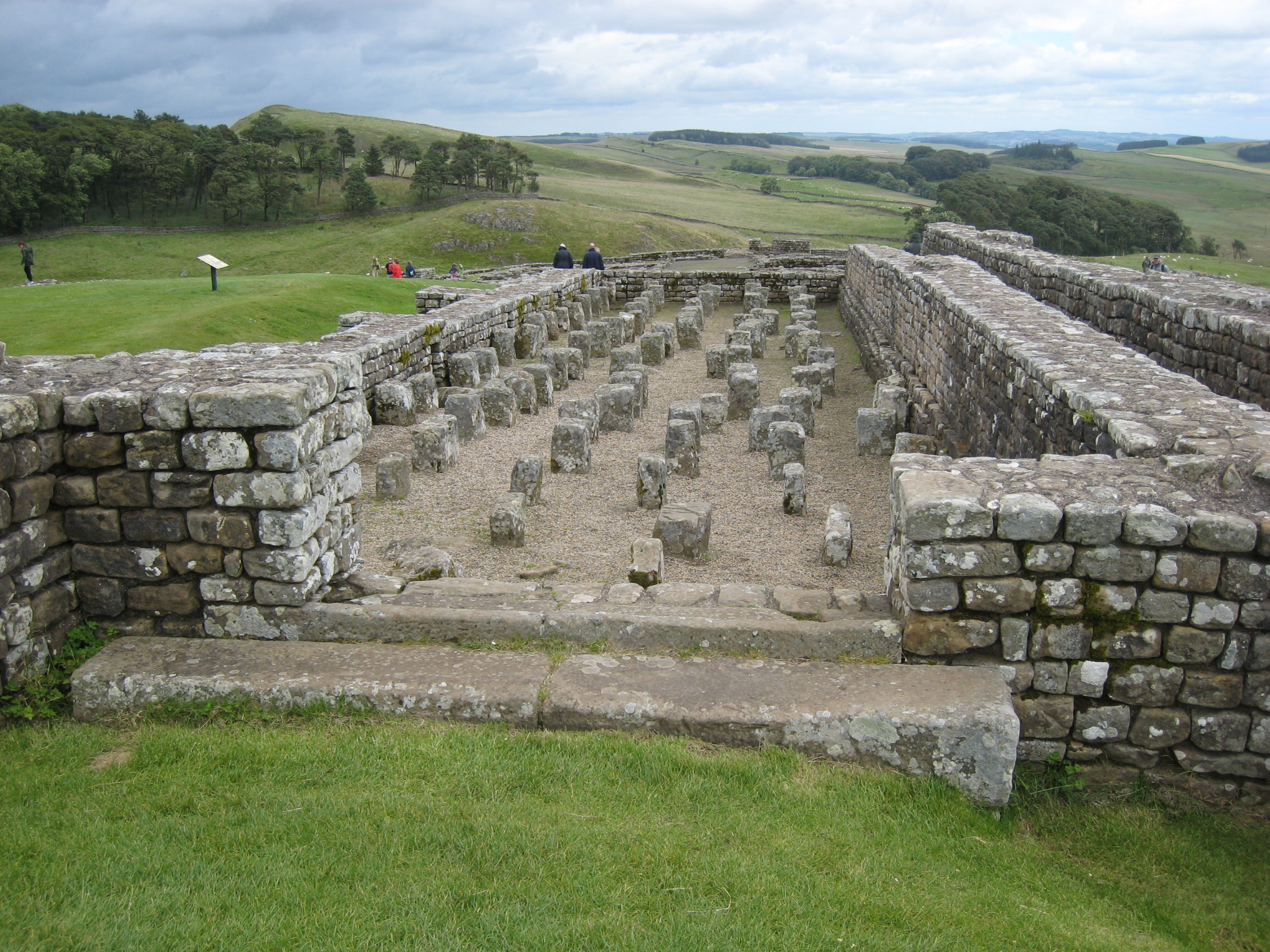
Grenier à Vercovicium.
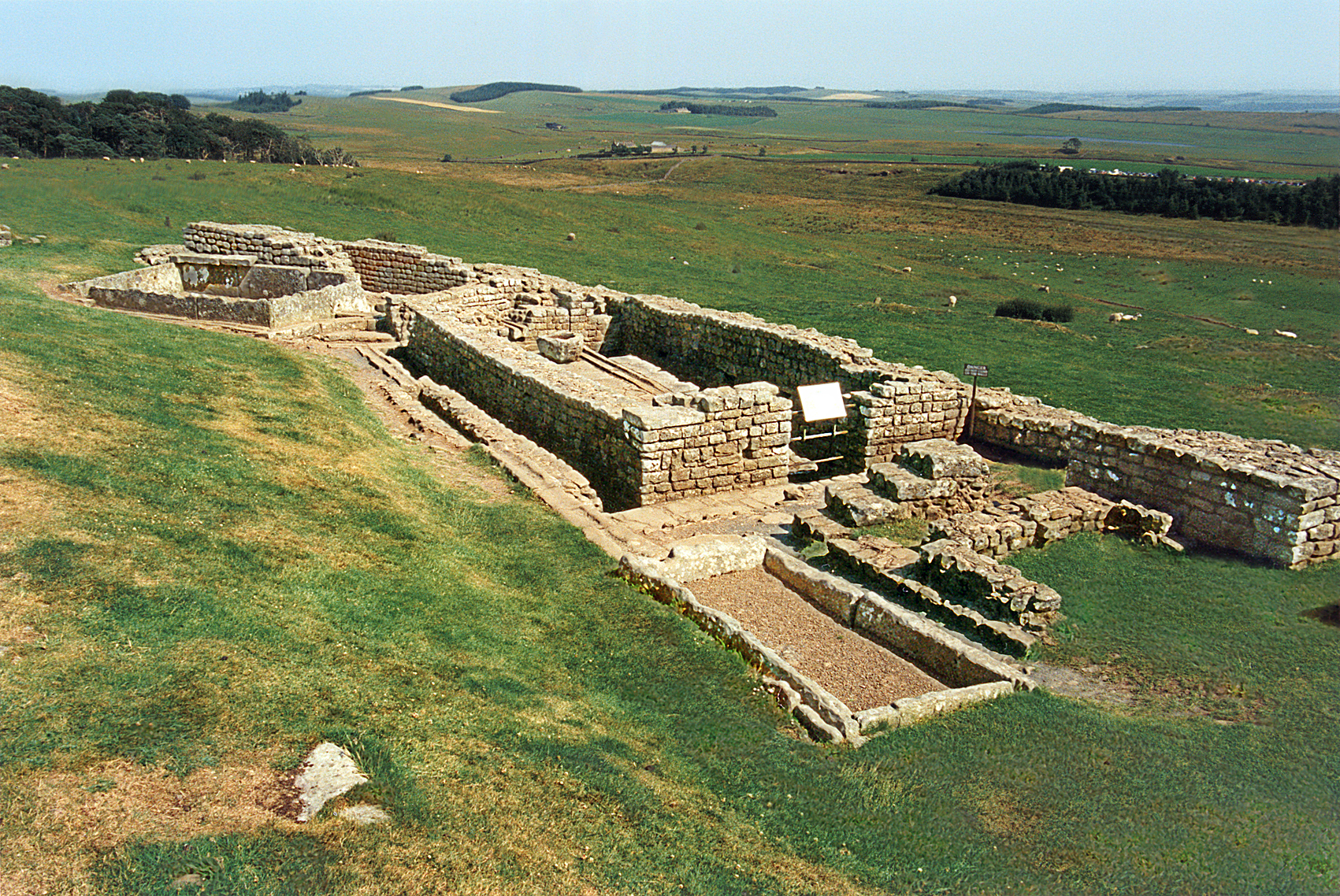
Les latrines le long du mur d'Hadrien.

Le site est maintenant la propriété de la National Trust et est actuellement sous la garde de l'English Heritage. Les découvertes de Vercovicium peuvent être vues dans le musée du site, dans le musée à Cilurnum, et dans le Museum of Antiquities à Newcastle upon Tyne.
Le fort de Vindolanda sur la Stanegate se trouve non loin au sud-ouest.

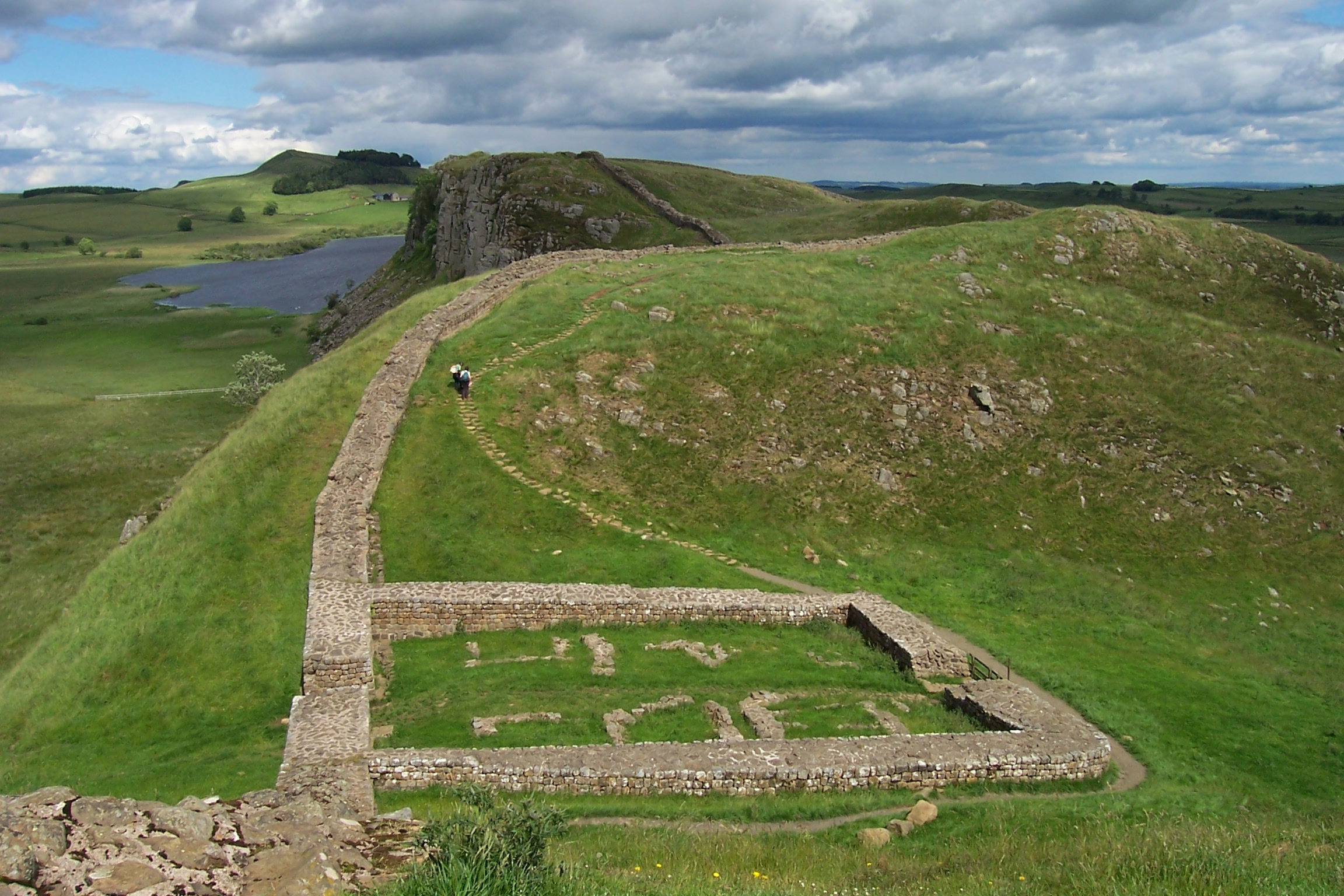
Vestiges du MC39 et lough Crag.

### MC37 à MC43
Les vestiges du MC37 sont en partie reconstruits et consolidés. Le mur en amont et aval du MC39 est une des portions les plus connus du mur, sur une falaise au-dessus d'un lac (Milking Gap, Highshield Crag, Peel Crag jusqu'à Steelrigg). Les fondations d'une tour romaine entre les tourelles 39A et 39B a été découverte, la Peel Gap Tower. La tour est située à 345 mètres à l’ouest de la tourelle 39A dans la partie la plus basse de Peel Gap. Elle aurait été construite peu de temps après l'achèvement du mur, comme en témoigne la qualité médiocre de sa construction et le fait qu'elle soit construite en butée contre le mur (plutôt que d'y être encastrée comme d'autres tourelles). Les fondations sont rectangulaires et mesurent 4 mètres (est / ouest) sur 3,6 mètres (nord / sud), avec des murs de 0,9 mètre d’épaisseur. La distance entre les tourelles 39A et 39B est le plus long intervalle connu entre deux tourelles sur toute la longueur du mur, d'où la présence de cette tour supplémentaire. Plus loin, le fortin MC42 est un des mieux conservé alors qu'il n'y aucun vestige du suivant (détruit par le castrum Aesica ?) et très peu des précédents.
- MC37 : axe court et porte de type I.
- MC38 : axe court et porte de type I.
- MC39 : axe long et porte de type II.
- MC40 : axe inconnu et porte de type II.
- MC41 : axe court et type de porte inconnu.
- MC42 : axe court et porte de type I.
- MC43 : axe court et porte de type I.

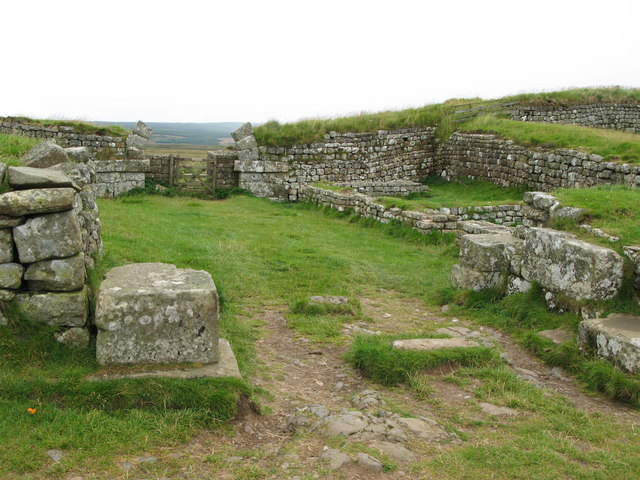
Vestiges du MC37.
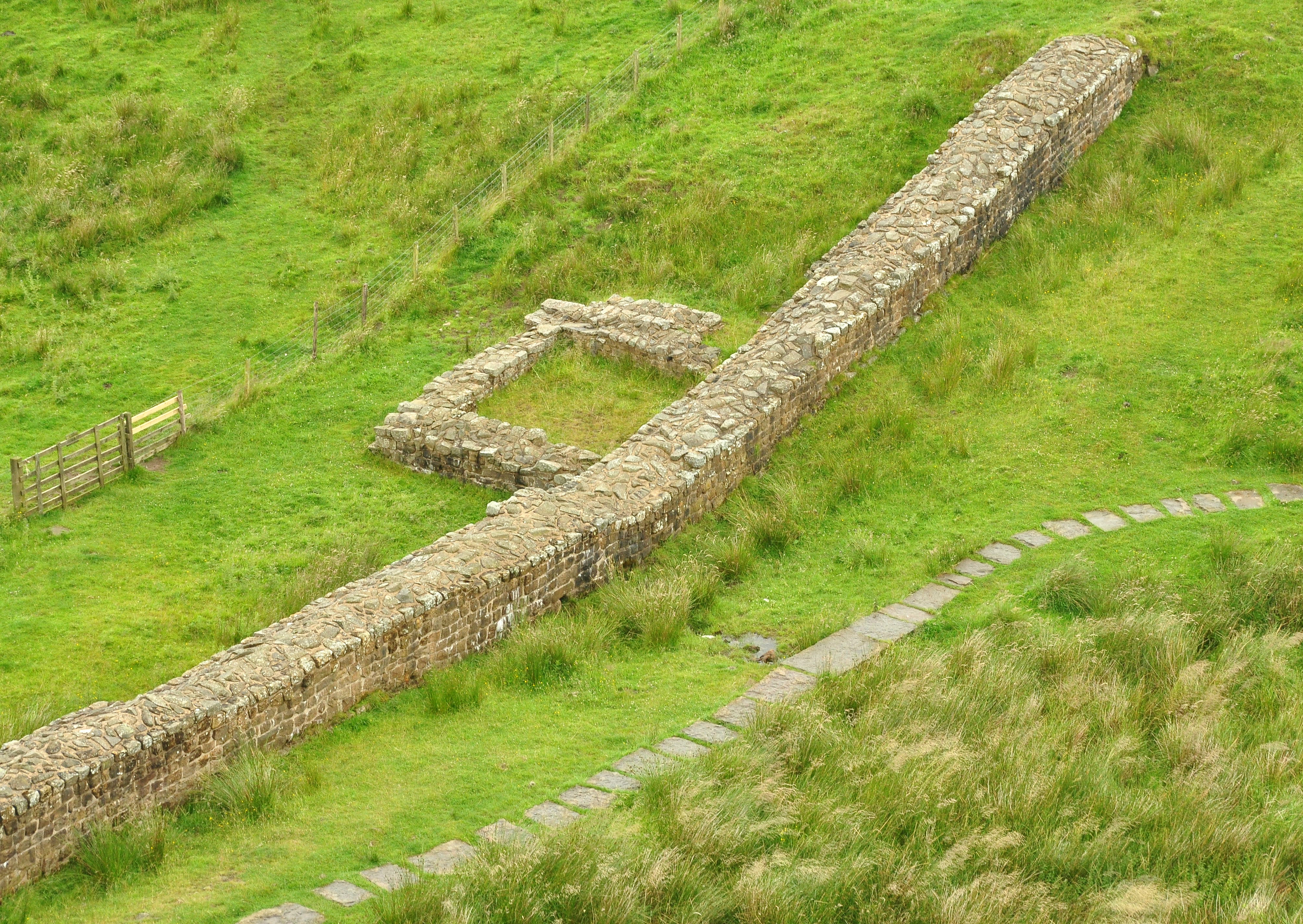
Peel Gap Tower entre T39A et T39B.
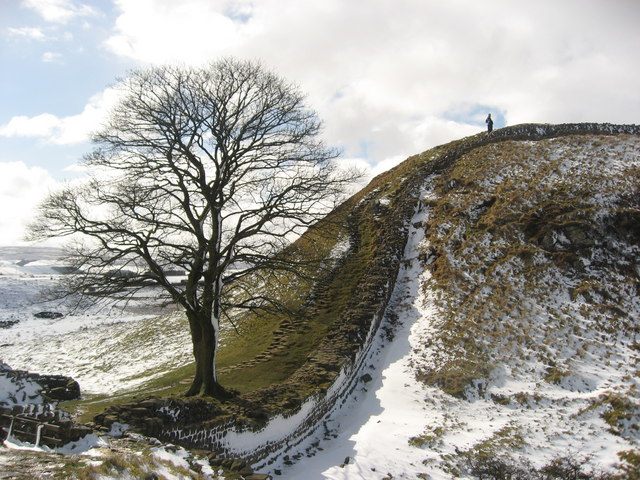
Le Sycamore Gap Tree.
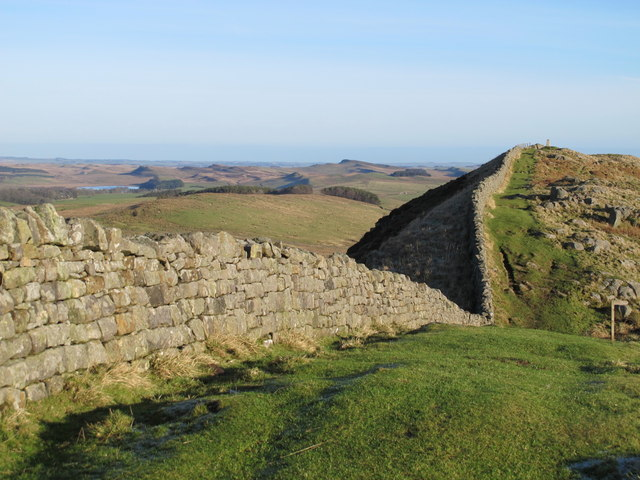
Aux alentours de T40A.
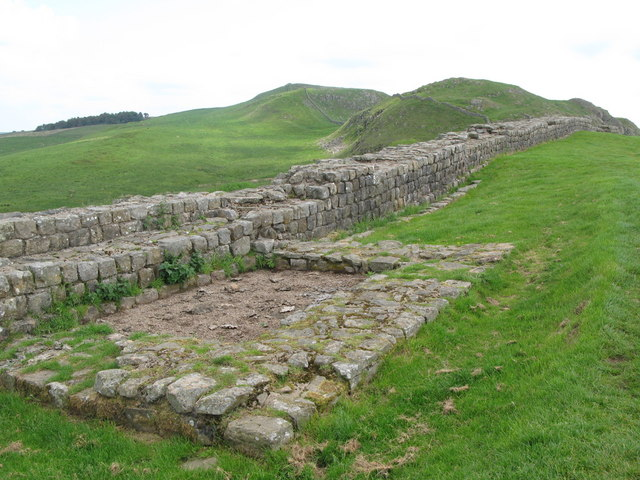
Tourelle 41A.
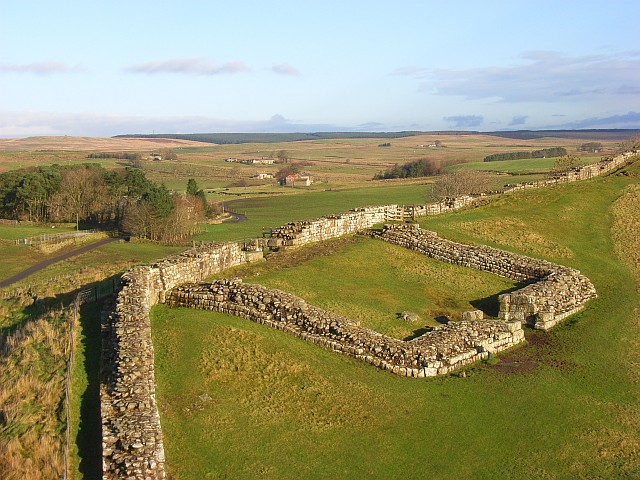
Vestiges du MC42.

La curiosité touristique du Sycamore Gap Tree se trouve aussi sur cette portion.

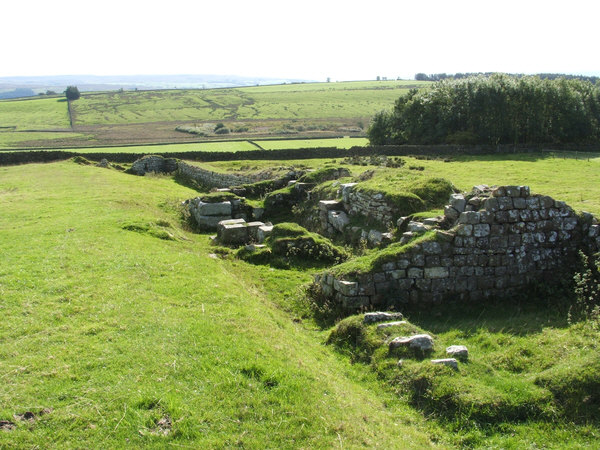
Vestiges du fort Aesica.

### Castrum Aesica(9)
Ce fort, ayant comme nom moderne Great Chesters, protège le Caw Gap, où la rivière Haltwhistle Burn traverse le mur. Il est possible que le fort soit achevé en 128.
Le camp est oblong, mesurant 108 mètres du nord au sud et 128 mètres d’est en ouest, occupant une superficie relativement petite de 12 000 m². Le fort n'a que trois portes principales ; sud, est et ouest, avec double entrée avec des tours. Il y a des tours à chaque coin du fort. Contrairement aux autres forts muraux qui se prolongent au-delà du mur, tout Aesica se trouve au sud du mur. Il est possible que ce soit la présence du milecastle 43, antérieur au fort, qui empêche la construction du mur nord du fort sur le mur, et le MC43 aurait été démoli une fois le fort achevé.

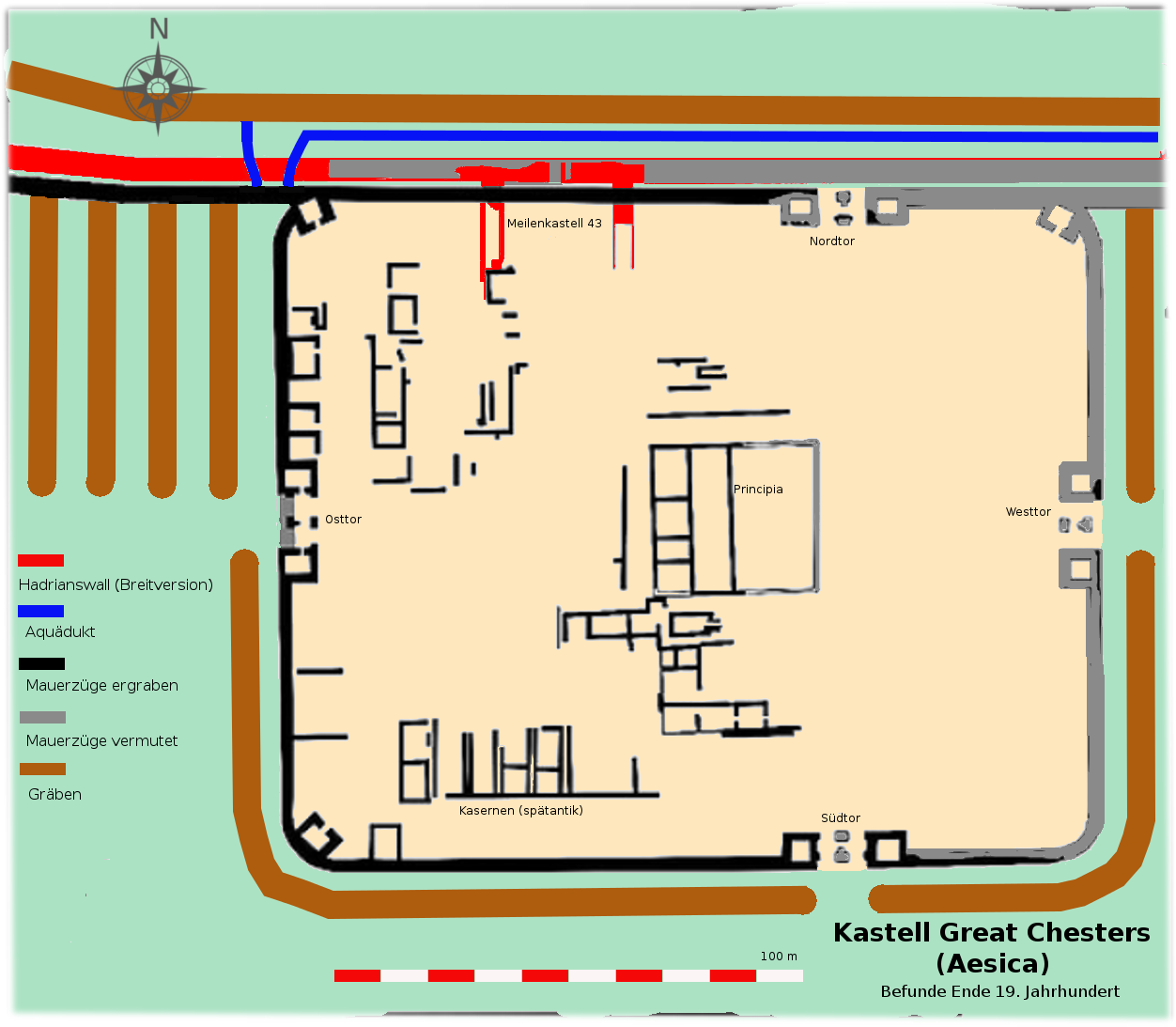
Plan du camp.
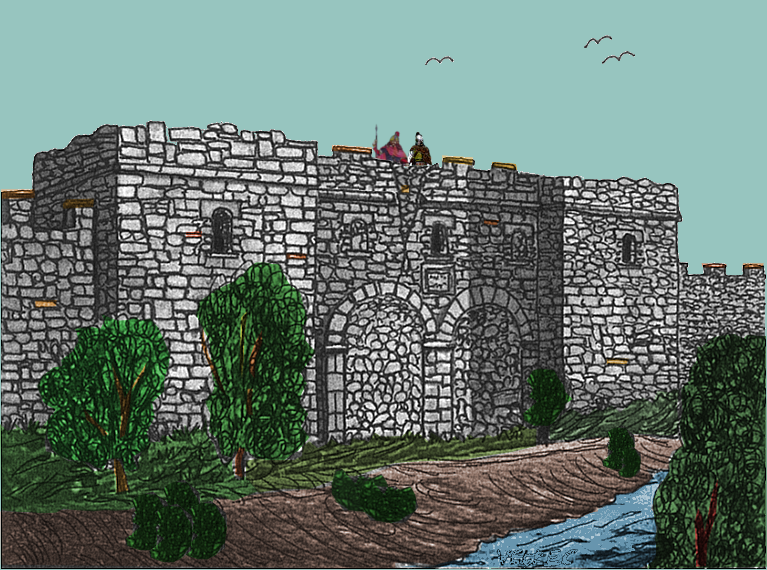
Reconstitution de la porte ouest dans son état du IVe siècle.
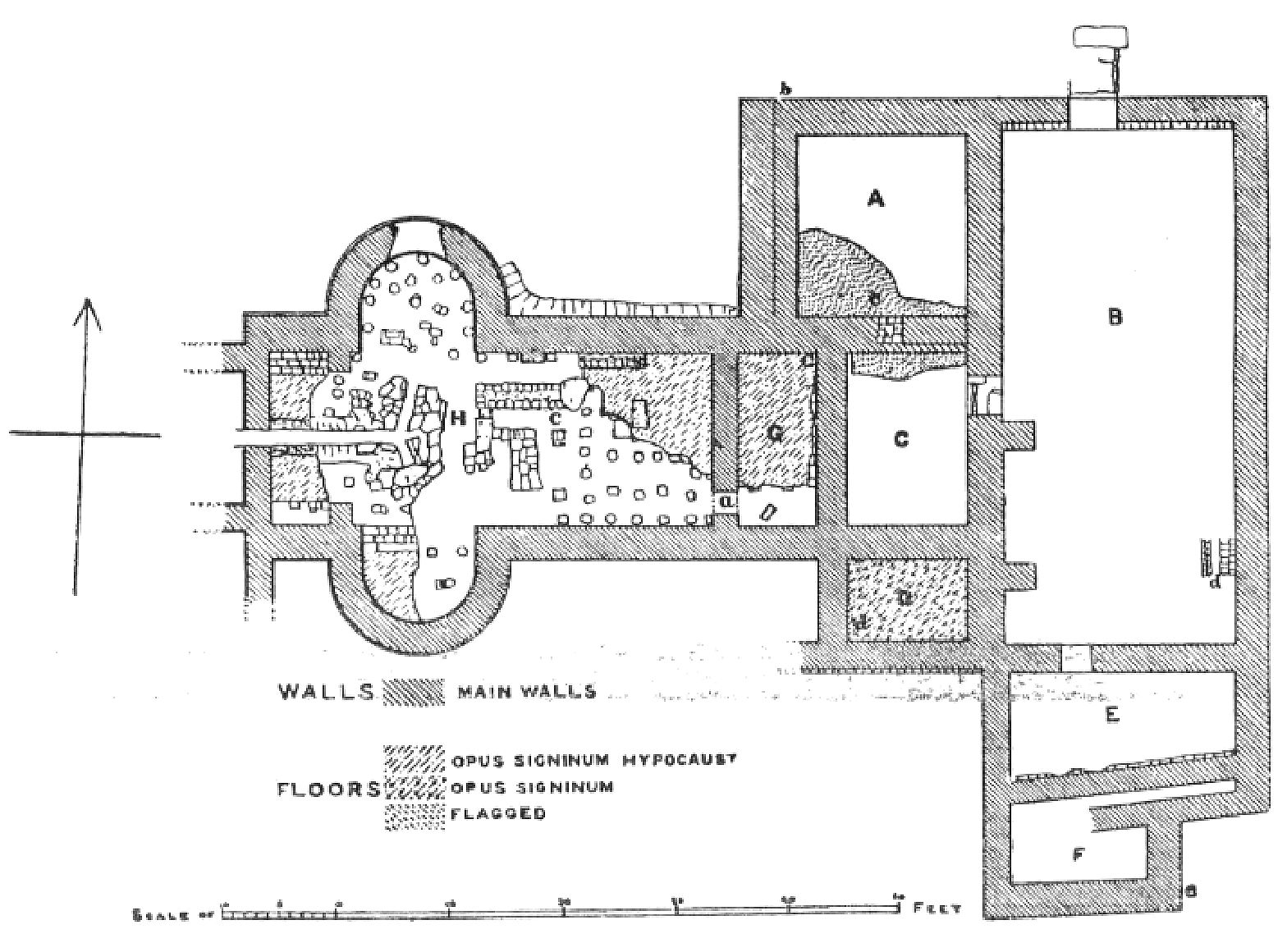
Plan des thermes.

Le fort est alimenté en eau par un aqueduc qui remonte à 10 km au nord du mur sur la Haltwhistle Burn.
Le coin nord-est du fort est maintenant occupé par des bâtiments de ferme construits sur le tracé du mur.

### MC44 à MC46

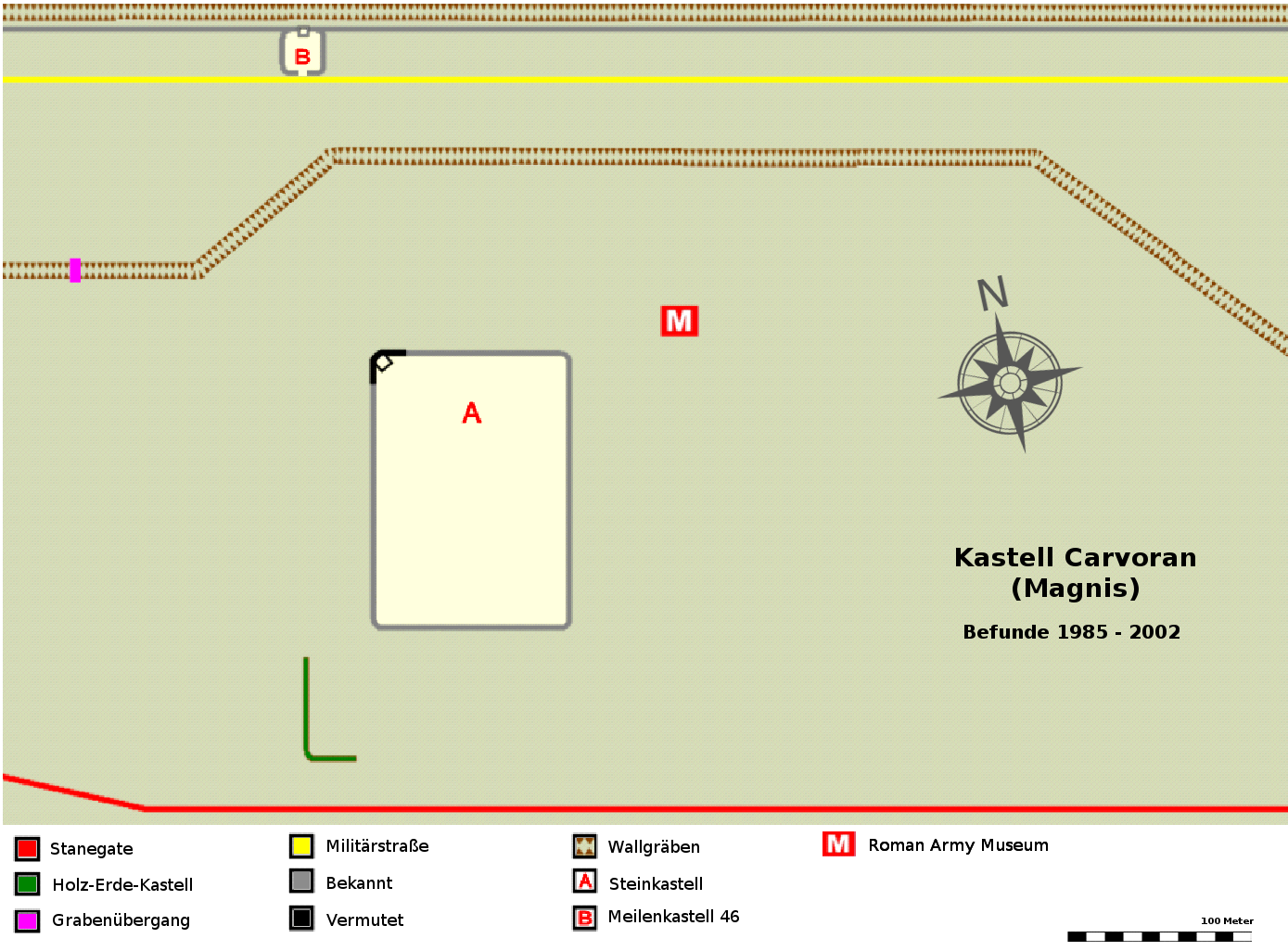
Plan du site de Carvoran.

Quelques vestiges subsistent de ces trois fortins.
- MC44 : axe long et type de porte inconnu.
- MC45 : type inconnu.
- MC46 : type inconnu.

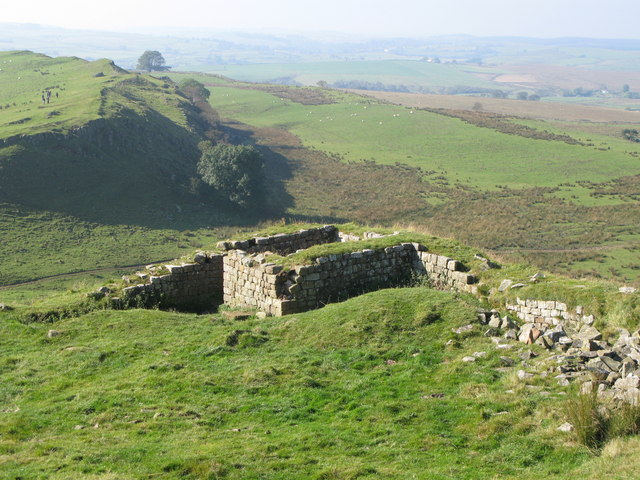
Vestiges de la T44B.
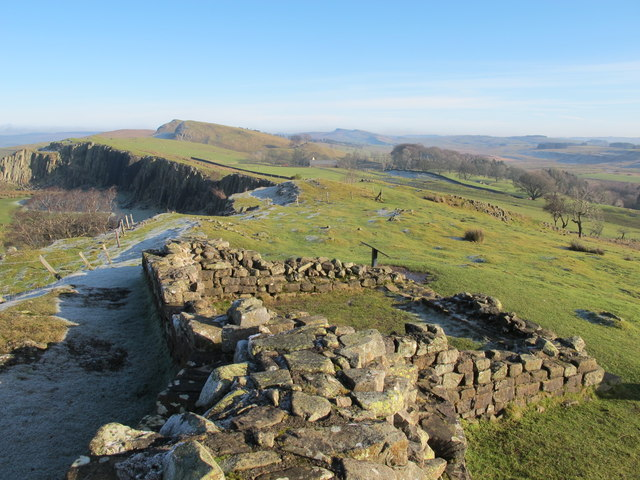
Vestiges de la T45A.
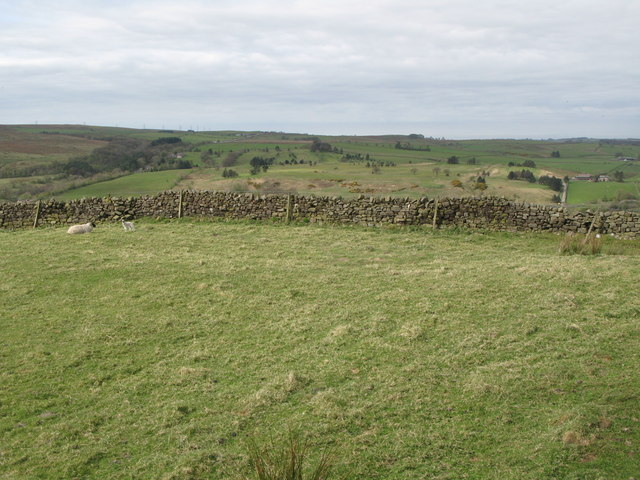
Aux alentours du MC46.

### Castrum Magnis(10)
Il est situé sur la voie romaine Stanegate, avant la construction du mur d'Hadrien, auquel il n'est pas physiquement attaché. En fait, le fossé du vallum va exceptionnellement au nord du fort, le séparant du mur. Ce fort est construit à l'origine pour garder la jonction de la Maiden Way (axe nord-sud) avec la Stanegate (axe est-ouest), la principale voie d'approvisionnement reliant Coria (Corbridge) à l'est à Luguvalium (Carlisle) à l'ouest. En tant que tel, le fort est antérieur au mur d'Hadrien.
Le camp est de forme oblong, typique des camps impériaux, mesurant 135 mètres du nord au sud, 111 mètres d’est en ouest, pour une superficie de 15 000 m².
Ses ruines sont connues sous le nom de Carvoran Roman Fort. Le fort est le site du Roman Army Museum.

### MC47 à MC49

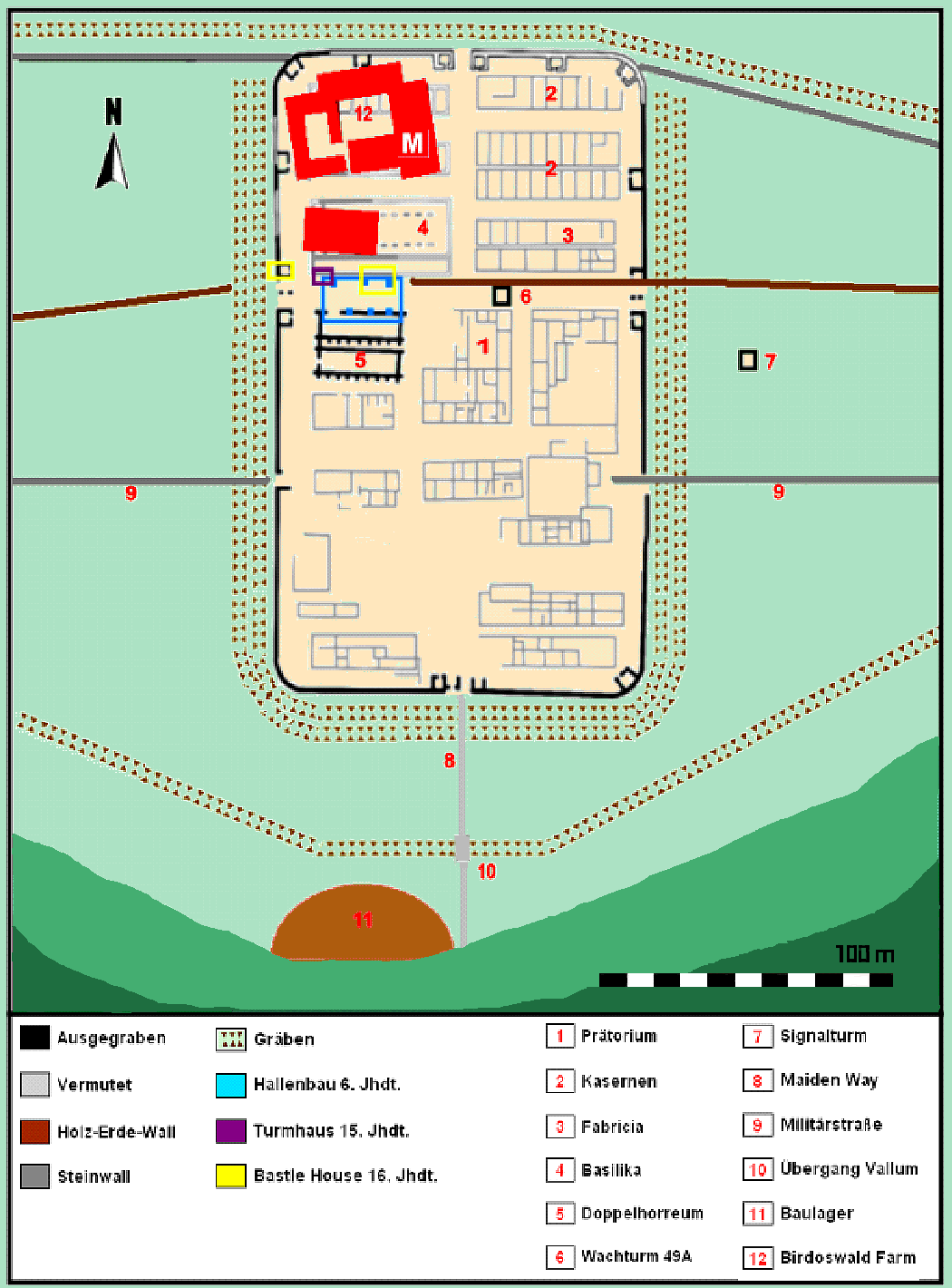
Plan détaillé du camp Banna de Birdoswald.

Il ne reste aucun vestige visible du MC47, le dernier fortin situé en Northumbrie, le reste du mur se situant en Cumbria.
Le MC48 mesure 18,5 mètres d’est en ouest sur 21,3 mètres du nord au sud, ce qui est nettement plus grand que beaucoup d'autres milecastles. Deux rangées de bâtiments sont visibles à l'intérieur, probablement des casernes, de part et d'autre de la route nord-sud passant par les portes d'entrée. Les bâtiments intérieurs ne sont généralement pas aussi bien préservés ou importants dans les autres fortins. Les murs sont larges. Le MC49 est situé immédiatement à l'ouest de la gorge de la rivière Irthing, où le mur passe par le pont de Willowford. La rivière marque une limite de la construction du mur d’Hadrien, entre les constructions de calcaire à l’est et de grès à l’ouest.
- MC47 : type inconnu.
- MC48 : axe court et porte type III.
- MC49 : axe court et porte type III.

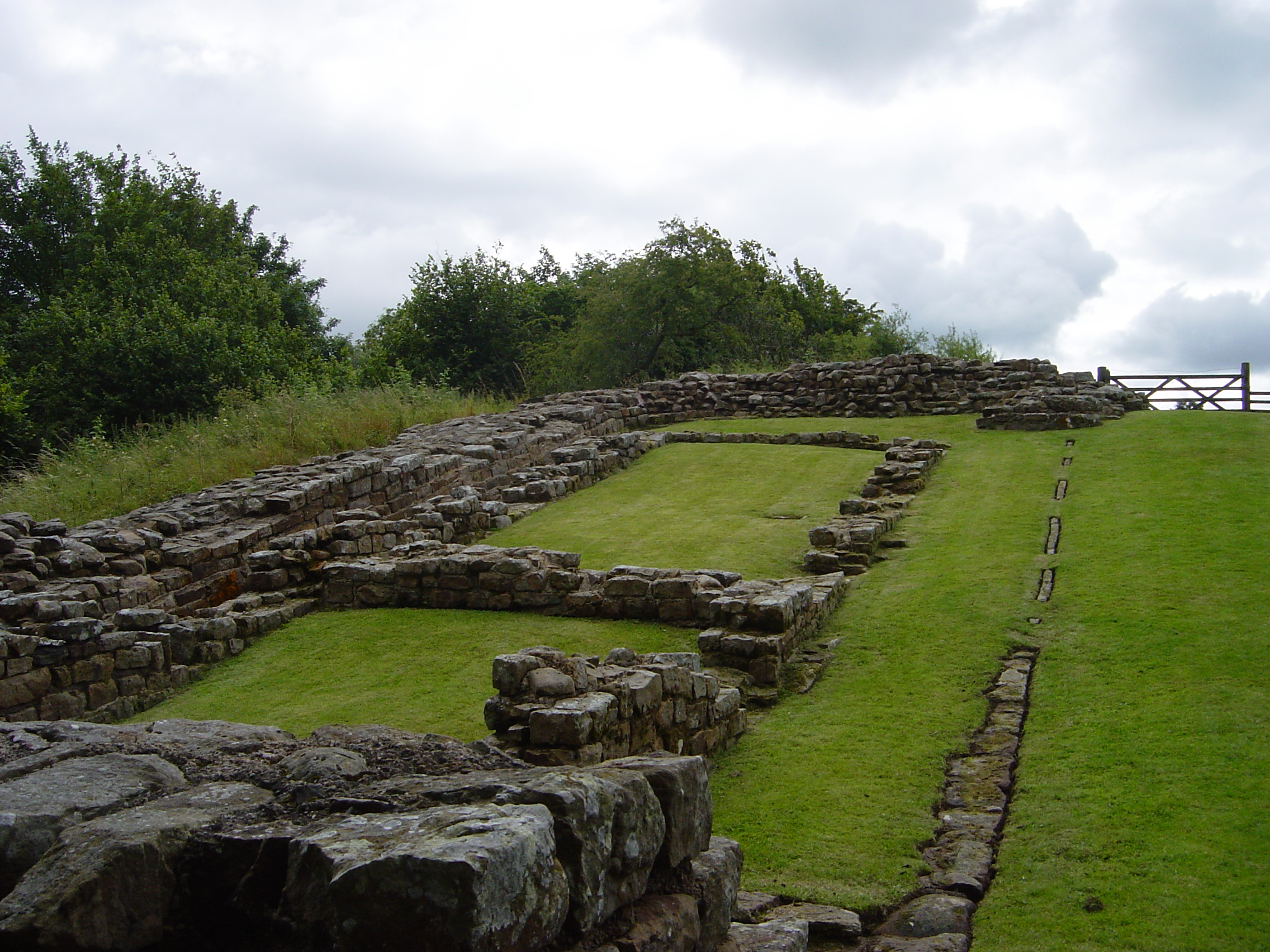
Vestiges du MC48
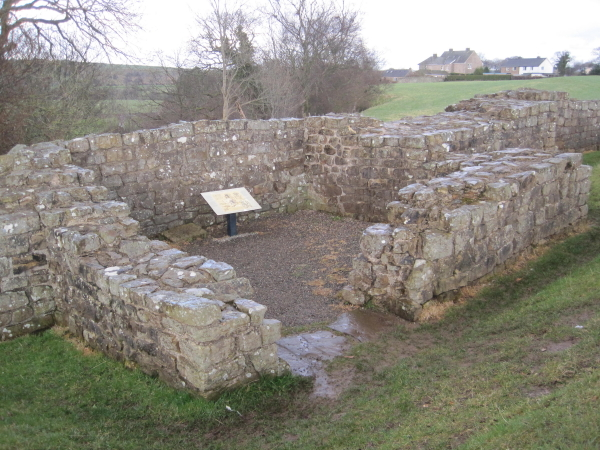
Vestiges de la T48A
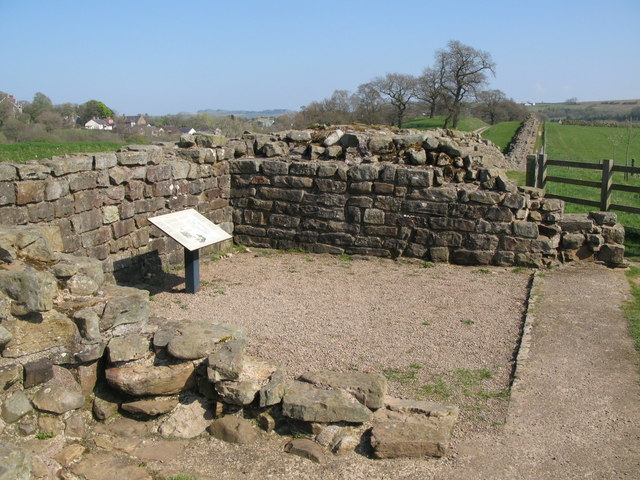
Et de la tourelle T48B
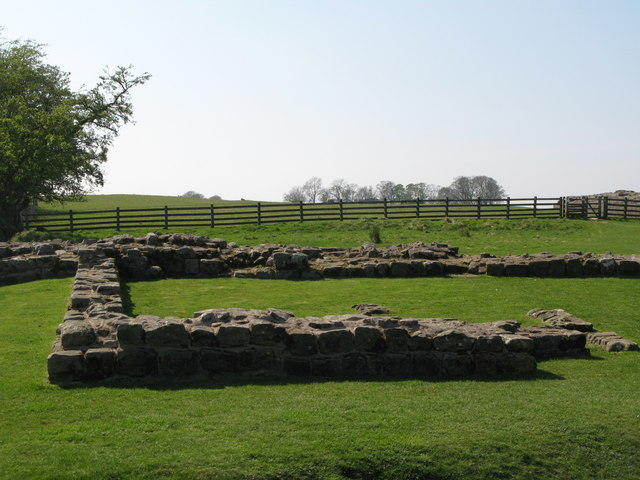
Vestiges du MC49

### Castrum Banna(11)
Il est situé à une position dominante sur un éperon triangulaire bordée par des falaises au sud et à l’est, surplombant un large méandre de la rivière Irthing. À environ 600 mètres à l’est de Banna, au pied d’un escarpement, se trouve le reste de pont de Willowford, qui faisait passer le mur d’Hadrien au-dessus de la rivière. Le glissement vers l’ouest du cours du fleuve au fil des siècles a laissé la culée est du pont à sec, tandis que celle à l’ouest a été détruite, probablement par l’érosion.
Le fort Banna, ou de Birdoswald, est construit peu de temps après le mur, et occupé par les troupes auxiliaires romaines d’environ 112 à 400. Dans les années 130, le premier mur en terre est remplacé par un mur en pierre, construit 50 mètres plus au nord. Le fort de pierre a la forme habituelle des forts romains, avec trois portes à l’est, à l’ouest et au sud ; dedans se trouvent les bâtiments principaux usuels, bâtis en pierre : un prétoire (principia), des greniers (horrea), et de casernes. De manière non-habituelle pour un camp auxiliaire, il comprend aussi un bâtiment d’entraînement (basilica exercitatoria).
Le camp mesure environ 177 mètres par 122 mètres et couvre une superficie importante de près de 21 400 m². Les trois kilomètres du mur d’Hadrien situés de part et d’autre de ce fort sont les seules sections connues où le mur de pierre a été bâti sur une ligne différente du mur originel en terre, permettant la comparaison. Le mur de pierre a été bâti à environ 50 mètres au nord, s’alignant sur le mur nord du fort plutôt que sur ses portes est et ouest.
Banna est relié par une voie romaine connue localement sous le nom de Maiden Way au fort romain de Bewcastle, à onze kilomètres au nord. Au sud, cette voie romaine mène à Bravoniacum (Kirkby Thore près de Penrith) en passant par Epiacum.

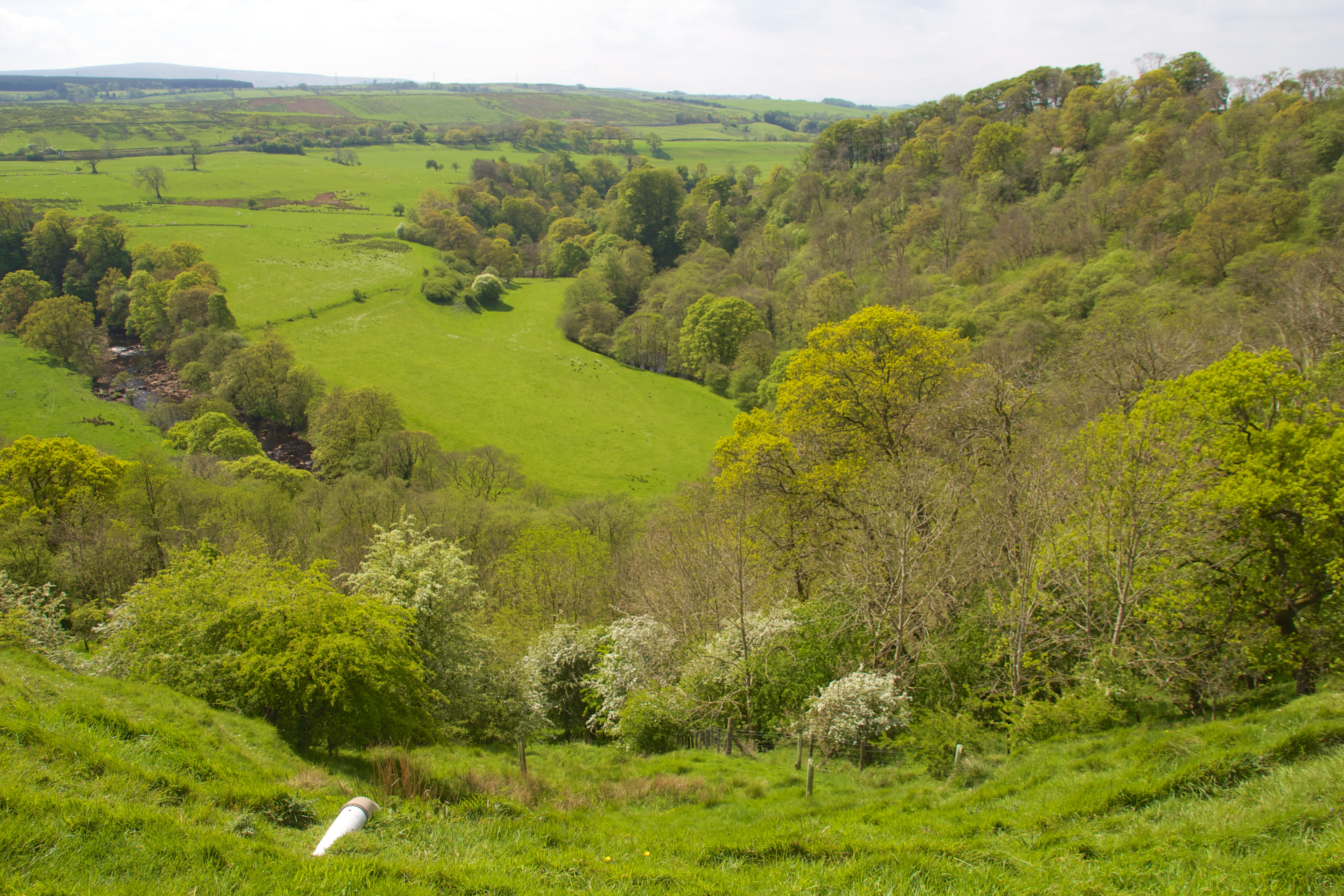
Vue du haut de l'escarpement sur la boucle de l'Irthing.
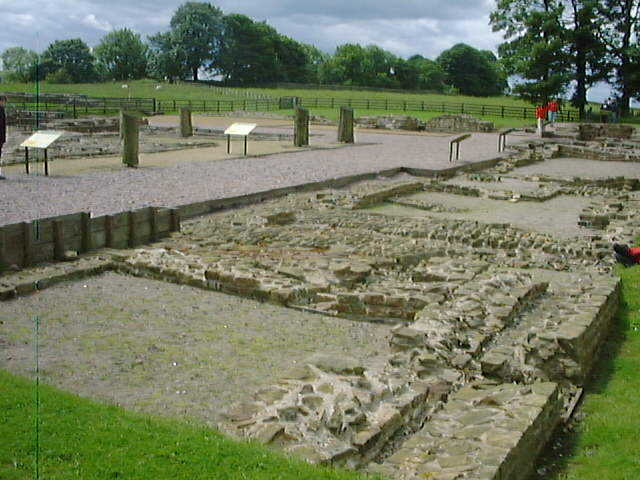
Les fondations de la basilique.
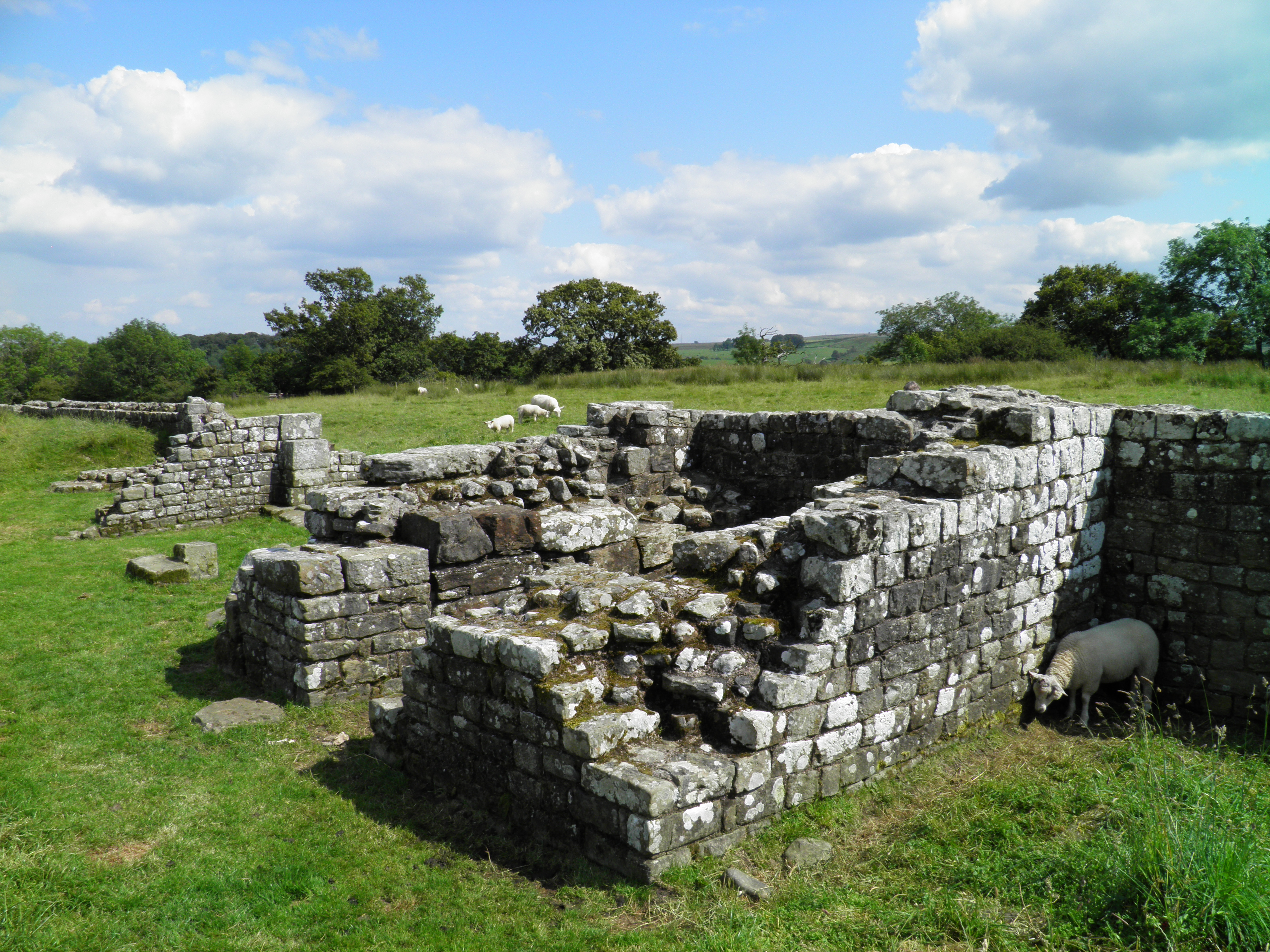
Vestiges de la porte sud.
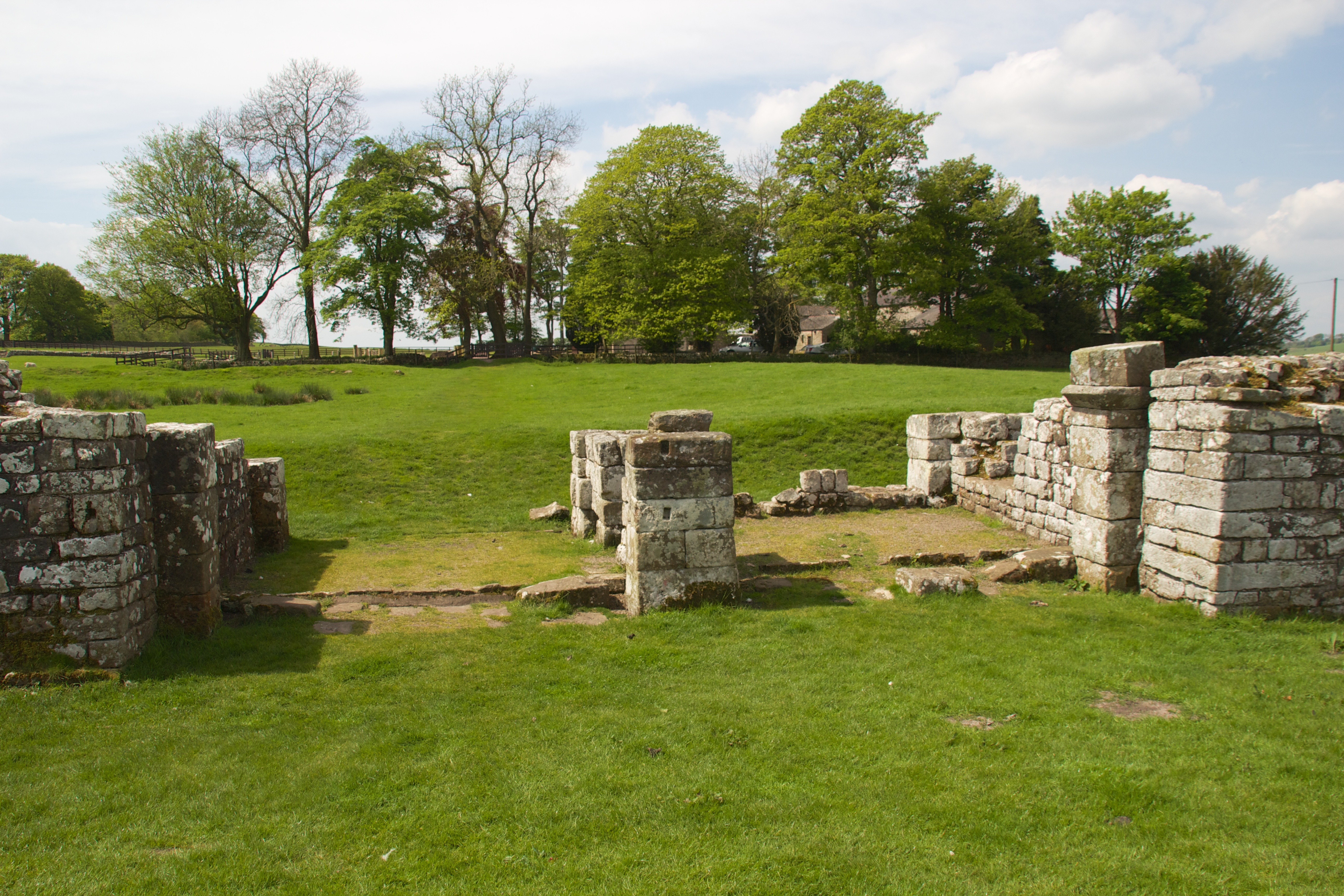
Vestiges de la porte est.

À un moment donné, Camboglanna est le nom accepté de Banna (Birdoswald), mais il s'agit très probablement d'une erreur dans la Notitia Dignitatum. Cette erreur se retrouve dans la première carte en haut de l'article datant de 1964, où il est appelé Camboglanna du nom du prochain fort.
Il est l’un des forts les mieux préservés parmi les seize que compte le mur, et fait partie des propriétés de l’English Heritage.

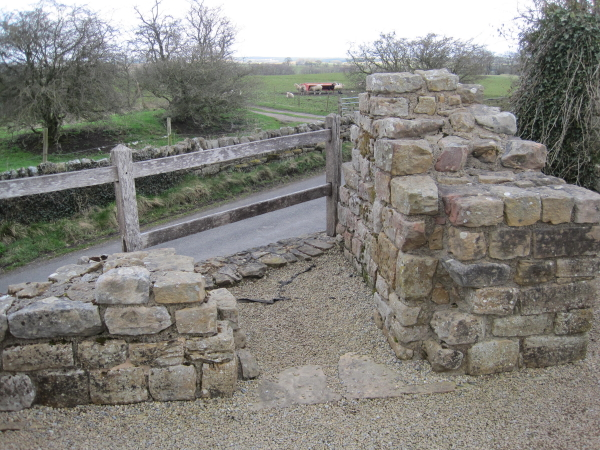
Vestiges de la tour de signalisation de Pike Hill.

### MC50 à MC56

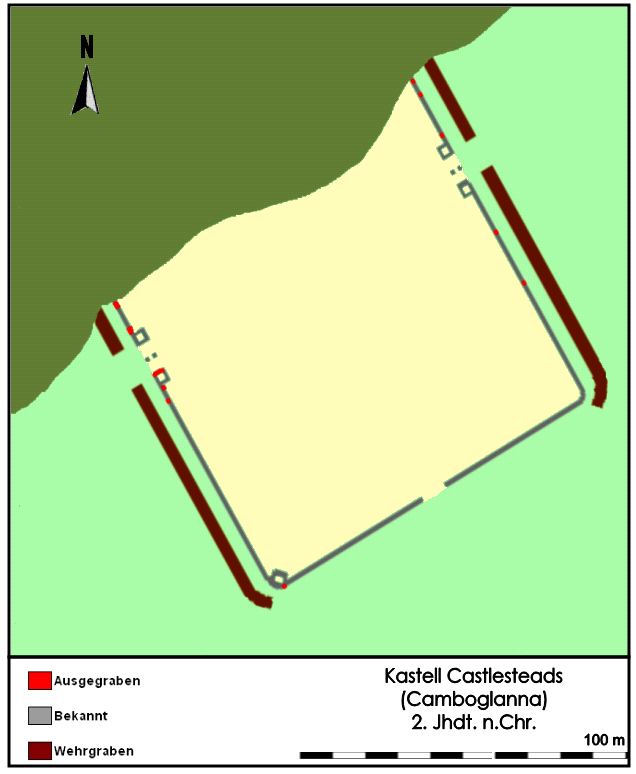
Plan du camp Camboglanna.

Le MC50, en pierre, remplace son prédécesseur, le MC50TW sur le mur de tourbe, à environ 200 mètres au sud. Il s’agit du seul fortin en tourbe qui n'a pas été remplacé par de la pierre sur le même site. Ce dernier possède des murs de défense en tourbe, une tour nord en bois et un fragment d'une inscription de construction en bois rappelant son édification sous Aulus Platorius Nepos. Le MC51 est situé à l'endroit où le mur de pierre rejoint la ligne du mur de tourbe. Les vestiges de la tour de signalisation de Pike Hill sont situés à 170 mètres à l'est de la tourelle 52A. La majeure partie de la tour de signalisation a été détruite par la route moderne, mais un fragment de son mur sud-est, long de 2 mètres et large de 0,8 mètre, se trouve au sud de la route. À partir du MC53, peu de vestiges visibles.
- MC50 : axe court et porte type III.
- MC51 : axe court (?) et porte type III.
- MC52 : axe court et porte type III.
- MC53 : axe court et porte type III.
- MC54 : axe court et type de porte inconnu.
- MC55 : type inconnu.
- MC56 : type inconnu.

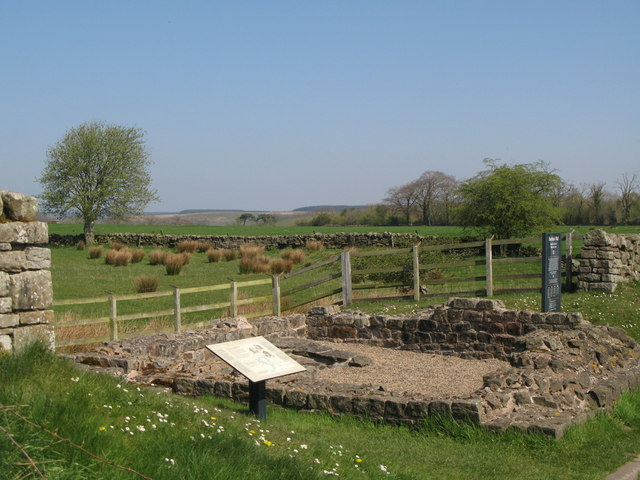
Vestiges de la T51A.
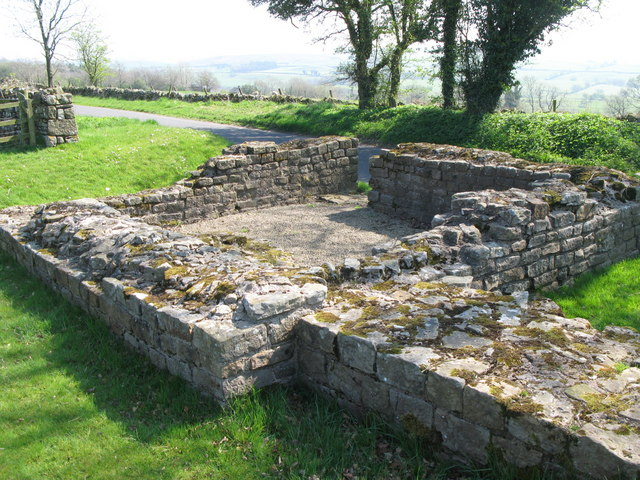
Vestiges de la T51B.
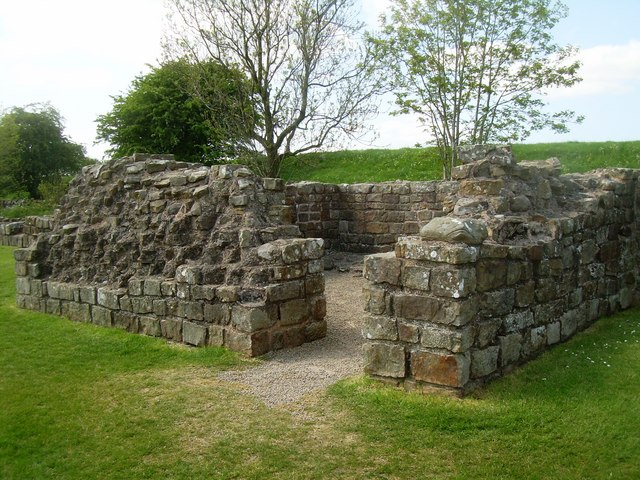
Vestiges de la T52A.
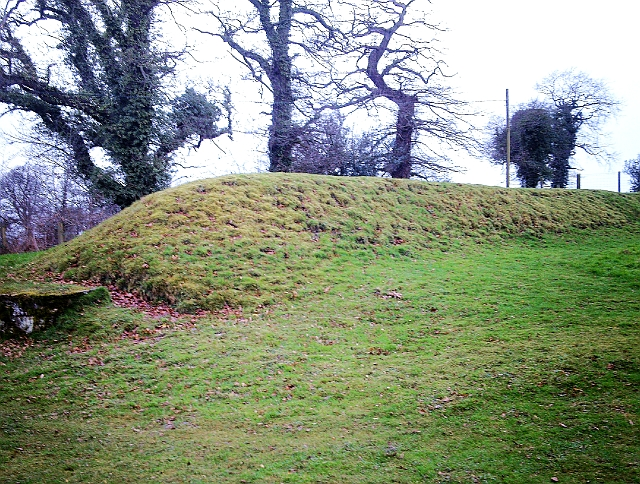
Au niveau de la T55B.

### Castrum Camboglanna(12)
Camboglanna a pour nom moderne de Castlesteads et il y a une certaine confusion sur le nom romain du fort. À un moment donné, Camboglanna est le nom accepté de Banna (Birdoswald), mais il s'agit très probablement d'une erreur dans la Notitia Dignitatum. Cette erreur se retrouve dans la première carte en haut de l'article datant de 1964, où il est appelé Uxellodonum du nom du prochain fort.
Le fort est approximativement carré, mesurant environ 120 mètres sur 120 et couvrant environ 15 200 m².
Il se trouve à près de 11 km à l'ouest de Birdoswald, sur un haut promontoire dominant la vallée de Cambeck et surplombe un coude de la rivière Irthing. Il surveille une importante voie d'accès au mur et surveille également la rive est du Cambeck contre des pillards de la région de Bewcastle.

### MC57 à MC65
L'emplacement des MC57, MC58, MC60 et MC61 n'est pas connu, à l'instar des premiers fortins à Newcastle, et peu ou pas de vestiges sont visibles des autres. On se trouve dans la Cité de Carlisle.
- MC57 : type inconnu.
- MC58 : type inconnu.
- MC59 : type inconnu.
- MC60 : type inconnu.
- MC62 : axe long et type de porte inconnu.
- MC63 : type inconnu.
- MC64 : axe court et type de porte inconnu.
- MC65 : axe court et type de porte inconnu.

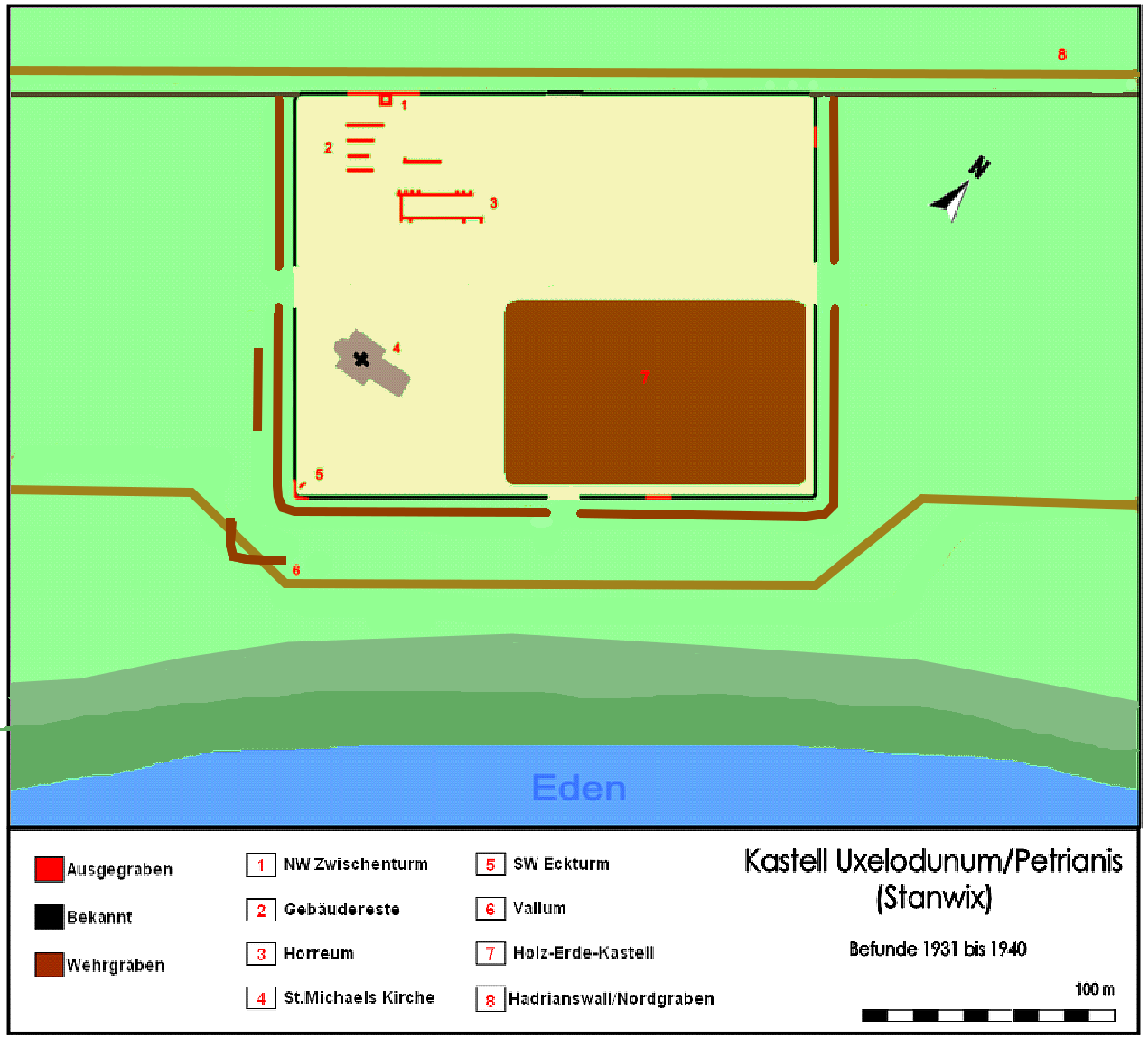
Plan du camp Petriana/Uxelodunum.

### Castrum Petriana(13)
Uxelodunum, a pour nom alternatif de Petriana et nom moderne de Stanwix. C'est le plus grand fort du mur d'Hadrien et il est maintenant enterré sous la banlieue de Stanwix, à Carlisle.
Il se dresse sur un plateau au-dessus de la rivière Eden. Le fort mesure environ 180 mètres du nord au sud sur 210 mètres d’est en ouest, couvrant environ près de 38 000 m², ce qui est plus grand que les autres forts muraux, le plaçant en tête des forts les plus grands. Il est adjacent au mur, qui longe son côté nord. Le fort et la ville romaine de Luguvalium (Carlisle) se trouve tout au juste au sud, de l'autre côté de la rivière Eden. Le fort était probablement destiné à garder la tête de pont de l'Eden et à surveiller l’importante route de l’ouest vers la Calédonie, où il y a plusieurs camps avancés : Castra Exploratorum et Blatobulgium.

### MC66 à MC71
MC66 est sur la rive nord de la rivière Eden, qui est alors traversé par un pont. Les fortins suivants, sans vestige visible et généralement non localisés, suivent depuis le sud plus ou moins la rivière, qui fait des méandres, avant de la quitter vers le prochain fort.
- MC66 : type inconnu.
- MC67 : type inconnu.
- MC68 : type inconnu.
- MC69 : type inconnu.
- MC70 : type inconnu.
- MC71 : type inconnu.

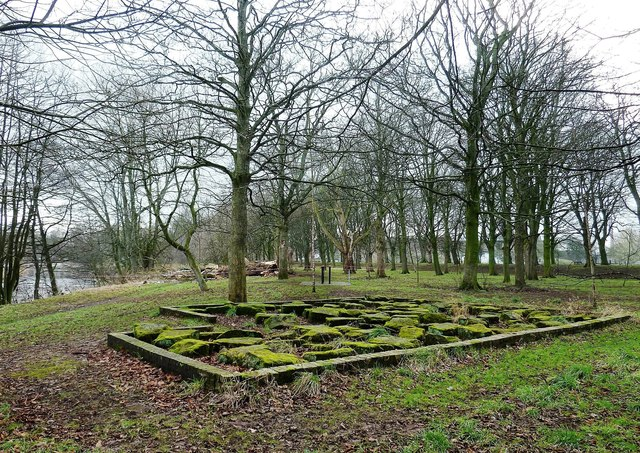
Vestige du pont près de MC66.
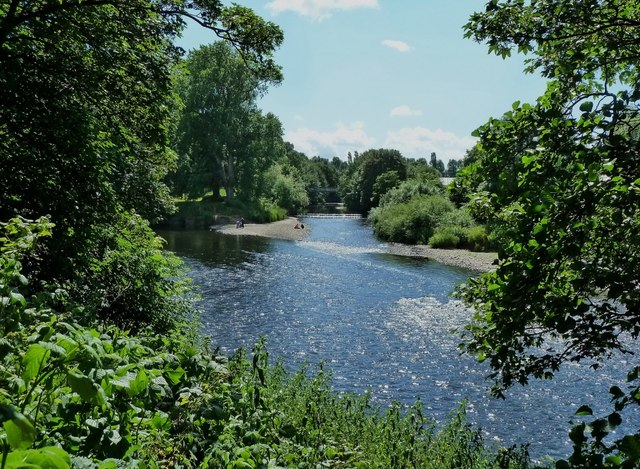
La rivière Eden près du site MC66.
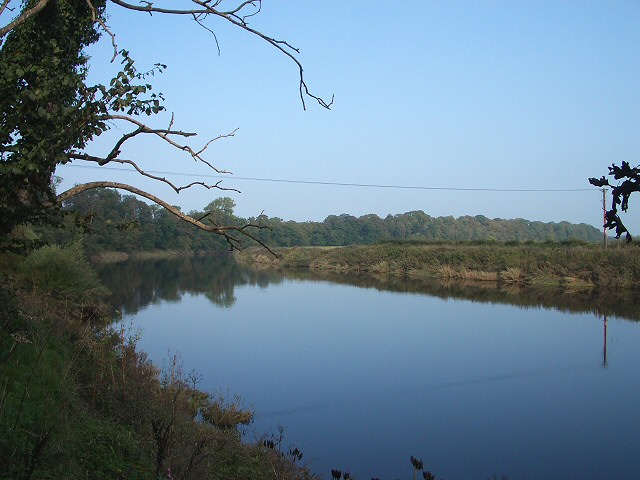
La rivière plus en aval.

### Castrum Aballava(14)

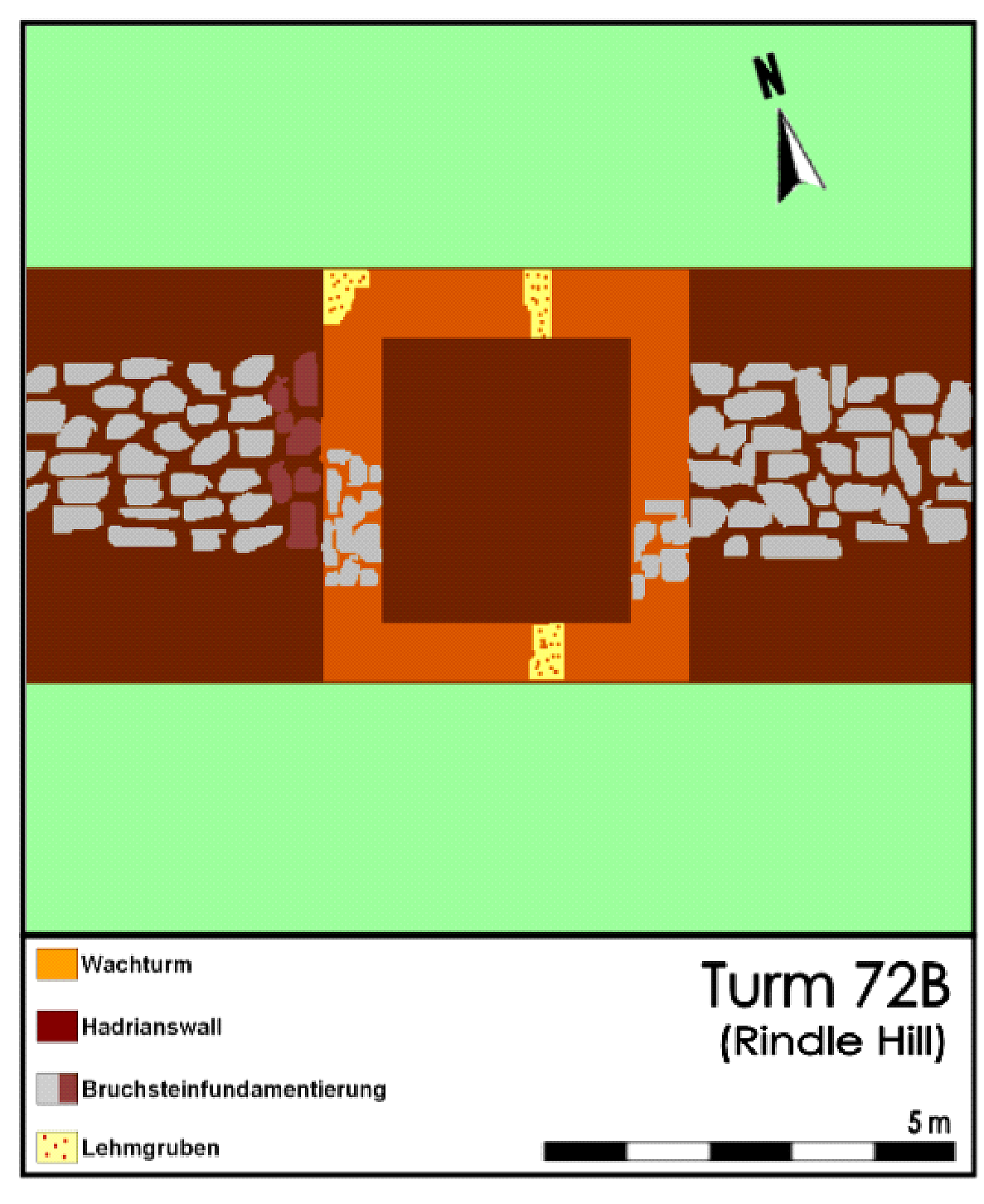
Plan de la tourelle 72B.

Il se trouve à environ un kilomètre et demi au sud du Solway Firth et a pour but de garder l'extrémité sud de deux importants gués de Solway, le Peat Wath et le Sandwath.
Le fort est oblong, chevauchant le mur, et mesure 150 mètres du nord au sud sur 120 mètres d’est en ouest, occupant une superficie de 20 000 m².
Seul l'emplacement du mur oriental est connu avec certitude. Il a probablement été construit sur le site de la tourelle 71b. Il y a une église fortifiée sur le site, construite presque entièrement en pierres romaines, provenant probablement du fort.

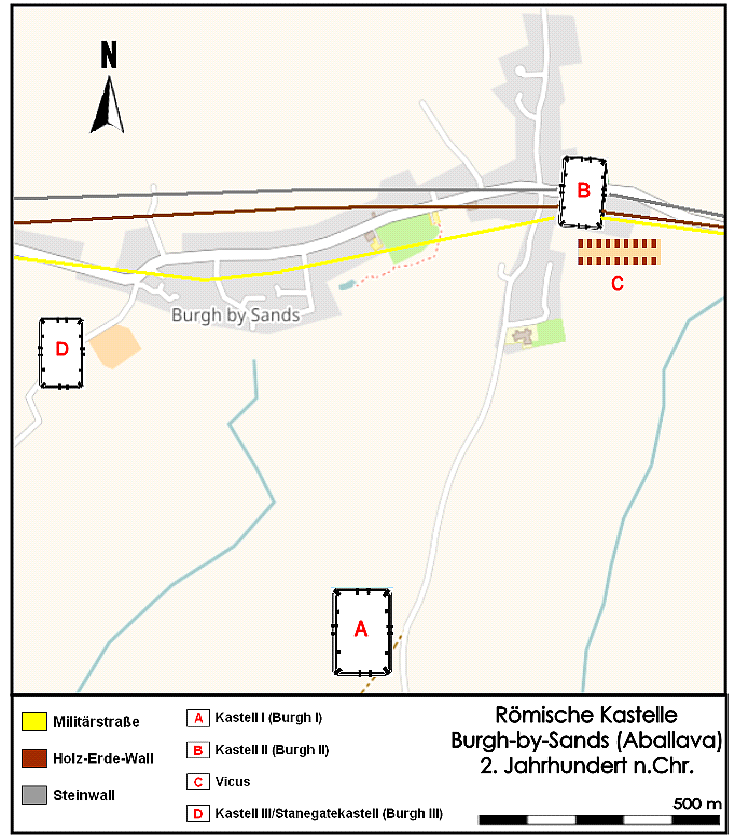
Par rapport au mur.
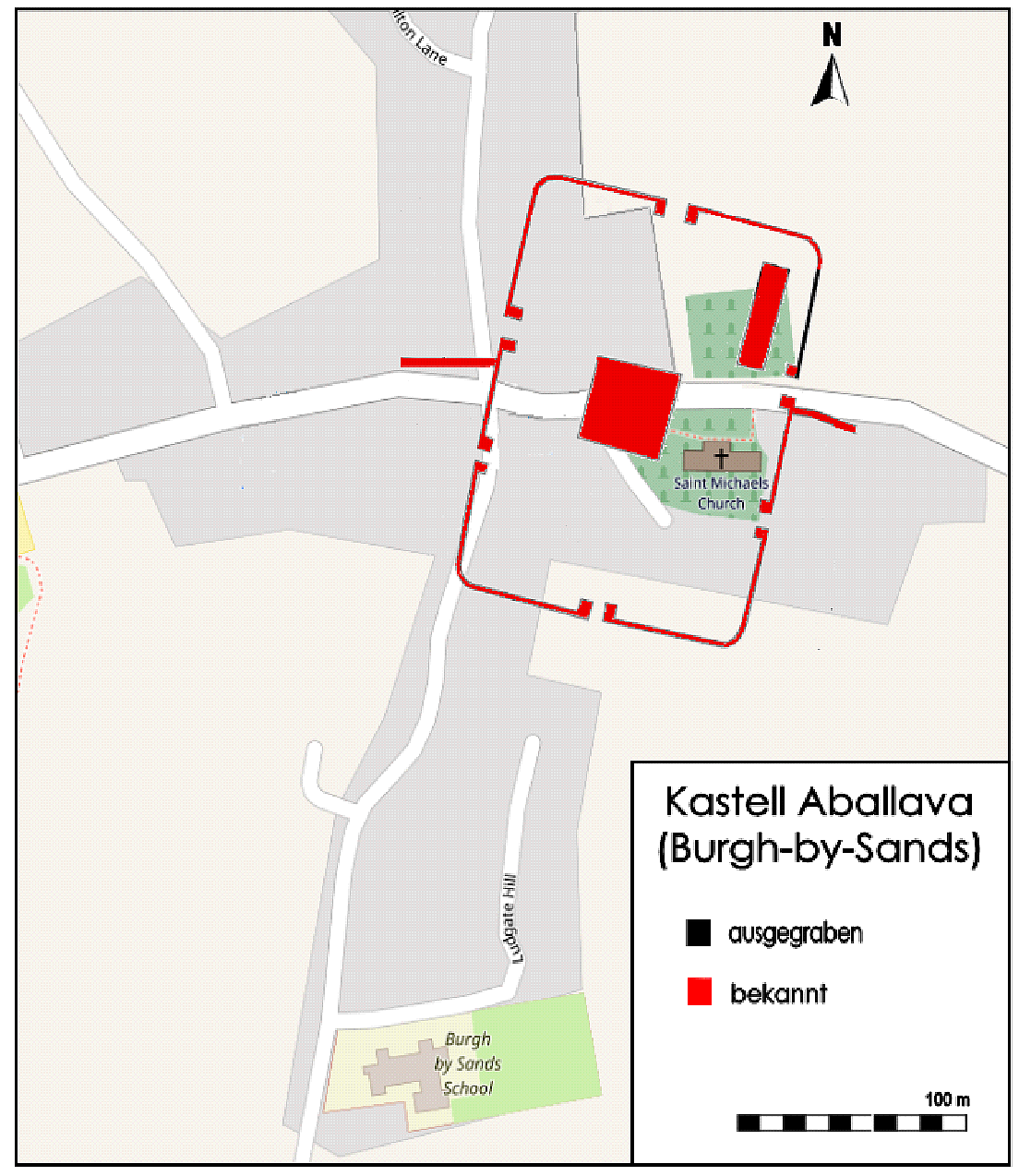
Situation du camp.
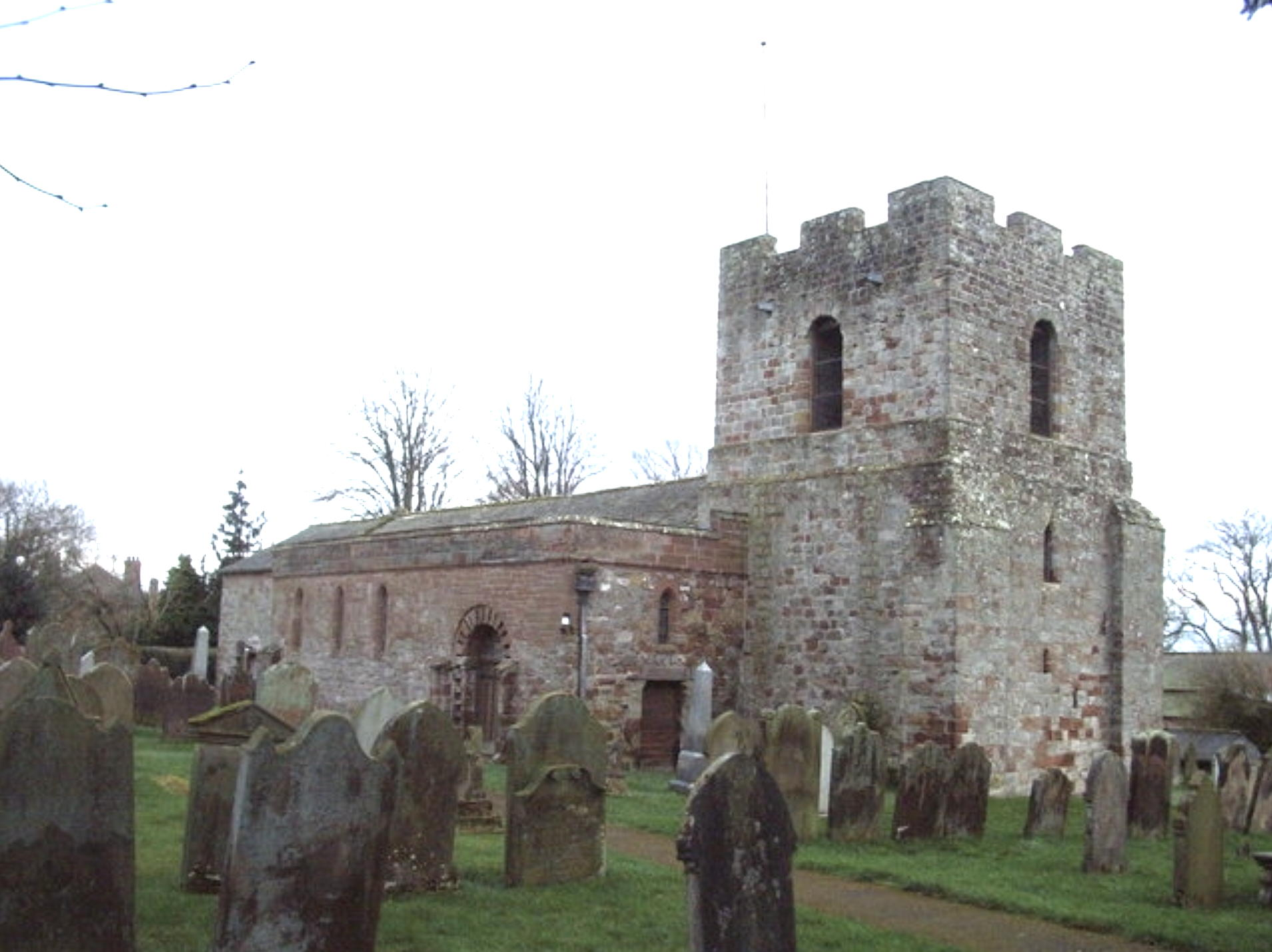
L'église fortifiée.

### MC72 à MC76
Aucun vestige n'est actuellement visible de ces cinq fortins.
- MC72 : type inconnu.
- MC73 : type inconnu.
- MC74 : type inconnu.
- MC75 : type inconnu.
- MC76 : type inconnu.

### Castrum Coggabata(15)
Il est construit sur une colline offrant une vue imprenable sur les plaines à l'est et à l'ouest et sur la rive du Solway Firth au nord. Son but est de garder l'extrémité sud de deux importants gués de Solway, le Stonewath et le Sandwath.
Le fort est oblong et petit par rapport aux autres camps du mur, mesurant 82 mètres du nord au sud sur 96 mètres d’est en ouest, occupant une superficie de 8 100 m².
Il y a un manoir, le château de Drumburgh, situé de l'autre côté du mur nord du fort, construit entièrement en pierres romaines.

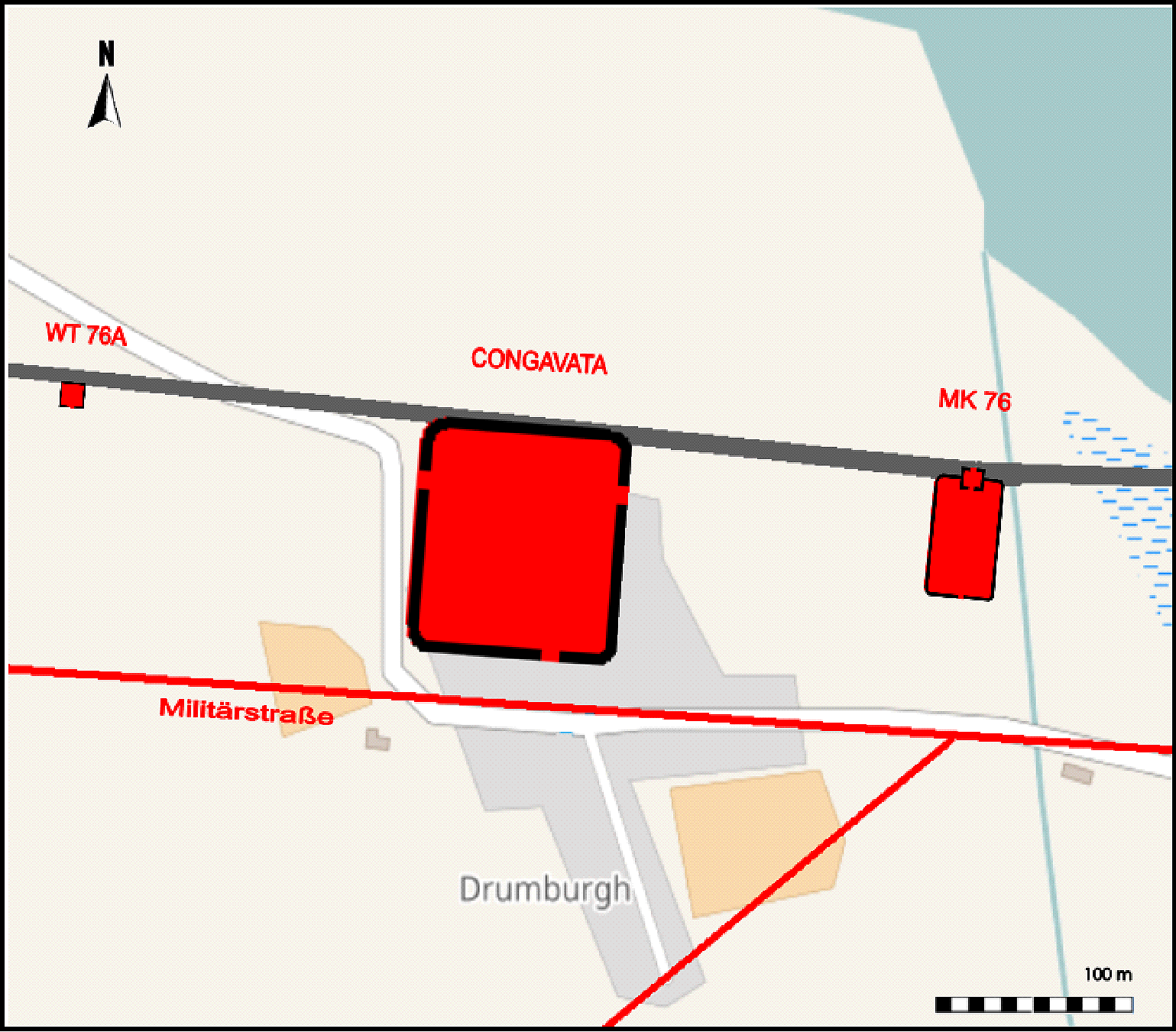
Par rapport au mur.
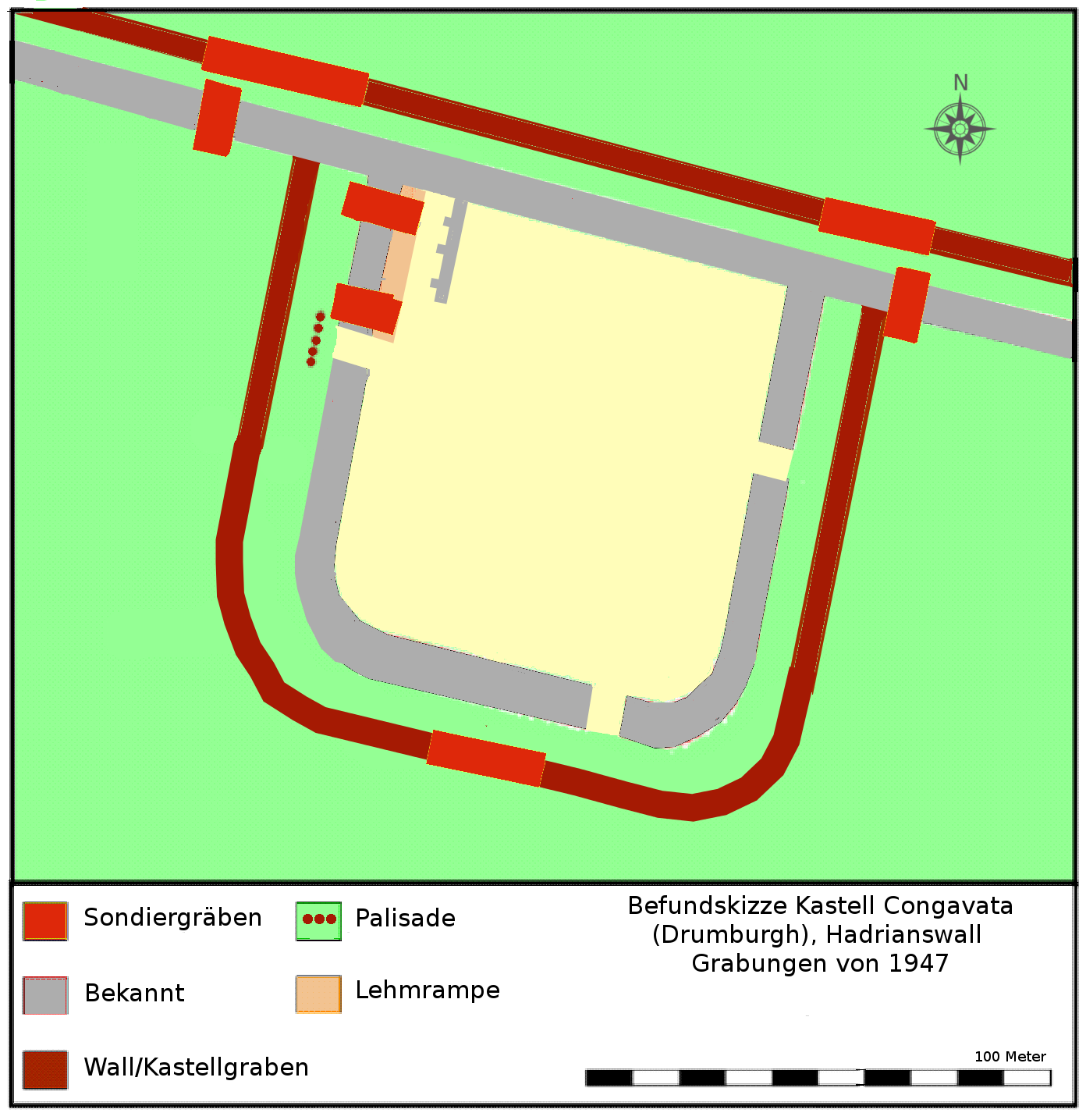
Plan du camp.
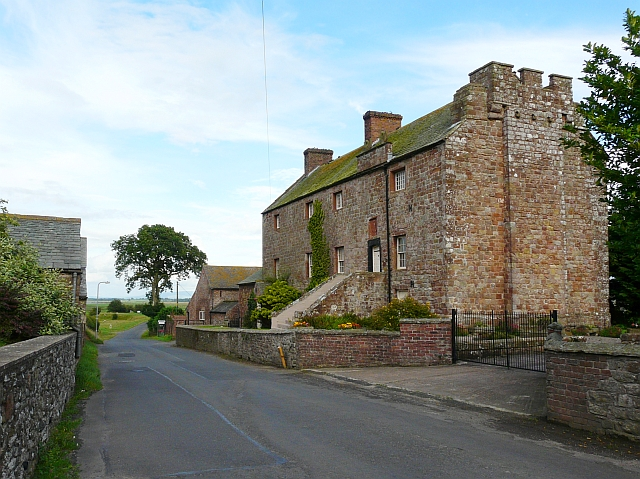
Château de Drumburgh.

### MC77 à MC80
Aucun vestige n'est actuellement visible de ces quatre fortins.
- MC77 : type inconnu.
- MC78 : type inconnu.
- MC79 : type inconnu.
- MC80 : type inconnu.

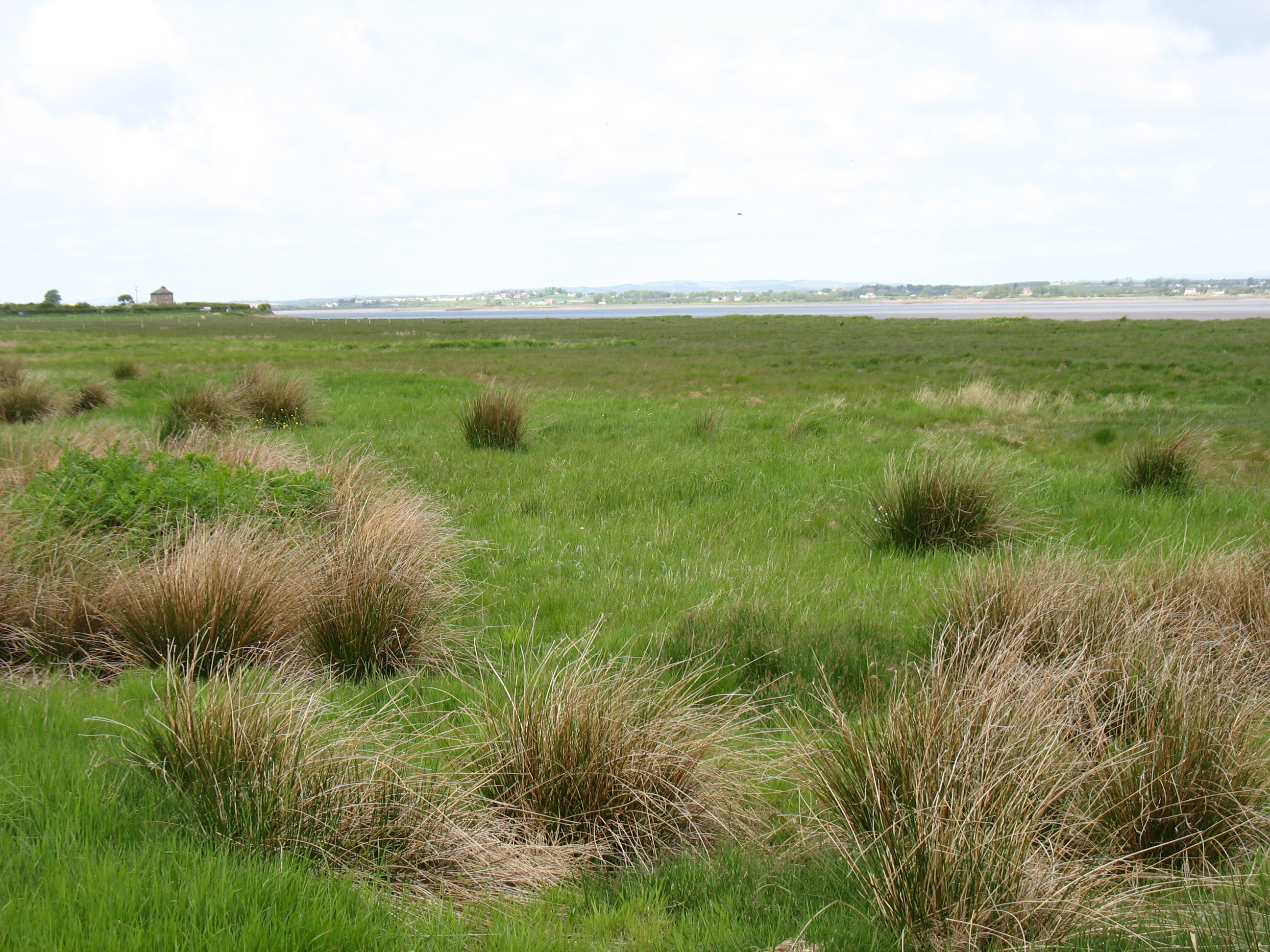
Vue vers le Solway Firth.
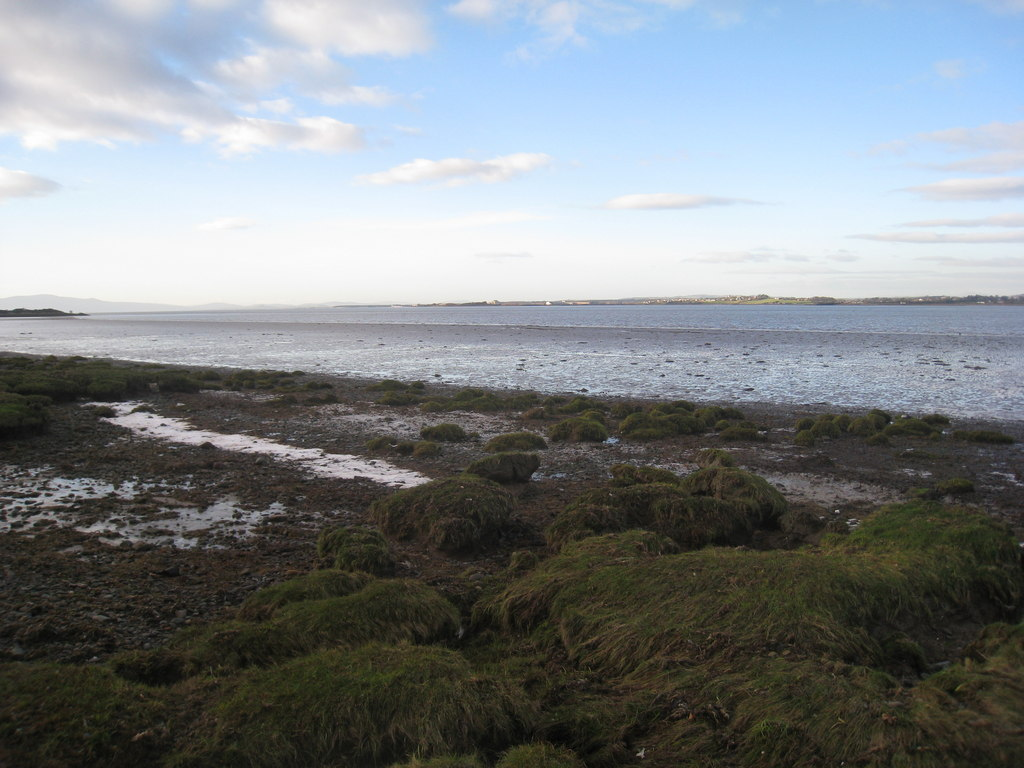
Plus proche du golfe et du dernier fort.

### Castrum Maia(16)
Maia, ou Mais, à Bowness-on-Solway, est le dernier fort à l'extrémité ouest du mur d'Hadrien. Il se situe sur le Solway Firth donnant sur la mer d'Irlande.
Le fort mesure probablement 220 mètres sur 130 mètres, couvrant environ 28 000 m². C'est le deuxième plus grand fort du mur, après Petriana/Uxelodunum.
Les anciens habitants ont signalé qu'à 250 mètres à l'ouest du fort, une grande quantité de pierres ont été extraite de la plage. Cela peut indiquer que le mur descendait jusqu'à la marque de la marée basse, comme à Segedunum, à l'extrémité est du mur. Au fil des ans, la paroi de la falaise s'est érodée et le mur nord du fort s'est effondré dans la mer. Le fort avait trois portes, est, ouest et sud. Il n’y a pas besoin de porte nord puisque le mur nord est au sommet d’une falaise.

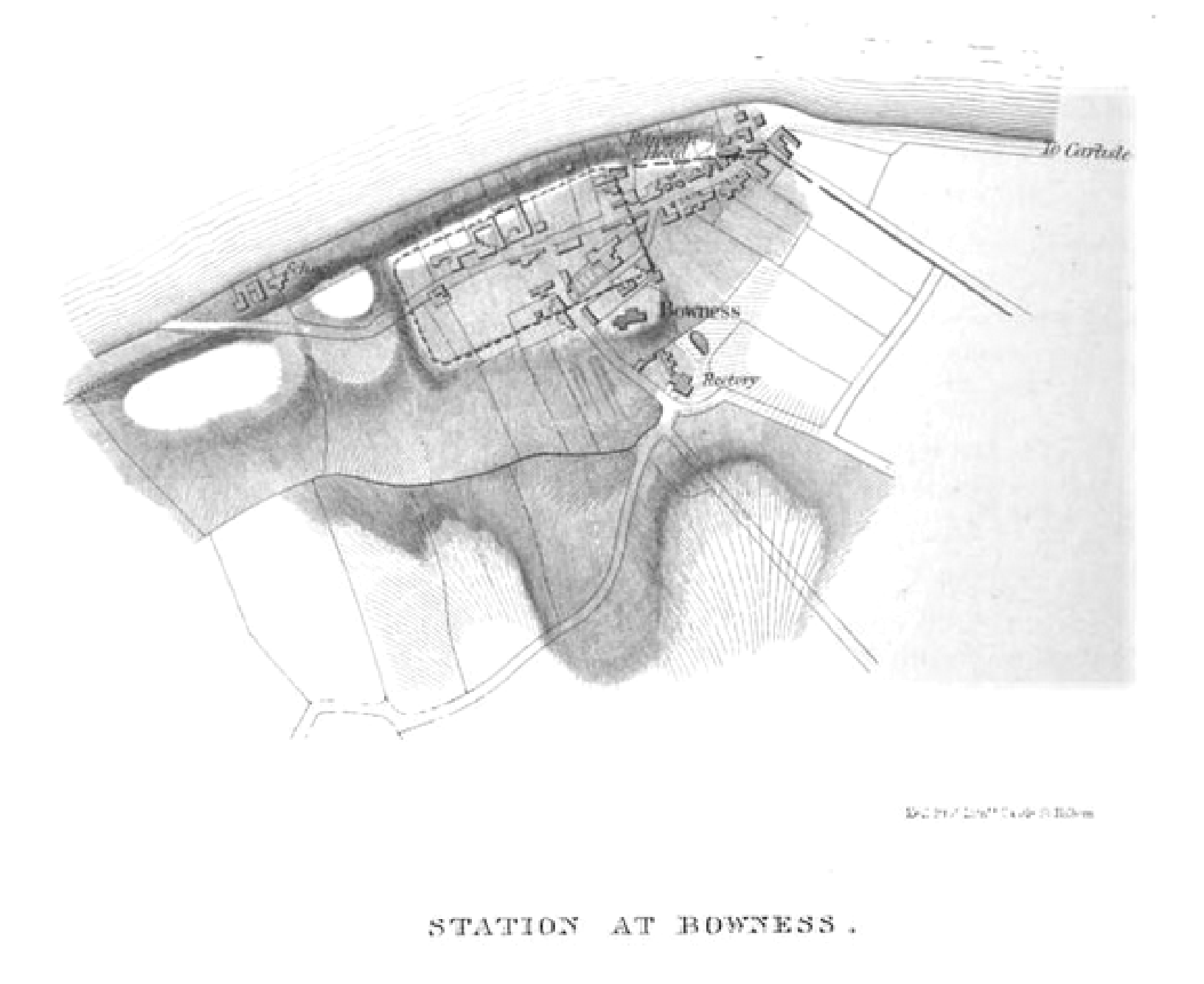
Esquisse par Henry McLauchlin, vers 1857.
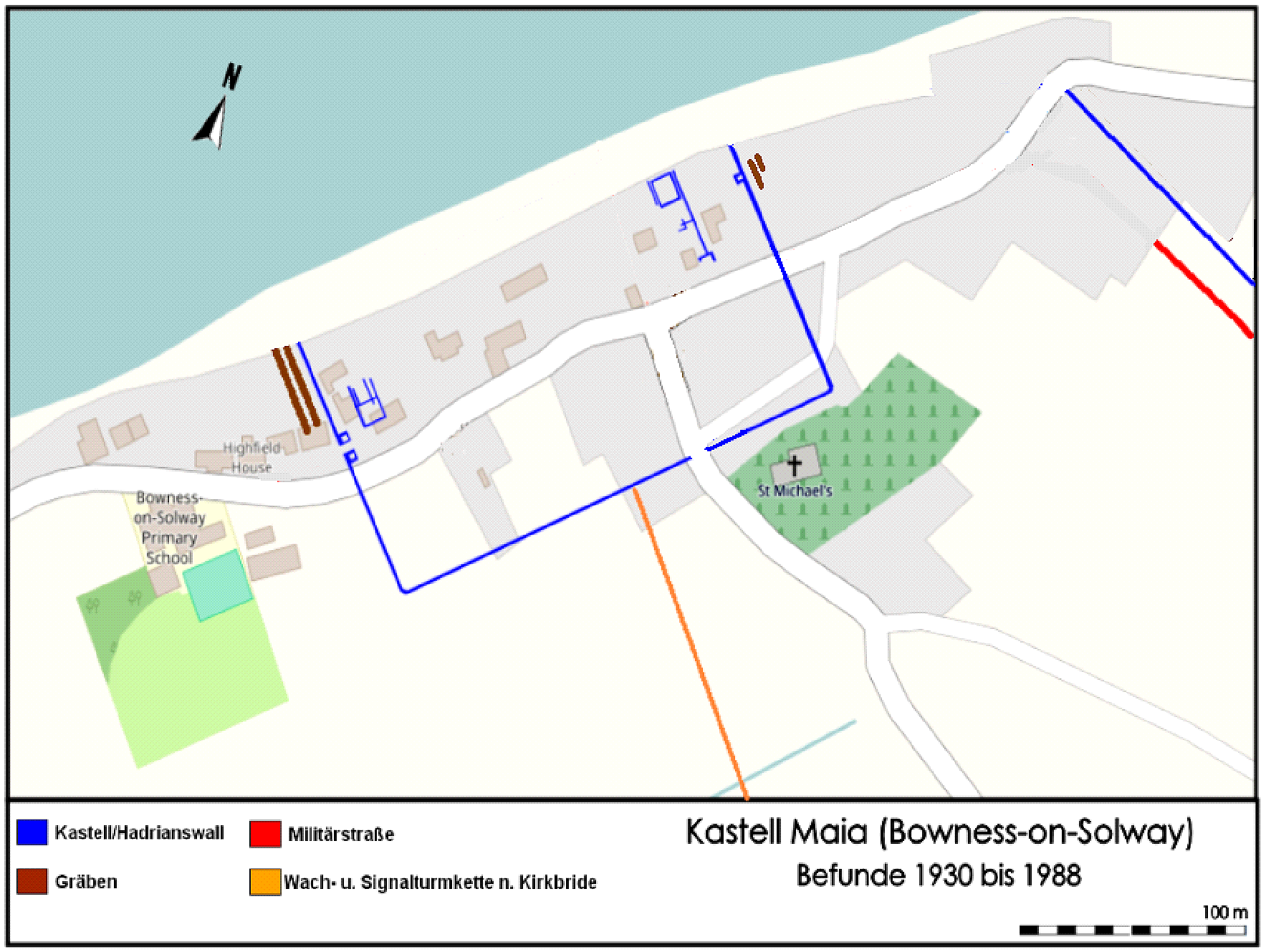
Plan du camp.

## Camps auxiliaires en avant-poste
Au nord du mur d'Hadrien, cinq nouveaux forts sont construits à la fin du règne d'Hadrien, parfois sur le lieu d'anciens camps d'époque flavienne. Ils sont destinés à surveiller l'ennemi et à alerter les garnisons du sud. Ces sites sont abandonnés après la construction du mur d'Antonin, puis remis en état vers 160 pour à nouveau prévenir les intrusions ennemis et remettre en place le système de surveillance. Les quatre forts en avant-poste deviennent le cœur du dispositif défensif du mur sous les Sévères, hormis Blatobulgium qui avait été abandonné à la fin du IIe siècle et qui ne sera pas remis en état.

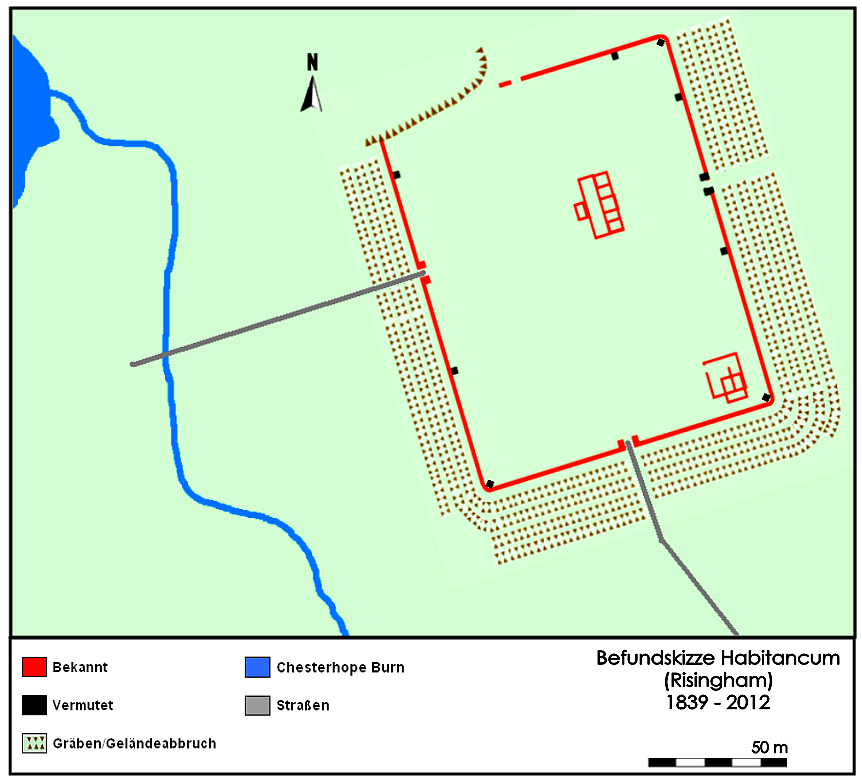
Plan du fort Habitancum.

### Castrum Habitancum

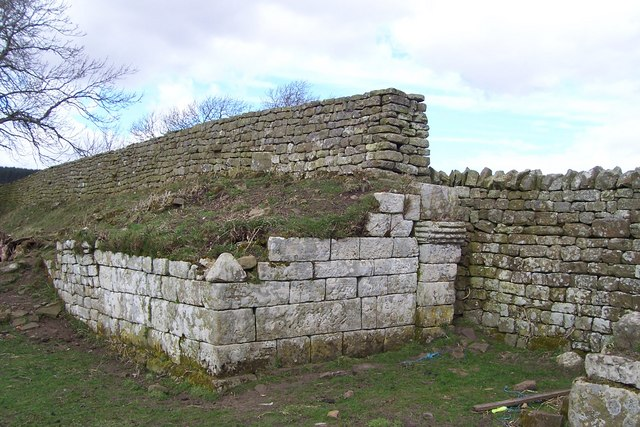
Porte ouest de Bremenium.

Cet ancien fort romain est situé à Risingham, dans le Northumberland. Le fort est l’une des structures défensives construites le long de Dere Street, une voie romaine reliant Eboracum (York) à Coria (Corbridge), puis au fort de Trimontium (Melrose, en Écosse). Le fort est situé à 21 km au nord de Coria et à 13 km au sud de Bremenium, le prochain fort romain de Dere Street.
Le fort occupe un monticule surplombant la rivière Rede. Il est de forme oblongue et mesure près de 140 mètres du nord au sud et 120 mètres d’est en ouest, ce qui donne une superficie d’un peu plus de 16 000 m². Il est entouré de nombreux fossés. Le fort a des portes dans les murs sud et ouest. Il y a peut-être des portes dans les autres murs, mais aucune trace n'a été trouvée. À la fin du IIe siècle, le fort est abandonné ou détruit lors du retrait d'un des troupes romaines.
Les seuls vestiges visibles se trouvent à l’angle nord-est, mais de nombreux bâtiments peuvent facilement être distingués sous une couche d'herbe à l’intérieur du fort, de même que les fossés de tous les côtés.

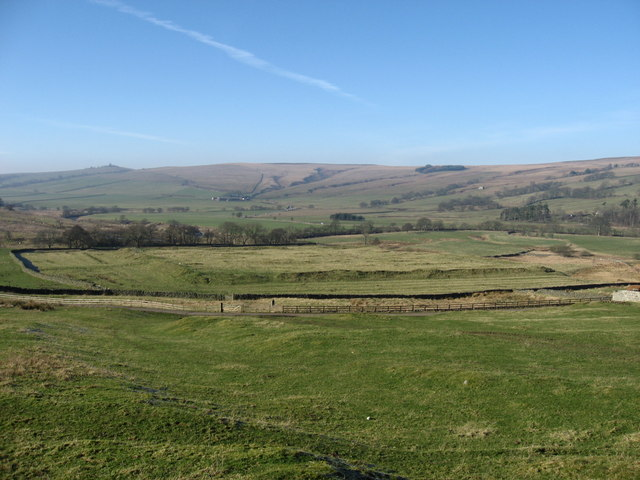
Vue d'ensemble des vestiges.
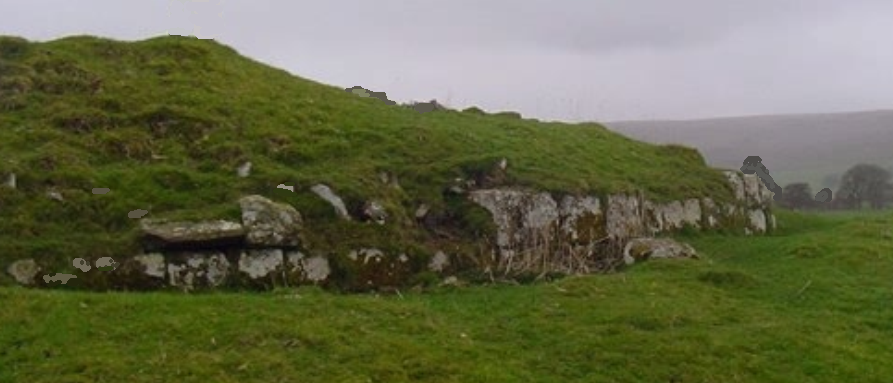
Angle nord-ouest.

### Castrum Bremenium

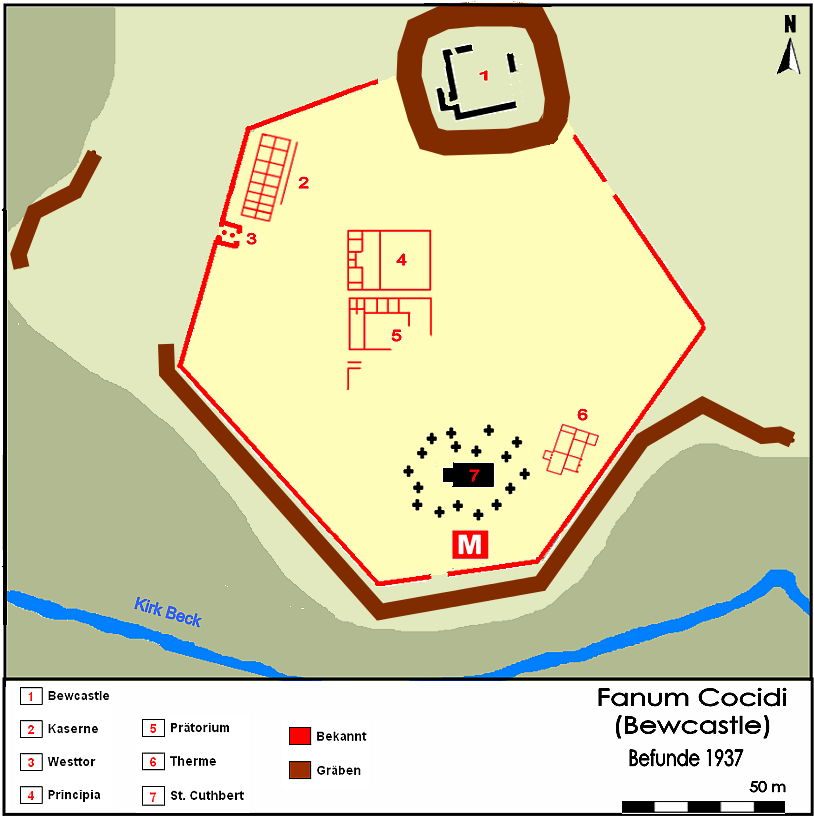
Plan hexagonal de Fanum Cocidi.

Plus au nord que le précédent,le fort est aussi l’une des structures défensives construites le long de la Dere Street. Le fort est situé à 13 km au nord de Habitancum. Le site est dans une position forte, occupant le bout d’une crête dont le sol retombe abruptement au nord et à l’ouest et qui offre une vue dégagée sur la vallée de la Rede et au-delà.
Le fort est de forme oblongue et mesure 148 mètres du nord au sud et 136 mètres d’est en ouest, ce qui donne une superficie d’un peu plus de 20 000 m². Le fort reste occupé même après l'abandon du mur d'Antonin au début des années 160. Le fort a la particularité de posséder des défenses d'artillerie du IIIe siècle. Les murs sont plus épais que la plupart des forts romains et avaient des plates-formes en pierre faisant saillie à 9,8 mètres du mur, sur lesquelles étaient placées des machines semblables à des catapultes pour lancer des missiles.

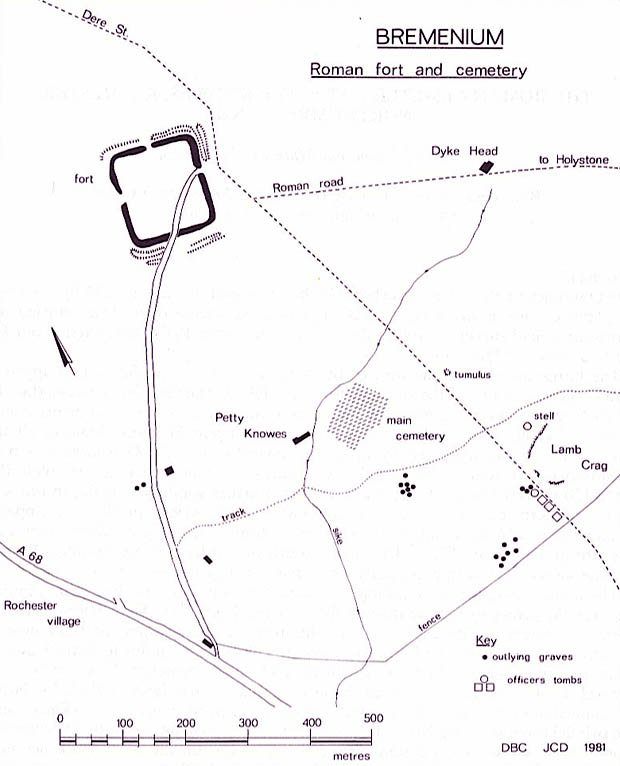
Plan du site.
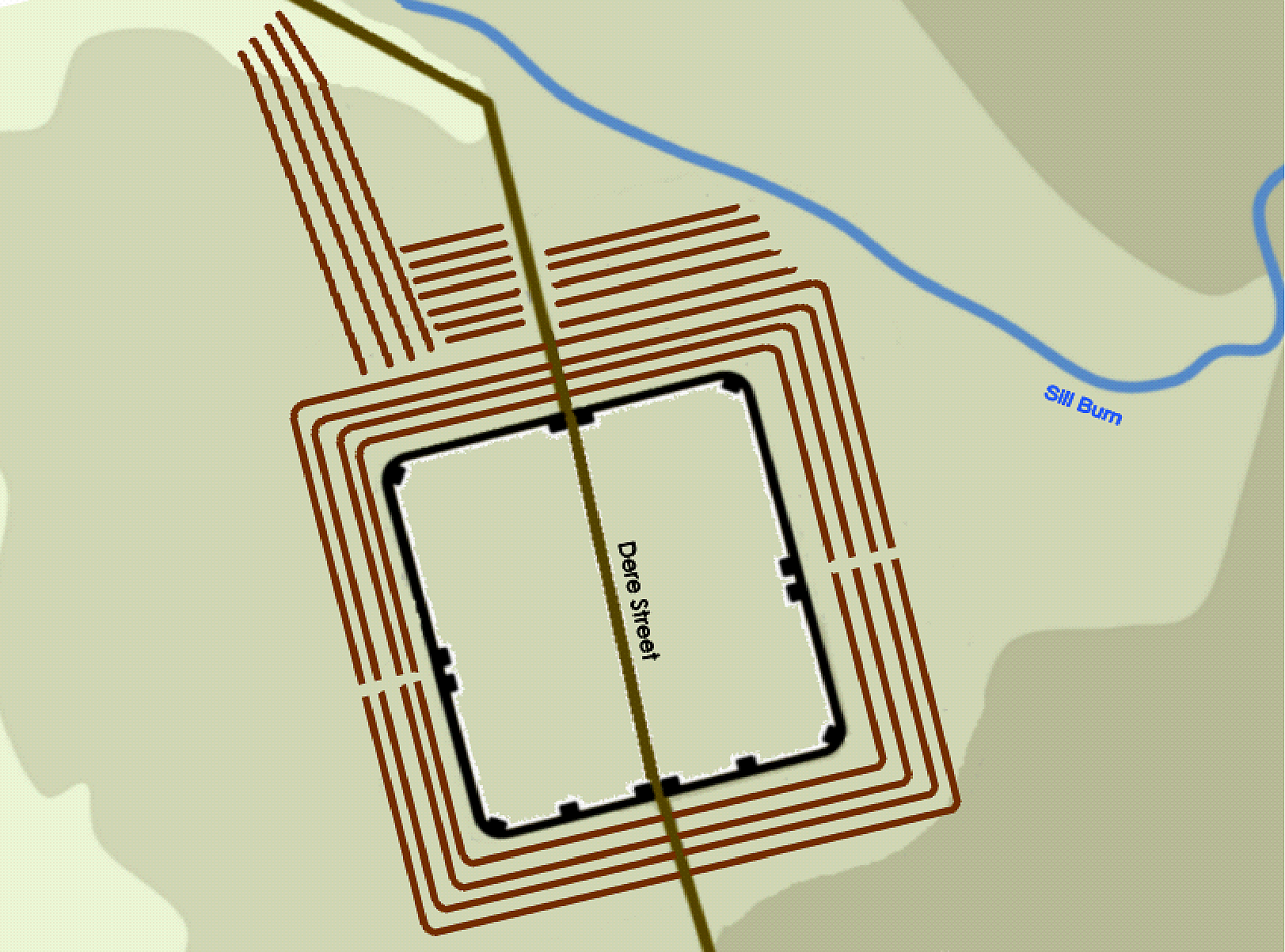
Plan du camp.
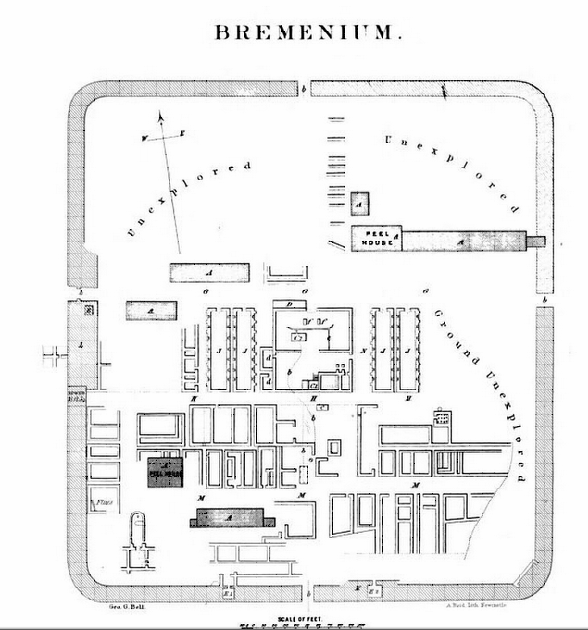
Plan détaillé.

### Castrum Fanum Cocidi
Fanum Cocidi, ou le fort romain de Bewcastle, est construit en avant-poste au nord du mur d’Hadrien, prévu pour l’exploration et le renseignement. Il est situé à onze kilomètres au nord du fort romain de Banna.
Le fort possède une forme peu usuelle pour un camp romain, étant un hexagone irrégulier qui occupe l’intégralité du petit plateau où il s’est installé ; il couvre environ 24 000 m2. Le fort était relié à Banna par une route romaine, connue aujourd’hui sous le nom de Maiden Way. Deux tours de pierre ont été trouvées entre ces deux forts (à Barron’s Pike et à Robin Hood’s Butts), destinées probablement à échanger des signaux. Il y avait quatre portes, vers les points cardinaux ; la porte ouest était la principale. Le prétoire (prætorium) était à peu près au centre de l’hexagone, avec le quartier général (principia) situé immédiatement au nord. Des thermes de l’époque d’Hadrien sont situés dans la partie sud-est du fort.

### Castra Exploratorum
Fondé à la fin du Ier siècle de notre ère et reconstruit en pierre au IIe siècle, il est l'une des fortifications avancés du mur d'Hadrien. Les vestiges du fort ne sont plus visibles, car ils sont maintenant complètement recouverts par les bâtiments et les jardins d'un manoir, Netherby Hall.

### Castrum Blatobulgium
Créé au nord du mur d'Hadrien, il sert de poste d'observation et de surveillance d'une route romaine menant de Luguvalium (Carlisle) au sud de l'Écosse. Le site constitue une position stratégique cruciale, qui permet de contrôler la côte nord du Solway Firth.

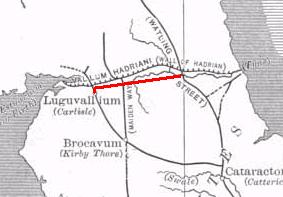
Carte de situation de la Stanegate au nord de l'Angleterre.

## Principaux camps de laStanegate
La Stanegate, ou « route de pierre » en vieil anglais, est une importante voie romaine qui relie deux forts qui gardent des points de passage de rivière stratégiques : Corstopitum (Corbridge) à l’est, situé au croisement avec la Dere Street, une autre voie romaine, et Luguvalium (Carlisle) à l’ouest. La Stanegate passe par la trouée naturelle formée par les vallées de la Tyne et de l’Irthing.
On pense que la Stanegate est probablement tracée sous le gouvernement d’Agricola, comme route stratégique à l’époque où la frontière est beaucoup plus loin au Nord, entre les estuaires de la Forth et de la Clyde en actuelle Écosse. Ce n’est que plus tard, lorsque les Romains se retirent de ces futures régions écossaises, que la Stanegate devint elle-même un élément d’une nouvelle frontière entre Rome et les territoires indigènes demeurés libres, jusqu'à la création du mur d'Hadrien un peu plus au nord, c'est-à-dire sur une assez courte période correspondant à la seconde partie du règne de Trajan et au tout début du règne d'Hadrien.

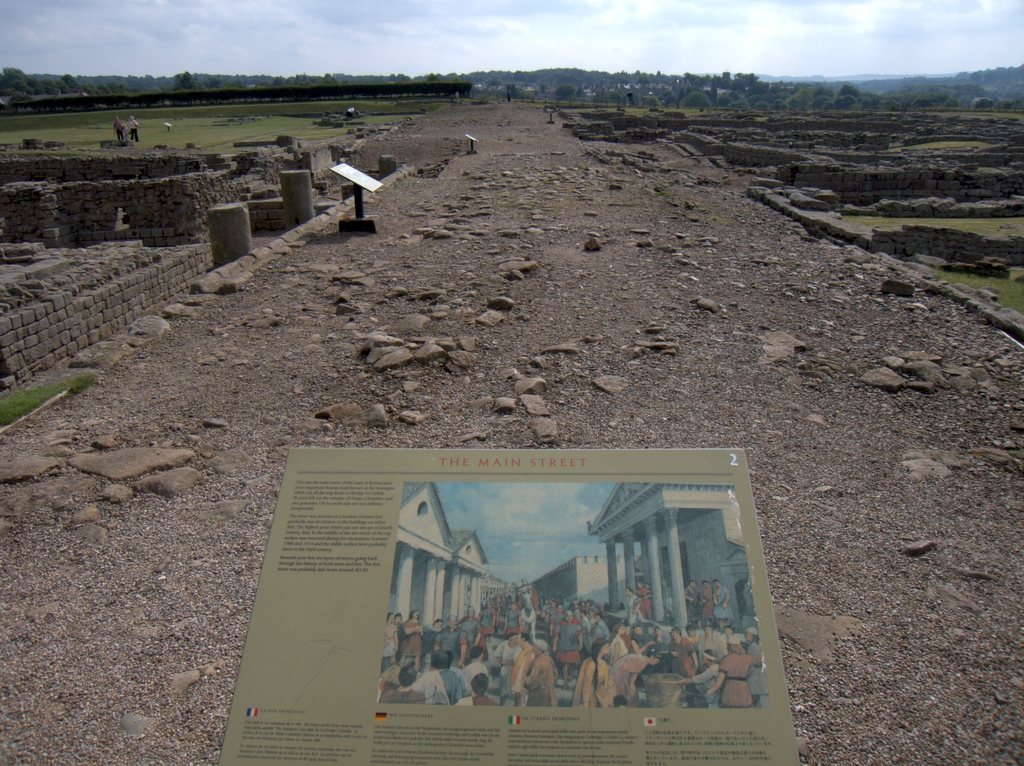
La Stanegate à Corbridge.

### Castrum Corstopitum
Coria / Corstopitum, parfois Corchester, aujourd'hui Corbridge, est un fort et une ville située à 4 km au sud du mur d'Hadrien, là où la très importante voie romaine Dere Street, d'axe nord-sud, traverse la rivière Tyne et où commence une autre voie, la Stanegate, qui mène vers l’est à Luguvalium (Carlisle) dans la plaine de Solway. Le fort d’Onnum sur le mur se situe à 4 kilomètres au nord. Il surveille l'importante voie romaine Dere Street, qui relie Eboracum (York) au mur d'Hadrien et au-delà, notamment le fort avancé d'Habitancum, lorsque celle-ci traverse le mur par une porte dans la vallée à l’ouest du fort.
Peu après les victoires des Romains en Écosse, commandés par Cnaeus Julius Agricola, vers 84, un fort est construit sur le site avec des remparts en tourbe et des portes en bois. Les quartiers de caserne encerclaient un bâtiment du quartier général, le prætorium, des logements pour le personnel administratif, des ateliers et des greniers. Il est incendié en 105. Un second fort en bois est construit pour protéger le passage de la Tyne. Vers l'an 125, lorsque le mur d'Hadrien est construit, le fort est reconstruit de nouveau, probablement pour abriter l'infanterie loin du mur. Environ vingt ans plus tard, lorsque la frontière est repoussée plus au nord et que le mur d'Antonin est construit, le premier fort en pierre est érigé sous le gouverneur Quintus Lollius Urbicus. Les Romains se replient sur le mur d'Hadrien en 163 et Coria devient moins militaire et plus civil. Ses remparts sont nivelés et un grand programme de reconstruction civile est initié, avec une série de temples, des greniers, une fontaine, etc. Corbridge est une base arrière des fortifications romaines du mur d'Hadrien.

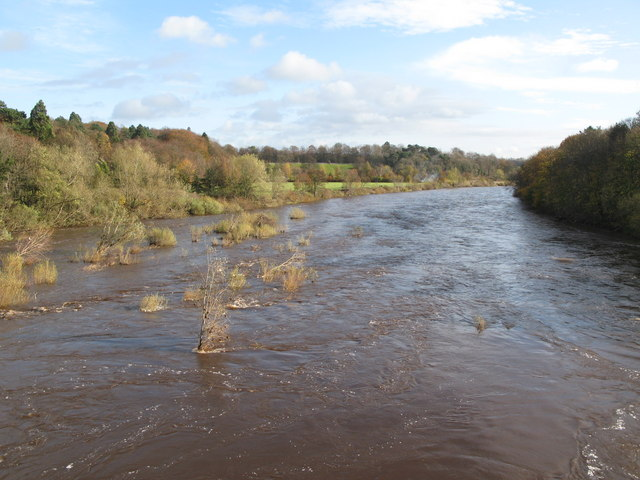
La Tyne à Corbridge.
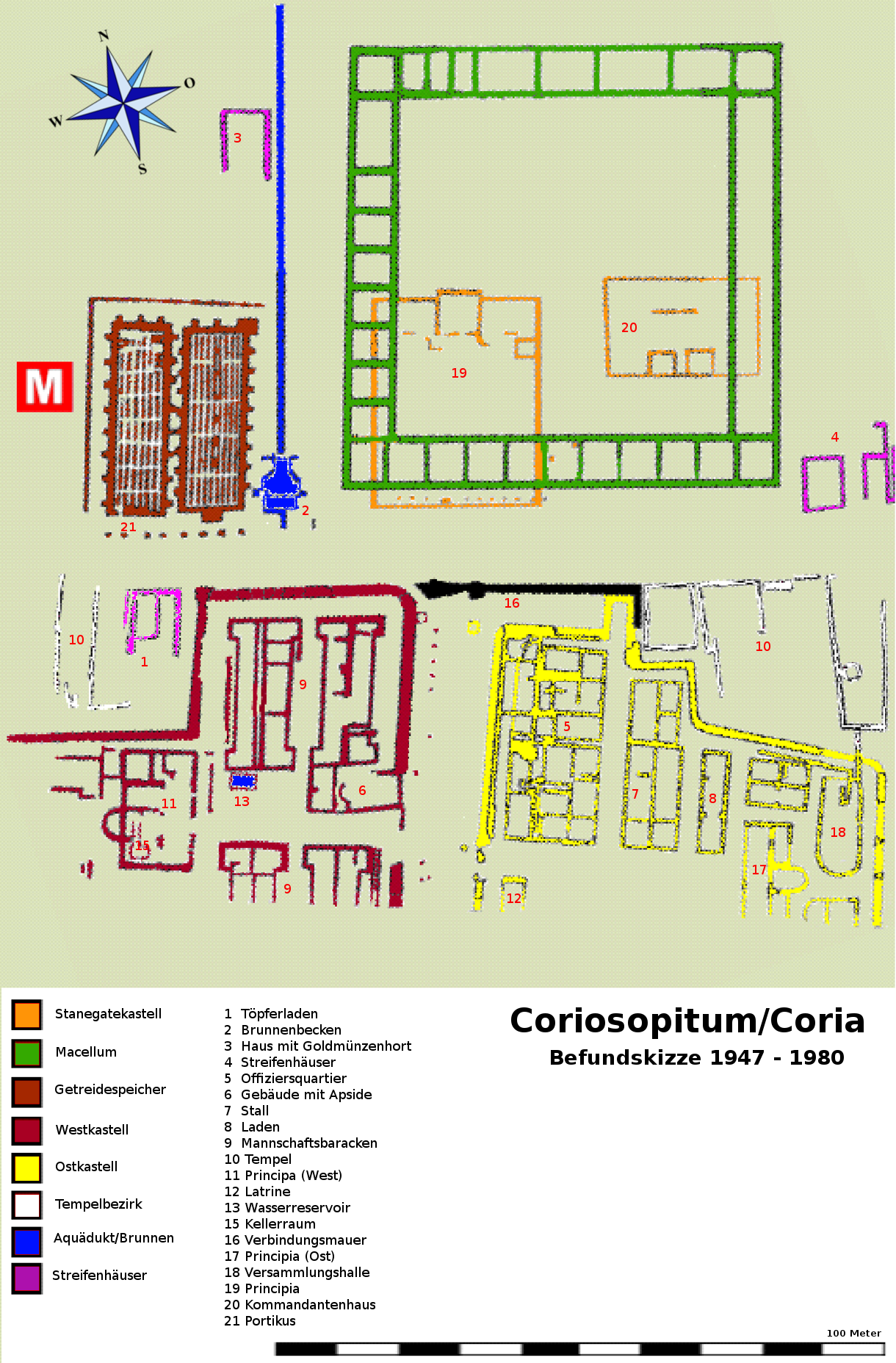
Plan du site.
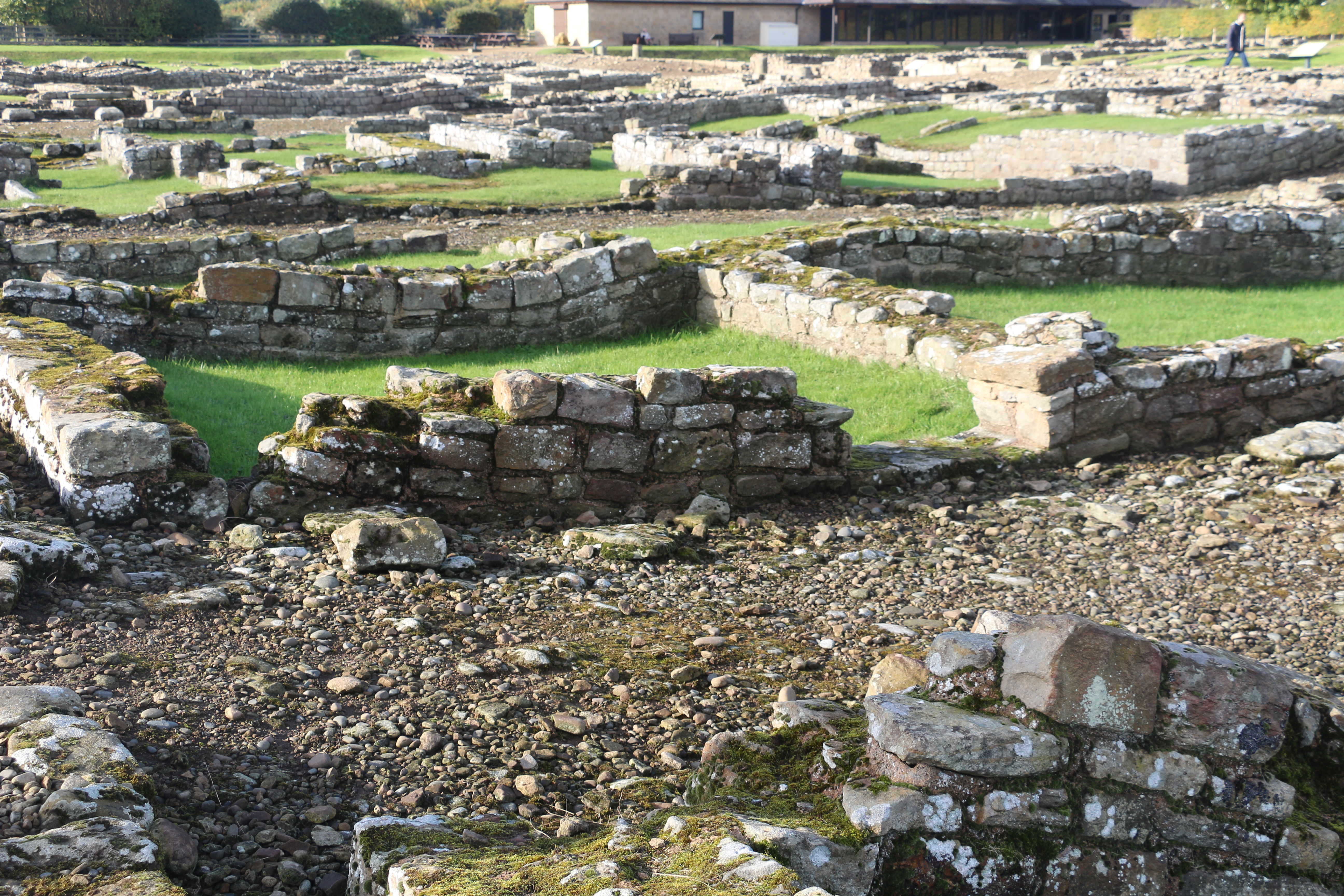
Restes du mur du complexe militaire oriental.
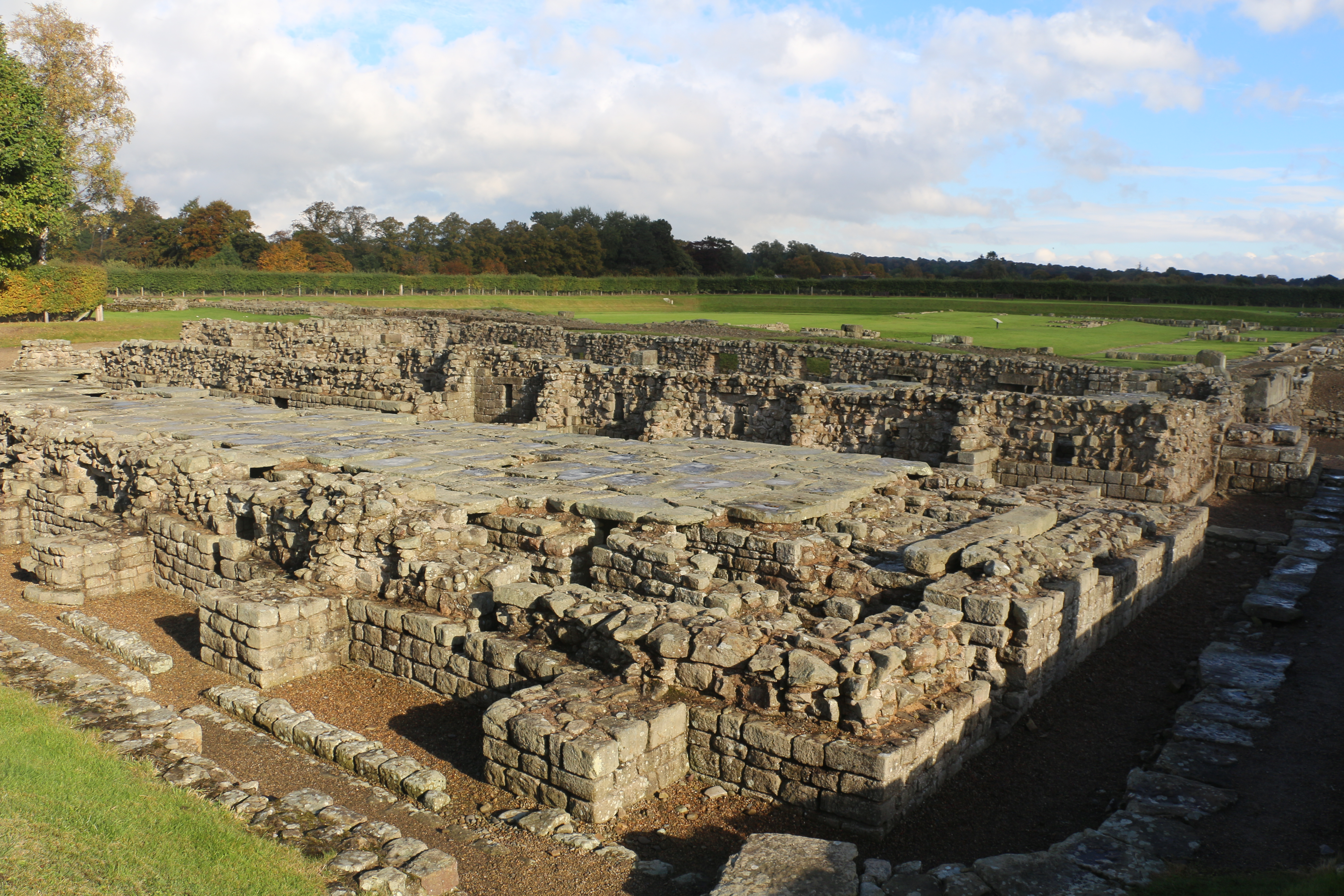
Fondations de l'horreum occidental.

Au sud, sur la Dere Street, se situent les forts auxiliaires de Vindomora (Ebchester) puis Longovicium (Lanchester) et Vinovia (Binchester). Vindomora protège la rivière Derwent. Il est possible qu'il puisse avoir existé une route de Vindomora au fort de Washing Wells (Whickham). Longovicium est bâti sur un terrain élevé avec une vue dégagée sur la zone. Des archéologues supposent qu'une route reliait ce fort à Concangis (Chester-le-Street), mais cela n'a pas encore été prouvé. De là, des routes mènent au camp maritime d'Arbeia ainsi qu'à Pons Aelius sur le mur d'Hadrien.
La Stanegate part vers l'est et un autre fort romain se situe à Newbrough.

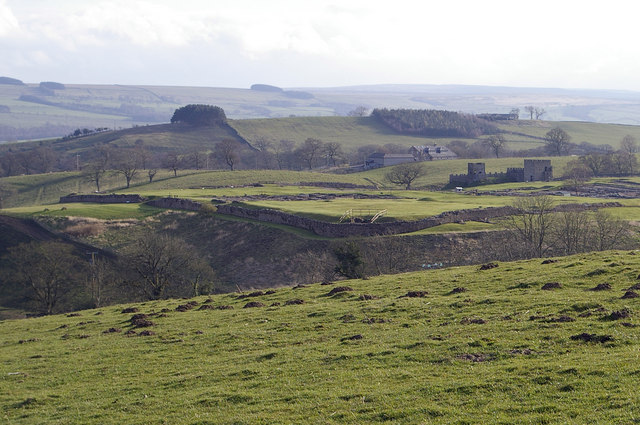
Vue générale du fort de Vindolanda.

### Castrum Vindolanda
Le mur d'Hadrien se trouve à quelque 3 km au nord du fort, et le camp du mur le plus proche est Vercovicium, connu sous le nom de fort romain de Housesteads.
Les premières fortifications sont attestées sur le site dès 85, quelque temps après la construction de la Stanegate et la bataille du mont Graupius. Le fort de Vindolanda est donc contemporain de la Gask Ridge, la première ébauche de fortification au nord de la Bretagne, et antérieur au mur d'Hadrien. Ce premier fort est détruit en 92 puis reconstruit au même emplacement avec une surface doublée. Après 105, un nouveau fort est construit, toujours en bois et terre. Élargissant encore son périmètre à l'ouest, ce fort est le plus vaste qui ait été bâti à Vindolanda. Le camp romain subit une profonde réfection vers 122. Sa taille, qui est maintenue, et la date des travaux suggère que Vindolanda sert alors de camps de base pour la construction de la section centrale du mur d'Hadrien. La présence d'un grand bâtiment en bois à l'ouest du fort pourrait même être l'indication d'un séjour de l'empereur sur place. En 140 débute la construction du mur d'Antonin qui repousse la frontière calédonienne quelque 160 km plus au nord de Vindolanda. Le vaste fort n'a donc plus qu'une utilité marginale. Il est donc à nouveau détruit, nivelé et scellé à l'argile. Un nouveau camp est néanmoins reconstruit à l'emplacement et à la taille des premiers forts du site. Bâti comme ses prédécesseurs, en bois et terre, c'est peut-être lui qui voit les premiers aménagements en pierre. Son aménagement le plus remarquable est cependant une série de trois fossés défensifs sur son flanc ouest. Le fort de Vindolanda est reconstruit, cette fois-ci en pierre, lors de l'abandon du mur d'Antonin vers 160. Ce nouveau camp sert jusqu'au tout début du IIIe siècle, où il est à nouveau rasé pour faire place au fort le plus étrange et inhabituel jamais construit sur le site. Celui-ci est bâti à l'ouest du précédent, sur ce qui deviendra ultérieurement le vicus associé au fort de Vindolanda. Cet étrange camp est en fonction jusqu'en 213. La garnison reconstruit alors un fort en pierre de taille identique aux premières occupations. Ce fort en dur connait différents aménagements et reste en fonction jusqu'en 410 environ. Une agglomération civile se développe à l'ouest, au moins jusqu'à l'abandon du fort.

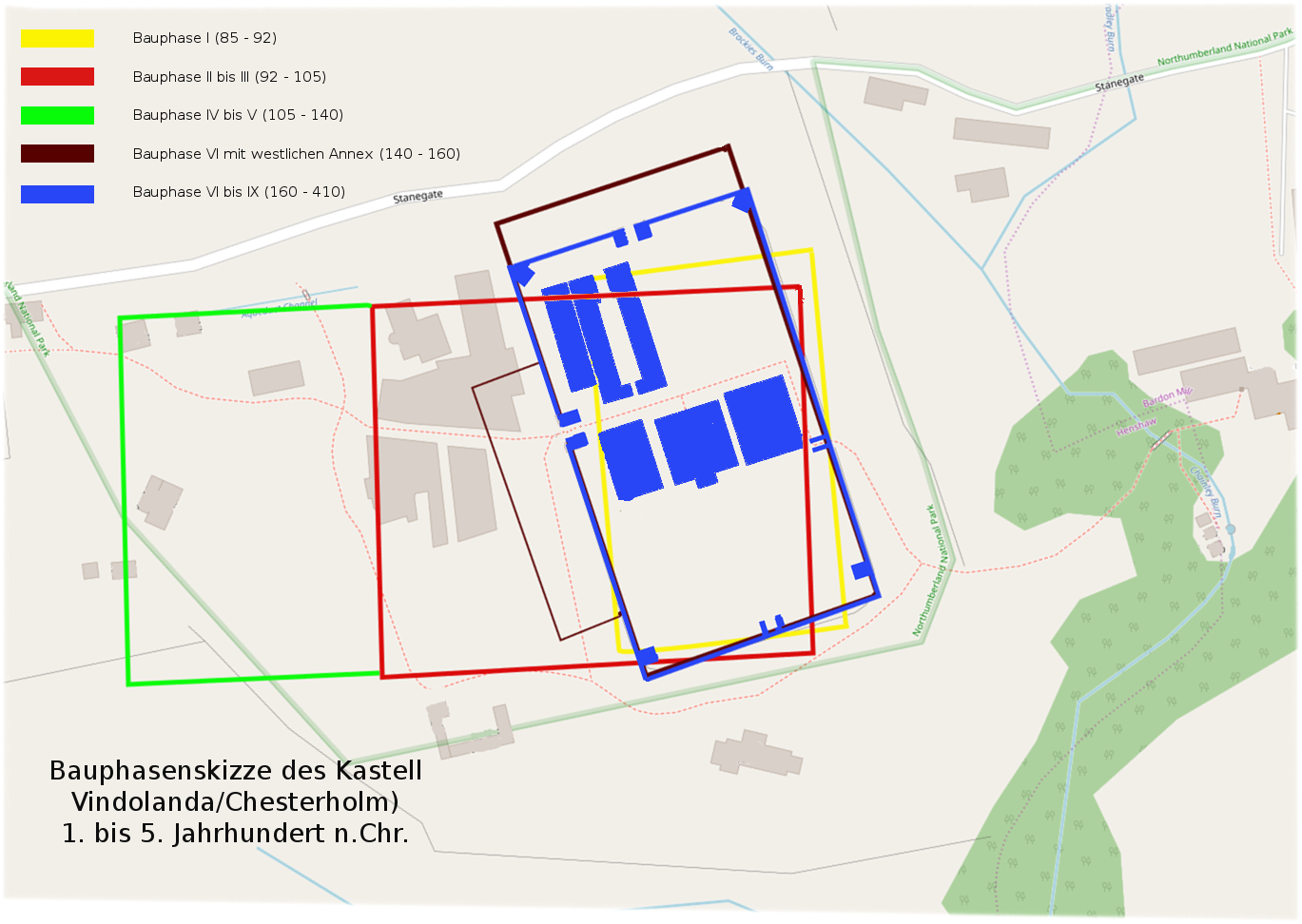
Plans des différentes époques.
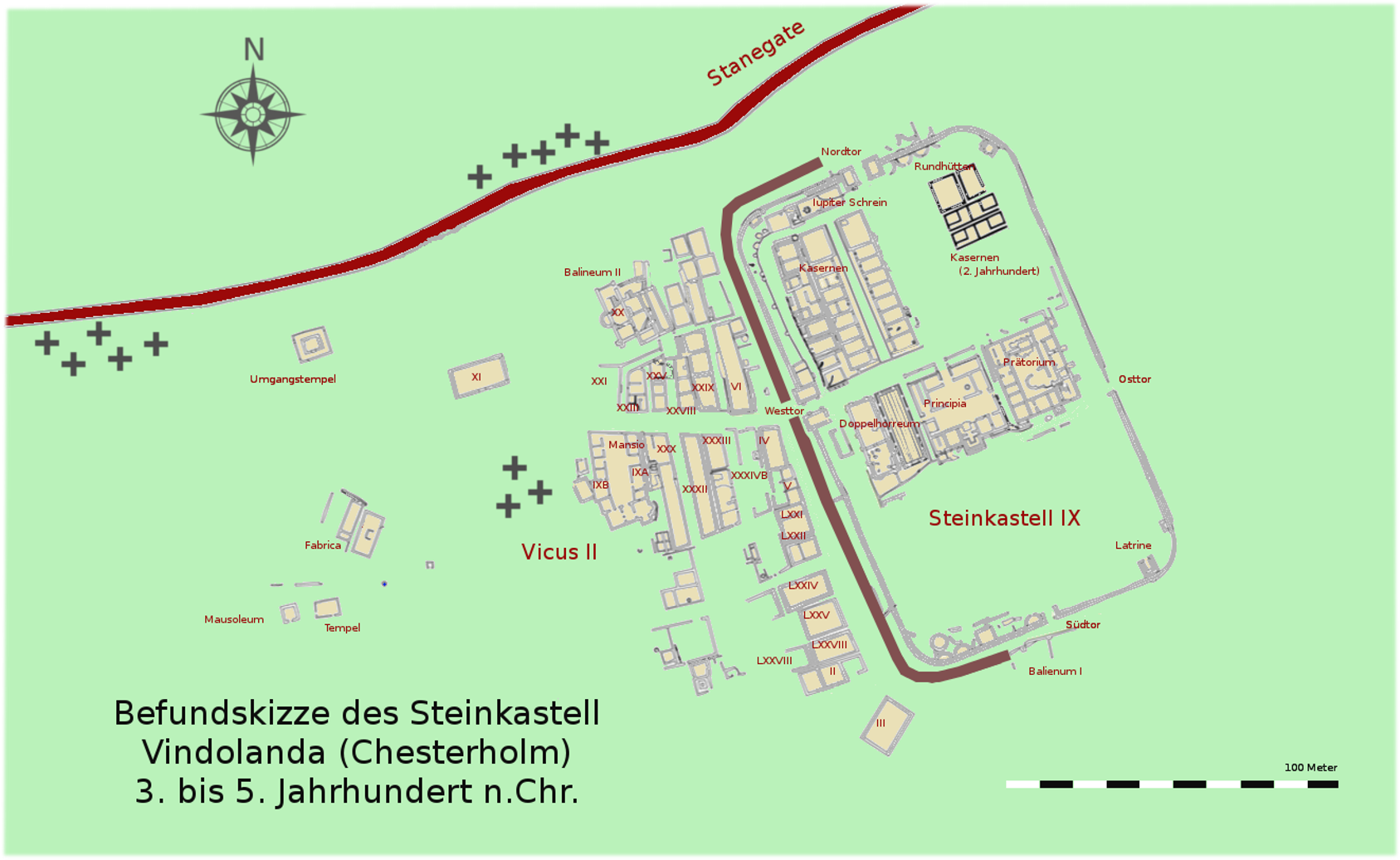
Plan détaillé de l'époque ultérieure.
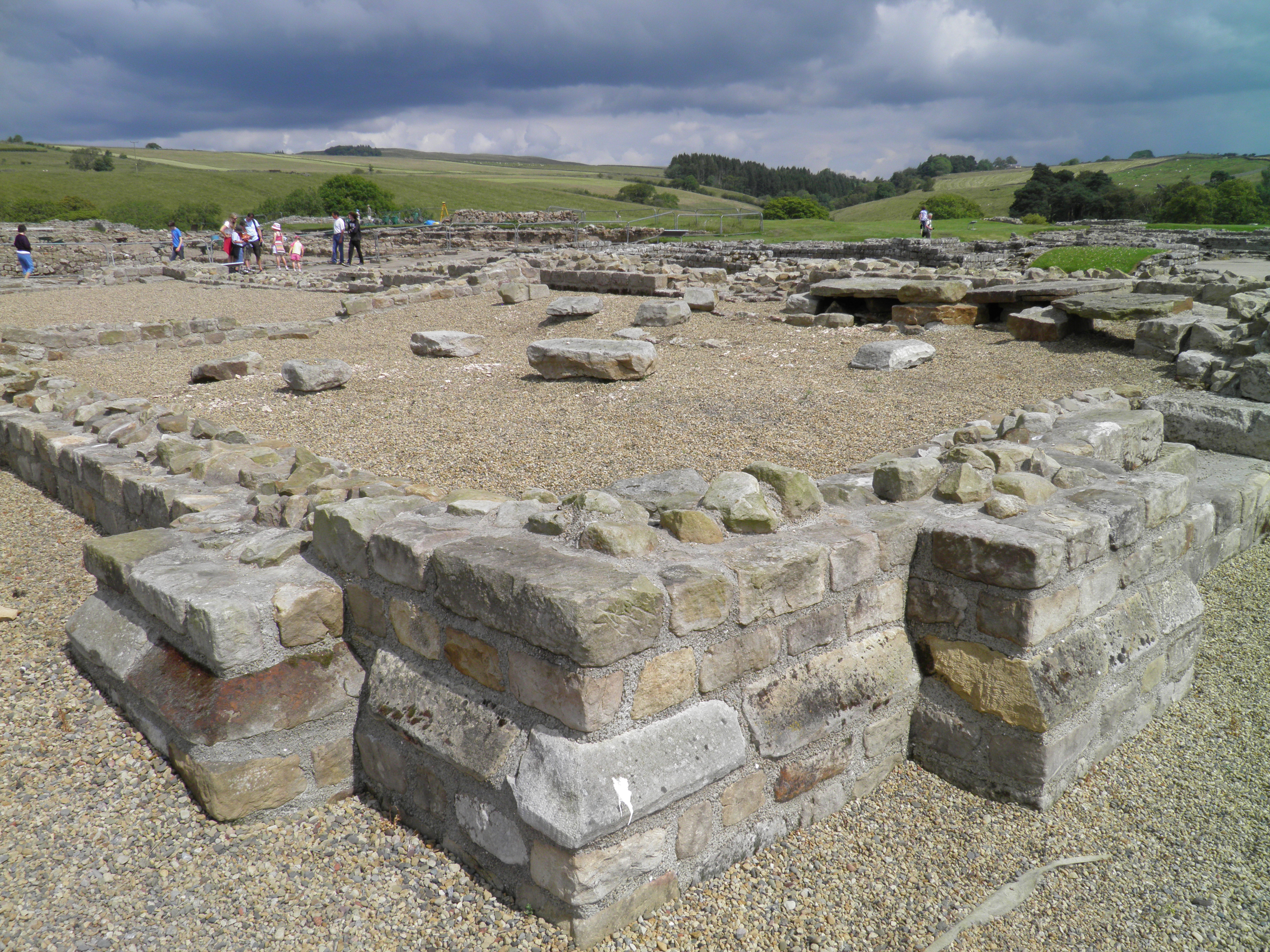
Vestiges du camp.
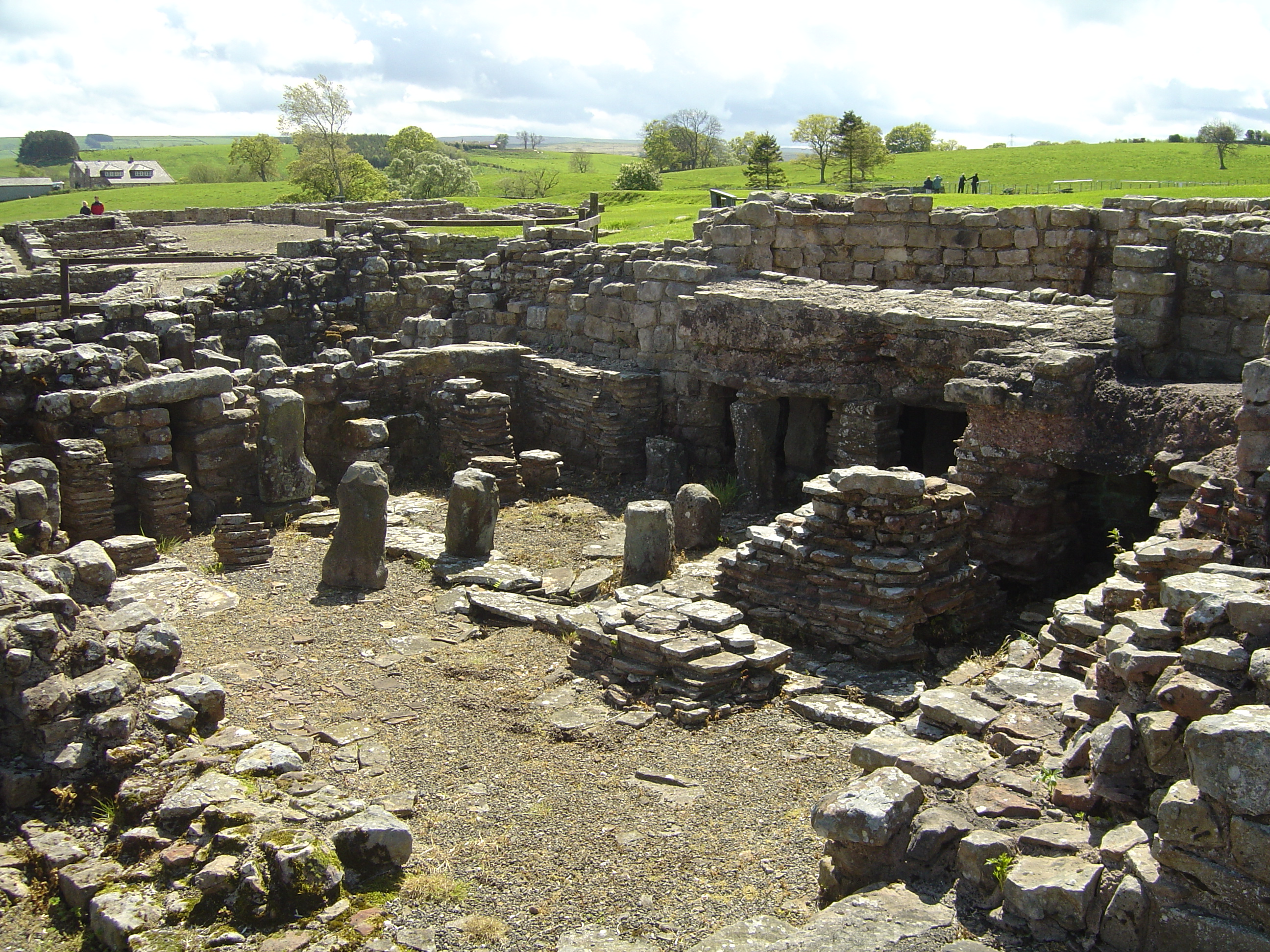
Vestiges des thermes militaires.
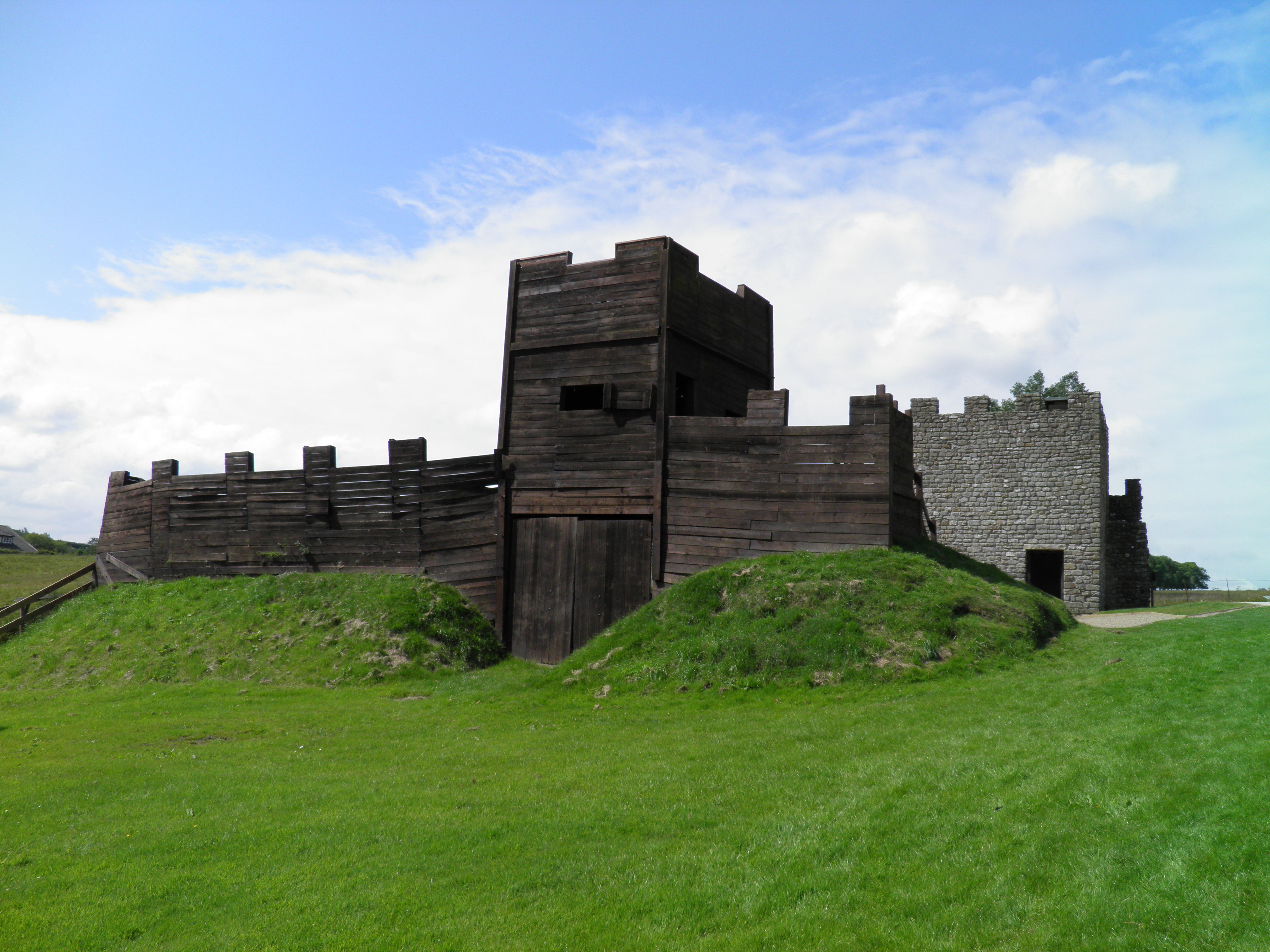
Reconstitution d'une porte.
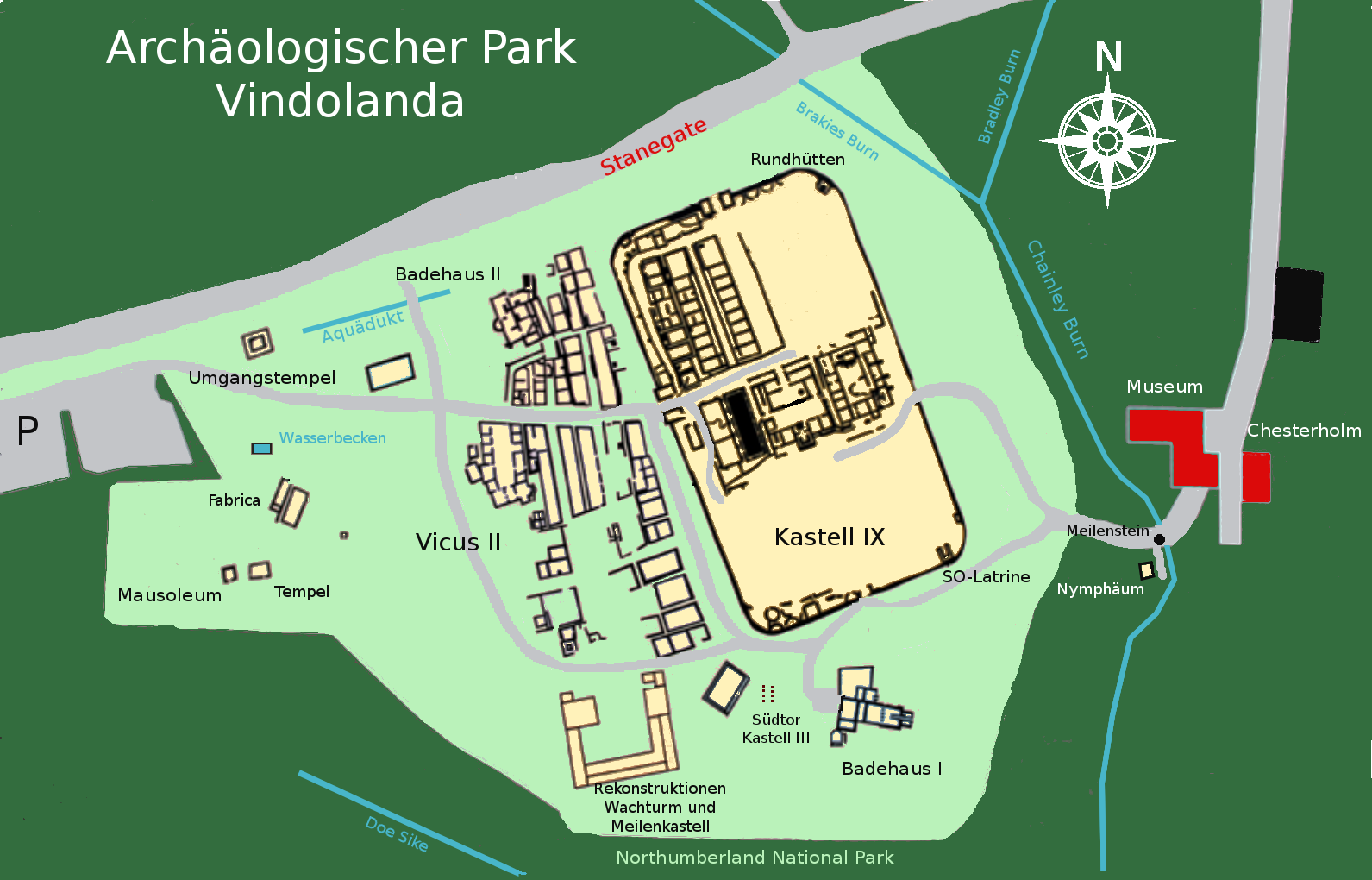
Plan du parc archéologique.

S'ensuit sur la Stanegate les vestiges du fort de Haltwhistle Burn situé sur la rive est de la rivière du même nom.

### Castrum Magnis
Voir ci-dessus, #Castrum Magnis (10), car il est inclus dans les défenses du mur d'Hadrien lors la construction de celui-ci. Ce fort est construit à l'origine pour garder la jonction de la Maiden Way (axe nord-sud) avec la Stanegate (axe est-ouest), la principale voie d'approvisionnement reliant Coria (Corbridge) à l'est à Luguvalium (Carlisle) à l'ouest.
S'ensuivent quatre autres camps, à Throp, Nether Denton, Castle Hill Boothby et Brampton Old Church.

### Castrum Luguvalium
Après leur première conquête de la Bretagne et la révolte de Boadicée, les Romains érigent un fort en bois au sud de la rivière Eden, sur l'emplacement du dernier château de Carlisle, aux environs de l'an 72. Après la démolition du fort vers 103, un deuxième fort en bois est construit. Vers 165, il est remplacé par un fort en pierre.
Ce fort et la ville associée, à l'extrémité occidentale de la Stanegate, se trouve tout au juste au sud du fort du mur Petriana / Uxelodunum, de l'autre côté de la rivière Eden. Une voie d'axe sud-nord passe à Carlisle, reliant la province de Bretagne, avec au sud Brocavum (à Brougham), à la Calédonie, où il y a plusieurs camps avancés : Castra Exploratorum et Blatobulgium.

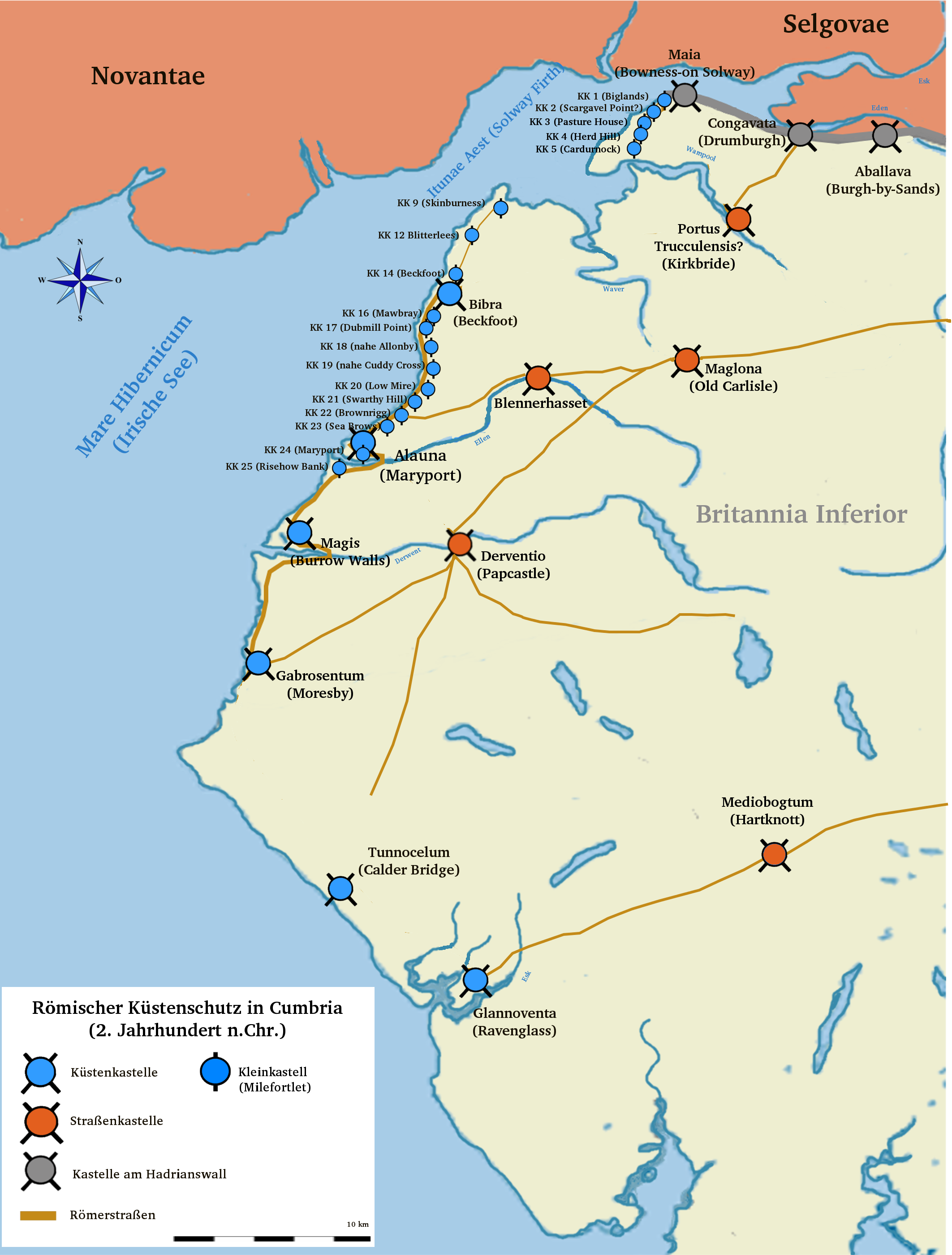
Forts sur la côte de Cumbria.

## Sur la côte de la mer d'Irlande

### Castrum Maia
Voir ci-dessus, #Castrum Maia (16), pour ce fort situé à Bowness-on-Solway, dernier fort à l'extrémité ouest du mur d'Hadrien sur le Solway Firth donnant sur la mer d'Irlande.

### MF1 à MF5
Ces milefortlets sont des tours de guet en pierre qui s'étendent de l'extrémité ouest du mur d'Hadrien, le long de la côte de Cumbria, et sont reliés par une palissade en bois. Ils sont contemporains des structures défensives sur le mur d'Hadrien. Chaque milefortlet a deux tours associées, de construction similaire aux tourelles construites le long du mur d'Hadrien.
Il reste seulement les fondations du MF1. Les photographies aériennes montrent une plate-forme carrée d'environ 50 mètres de large entourée de fossés. Au sol, on ne voit qu'une légère crête qui définit le côté nord et, dans une moindre mesure, le côté ouest. Le MF2 n'a pas été localisé au contraire des trois suivants.
La côte au sud est interrompue par la baie de Moricambe et le prochain fortin connu est le MF9. Les MF6, 7 et 8 ont peut-être été détruits par la mer, mais rien n’indique qu'ils aient jamais existé et le système recommence avec le fortin nommé MF9.

### Portus Trucculensis
Portus Trucculensis correspond à un port romain dans la région de Allerdale, sur la Wampool, au fond de la baie de Moricambe. Le fort associé, de Kirkbride, est construit à la fin du Ier siècle, abandonné, restauré au début du IIe siècle et réoccupé. Il sécurise le port qui sert de base d'approvisionnement pour la partie ouest du mur d'Hadrien.

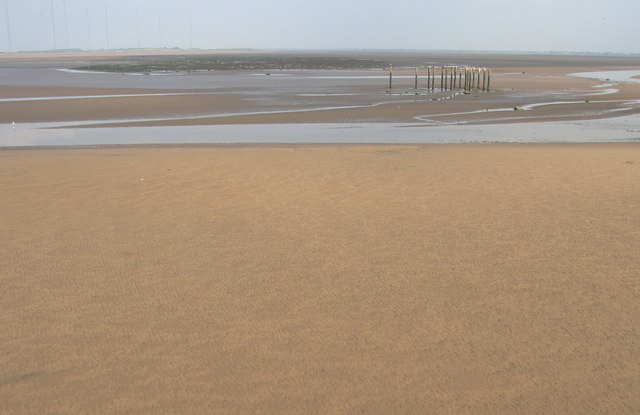
Baie de Moricambe.
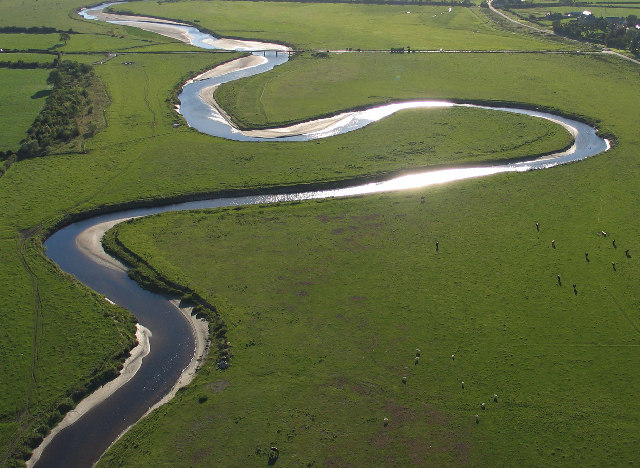
Rivière Wampool.
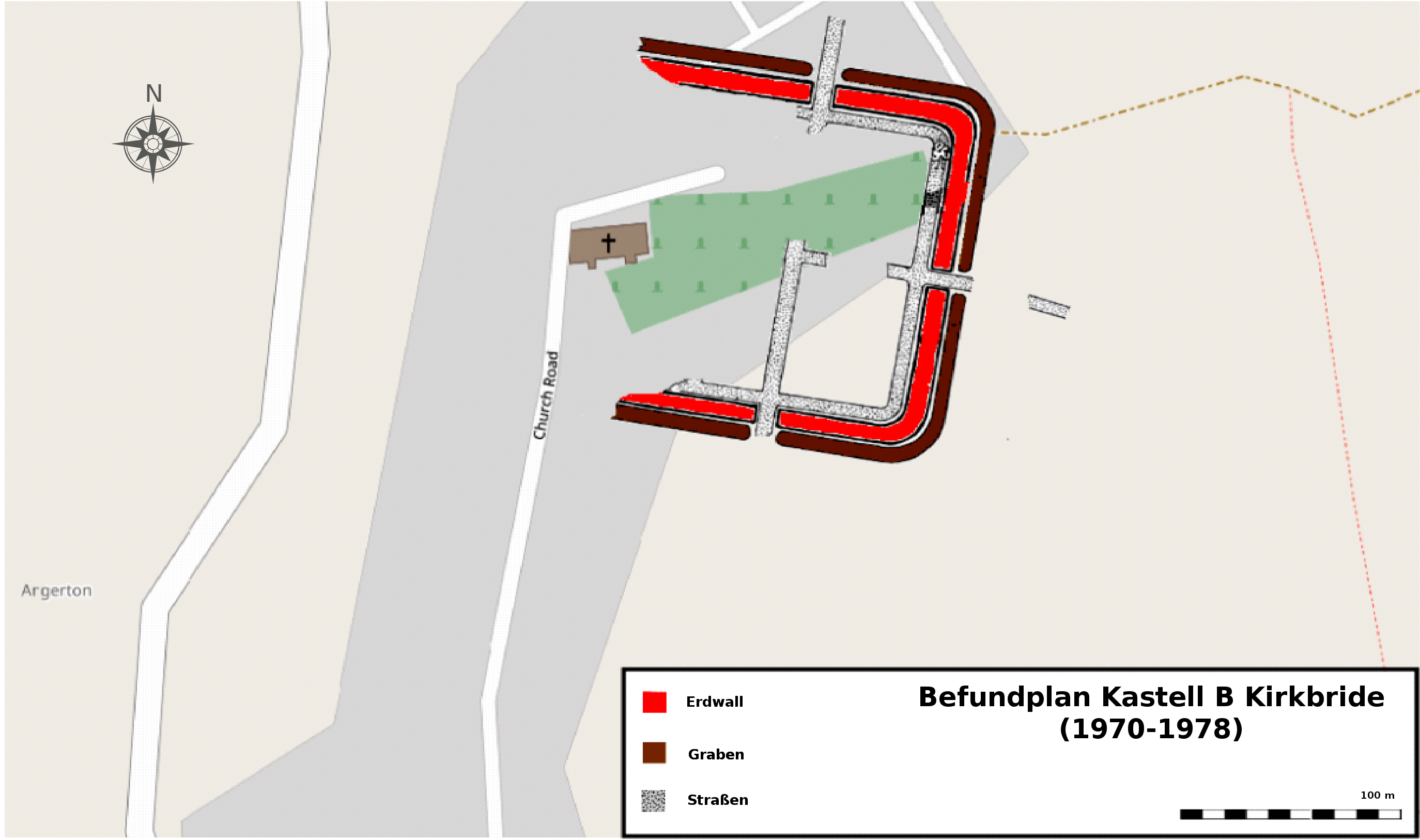
Plan du camp.

### MF9 à MF14
Le MF9 est localisé alors que l'existence des MF10 et MF11 n'a pas été prouvé par des vestiges. Le site du MF12 est endommagé par l'érosion côtière et l'exploitation en carrière, et il est recouvert de végétation. Les deux suivants n'ont pas été localisés.

### Castrum Bibra
Le camp a été partiellement fouillé à la fin du XIXème siècle. En dehors de sa zone, de nombreux tessons de poterie romains ont été découverts, suggérant l’existence d’une colonie civile.

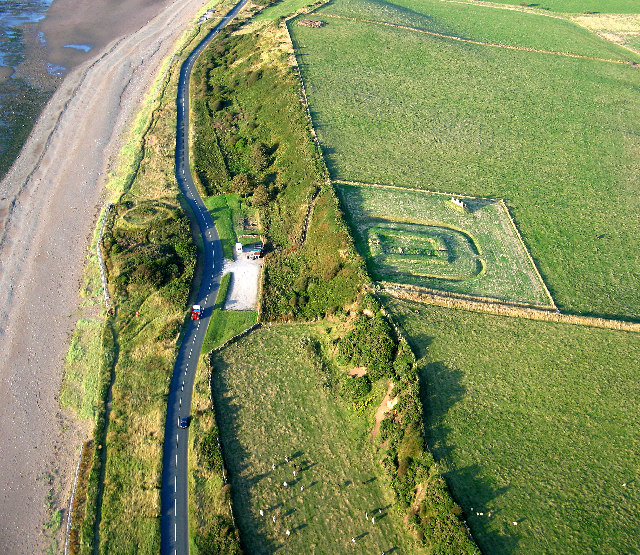
Le MF21.

### MF15 à MF25
Les MF15 et MF16 ont probablement été détruits par l'érosion côtière. Le fortin suivant a été localisé sur des photographies aériennes en 1977. Le MF20 est situé sur une crête basse sur une pente douce faisant face au sud-est.
Le MF21 est un fortin à axe long, avec des remparts de 6 mètres de large et des portes en bois, avec pour dimensions intérieures 14,5 mètres sur 18 mètres.
Les MF22 et 23 ont été localisés. Les deux derniers fortins se situent de l'Ellen au sud de Maryport et du fort romain.

### Castrum Alauna
Il occupe un site côtier près de la ville de Maryport, en Cumbria. Le fort est établi autour de 122 en tant que base de commandement et de ravitaillement pour les défenses côtières du mur d'Hadrien à son extrémité ouest. Il reste d'importants vestiges du fort romain, qui faisait partie d'une série le long de la côte cumbrienne destinée à empêcher le Mur d'Hadrien d'être contourné en traversant le Solway Firth. Des levés géomagnétiques ont révélé une grande ville romaine entourant le fort. Une fouille archéologique a mis au jour un deuxième fort, plus ancien, situé à côté et partiellement sous les vestiges actuels.

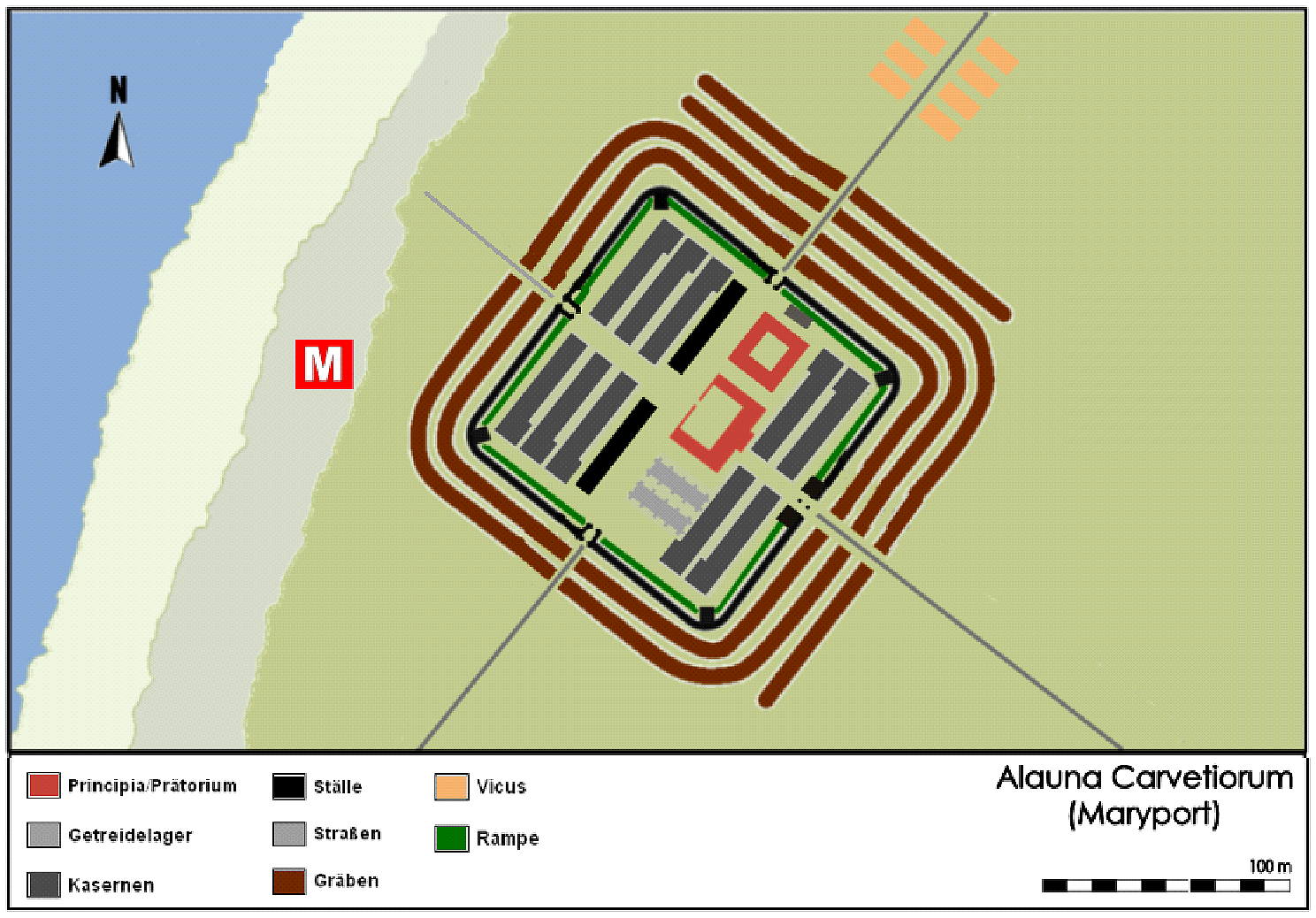
Plan du fort.
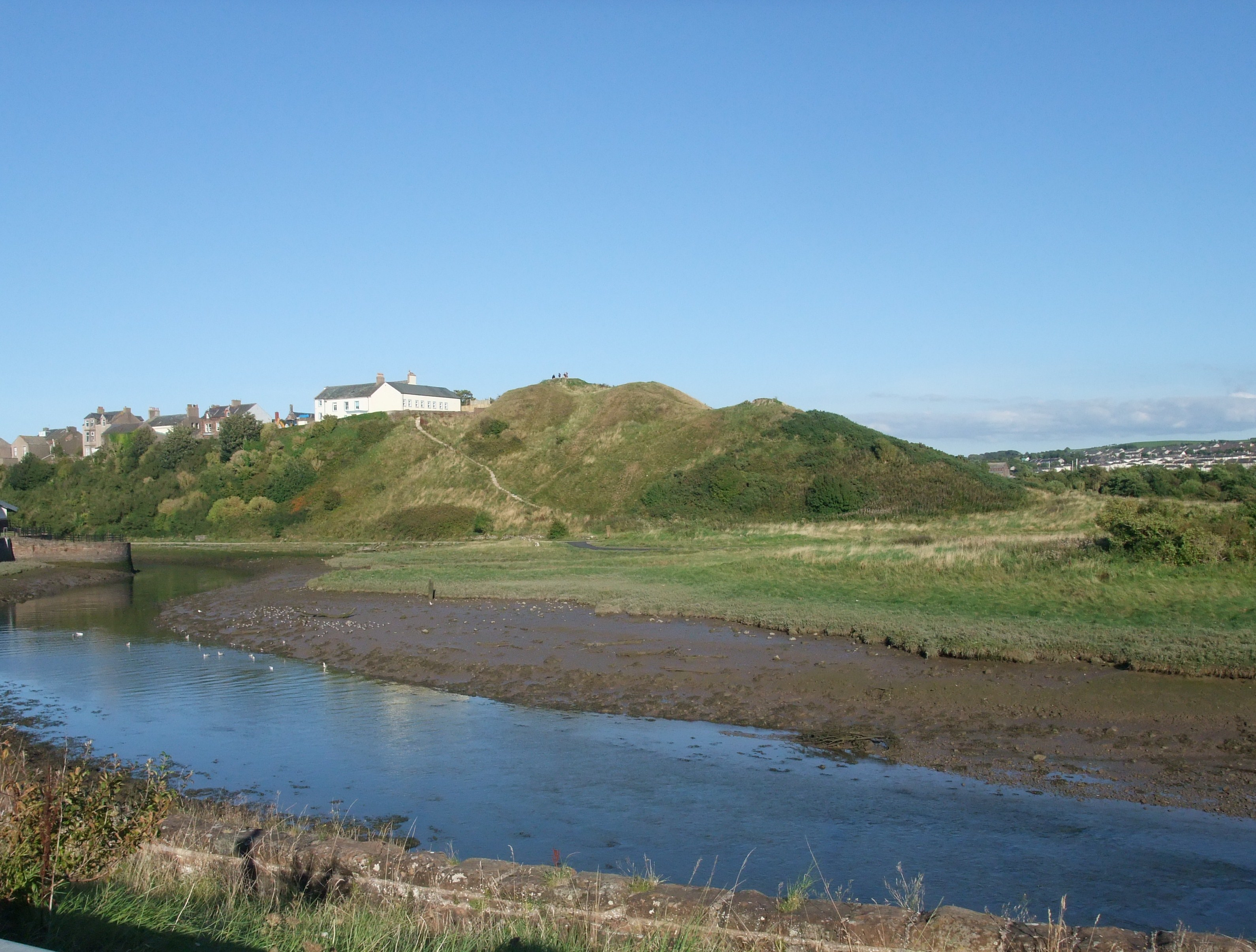
Maryport Castle Hill.
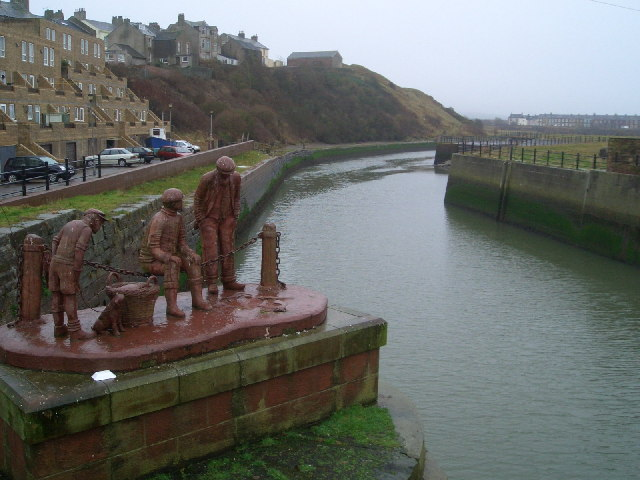
La rivière Ellen.

### Entre Maryport et Ravenglass
Il ne reste que peu de vestiges du fort de Magis (aujourd'hui Workington), si ce n'est les fondations au sol des murs et des bâtiments. Dans le camp, il reste les vestiges du mur d'une tour médiévale. S'ensuivent les forts de Gabrosentum (aujourd'hui Parton/Moresby), qui comprend les vestiges d'un fort et d'une colonie civile, puis celui de Tunnocelum (aujourd'hui Beckermet/Calder Bridge), qui abritait un détachement de soldats de la flotte dans l'Antiquité tardive. Ces forts font partie d'un système de sécurité côtière, constitué d'une série de forts et de tours de guet, le long de la côte ouest du Cumbria, qui était conçu pour empêcher le contournement du flanc occidental du mur d'Hadrien.

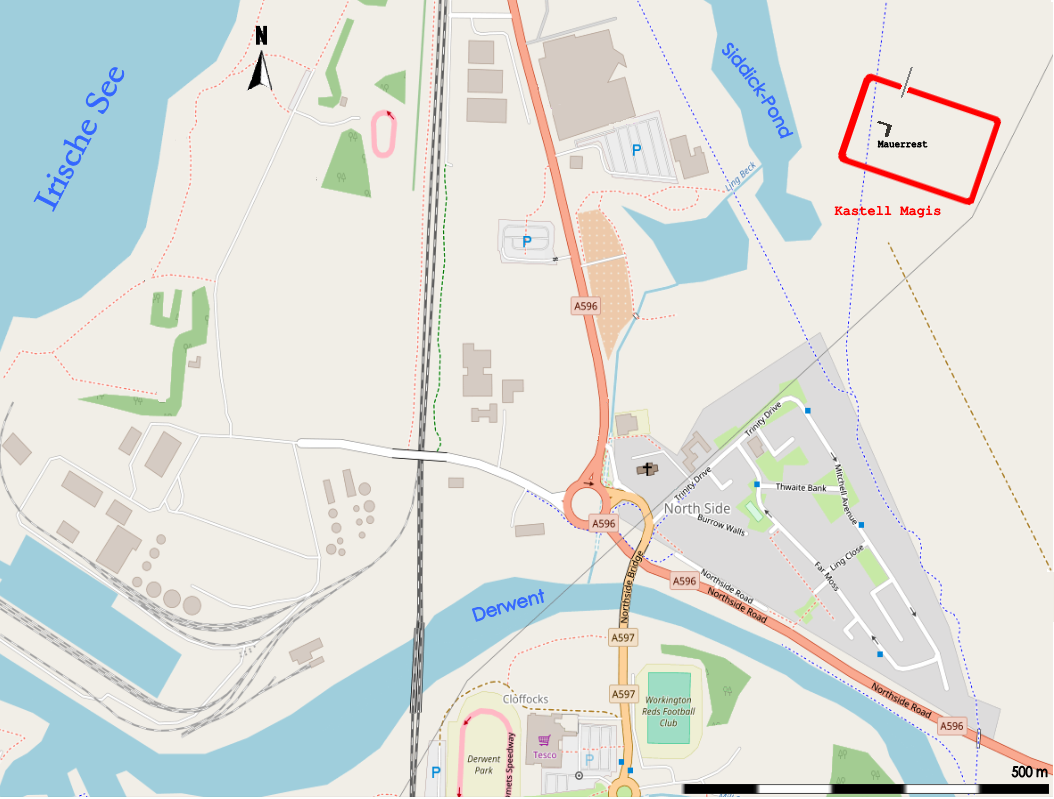
Site du fort Magis.
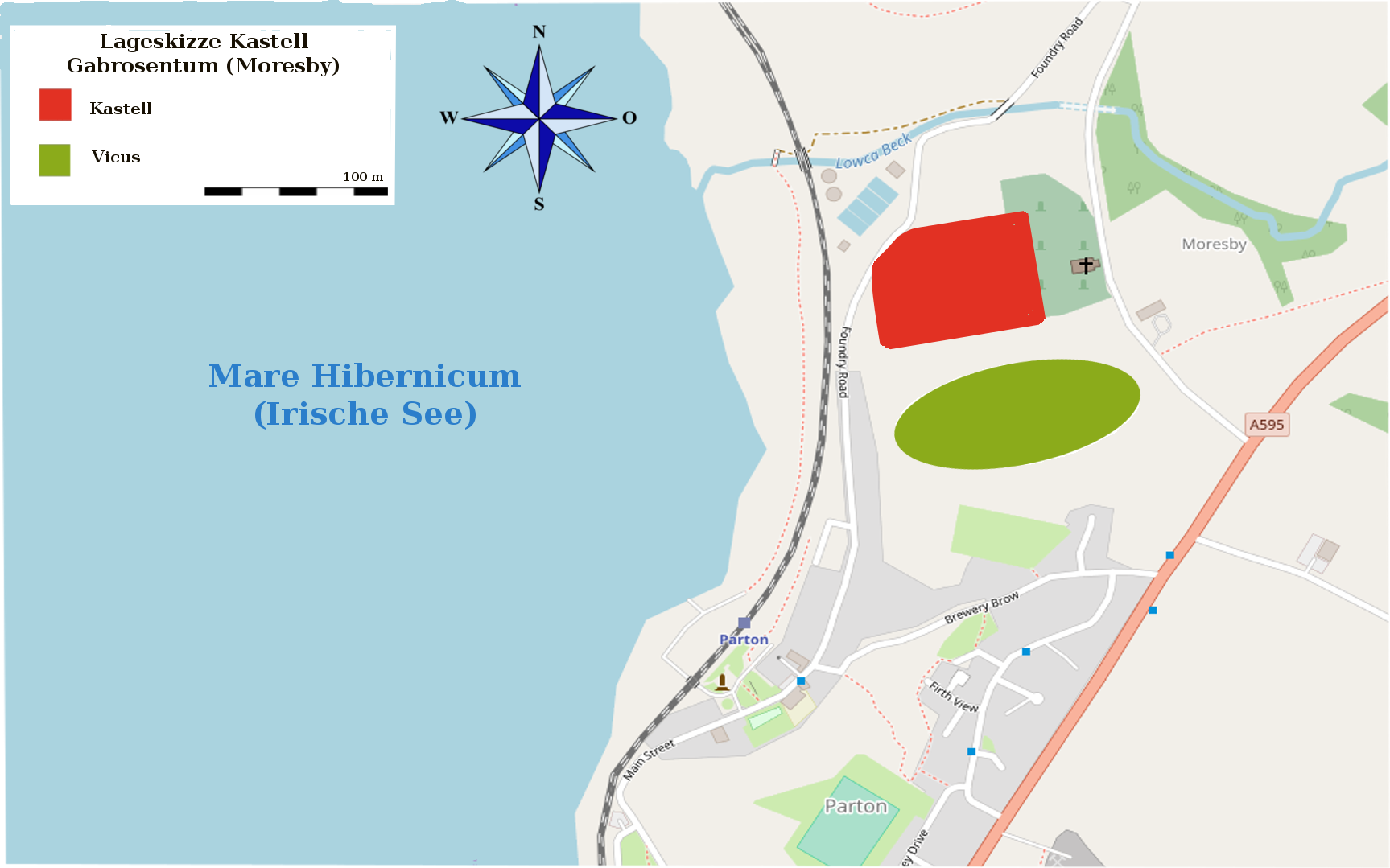
Site du fort et du vicus Gabrosentum.
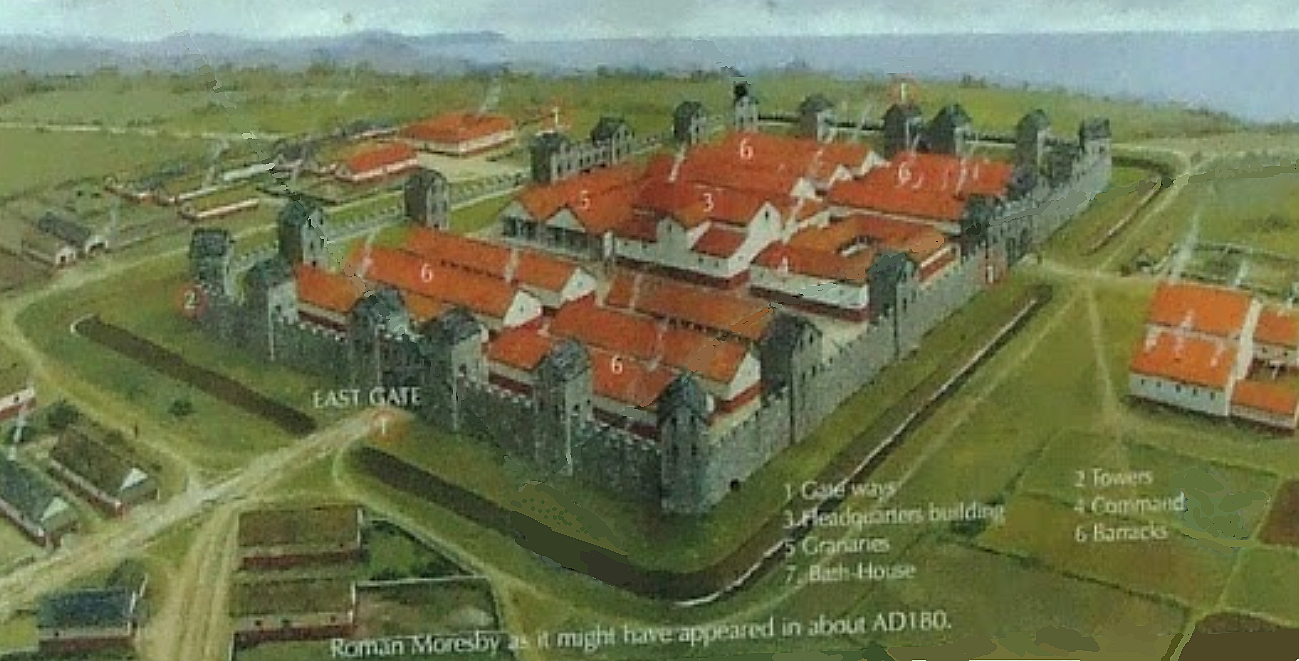
Reconstitution de Gabrosentum.

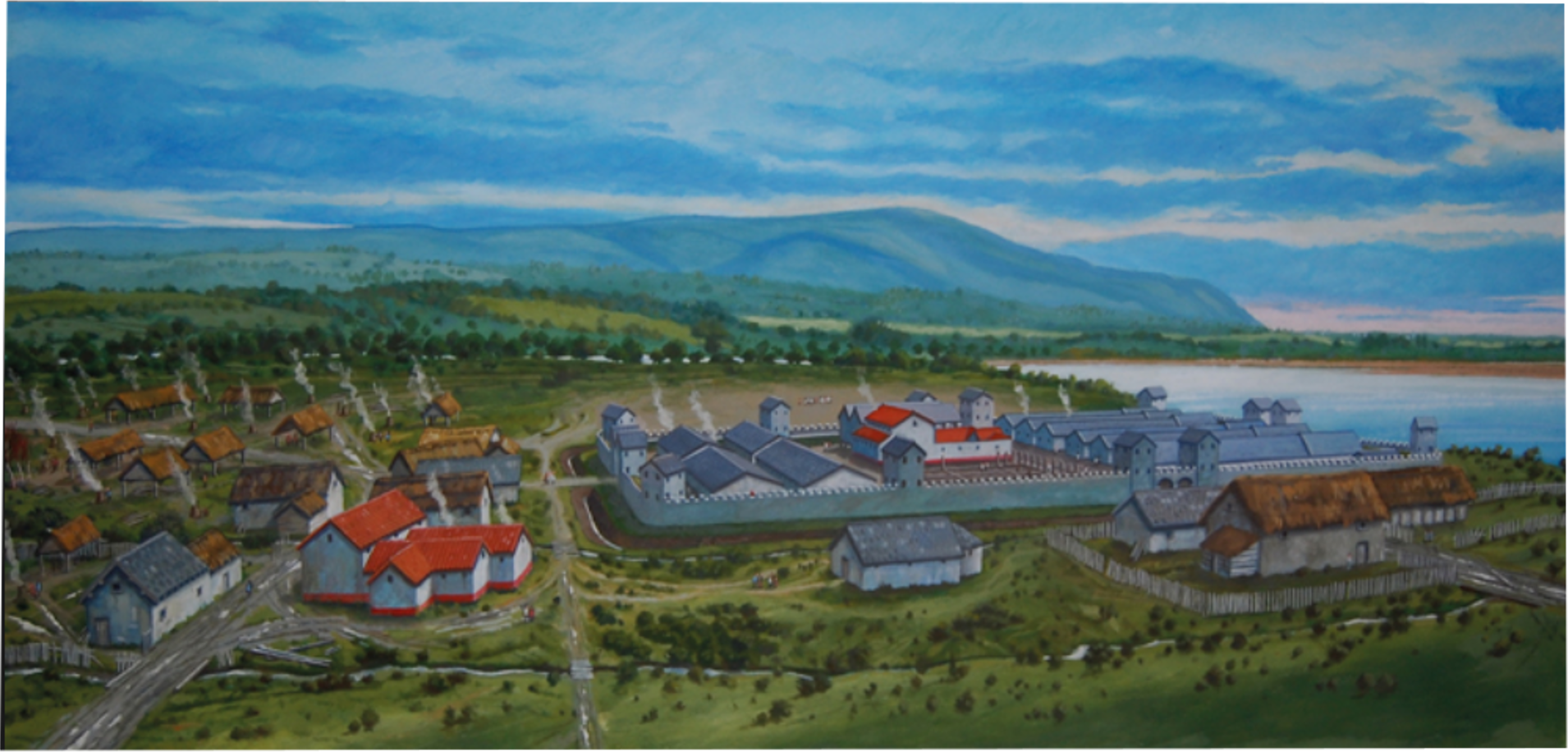
Reconstitution du site antique de Ravenglass.

### Castrum Glannoventa

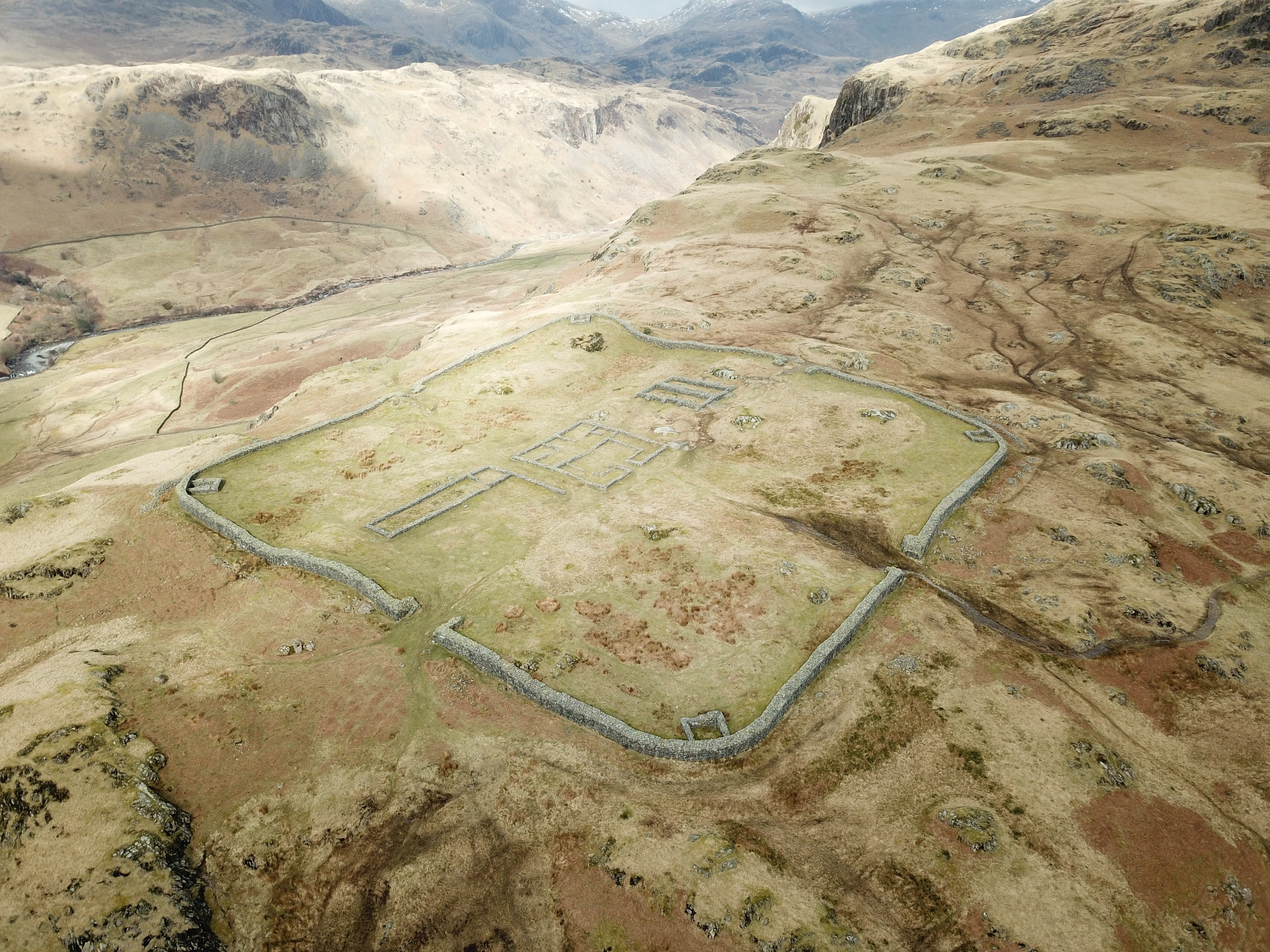
Vue aérienne des vestiges de Mediobogdum.

Ce fort est situé aujourd’hui sur le territoire de la ville de Ravenglass. Appelées localement Walls Castle, les principales ruines romaines du site sont les murs des thermes romains, faisant que le site est connu sous le nom de Ravenglass Roman Bath House.
Le camp est fondé en l’an 130, et occupé par les Romains pendant environ 300 ans. Des routes venaient du nord-ouest de l’Angleterre, menant au camp de Galava par le col de Hardknott, gardé par le fort de Mediobogdum (ou fort romain de Hardknott). Les ruines des fortifications sont encore visibles, le rempart oriental se dressant à 1,5 mètre ; elles sont situées à 400 mètres au sud du bourg contemporain, derrière celles plus monumentales des thermes.
Il défend l’une des principales bases navales romaines de la province de Bretagne. Les sceaux en plomb découvert près du site indiquent qu’était basée ici la première cohorte de la flotte Ælienne, une partie de la Classis Britannica, la flotte britannique romaine. La base est l’extrémité sud de la série de tours de guet et de fortifications érigées sur la côte nord-ouest de l’actuelle Cumbria.

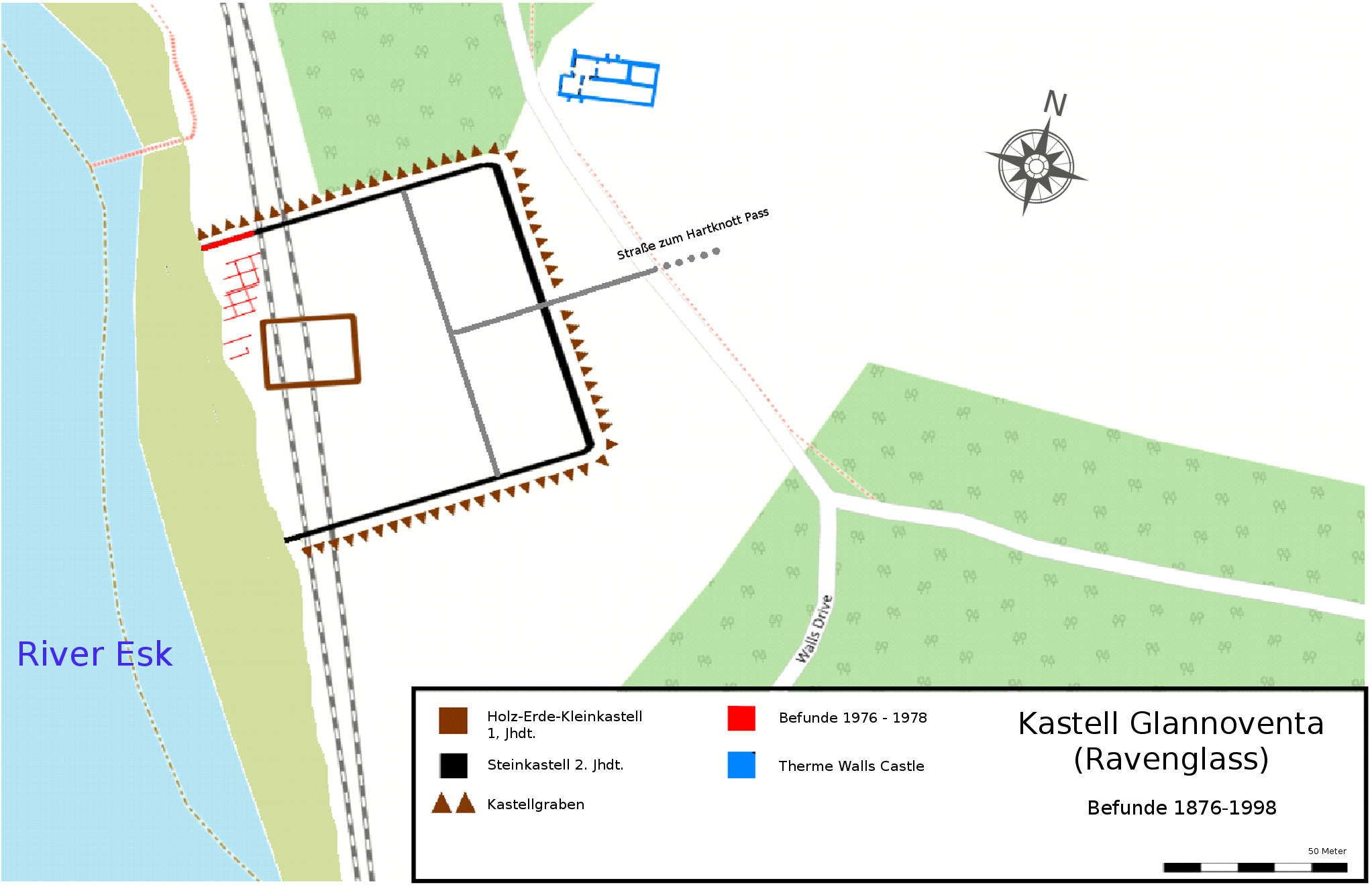
Plan du site de Glannoventa.
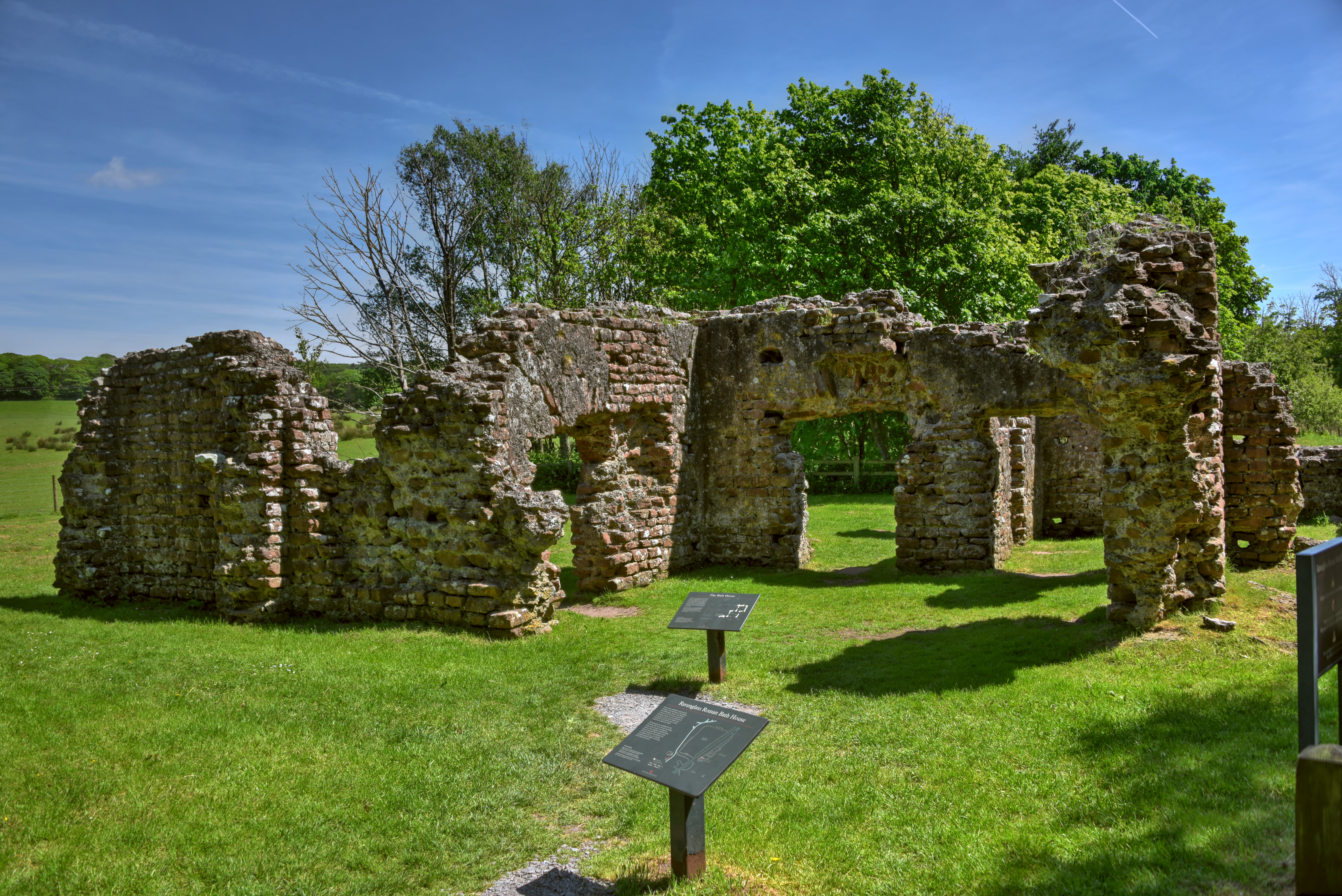
Vestiges des thermes.
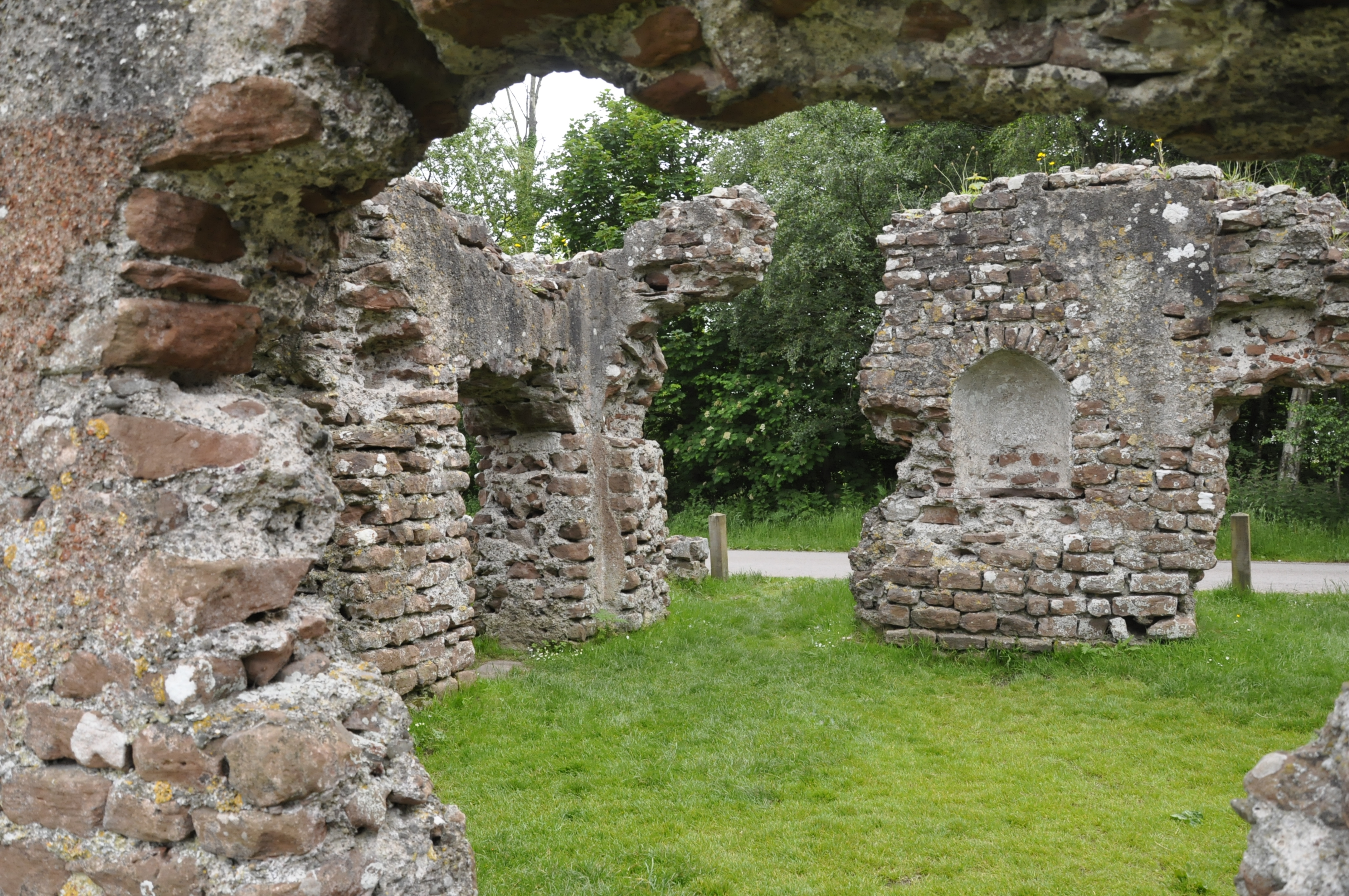
Détail de l'apodyterium.

## Dans les montagnes de Cumbria

### Castrum Mediobogdum
Ce fort garde le col de Hardknott, dominant la rivière Esk, dans le parc national du Lake District. Il est sur la route entre le fort de Galava, aujourd’hui à Ambleside, et la base navale de Glannoventa, aujourd’hui à Ravenglass.
La fortification est construite à l’époque d’Hadrien entre 120 et 138. Elle est abandonnée au milieu du IIe siècle en raison de l’avancée d’Antonin le Pieux en Écosse. Le fort est occupé à nouveau vers l’an 200, et continue à être utilisé jusqu’à la fin du IVe siècle. Durant cette période, une importante colonie romaine s’installe à l’extérieur du fort. Ce dernier est carré avec des angles arrondis, faisant 114 mètres de long à l’extérieur et 105 à l’intérieur. En dehors du fort proprement dit se trouvent des thermes.

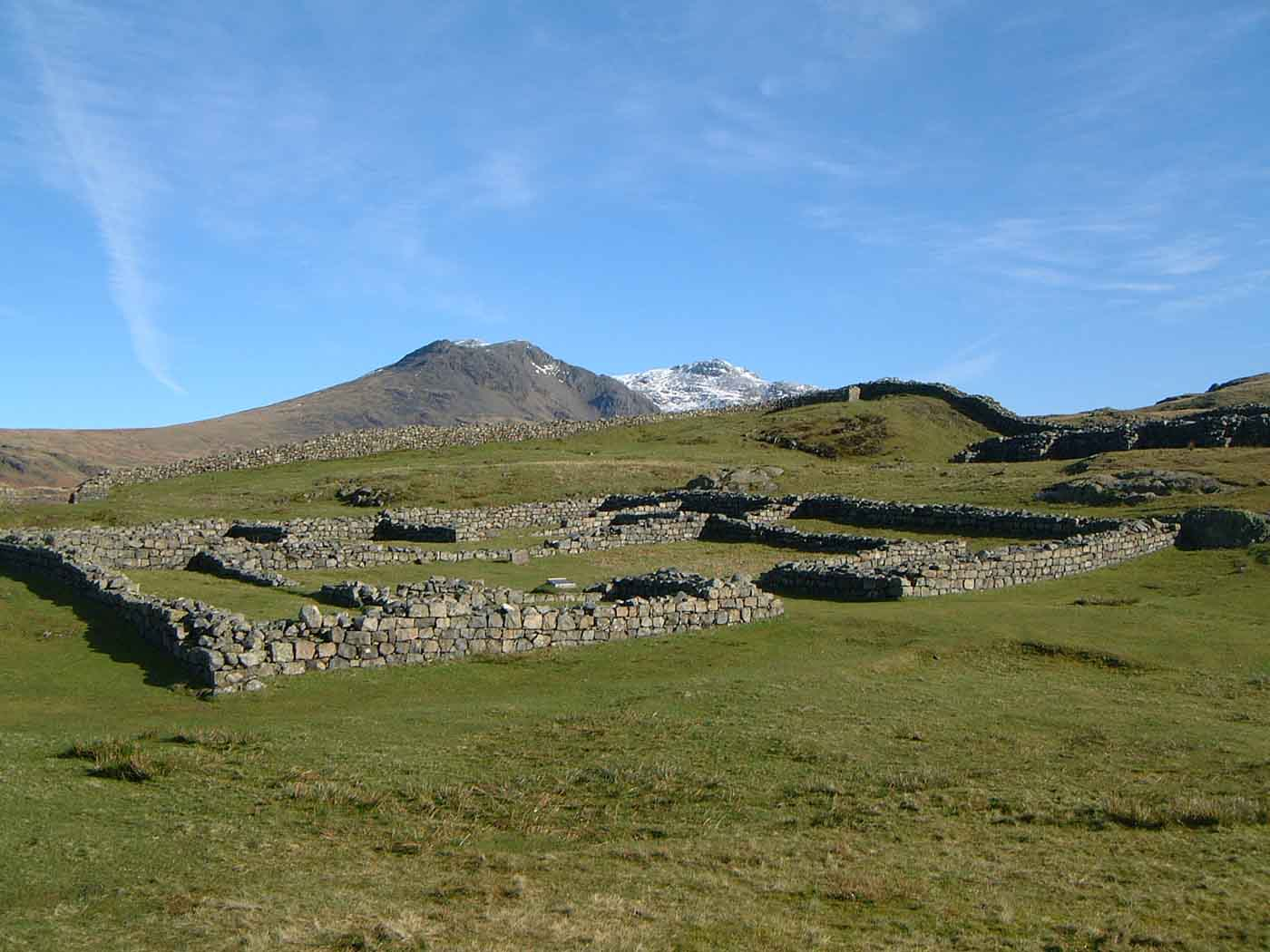
Vestiges du fort.
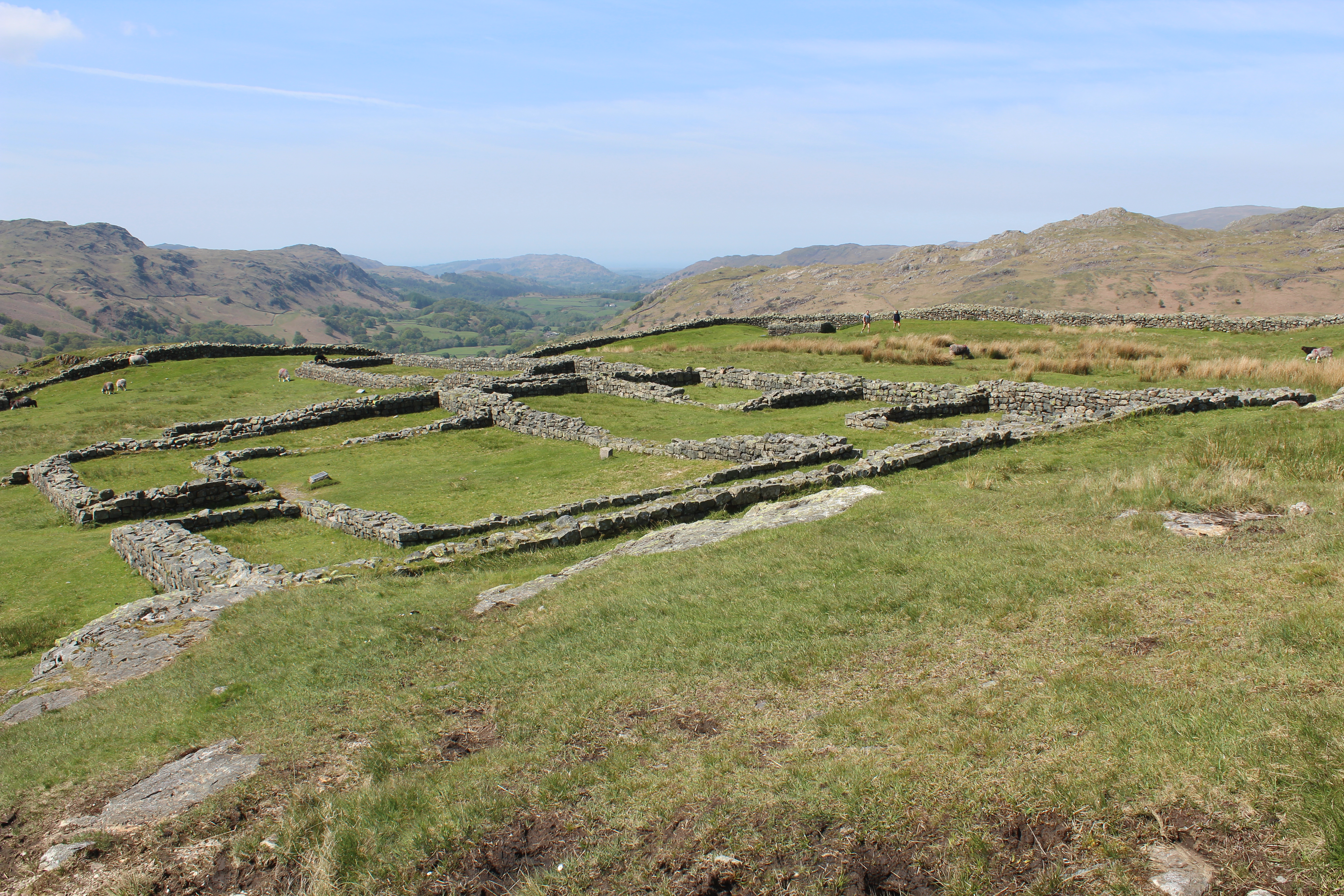
Vestiges du quartier général.
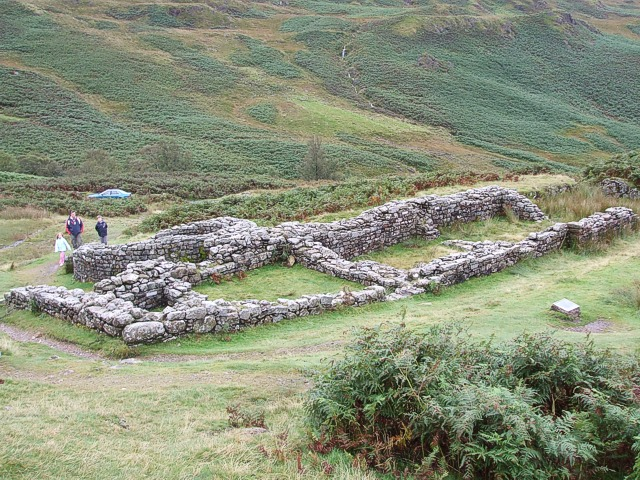
Vestiges des thermes.

### Castrum Galava
Ce fort, aussi appelé le fort romain d’Ambleside, est situé au nord du lac Windermere, dans le village de Waterhead (en), non loin d’Ambleside. Il garde la route romaine entre Glannoventa (à Ravenglass) sur la côte et Brocavum (à Brougham) puis Bravoniacum (Kirkby Thore près de Penrith) dans les terres, d'où partent respectivement une voie romaine menant au nord à Luguvalium (Carlisle), au camp de Petriana / Uxelodunum sur le mur d'Hadrien puis aux forts avancés de Castra Exploratorum et Blatobulgium, ainsi que la Maiden Way rejoignant les camps de Banna et Magnis puis le fort avancé de Fanum Cocidi.
Un premier fort est établi à l’époque où Cnaeus Julius Agricola était gouverneur, autour de l’an 79. Ce premier fort a probablement été abandonné rapidement, dès 85. Le fort dont on voit aujourd’hui les vestiges est construit en pierres au début du IIe siècle, à l’époque d’Hadrien. Le site est utilisé jusqu’au moins 365, puis laissé à l’abandon. Le fort est une enceinte rectangulaire d’environ 90 mètres sur 130 mètres.

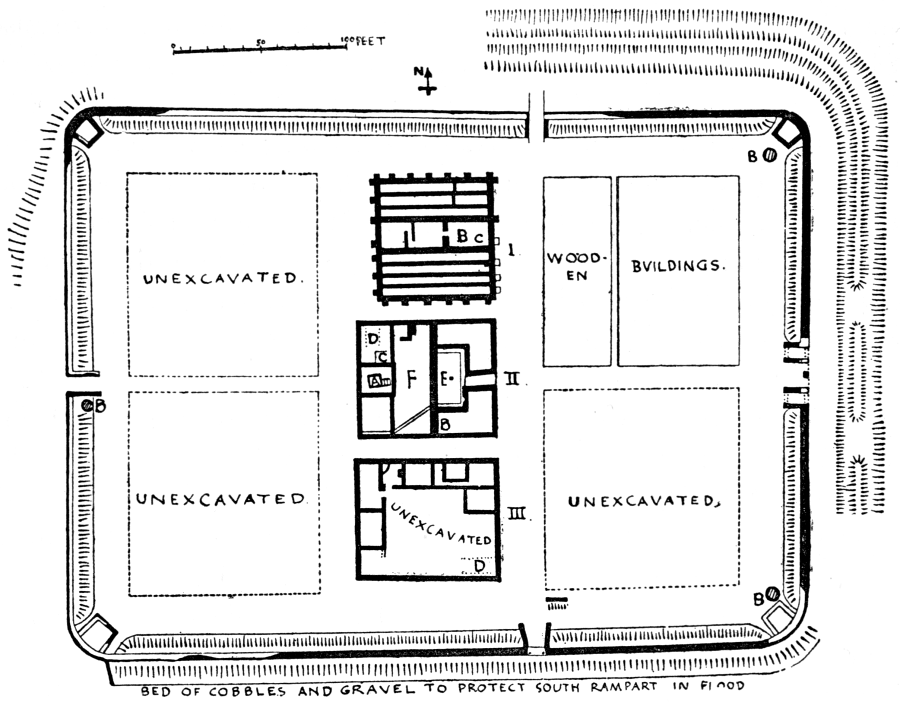
Plan du camp.
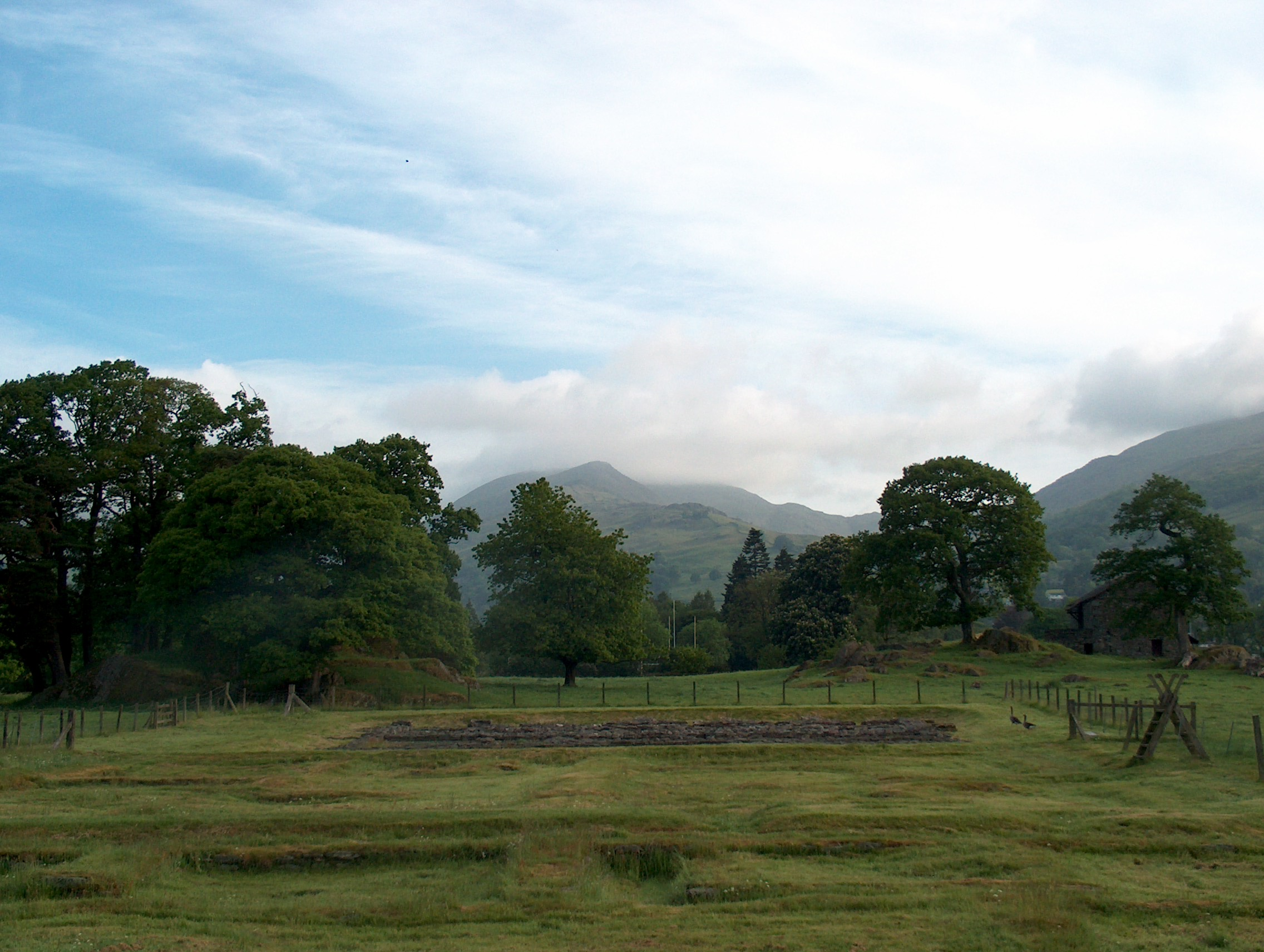
Vestiges du fort.
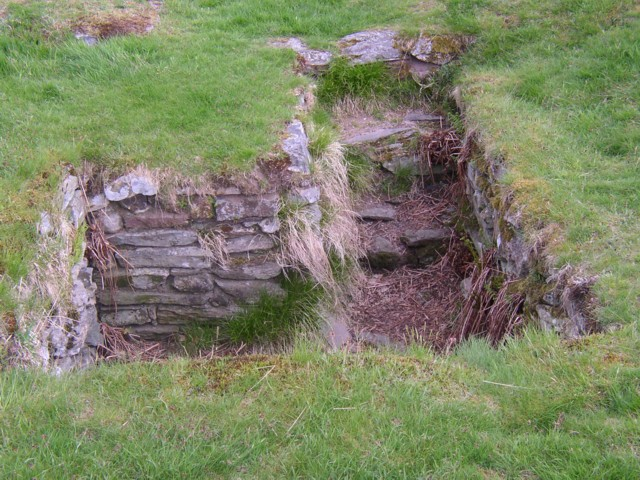
La salle enterrée, contenant peut-être les fonds de la cohorte.
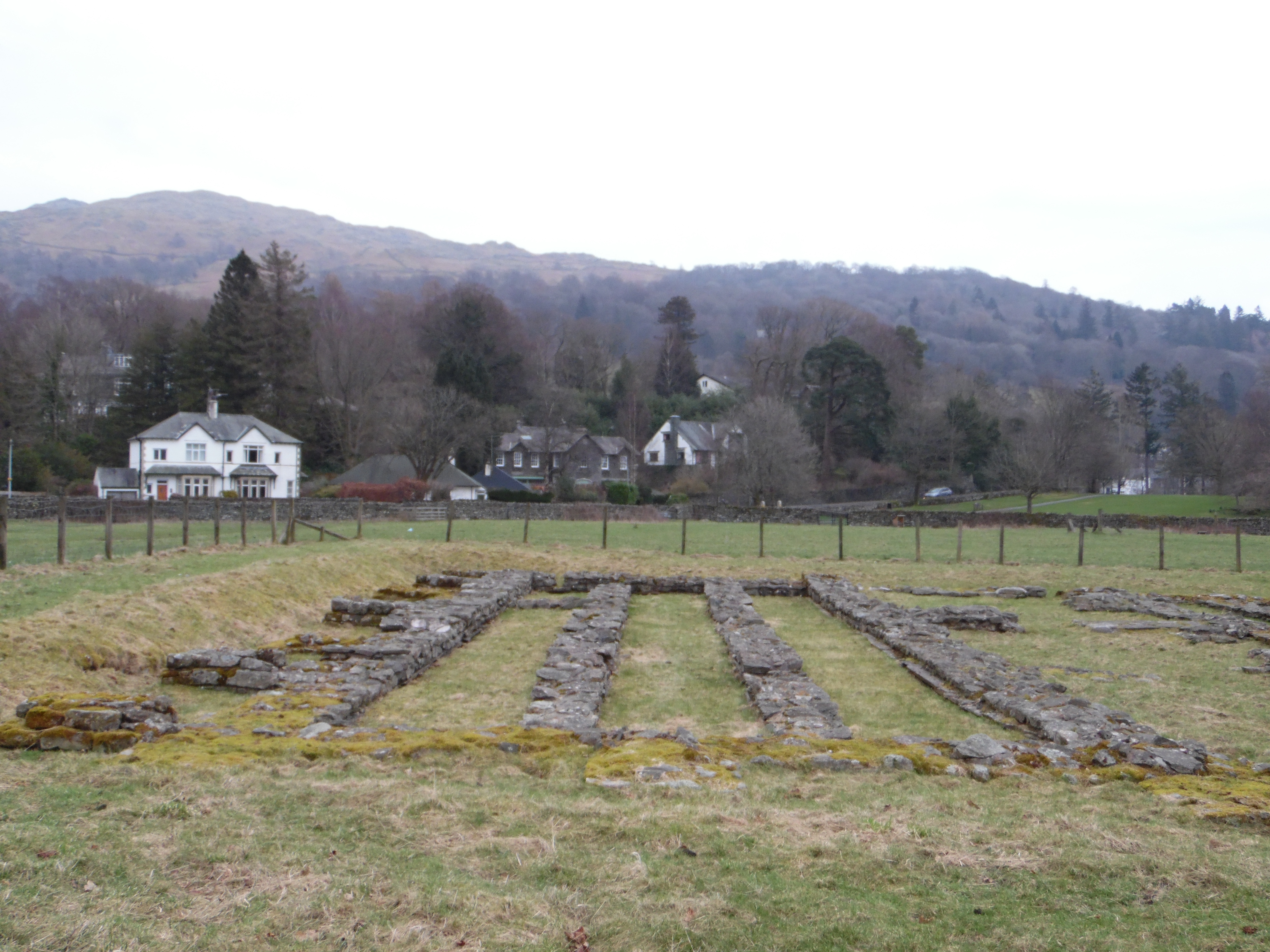
Vestiges du camp.